# Lista de personagens de The Walking Dead (série de televisão)

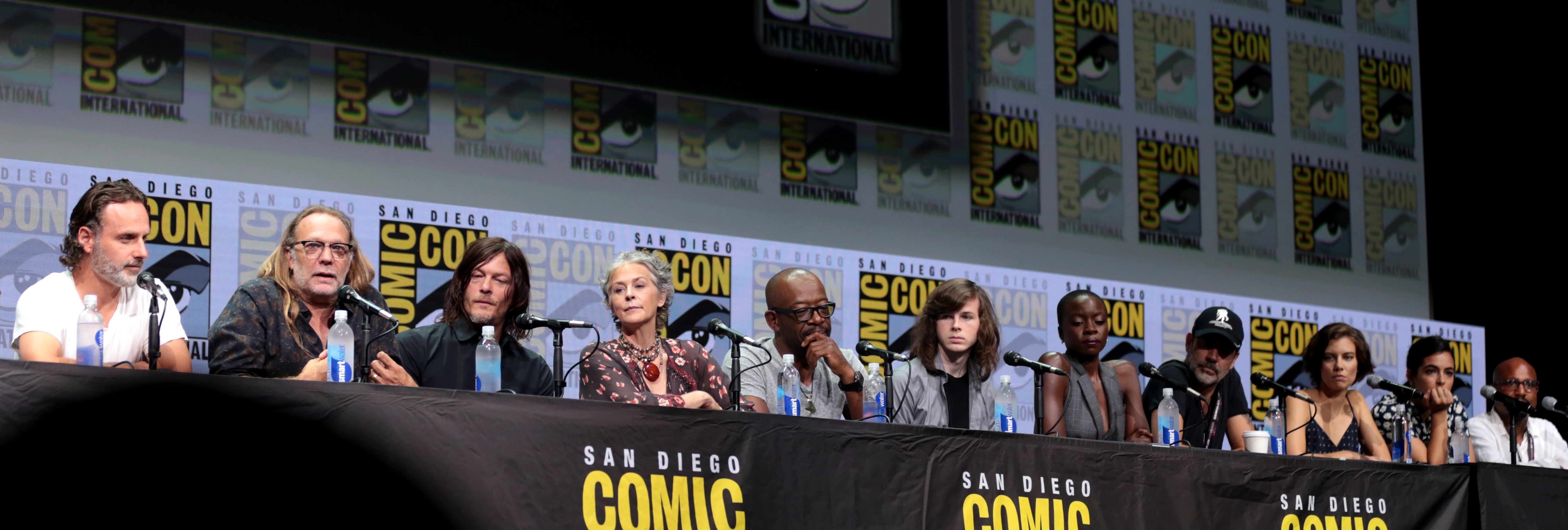
Da esquerda à direita: Andrew Lincoln (Rick), Greg Nicotero (produtor), Norman Reedus (Daryl), Melissa McBride (Carol), Lennie James (Morgan), Chandler Riggs (Carl), Danai Gurira (Michonne), Jeffrey Dean Morgan (Negan), Lauren Cohan (Maggie), Alanna Masterson (Tara) e Seth Gilliam (Gabriel) em um painel da série na San Diego Comic-Con em 21 de julho de 2017

A seguir se apresenta a lista de personagens de The Walking Dead, série de televisão pós-apocalíptica de terror e drama desenvolvida por Frank Darabont e baseada na série de banda desenhada de mesmo nome de autoria de Robert Kirkman, Tony Moore e Charlie Adlard. Embora alguns personagens apareçam tanto na televisão quanto na série de quadrinhos, a continuidade da série de televisão não é compartilhada com a série de quadrinhos original.

## Aparições

### Personagens principais
= Personagem principal
     = Personagem recorrente
     = Participação / Convidado / Não creditado / Arquivo de imagem
| Ator                   | Personagem                 | Temporadas | Temporadas | Temporadas | Temporadas | Temporadas | Temporadas | Temporadas | Temporadas | Temporadas | Temporadas | Temporadas | Total |
| Ator                   | Personagem                 | 1          | 2          | 3          | 4          | 5          | 6          | 7          | 8          | 9          | 10         | 11         | Total |
| ---------------------- | -------------------------- | ---------- | ---------- | ---------- | ---------- | ---------- | ---------- | ---------- | ---------- | ---------- | ---------- | ---------- | ----- |
| Norman Reedus          | Daryl Dixon                | 4          | 12         | 13         | 11         | 12         | 12         | 10         | 15         | 16         | 18         | 12         | 135   |
| Melissa McBride        | Carol Peletier             | 4          | 12         | 10         | 6          | 11         | 10         | 6          | 11         | 12         | 16         | 11         | 109   |
| Andrew Lincoln         | Rick Grimes                | 6          | 13         | 15         | 10         | 13         | 13         | 10         | 15         | 5          | 2          | -          | 101   |
| Lauren Cohan           | Maggie Greene              | -          | 12         | 13         | 8          | 11         | 12         | 7          | 10         | 5          | 4          | 12         | 94    |
| Danai Gurira           | Michonne                   | -          | 1          | 15         | 11         | 12         | 12         | 10         | 11         | 13         | 6          | -          | 91    |
| Christian Serratos     | Rosita Espinosa            | -          | -          | -          | 4          | 14         | 12         | 11         | 11         | 12         | 12         | 11         | 81    |
| Chandler Riggs         | Carl Grimes                | 6          | 12         | 14         | 10         | 12         | 10         | 8          | 6          | -          | 1          | -          | 79    |
| Cailey Fleming[a]      | Judith Grimes              | -          | -          | 10         | 7          | 12         | 10         | 6          | 7          | 10         | 11         | 7          | 77    |
| Josh McDermitt         | Eugene Porter              | -          | -          | -          | 4          | 12         | 11         | 9          | 9          | 11         | 13         | 8          | 73    |
| Steven Yeun            | Glenn Rhee                 | 6          | 12         | 13         | 10         | 14         | 10         | 2          | -          | -          | 1          | -          | 68    |
| Seth Gilliam           | Gabriel Stokes             | -          | -          | -          | -          | 10         | 9          | 9          | 7          | 10         | 9          | 11         | 61    |
| Ross Marquand          | Aaron                      | -          | -          | -          | -          | 7          | 6          | 9          | 8          | 9          | 14         | 10         | 58    |
| Alanna Masterson       | Tara Chambler              | -          | -          | -          | 7          | 12         | 8          | 8          | 11         | 10         | -          | -          | 56    |
| Jeffrey Dean Morgan    | Negan Smith                | -          | -          | -          | -          | -          | 1          | 10         | 11         | 9          | 14         | 9          | 52    |
| Sonequa Martin-Green   | Sasha Williams             | -          | -          | 5          | 9          | 12         | 10         | 8          | 1          | 1          | 1          | -          | 47    |
| Cooper Andrews         | Jerry                      | -          | -          | -          | -          | -          | -          | 5          | 13         | 10         | 10         | 5          | 40    |
| Emily Kinney           | Beth Greene                | -          | 11         | 13         | 8          | 5          | -          | -          | -          | 1          | -          | -          | 38    |
| Khary Payton           | Ezekiel                    | -          | -          | -          | -          | -          | -          | 5          | 10         | 8          | 10         | 7          | 37    |
| Katelyn Nacon          | Enid                       | -          | -          | -          | -          | 2          | 8          | 8          | 9          | 7          | 3          | -          | 37    |
| Lennie James           | Morgan Jones               | 1          | -          | 1          | -          | 3          | 11         | 7          | 11         | 1          | -          | -          | 35    |
| Scott Wilson           | Hershel Greene             | -          | 11         | 13         | 8          | -          | -          | 1          | -          | 1          | -          | -          | 34    |
| Laurie Holden          | Andrea                     | 5          | 13         | 13         | -          | -          | -          | -          | -          | -          | 1          | -          | 32    |
| Michael Cudlitz        | Abraham Ford               | -          | -          | -          | 4          | 13         | 10         | 2          | -          | 1          | 1          | -          | 31    |
| Sarah Wayne Callies    | Lori Grimes                | 6          | 13         | 10         | -          | -          | -          | 1          | -          | 1          | -          | -          | 31    |
| Avi Nash               | Siddiq                     | -          | -          | -          | -          | -          | -          | -          | 8          | 11         | 8          | -          | 27    |
| Callan McAuliffe       | Alden                      | -          | -          | -          | -          | -          | -          | -          | 8          | 8          | 7          | 4          | 26    |
| Tom Payne              | Paul "Jesus" Rovia         | -          | -          | -          | -          | -          | 3          | 7          | 7          | 8          | -          | -          | 25    |
| Chad L. Coleman        | Tyreese Williams           | -          | -          | 5          | 9          | 8          | -          | 1          | -          | 1          | -          | -          | 24    |
| Austin Amelio          | Dwight                     | -          | -          | -          | -          | -          | 4          | 8          | 10         | 1          | -          | -          | 24    |
| Eleanor Matsuura       | Yumiko                     | -          | -          | -          | -          | -          | -          | -          | -          | 10         | 9          | 5          | 23    |
| Nadia Hilker           | Magna                      | -          | -          | -          | -          | -          | -          | -          | -          | 10         | 9          | 6          | 23    |
| Cassady McClincy[b]    | Lydia                      | -          | -          | -          | -          | -          | -          | -          | -          | 8          | 11         | 7          | 22    |
| Jon Bernthal           | Shane Walsh                | 6          | 12         | 1          | -          | -          | -          | -          | -          | 1          | -          | -          | 20    |
| Lauren Ridloff         | Connie                     | -          | -          | -          | -          | -          | -          | -          | -          | 10         | 7          | 6          | 19    |
| David Morrissey        | O Governador               | -          | -          | 13         | 5          | 1          | -          | -          | -          | -          | -          | -          | 19    |
| Samantha Morton        | Alpha                      | -          | -          | -          | -          | -          | -          | -          | -          | 6          | 13         | -          | 19    |
| Lawrence Gilliard Jr.  | Bob Stookey                | -          | -          | -          | 10         | 8          | -          | 1          | -          | -          | -          | -          | 19    |
| Jeffrey DeMunn         | Dale Horvath               | 6          | 10         | -          | -          | -          | -          | -          | -          | 1          | -          | -          | 17    |
| Austin Nichols         | Spencer Monroe             | -          | -          | -          | -          | 3          | 8          | 4          | -          | -          | -          | -          | 15    |
| Xander Berkeley        | Gregory                    | -          | -          | -          | -          | -          | 1          | 5          | 8          | 1          | -          | -          | 15    |
| Pollyanna McIntosh     | Anne (Jadis)               | -          | -          | -          | -          | -          | -          | 3          | 7          | 5          | -          | -          | 15    |
| Ryan Hurst             | Beta                       | -          | -          | -          | -          | -          | -          | -          | -          | 4          | 11         | -          | 15    |
| Michael Rooker         | Merle Dixon                | 2          | 1          | 11         | -          | -          | -          | -          | -          | -          | -          | -          | 14    |
| Steven Ogg             | Simon                      | -          | -          | -          | -          | -          | 1          | 5          | 7          | -          | 1          | -          | 14    |
| Tovah Feldshuh         | Deanna Monroe              | -          | -          | -          | -          | 5          | 6          | -          | -          | -          | -          | -          | 11    |
| Alexandra Breckenridge | Jessie Anderson            | -          | -          | -          | -          | 5          | 6          | -          | -          | -          | -          | -          | 11    |
| Paola Lázaro           | Juanita "Princesa" Sanchez | -          | -          | -          | -          | -          | -          | -          | -          | -          | 4          | 7          | 11    |
| Margot Bingham         | Stephanie Vega/Max         | -          | -          | -          | -          | -          | -          | -          | -          | 1          | 2          | 6          | 9     |
| Josh Hamilton          | Lance Hornsby              | -          | -          | -          | -          | -          | -          | -          | -          | -          | -          | 9          | 9     |
| Michael James Shaw     | Mercer                     | -          | -          | -          | -          | -          | -          | -          | -          | -          | -          | 9          | 9     |
| Lynn Collins           | Leah Shaw                  | -          | -          | -          | -          | -          | -          | -          | -          | -          | 1          | 7          | 8     |
| Andrew J. West         | Gareth                     | -          | -          | -          | 1          | 4          | -          | -          | -          | -          | -          | -          | 5     |

Notas
- a  Judith Grimes foi interpretada por Adelaide & Eliza Cornwell e Loudyn & Leighton Case na terceira temporada; Tinsley & Anniston Price, Sophia & Delia Oeland e Eleora & Elisea DiFranco na quarta; Charlotte & Clara Ward e Kiley & Jaelyn Behun na quinta; Chloe & Sophia Garcia-Frizzi da sexta até a nona e Kinsley Isla Dillon na oitava; atualmente ela é interpretada por Cailey Fleming, que assumiu o papel definitivamente.
- b  Lydia foi interpretada no flashback de "Omega" por Scarlett Blum e no flashback de "We Are the End of the World" por Havana Blum.

### Personagens recorrentes
Abaixo estão os personagens recorrentes significantes.
     = Recorrente
     = Recorrente (créditos no "também estrelando")
     = Participação / Convidado
| Ator                    | Personagem               | Temporadas | Temporadas | Temporadas | Temporadas | Temporadas | Temporadas | Temporadas | Temporadas | Temporadas | Temporadas | Temporadas | Total |
| Ator                    | Personagem               | 1          | 2          | 3          | 4          | 5          | 6          | 7          | 8          | 9          | 10         | 11         | Total |
| ----------------------- | ------------------------ | ---------- | ---------- | ---------- | ---------- | ---------- | ---------- | ---------- | ---------- | ---------- | ---------- | ---------- | ----- |
| Kerry Cahill            | Dianne                   | -          | -          | -          | -          | -          | -          | 4          | 9          | 10         | 8          | 1          | 32    |
| Jason Douglas           | Tobin                    | -          | -          | -          | -          | 4          | 8          | 5          | 7          | 1          | -          | -          | 25    |
| Kenric Green            | Scott                    | -          | -          | -          | -          | -          | 6          | 4          | 8          | 3          | 4          | -          | 25    |
| Matt Lintz[c]           | Henry                    | -          | -          | -          | -          | -          | -          | 3          | 7          | 11         | 2          | -          | 23    |
| Nadine Marissa          | Nabila                   | -          | -          | -          | -          | -          | -          | 1          | 8          | 6          | 7          | 1          | 23    |
| Angel Theory            | Kelly                    | -          | -          | -          | -          | -          | -          | -          | -          | 8          | 10         | 4          | 22    |
| Lindsley Register       | Laura                    | -          | -          | -          | -          | -          | -          | 3          | 5          | 6          | 7          | -          | 21    |
| IronE Singleton         | Theodore Douglas (T-Dog) | 5          | 12         | 3          | -          | -          | -          | -          | -          | -          | -          | -          | 20    |
| Anabelle Holloway[d]    | Gracie                   | -          | -          | -          | -          | -          | -          | -          | 7          | 3          | 6          | 3          | 19    |
| Mandi Christine Kerr    | Barbara                  | -          | -          | -          | -          | 2          | 4          | 1          | 6          | 2          | 3          | 1          | 19    |
| James Chen              | Kal                      | -          | -          | -          | -          | -          | 1          | 3          | 8          | 7          | -          | -          | 19    |
| Antony Azor             | R.J. Grimes              | -          | -          | -          | -          | -          | -          | -          | -          | 4          | 9          | 4          | 17    |
| Jordan Woods-Robinson   | Eric Raleigh             | -          | -          | -          | -          | 4          | 4          | 6          | 3          | -          | -          | -          | 17    |
| Peter Zimmerman         | Eduardo                  | -          | -          | -          | -          | -          | 1          | 6          | 9          | -          | -          | -          | 16    |
| Anthony Lopez           | Oscar                    | -          | -          | -          | -          | -          | -          | 1          | 6          | 4          | 5          | -          | 16    |
| Matt Mangum             | D.J.                     | -          | -          | -          | -          | -          | -          | -          | 5          | 8          | 2          | -          | 15    |
| Dan Fogler              | Luke                     | -          | -          | -          | -          | -          | -          | -          | -          | 7          | 7          | -          | 14    |
| Avianna Mynhier[e]      | Rachel Ward              | -          | -          | -          | -          | -          | -          | 2          | 3          | 3          | 5          | -          | 13    |
| Karen Ceesay            | Bertie                   | -          | -          | -          | -          | -          | 1          | 3          | 4          | 2          | 3          | -          | 13    |
| Jose Pablo Cantillo     | Caesar Martinez          | -          | -          | 11         | 2          | -          | -          | -          | -          | -          | -          | -          | 13    |
| Sydney Park             | Cyndie                   | -          | -          | -          | -          | -          | -          | 2          | 4          | 4          | 2          | -          | 12    |
| Traci Dinwiddie         | Regina                   | -          | -          | -          | -          | -          | -          | -          | 6          | 6          | -          | -          | 12    |
| Dahlia Legault          | Francine                 | -          | -          | -          | -          | 2          | 5          | 3          | 2          | -          | -          | -          | 12    |
| Jane McNeill            | Patricia                 | -          | 11         | -          | -          | -          | -          | -          | -          | -          | -          | -          | 11    |
| Melissa Ponzio          | Karen                    | -          | -          | 4          | 6          | 1          | -          | -          | -          | -          | -          | -          | 11    |
| Travis Love             | Shumpert                 | -          | -          | 10         | 1          | -          | -          | -          | -          | -          | -          | -          | 11    |
| Ann Mahoney             | Olivia                   | -          | -          | -          | -          | 2          | 6          | 3          | -          | -          | -          | -          | 11    |
| Major Dodson            | Sam Anderson             | -          | -          | -          | -          | 4          | 6          | -          | -          | -          | 1          | -          | 11    |
| Ted Huckabee            | Bruce                    | -          | -          | -          | -          | 2          | 4          | 1          | 4          | -          | -          | -          | 11    |
| Joshua Mikel            | Jared                    | -          | -          | -          | -          | -          | -          | 3          | 8          | -          | -          | -          | 11    |
| Elizabeth Ludlow        | Arat                     | -          | -          | -          | -          | -          | -          | 4          | 4          | 3          | -          | -          | 11    |
| John Finn               | Earl                     | -          | -          | -          | -          | -          | -          | -          | -          | 6          | 5          | -          | 11    |
| Gustavo Gomez           | Marco                    | -          | -          | -          | -          | -          | -          | -          | -          | 5          | 6          | -          | 11    |
| Kien Michael Spiller[f] | Hershel Rhee             | -          | -          | -          | -          | -          | -          | 1          | -          | 3          | 2          | 4          | 10    |
| Brighton Sharbino       | Lizzie Samuels           | -          | -          | -          | 8          | 1          | -          | -          | -          | -          | 1          | -          | 10    |
| Dallas Roberts          | Milton Mamet             | -          | -          | 10         | -          | -          | -          | -          | -          | -          | -          | -          | 10    |
| Tyler James Williams    | Noah                     | -          | -          | -          | -          | 10         | -          | -          | -          | -          | -          | -          | 10    |
| James Allen McCune      | Jimmy                    | -          | 10         | -          | -          | -          | -          | -          | -          | -          | -          | -          | 10    |
| Daniel Newman           | Daniel                   | -          | -          | -          | -          | -          | 2          | 4          | 4          | -          | -          | -          | 10    |
| Thora Birch             | Mary (Gamma)             | -          | -          | -          | -          | -          | -          | -          | -          | -          | -          | 10         | 10    |
| Okea Eme-Akwari         | Elijah                   | -          | -          | -          | -          | -          | -          | -          | -          | -          | 2          | 7          | 9     |
| Merritt Wever           | Denise Cloyd             | -          | -          | -          | -          | -          | 9          | -          | -          | -          | -          | -          | 9     |
| Madison Lintz           | Sophia Peletier          | 4          | 4          | -          | -          | -          | -          | -          | -          | -          | 1          | -          | 9     |
| Sabrina Gennarino       | Tamiel                   | -          | -          | -          | -          | -          | -          | 5          | 4          | -          | -          | -          | 9     |
| Jackson Pace            | Gage                     | -          | -          | -          | -          | -          | -          | -          | -          | 4          | 3          | 2          | 9     |
| Austin Abrams           | Ron Anderson             | -          | -          | -          | -          | 2          | 6          | -          | -          | -          | -          | -          | 8     |
| Lew Temple              | Axel                     | -          | -          | 8          | -          | -          | -          | -          | -          | -          | -          | -          | 8     |
| Juan Javier Cardenas    | Dante                    | -          | -          | -          | -          | -          | -          | -          | -          | -          | 7          | -          | 7     |
| Kyla Kenedy             | Mika Samuels             | -          | -          | -          | 5          | 1          | -          | -          | -          | -          | 1          | -          | 7     |
| Tamara Austin           | Nora                     | -          | -          | -          | -          | -          | -          | -          | -          | 3          | 4          | -          | 7     |
| Elyse Nicole DuFour     | Frankie                  | -          | -          | -          | -          | -          | -          | 2          | 3          | 2          | -          | -          | 7     |
| Michael Traynor         | Nicholas                 | -          | -          | -          | -          | 4          | 3          | -          | -          | -          | -          | -          | 7     |
| Vincent M. Ward         | Oscar                    | -          | -          | 7          | -          | -          | -          | -          | -          | -          | -          | -          | 7     |
| Daniel Thomas May       | Allen                    | -          | -          | 6          | 1          | -          | -          | -          | -          | -          | -          | -          | 7     |
| Brett Butler            | Tammy Rose               | -          | -          | -          | -          | -          | -          | -          | -          | 6          | -          | -          | 6     |
| Emma Bell               | Amy                      | 5          | -          | 1          | -          | -          | -          | -          | -          | -          | -          | -          | 6     |
| Jeryl Prescott Sales    | Jacqui                   | 5          | -          | 1          | -          | -          | -          | -          | -          | -          | -          | -          | 6     |
| Juan Pareja             | Morales                  | 4          | -          | -          | -          | -          | -          | -          | 2          | -          | -          | -          | 6     |
| C. Thomas Howell        | Roy                      | -          | -          | -          | -          | -          | -          | -          | -          | 2          | -          | 4          | 6     |
| Kevin Carroll           | Virgil                   | -          | -          | -          | -          | -          | -          | -          | -          | -          | 3          | 2          | 5     |
| Andrew Rothenberg       | Jim                      | 4          | -          | 1          | -          | -          | -          | -          | -          | -          | -          | -          | 5     |
| Karl Makinen            | Richard                  | -          | -          | -          | -          | -          | -          | 5          | -          | -          | -          | -          | 5     |
| Tyler Chase             | Ben                      | -          | -          | 5          | -          | -          | -          | -          | -          | -          | -          | -          | 5     |
| Corey Brill             | Pete Anderson            | -          | -          | -          | -          | 5          | -          | -          | -          | -          | -          | -          | 5     |
| Steve Coulter           | Reg Monroe               | -          | -          | -          | -          | 4          | 1          | -          | -          | -          | -          | -          | 5     |
| Corey Hawkins           | Heath                    | -          | -          | -          | -          | -          | 4          | 1          | -          | -          | -          | -          | 5     |
| Glenn Stanton           | Frost                    | -          | -          | -          | -          | -          | -          | -          | -          | -          | -          | 5          | 5     |
| Ritchie Coster          | Pope                     | -          | -          | -          | -          | -          | -          | -          | -          | -          | -          | 4          | 4     |
| Alex Sgambati           | Jules                    | -          | -          | -          | -          | -          | -          | -          | -          | -          | 4          | -          | 4     |
| Adam Minarovich         | Ed Peletier              | 3          | 1          | -          | -          | -          | -          | -          | -          | -          | -          | -          | 4     |
| Michael Zegen           | Randall Culver           | -          | 4          | -          | -          | -          | -          | -          | -          | -          | -          | -          | 4     |
| Jeff Kober              | Joe                      | -          | -          | -          | 4          | -          | -          | -          | -          | -          | -          | -          | 4     |
| Christine Evangelista   | Sherry                   | -          | -          | -          | -          | -          | 1          | 3          | -          | -          | -          | -          | 4     |
| Logan Miller            | Benjamin                 | -          | -          | -          | -          | -          | -          | 4          | -          | -          | -          | -          | 4     |
| Davi Jay                | Tony                     | -          | -          | -          | 4          | -          | -          | -          | -          | -          | -          | -          | 4     |
| James Devoti            | Cole                     | -          | -          | -          | -          | -          | -          | -          | -          | -          | 1          | 3          | 4     |
| Laurie Fortier          | Agatha                   | -          | -          | -          | -          | -          | -          | -          | -          | -          | -          | 4          | 4     |
| Chelle Ramos            | Stephanie                | -          | -          | -          | -          | -          | -          | -          | -          | -          | -          | 3          | 3     |
| Blaine Kern III         | Brandon                  | -          | -          | -          | -          | -          | -          | -          | -          | -          | 3          | -          | 3     |
| Audrey Marie Anderson   | Lilly Chambler           | -          | -          | -          | 3          | -          | -          | -          | -          | -          | -          | -          | 3     |
| Pruitt Taylor Vince     | Otis                     | -          | 3          | -          | -          | -          | -          | -          | -          | -          | -          | -          | 3     |
| Denise Crosby           | Mary                     | -          | -          | -          | 2          | 1          | -          | -          | -          | -          | -          | -          | 3     |
| Jerri Tubbs             | Margo                    | -          | -          | -          | -          | -          | -          | -          | -          | -          | 3          | -          | 3     |
| Ian Anthony Dale        | Tomi                     | -          | -          | -          | -          | -          | -          | -          | -          | -          | -          | 2          | 2     |
| Teo Rapp-Olsson         | Sebastian Milton         | -          | -          | -          | -          | -          | -          | -          | -          | -          | -          | 1          | 1     |

Notas
- c Henry foi interpretado por Macsen Lintz da sétima temporada até o segundo episódio da nona, sendo interpretado por Matt Lintz do sexto episódio da nona até o terceiro da décima.
- d Gracie foi interpretada por Scarlett & Sophie na oitava temporada e em "Scars", na nona temporada. Passou a ser interpretada por Anabelle Holloway a partir do salto temporal em "What Comes After".
- e Rachel foi interpretada por Mimi Kirkland da sétima temporada até o quarto episódio da nona, sendo interpretada por Avianna Mynhier atualmente.
- f  Hershel foi interpretado por Ethan Charles em uma alucinação em "The Day Will Come When You Won't Be", por Peyton Lockridge na 9.ª temporada, e por Kien Michael Spiller a partir do episódio "Home Sweet Home".

## Personagens

### Grupo principal
O grupo principal é formado pelos personagens principais da série. Liderados por Rick Grimes, o grupo formou-se originalmente nos arredores de Atlanta. Poucos sobreviventes do núcleo original ainda encontram-se vivos: Rick Grimes, Daryl Dixon e Carol Peletier. O grupo cresceu a medida que esteve em alguns lugares, agregando novos membros e somando-se a outros.
| Personagem | Ator                  | Temporadas                     | Episódios presentes | Estado       |
| --- | --------------------- | ------------------------------ | ------------------- | ------------ |
| Daryl Dixon | Norman Reedus         | 1, 2, 3, 4, 5, 6, 7, 8, 9 e 10 | 122                 | Vivo         |
| Daryl Dixon é o irmão mais novo de Merle. Um hillbilly do sul dos Estados Unidos, é um dos maiores especialistas com armas de caça, caçando animais para a alimentação do grupo. A arma de Daryl é uma besta, valiosa devido às suas propriedades furtivas, munições reutilizáveis e com baixas emissões de ruído. No início, ele é hostil com Rick ao ser informado de que Merle fora deixado para trás, por servir de ameaça ao grupo, mas ainda assim permanece acompanhando-os. Quando Sophia se perde na floresta, Daryl é quem mais se empenha em sua procura, identificando-se com sua causa, fato que lhe permite uma maior aproximação da mãe da criança, Carol Peletier. Ele finalmente recupera sua boa convivência com todos, abalada desde que Merle fora abandonado, tornando-se um fiel seguidor de Rick Grimes. Com o passar do tempo, a amizade dele com Carol se torna ainda mais estreita, principalmente pelo fato de ambos terem vivido em famílias em situação de abuso doméstico, resultando nele salvar a vida dela por inúmeras vezes. Daryl reencontra Merle quando é capturado pelos residentes de Woodbury - lugar onde Merle passou a viver em posição de destaque. A princípio, os dois irmãos lutam contra suas diferenças, mas Daryl coloca-se ao lado de Merle e decide deixar o grupo de Rick para acompanhar seu irmão. A decisão de Daryl logo é revertida, e ele volta para a prisão, onde se junta aos demais sobreviventes e abre caminho para a aceitação de Merle no grupo. Depois de Merle morrer e transformar-se num zumbi, Daryl é o único que o vê nesse estado, e o mata. Quando Rick renuncia sua liderança na prisão e cria um Conselho responsável pelas decisões do lugar, Daryl passa a ser um dos conselheiros. Ele é tido como um membro de importância para o grupo, apesar de sua pouca interação com algumas pessoas e sua dificuldade em superar acontecimentos do passado. Quando Carol é expulsa da prisão por Rick, por ter matado Karen e David, Daryl mostra-se inconformado com a decisã, defendendo-a. Ele luta bravamente contra o Governador, quando a prisão é atacada e invadida, e consegue sobreviver ao caso, fugindo do lugar com Beth. No entanto, enquanto fogem de zumbis, Beth desaparece e Daryl acaba encontrando um outro grupo, formado apenas por homens e liderados por Joe. Ele é aceito neste novo grupo, mas de imediato tem dificuldades de relacionamento com alguns membros, especialmente com Len. Quando o grupo de Joe planeja atacar Rick, Michonne e Carl, ele se oferece em troca dos três, sem revelar que já os conhecia e, mais tarde, ajuda Rick a matá-los. Em Terminus, assim como os outros, ele é feito prisioneiro pelos habitantes do lugar. Eles são salvos por Carol, e Daryl a reencontra, dias após ela ter sido banida da prisão. O reencontro com Carol é decisivo para Daryl superar seus problemas de abuso doméstico, haja vista que ela - que também foi vítima de abusos familiares - mostra-se recuperada de seus traumas e o ajuda a também superá-los. Também é com Carol que Daryl descobre que Beth ainda está viva e sendo mantida em cárcere num hospital. Ele tenta salvar Beth, mas ela é morta pela policial Dawn Lener, provocando uma reação imediata nele, que executa Daw Lener como forma de retaliação. Em Alexandria, Daryl mostra-se mais receptivo e próximo das pessoas, servindo como recrutador da comunidade ao lado de Aaron. Durante a missão de levar uma horda de zumbis para fora dos limites de Alexandria, Daryl se depara com Dwight, Sherry e Tina, fazendo dele o primeiro do grupo de Rick a ter contato com membros dos Salvadores. |                       |                                |                     |              |
| Rick Grimes | Andrew Lincoln        | 1, 2, 3, 4, 5, 6, 7, 8 e 9     | 104                 | Desconhecido |
| Rick Grimes é o personagem central da série. Ex-vice-xerife em King County, é um homem inteligente, atirador de elite e um bom amigo, marido e pai. Rick é um líder nato e seus companheiros sobreviventes seguem suas orientações, mesmo quando há opiniões contrárias no grupo. Sua necessidade de fazer a coisa certa e proteger aqueles que não podem se proteger o leva para longe de sua família, causando tensão em seu casamento com Lori e em sua relação com seu filho, Carl. Suas frustrações sobre liderar seu grupo e mantê-los seguros vão mudá-lo gradualmente em um personagem mais sombrio. Seu casamento se enfraquece mais após ele descobrir que Lori manteve uma relação amorosa com Shane, seu amigo, acreditando que ele estava morto. Em dado momento, ele mata Shane, sentindo-se ameaçado por ele. Quando a fazenda de Hershel é invadida e o grupo é forçado a abandoná-la, Rick estabelece uma ditadura, e anuncia que aqueles que não querem seguir as suas regras podem deixar o grupo. Ele e os demais se estabelecem numa prisão, onde Lori morre durante o parto, deixando-o vulnerável e instável emocionalmente. Rick é forçado a entrar em conflito com Governador, depois de seu grupo atacar Woodbury para resgatar Maggie e Glenn e o Governador iniciar uma perseguição por Michonne. Em certo momento, ele coloca nas mãos do grupo a decisão sobre abandonar a prisão ou permanecer nesta, e o grupo decide ficar, defendendo com sucesso a prisão. Isso resulta na fuga do Governador e seu exército e, posteriormente, na morte de Andrea. Ainda na prisão, Rick desenvolve técnicas agrícolas para a sobrevivência dos moradores do lugar, alguns vindos de Woodbury. Após a invasão do lugar, na última batalha contra o Governador, ele foge ao lado de Carl, reencontrando-se com Michonne dias depois, e os três seguem rumo a um lugar chamado Terminus. No caminho, Carl sofre uma tentativa de estupro por Dan, membro do grupo de Joe, que busca vingança contra Rick por ele ter matado um de seus companheiros. Ele novamente mostra-se afetado pelas mudanças ocorridas na sociedade, vista pela forma brutal como mata Joe e seu grupo. No entanto, é em Terminus que Rick mostra-se incapaz de salvar a si mesmo e seu grupo, quando eles são feitos prisioneiros pelos habitantes do lugar, que adquiriram um método de sobrevivência canibal. Ele e os outros são salvos por Carol, companheira de longa data que havia sido banida da prisão por ele próprio, e ainda reencontra sua filha, Judith, dada como morta. Ao longo do tempo, Rick mostra-se cada vez mais meticuloso em suas relações com outras pessoas que não são de seu grupo, o que pode ser comprovado por sua relação com Padre Gabriel, depois que ele se instala em sua igreja, e nas negociações feitas com Daw Lerner, líder de um grupo que tenta a sobrevivência no hospital Grady Memorial, em Atlanta. Ele passa a acreditar que a sobrevivência é mais intensificada quando não se há um lugar certo para estadia, o que lhe coloca em tensões claras em Alexandria, onde sua líder, Deanna Monroe, adotou um estilo de sobrevivência pacífico, mas muito contestado por Rick. Em Alexandria, Rick passa a atuar como o líder de facto do lugar, já que Deanna se mostra despreparada para as ameaças existentes no apocalipse. Em contrapartida, suas atitudes logo são questionadas por vários alexandrinos, principalmente depois da execução do médico da comunidade, Pete, e de seu envolvimento amoroso com Jessie, a viúva do médico. Rick passa a desejar a mudança de pensamento dos sobreviventes do lugar, conquistando aliados fortes como Carol, Abraham e Denise Cloyd, mas também divergindo da opinião de pessoas muito próximas, como Daryl e Morgan. Aos poucos, Deanna vai abrindo mais espaço para as ideias de Rick, e ele se torna responsável por desviar um grande grupo de zumbis que está preso numa pedreira e que, a qualquer momento, podem chegar até Alexandria. O plano inicial não dá certo e, como esperado, os zumbis chegam à Alexandria e invadem a cidade, provocando muitas mortes, incluindo a de Deanna e Jessie. Com o acontecimento, Rick se torna o líder absoluto da comunidade. Ele torna-se namorado de Michonne, se vê numa diferença de pensamento com Morgan e passa a ter conhecimento de outras duas comunidades de sobreviventes, Hilltop, no topo da colina, e os Salvadores, outra grande ameaça.                                                                   |                       |                                |                     |              |
| Carol Peletier | Melissa McBride       | 1, 2, 3, 4, 5, 6, 7, 8, 9 e 10 | 102                 | Viva         |
| Carol é uma dona de casa frágil e indefesa, principalmente quando se trata de enfrentar seu marido abusivo, Ed, de quem sofre maus tratos. Ela é muito apegada à sua filha, Sophia, tentando protegê-la dos vários perigos do apocalipse zumbi. Depois que Ed morre ao ser mordido por um zumbi, Carol e Sophia começam a participar das atividades do grupo sozinhas. Devido à perda de Ed, Carol lentamente começa a fortalecer-se. Quando Sophia se perde na floresta, ela instiga o grupo a procurar por sua filha, na esperança de encontrar a menina com vida. No entanto, Sophia reaparece alguns dias depois, morta e zumbificada. Com a morte da filha, Carol se recusa a participar de seu funeral e começa a despertar para si mesma e ganhar mais independência, enquanto fortalece seus vínculos com o grupo, especialmente com Daryl Dixon e Lori Grimes, de quem se tornou muito amiga. Ela é uma cristã devota, mesmo após a morte de Sophia, insistindo que sua filha está no céu. Após alguns meses vivendo na prisão, Carol obtém uma postura pró-ativa e pragmática quando ela secretamente mata Karen e David, dois membros doentes do grupo, em uma tentativa de impedir que uma doença mortal se espalhe na prisão, alegando que aquilo era necessário. Rick Grimes julga as ações de Carol moralmente questionáveis e a expulsa da prisão. A prisão é invadida pelo Governador e seus cúmplices, e Carol retorna para o lugar, na tentativa de se encontrar com seu antigo grupo e resgatar as irmãs Lizzie e Mika, que ela adotou como suas filhas. Mais tarde, Lizzie mostra ter tendências psicóticas, chegando ao ponto de matar Mika, sua irmã mais nova. Carol se sente obrigada a matá-la, já que acredita que ela é incapaz de conviver com outras pessoas nessa nova realidade do mundo. Ela também confessa a Tyreese Williams que é a responsável pela morte de Karen, sua ex-namorada, e ganha o perdão de Tyreese. As escolhas difíceis que Carol faz para se manter viva deixam-na emocionalmente ferida. Na quinta temporada, sua desenvoltura é exemplificada quando ela invade Terminus, onde os outros sobreviventes são mantidos em cativeiro, salvando todos de uma morte em potencial. Ao fazê-lo, ela recupera o respeito e louvor de Rick. O Desenvolvimento de Carol e sua aproximação com Daryl Dixon revela que ela é altamente inteligente, astuta, objetiva e engenhosa, servindo como uma confidente confiável e conselheira para Rick, normalmente desempenhando um papel mais racional e analítico. Ela não tem medo de resolver o assunto com suas próprias mãos e é capaz de matar alguém que ela vê como uma ameaça. Ela também é capaz de convencer toda a cidade de Alexandria de que ela é uma senhora mansa, incompetente e limitada, em uma tentativa de mascarar a sua personalidade muito mais esclarecida e cética. Carol ainda mantém sua sanidade e suas emoções de simpatia, mas sempre toma o caminho lógico a qualquer custo. Ocasionalmente, ela é demonstrada como fria e cruel, como mostrado quando ela ameaça deixar Sam para os zumbis se ele falar de sua presença no arsenal de armas, em Alexandria. Carol torna-se semelhante à Rick no sentido de que ambos estão dispostos a correr riscos quando se trata de lidar com ameaças humanas e mostram um desejo entusiasmado em matá-los sem hesitação. Em um certo momento, um grupo chamado Wolfes invade Alexandria e provoca várias mortes, fazendo com que Carol tome a linha de frente matando vários de seus inimigos, disfarçada como um deles. Essa atitude é altamente reprovada por Morgan, que tem uma visão de mundo oposta à de Carol desejando uma atitude mais pacífica. Os dois passam a defender ações diferentes, que resulta até num confronto físico entre os dois, mas Carol é capaz de ceder em parte e passa a questionar suas decisões. Ela passa a ser vista pelos moradores de Alexandria como uma espécie de mãe, por sua grande dedicação ao bem-estar de todos na cidade, e também passa a ter uma relação amorosa com Tobin, um dos moradores do lugar. Depois de vários questionamentos sobre suas decisões e atitudes, Carol conclui que não pode mais conviver com seus amigos do grupo e abandona Alexandria, durante uma madrugada, deixando todos surpresos. Morgan se oferece para procurá-la, e a encontra quase sendo morta por um dos Salvadores. Com vários ferimentos, Carol é resgatada por homens pertencentes ao Reino, uma comunidade liderada pelo rei Ezekiel, onde passa a viver. |                       |                                |                     |              |
| Maggie Greene | Lauren Cohan          | 2, 3, 4, 5, 6, 7, 7, 8, 9 e 10 | 82                  | Viva         |
| Maggie Greene é a filha mais velha de Hershel e irmã de Beth. Ela aparece pela primeira vez na segunda temporada, quando o grupo sobrevivente liderado por Rick encontra a fazenda onde ela e sua família vivem isolados. Antes da chegada do grupo de Rick, era ela e Otis quem mantinham a fazenda livre de zumbis, e constantemente ela é vista junto à Nelly - o cavalo principal da famnília - em missões próximas da propriedade. Maggie é caracterizada como uma jovem que desenvolveu uma forte fé religiosa ao longo de seus anos, mas que começa a duvidar de suas crenças. Ela se apaixona por Glenn, e os dois passam a viver um relacionamento amoroso, mesmo com a posição contrária de Hershel. Maggie, ao lado de Andrea, exerce atividades vistas como masculinas. Ela por diversas vezes salva vários integrantes do grupo dos ataques dos zumbis, sempre revelando um conhecimento experiente com armas. Maggie é a única da família Greene a defender a permanência do grupo de Rick na fazenda da família, enquanto Beth e Hershel posicionam-se contra e Patrícia mantém neutralidade. No fim da segunda temporada, durante a invasão de mortos-vivos à fazenda, Maggie e Glenn são os primeiros a sobreviverem ao ataque, fugindo da fazenda em um carro. Na terceira temporada, após um período de oito meses, Maggie se reaproximou de Lori, com quem havia brigado ainda na fazenda. Na prisão, ela realiza uma cesariana sem anestesia em Lori, sob seu consentimento e em meio a um ataque de zumbis, salvando o bebê de Lori e causando sua morte. Também na terceira temporada, Maggie e Glenn são capturados por Merle e levados para Woodbury, a cidade governada pelo Governador. Eles são resgatados mais tarde por Rick, Daryl, Michonne e Oscar, e o fato inicia o tenso confronto entre Woodbury e o grupo liderado por Rick. Assim como todos do grupo, ela luta bravamente contra a ocupação do Governador na prisão. Maggie é uma das poucas na prisão a não ser infectada pelo vírus da gripe que atingiu os sobreviventes, mas sente repulsa por Glenn ser uma das vítimas. Ela luta bravamente quando o Governador ataca a prisão pela última vez, que culminou na morte de Hershel, seu pai. Também é ela quem encontra os moradores da prisão que fugiram no ônibus zumbificados, horas mais tarde, ao lado de Bob e Sasha. Ela consegue reencontrar Glenn após deixar mensagens informando sua localização para ele. Maggie chega ao Terminus com Glenn e parte do grupo, e é feita prisioneira. Ela consegue escapar de Terminus quando Carol intervém e os ajuda a fugir, continuando a acompanhar o grupo. Quando Abraham decide continuar sua missão rumo à Washington, Maggie e Glenn o acompanham, e ela age com cautela quando descobre que Eugenne mentiu sobre conhecer um cura para o surto zumbi. Maggie renova as esperanças ao descobrir que sua irmã, Beth, está viva, mas logo é abatida pela morte inesperada de Beth, sem que as duas tenham tido a oportunidade de se verem novamente. Em Alexandria, ela passa a ser auxiliar de Deanna nos assuntos políticos. |                       |                                |                     |              |
| Michonne | Danai Gurira          | 2, 3, 4, 5, 6, 7, 7, 8, 9 e 10 | 90                  | Viva         |
| Michonne é uma mulher misteriosa, autosuficiente, que usa uma katana para defender-se. Ela aparece pela primeira vez como uma figura encapuzada acompanhada por dois mortos-vivos acorrentados a seu lado, com os braços e mandíbulas inferiores cortados (para impedir que eles ataquem qualquer pessoa). Ela salva Andrea dos zumbis no fim da 2.ª temporada. Quando Michonne e Andrea são levadas para Woodbury, Michonne imediatamente é vista como suspeita pelo Governador. Ela decide sair de Woodbury, o que faz com que o Governador envie Merle e os seus homens para matá-la. Ela frustra o plano, e Merle sequestra Glenn e Maggie em seu lugar. O primeiro contato dela com o grupo de Rick se dá quando ela presencia Merle capturando Glenn e Maggie e levando-os para Woodbury. Ouvindo falar da prisão, ela chega até o local levando consigo suprimentos para o bebê de Lori, e isso chama a atenção de Rick, que a salva da morte e aceita sua permanência na prisão por alguns dias. Michonne sempre é vista com muita desconfiança pelo grupo de Rick, principalmente pelo próprio líder, que chega a culpá-la pela morte de Oscar. Daryl, Maggie e Carl também são pessoas que se mostram desconfiadas das intenções de Michonne, mas sua permanência no grupo, em certo momento, parece ser aceita e aprovada por Carol e Hershel. Quando ela chega na residência do Governador, descobre cabeças humanas em um aquário e a filha zumbificada dele, Penny, presa em um compartimento, a quem ela mata na frente do Governador. Os dois lutam, o que a leva a esfaqueá-lo nos olhos. Quando ela volta para a prisão, ela começa a ganhar a confiança das pessoas de lá depois de ajudá-los em vários momentos. O Governador diz a Rick que ele deve entregá-la para ele, a fim de manter a paz entre os dois grupos. Merle decide entregá-la, mas muda de plano e deixa-a ir para lutar sozinho contra o Governador. Depois que o grupo da prisão afasta o exército do Governador, e após o massacre que ele realiza contra seu próprio exército, Michonne e Rick chegam à Woodbury, onde eles descobrem Andrea morrendo depois de ser mordida por Milton zumbificado. Michonne fica ao lado de Andrea quando esta comete suicídio. Ela depois retorna para a prisão com o grupo de Rick e os cidadãos de Woodbury. Na quarta temporada, Michonne já foi aceita como membro do grupo na prisão, apesar de passar a maior parte do tempo em busca do Governador nas proximidades. Ela é raptada pelo Governador em dado momento, sendo feita de refém quando ele almeja tomar a prisão. Durante a batalha entre os dois grupos, Michonne desfere um golpe contra o Governador, deixando-o severamente ferido e a postos para morrer. Ela também executa a cabeça zumbificada de Hershel, que foi decapitado durante o conflito. Ao fugir para a floresta, Michonne relembra de sua vida pré-apocalíptica, revelando ter sido casada e ter tido um filho. Mais tarde, ela reencontra Rick e Carl, ficando cada vez mais próxima dos dois. Após matarem o grupo de Joe e encontrarem Daryl, os quatro seguem para o Terminus, onde são feitos prisioneiros. Michonne escapa de Terminus junto com todos do grupo de Rick, e continua a servir como um bom apoio para o grupo. Ela chega à Alexandria e logo recebe a função de policial, nomeação dada por Deanna, a líder da comunidade. |                       |                                |                     |              |
| Rosita Espinosa | Christian Serratos    | 4, 5, 6, 7, 8, 9 e 10          | 75                  | Morta        |
| Rosita Espinosa é vista pela primeira vez ao lado do ex-sargento Abraham Ford, de quem é namorada, e Eugene Porter. Os três estão indo rumo à Washintgon, onde Eugene - que é cientista - afirma ter uma cura para o apocalipse zumbi. No caminho, os três se deparam com Glenn e Tara, que estão na estrada, e os acompanham até Terminus, na esperança de convenceram outras pessoas a seguirem com eles. No entanto, Terminus se revela um lugar habitado por canibais, mas ela escapa com o grupo depois de ser feita refém. Com o tempo, Rosita, assim como Abraham e Eugene, continuam a seguir o grupo de Rick Grimes, e ela forma uma estreita amizade com Tara. Depois que Eugene confessa ter mentido sobre ser cientista e ter uma cura, ela se mostra decepcionada com o amigo, mas não rompe a amizade. Em Alexandria, Rosita passa a exercer funções dentro da enfermaria, auxiliando a médica Denise e também ajudando os demais sobreviventes do lugar. Ela e Tara fortalecem ainda mais a amizade, e quando Tara sofre um traumatismo craniano e fica em coma, é ela quem toma a frente nos cuidados médicos. A relação amorosa de Rosita e Abraham é rompida quando ele demonstra seus interesses românticos por Sasha, a quem Rosita passa a evitar. Ela passa a ter relações sexuais frequentes com Spencer Monroe, apesar de se negar a ter qualquer outro vínculo com o rapaz. Quando Abraham é morto por Negan, através de Lucille, Rosita cai em desespero e demonstra ainda ter sentimentos pelo ex-namorado. |                       |                                |                     |              |
| Judith Grimes | Várias atrizes        | 3, 4, 5, 6, 7, 8, 9 e 10       | 71                  | Viva         |
| Judith é o bebê de Lori e irmã de Carl, sendo filha de Rick ou de Shane. Lori descobre que está grávida de Judith na 2ª temporada, e pensa inicialmente em abortar o bebê, temendo que o pai seja Shane. Ela desiste da ideia após Rick dizer que, independente de quem seja o pai, o bebê será seu filho. Judith nasce na 3ª temporada, no episódio 4 (Killer Within). Maggie realiza uma cesariana bruta em Lori, a seu próprio pedido, usando a faca de Carl. Lori morre após o parto. Rick permite a Carl chamá-la de Judith, o nome de sua professora da terceira série. Judith recebeu, em seus primeiros meses de vida, os cuidados de Carol e Beth. Ela foi dada como morta por Rick e Carl na quarta temporada, durante a batalha contra Governador, acreditando-se que ela havia sido devorada por zumbis. Entretanto, logo depois é revelado que ela fora salva por Tyreese, Lizzie e Mika e, posteriormente, Carol. Após Lizzie quase matá-la duas vezes, Carol executa Lizzie. Judith segue viagem com Tyreese e Carol rumo ao Terminus. Rick a encontra com Tyresse após fugir do Terminus. Michonne passa a cumprir o papel de mãe de Judith, depois de se tornar esposa de Rick. |                       |                                |                     |              |
| Eugene Porter | Josh McDermitt        | 4, 5, 6, 7, 8, 9 e 10          | 67                  | Vivo         |
| Dr. Eugene Porter é um sobrevivente do apocalipse e um cientista. Ele é visto pela primeira vez acompanhado do ex-sargento Abraham Ford e sua namorada, Rosita Espinosa. O casal protege Eugene e estão em uma missão pessoal de levá-lo até Washington, onde Eugene afirma ter uma cura para o apocalipse zumbi. Eugene é extremamente medroso, não conseguindo se defender sozinho das ameaças, fato que o faz sempre recorrer a alguém. Os três se encontram com Glenn e Tara numa estrada, e passam a acompanhá-los até Terminus. Em Terminus, os residentes do lugar se mostram canibais e aprisionam todos num vagão de trem. Eugene, assim como os demais, conseguem escapar do local em parte devido a intervenção de Carol. Mais tarde, todos do grupo se abrigam numa igreja, pertencente ao Padre Gabriel, onde Abraham convence Glenn, Tara e Maggie a juntarem-se a eles na caminhada rumo à Washington, de forma que Eugene possa ser levado com segurança. Eugene, entretanto, confessa não ser um cientista, afirmando que não há qualquer cura contra o apocalipse. Ele diz que sua mentira foi feita para que ele conseguisse sobreviver ganhando proteção, já que se considera medroso e inapto nesta nova realidade. Abraham rompe sua amizade com Eugene, que também ganha a decepção de Rosita e dos outros. Com o tempo, Eugene tenta reconquistar a confiança do grupo mostrando-se, inclusive, disposto a aprender a lidar com armas de fogo. Ele salva a vida de Tara, quando ela sofre um traumatismo craniano, se reaproxima de Abraham e seus conhecimentos seculares o ajudam a interagir mais com o grupo. Após a morte de Abraham, morto por Negan, Eugene se mostra muito instável emocionalmente. |                       |                                |                     |              |
| Gabriel Stokes | Seth Gilliam          | 5, 6, 7, 8, 9 e 10             | 52                  | Vivo         |
| Gabriel Stokes é um padre encontrado pelo grupo de Rick no início da 5.ª temporada. Quando o surto de zumbis começou, os fiéis de sua igreja o procuraram para lhe pedir abrigo, mas ele recusou-se a ajudá-los e todos foram devorados por zumbis. Desde então, ele tem várias perturbações mentais e vive afirmando que Deus o punirá. Gabriel passa a acompanhar o grupo de Rick, indo parar em Alexandria. Na comunidade, ele confidencia a Deanna, a líder do lugar, que Rick e seu grupo mataram os habitantes de Terminus em sua igreja, afirmando que eles não merecem viver em Alexandria. Posteriormente, ele se arrepende e passa a servir como um dos aliados mais valentes e confiáveis de Rick. Ele torna-se um combatente da milícia contra Negan e os Salvadores, mas é feito refém por vários dias após ser capturado por Negan. |                       |                                |                     |              |
| Carl Grimes | Chandler Riggs        | 1, 2, 3, 4, 5, 6, 7 e 8        | 79                  | Morto        |
| Carl Grimes é filho de Rick e Lori Grimes e o irmão de Judith. Ele idolatra seu pai e é frequentemente confrontado com a nova realidade do mundo. Na segunda temporada, ele é atingido por um tiro disparado por Otis, o que resulta no grupo se instalar na fazenda de Hershel Greene. Depois da recuperação, Carl se torna amargo para o grupo e passa a agir com teimosia, querendo usar armas e desejando lutar ao lado de todos os outros. Ele acaba atraindo um zumbi preso na lama para a fazenda, culminando na morte de Dale. Quando Shane torna-se zumbi e ataca Rick, é ele quem atira contra Shane e o mata. Depois de deixar a fazenda e se transferir para a prisão, ele gradualmente começa a amadurecer em suas ações e pensamentos, demonstrando bravura e liderança, e tornando-se hábil em matar os zumbis. Quando sua mãe morre durante o parto, ele é forçado a matá-la para impedir que ela reanime como zumbi. Depois de contínuos ataques de insanidade de Rick, Carl sugere ao pai que ele abandone a sua liderança. Ao mesmo tempo, ele desenvolve amizade com Michonne, mas também expressa ressentimento em direção a ela em sua viagem para King County. Após o episódio em que Merle morre e Rick revelar o fato de ter considerado entregar Michonne ao governador, Carl começa a se tornar amargurado em relação ao pai. Ele mata um soldado indefeso de Woodbury (Jody) a sangue frio, deixando Hershel e Beth, testemunhas da ação, horrorizados. A partir da quarta temporada, Rick o proíbe de usar armas de fogo, mas volta atrás em sua decisão após ele matar alguns zumbis, salvando alguns moradores da prisão. Ele também reprime as irmãs Lizzie e Mika Samuels, quando as vê nomeando os zumbis e, posteriormente, cria desavenças com Carol quando conta para Rick que ela ensina as crianças da prisão medidas de autodefesa. Após a queda da prisão, na última batalha contra o Governador, Carl culpa Rick pelo ocorrido e chega a desejar sua morte, mas se retrata ao perceber que não consegue viver sozinho. Ele inicia uma relação fraternal com Michonne, já que ela lhe conta parte de sua vida passada. No caminho para Terminus, Carl sofre uma tentativa de estupro por Dan, membro do grupo de Joe, mas é salvo por seu pai. Em Alexandria, ele aproxima-se dos outros adolescentes da comunidade, especialmente de Enid. Carl é mordido por um zumbi e morre no episódio Honor. |                       |                                |                     |              |
| Glenn Rhee | Steven Yeun           | 1, 2, 3, 4, 5, 6 e 7           | 67                  | Morto        |
| Glenn Rhee é um sul-coreano e ex-entregador de pizza. Seu conhecimento das ruas e atalhos de Atlanta se mostra útil e ele sempre é usado em missões arriscadas. Glenn mostra grande compaixão e humanidade, apesar de todos os horrores provocados pelo apocalipse, e ele mantém um entusiasmo pela vida. Ele foi o primeiro sobrevivente em Atlanta a oferecer ajuda a Rick. Com o início de sua relação com Maggie, na fazenda dos Greene, ele passa a ser alvo das desconfianças de Hershel, que aumentam ainda mais quando ele descobre zumbis presos no celeiro da família, entre eles Sophia. Ele repudia a intenção de Lori em abortar o bebê que espera, negando-se a procurar por medicamentos abortivos em uma farmácia, e também aproxima-se muito de Dale Horvath, que o aconselha em diversas situações. Quando a fazenda dos Greene é invadida, Glenn e Maggie são os primeiros a escaparem do lugar, e a partir de então, a relação amorosa dos dois se intensifica, com ele conquistando a amizade de Hershel. Na prisão, ele e Maggie adotam funções semelhantes, participando da vigia do lugar e realizando outras missões de abastecimento de alimentos. Em uma dessas missões, eles são sequestrados por Merle e levados para Woodbury, onde Glenn é torturado e acaba revelando a localização da prisão para o Governador. Ele e Maggie são resgatados por Rick e outros membros do grupo, e Glenn mostra uma reação hostil e amarga ao saber que Maggie quase foi abusada sexualmente pelo Governador. Pouco após o seu casamento simbólico com Maggie, a prisão é atacada novamente pelo Governador, com seu sogro, Hershel, morrendo decapitado e Glenn ficando parcialmente ferido. Ele se perde de Maggie, mas encontra-se com Tara, uma ex-aliada do Governador que se torna sua amiga, e lhe ajuda a encontrar Maggie e os outros companheiros. Glenn é também um dos primeiros membros do grupo a chegar em Terminus, lugar onde ele e quase todos do grupo são feitos prisioneiros, e colocados à morte pelos habitantes do lugar, que adotaram um sistema de sobrevivência canibal. Ele e os companheiros são salvos por Carol, e mais adiante se abrigam na igreja de Padre Gabriel. À essa altura, a aproximação entre Glenn e Abraham, Rosita e Eugenne já é bem estreita, e ele decide juntar-se a eles em sua missão de ida à Washington, onde Eugenne promete ter uma cura para a doença zumbi. É a primeira vez que Glenn deixa para trás seu grupo primário. Quando a mentira de Eugenne é descoberta, Glenn mostra notável decepção, voltando ao encontro de seu grupo e deparando-se com a revelação da morte de sua cunhada, Beth. Ele é um dos poucos que conseguiu manter boa parte de sua personalidade intacta, desde o começo da série, apesar de em alguns momentos, mostrar-se um pouco frio e meticuloso. Em Alexandria, ele é colocado à prova quando sua divergência com Aiden e Nicholas se acentua, despertando a desconfiança de Deanna Monroe, a líder dos alexandrinos. Ele é vítima de uma emboscada de Nicholas, que tenta matá-lo, mas acaba perdoando o homem. Na sexta temporada, enquanto realizam a missão de dispersar a horda de zumbis dos limites de Alexandria, Glenn e Nicholas são encurralados pelos zumbis, o que leva Nicholas a cometer suicídio e quase provocar a morte de Glenn, depois de ele se abrigar embaixo de uma lixeira. Ele volta à Alexandria, acompanhado de Enid, e assiste ao local ser invadido pelos zumbis. No primeiro episódio da sétima temporada, Glenn é morto por Negan, sendo assim, espancado até a morte por Lucille após uma revolta de Daryl contra o próprio Negan. |                       |                                |                     |              |
| Tara Chambler | Alanna Masterson      | 4, 5, 6, 7, 7, 8 e 9           | 56                  | Morta        |
| Tara Chambler é filha de David, irmã de Lilly e tia de Meghan. Ela era estudante da Academia de Polícia, antes do apocalipse zumbi, e é homossexual. Depois de receber o Governador/Brian Heriot em seu apartamento, Tara parece confiar nele mais tarde do que sua irmã e demora a vê-lo como um amigo. Ela e os outros deixam o apartamento depois da morte de seu pai, vítima de um câncer terminal, em busca de um lugar seguro. Na estrada, ela e sua família juntam-se ao grupo de Martinez, onde ela conhece Alisha e passa a namorar com ela. Quando o Governador propõe que o grupo de Martinez faça um ataque à prisão, onde vive o grupo de Rick, Tara é a primeira a apoiá-lo, acreditando que Rick e os outros são bandidos. Sua opinião muda quando presencia Hershel sendo decapitado pelo Governador. Ela sobrevive ao ataque e em seguida, é resgatada por Glenn, que pede sua ajuda para encontrar Maggie. Tara e Glenn juntam-se à Abraham Ford, Eugene e Rosita Espinosa e o grupo oscila entre ir para Washington D.C ou procurar Maggie, decidindo pela segunda opção. Após encontrarem Maggie junto de Bob e Sasha, eles seguem viagem rumo ao Terminus, onde todos, inclusive Tara, são feitos prisioneiros em um vagão. Tara escapa de Terminus - um grupo canibal - junto com os outros. Ela, a partir de então, continua a acompanhar o grupo de Rick, confessando a eles que foi aliada do Governador quando ele atacou a prisão pela última vez. Ela parece ter um remorso muito grande em ter apoiado o Governador em seu ataque à prisão, mas o fato de Tara ter sido sua aliada não impede que ela seja aceita pelo grupo de Rick. Ela mantém uma amizade estreita com Glenn, Maggie, Rosita e Eugenne. Ao longo do tempo, Tara mostra sinais de maturidade emocional e força interior, muitas vezes mostradas através de sua crescente amizade com Eugene Porter. A força e determinação que Tara exibe dá a Eugene, mais tarde, coragem de exibir as mesmas características, sendo que ele salva a vida de Tara depois de ela própria ser gravemente ferida e ficar inconsciente durante uma busca de alimentos para Alexandria. Enquanto ainda se recupera, Tara conhece a médica Denise Cloyd, a passa a incentivá-la a enfrentar seus medos em praticar a medicina. As duas iniciam um relacionamento amoroso, mas logo Denise é morta por Dwight em um ataque dos Salvadores. Quando Dwight é capturado por Daryl, Tara incentiva o grupo a matá-lo, como forma de vingança pela morte de sua namorada, Denise. Dwight trai os Salvadores, revelando informações úteis sobre Negan e o grupo inimigo, mas, ainda assim, Tara não demonstra confiar no informante. Ela participa ativamente da Guerra Total, conflito entre as comunidades aliadas (Alexandria, Hilltop, Reino e Oceanside) contra os Salvadores, liderados por Negan. As comunidades aliadas vencem a guerra e Negan é feito prisioneiro. Alguns anos após a Guerra, é revelado que Tara se mudou para Hilltop, onde se tornou o braço direito de Jesus, líder da comunidade. Ela se tornou muito amiga de Daryl e Carol, além do próprio Jesus, e trabalha ativamente no desenvolvimento das comunidades. Quando Jesus morre, vítima de uma emboscada dos Sussurradores - um outro grupo inimigo - Tara se torna a líder de Hilltop. Ela concede abrigo à Magna, Yumiko e outros sobreviventes, mas mostra-se ofendida quando suas decisões não são respeitadas por Yumiko. Pouco tempo depois, ela é raptada por Alpha, a líder dos Sussuradores e acaba morrendo decapitada. Alpha expõe sua cabeça nas estacas que delimitam a fronteira entre os territórios dos Sussurradores e os das comunidades aliadas. |                       |                                |                     |              |
| Sasha Williams | Sonequa Martin-Green  | 3, 4, 5, 6 e 7 e 9             | 47                  | Morta        |
| Sasha é irmã de Tyreese. Ela e seu irmão sobreviveram por alguns meses no porão da casa de um vizinho, até que os mantimentos acabaram e os dois decidiram enfrentar a nova realidade do mundo. Inicialmente eles se juntaram a outras pessoas e formaram um grupo, vagando por lugares. Sasha e Tyreese, eventualmente, chegam à prisão. Quando são expulsos, ela e seu irmão - além de Allen e Ben - vão parar em Woodbury. Sasha se torna uma das responsáveis de manter a segurança da cidade, sendo vista como suspeita de atear fogo nos zumbis capturados pelo Governador que seriam usados no confronto contra a prisão. Quando o exército de Woodbury avança contra o grupo da prisão, ela e seu irmão ficam para trás protegendo os demais cidadãos, e permitem que Rick e seu grupo entrem em Woodbury após tomarem conhecimento do genocídio provocado pelo Governador. Na quarta temporada, ela, Tyreese e outros habitantes de Woodbury estão vivendo na prisão. Ela é membro do Conselho, um grupo criado para tomar decisões que devem ser seguidas por todos na prisão. Sasha é infectada pelo vírus da gripe que atinge a prisão, chegando quase a morrer. Ela luta bravamente na batalha contra o Governador, quando ele tenta tomar a prisão, e sobrevive, fugindo para a floresta com Maggie e Bob. Ela chega ao Terminus, onde é feita prisioneira, mas consegue escapar do lugar junto com os amigos. Sasha começa a enfrentar um conflito interno quando Bob, que se tornou seu namorado, morre depois de ter sua perna comida por Gareth e outros canibais de Terminus, e sua luta para manter sua sanidade mental aumenta depois que seu irmão, Tyreese, também morre apenas alguns dias depois. Ela chega à Alexandria junto com todos os membros do grupo de Rick, onde passa a ajudar na vigilância da comunidade, ainda lutando contra seus conflitos internos, mas mostrando-se disposta a continuar cooperando com as atividades do lugar. Sasha desperta os interesses românticos de Abraham, de quem se tornou próxima, mas recusa todas as suas investidas em parte por ele ter uma relação amorosa com Rosita. Quando Abraham rompe com Rosita, ela passa a se envolver amorosamente com ele, em meio a planos de casamento e filhos. Após algum tempo, Abraham e Glenn são brutalmente mortos por Negan, deixando Sasha novamente abalada e aproximando-a ainda mais de Maggie, de quem se tornou amiga pessoal e com quem passou a viver em Hilltop. Em um ataque suicida ao santuário, Sasha é capturada e presa. Temendo por ser usada contra seus colegas, Sasha comete suicídio ingerindo um veneno feito por Eugene. Ela chega à Alexandria já zumbificada e é morta mais tarde por Maggie e Jesus quando a encontram na floresta. |                       |                                |                     |              |
| Beth Greene | Emily Kinney          | 2, 3, 4 e 5                    | 37                  | Morta        |
| Beth Greene é a filha mais nova de Hershel, irmã de Maggie e namorada de Jimmy. Ela aparece na 2.ª temporada da série, vivendo na fazenda de sua família, em uma região rural isolada da Geórgia. Beth mergulha em uma profunda depressão depois de assistir a morte de seus familiares e vizinhos, que se tornaram zumbis e foram sendo alojados no celeiro da fazenda. Ela tenta convencer Maggie a cometer suicídio com ela e logo depois, corta os pulsos no banheiro, mas não consegue concretizar o suicídio. Quando zumbis invadem a fazenda, no fim da 2.ª temporada, ela ainda está se recuperando da tentativa de suicídio e recebendo os cuidados de Patrícia. Ela consegue fugir da fazenda com a ajuda de Lori, mas vê Patrícia ser morta pelos zumbis segurando-lhe as mãos. No início da 3.ª temporada, Beth torna-se um membro de maior confiança no grupo. Ela às vezes canta para animar as pessoas. Na prisão, ela é muitas vezes vista cuidando de Judith, o bebê de Lori. Quando o Governador ataca a prisão pela segunda vez, Beth esconde-se na floresta com seu pai e Carl. Na 4.ª temporada, Beth é vista principalmente ao lado do bebê Judith. Ela também se mostra mais desenvolvida no uso de armas e de personalidade fria, afirmando que não chora mais pela morte de nenhum conhecido, quando é informada que seu novo namorado, Zach, morreu em uma missão. Ela sobrevive ao ataque do Governador na prisão, que resulta na morte de seu pai e na destruição do prédio, fugindo para a floresta acompanhada por Daryl. Ela e Daryl desenvolvem uma amizade, com ela fazendo Daryl desenvolver esperança quanto ao futuro. Beth é sequestrada no episódio Alone, separando-se de Daryl. Por conta disso, ela é a única do grupo principal que não é vista em Terminus. Beth reaparece no episódio Slabtown, na 5.ª temporada, onde descobre-se que ela está vivendo no Hospital Grady Memorial, com um estranho grupo chefiado pela Oficial Dawn Lerner. Ela tem dificuldades em se adaptar às regras do lugar, uma vez que todos os pacientes devem trabalhar para os oficiais como forma de pagar por sua proteção e cuidados médicos. Beth junta-se a Noah e ambos tentam fugir, mas ela é capturada. Quando Carol é atropelada e levada para o mesmo hospital, Beth convence Dawn a investir na recuperação de Carol. Daryl, Rick e outros conseguem resgatar Beth e Carol do hospital, mas pouco antes de o grupo partir, ela retorna e golpeia Dawn com uma tesoura. Beth é morta por um tiro disparado por Dawn, no episódio Coda. |                       |                                |                     |              |
| Morgan Jones | Lennie James          | 1, 3, 5, 6, 7, 8               | 34                  | Desconhecido |
| Morgan é um sobrevivente vivendo na cidade natal de Rick Grimes acompanhado de seu filho, Duane. Com a eclosão do apocalipse zumbi, Morgan, Duane e sua esposa, Jenny, tentaram fugir de King County e ir em direção a Atlanta, em busca de proteção militar. No caminho, um zumbi ataca e mata Jenny, obrigando a família a procurar refúgio na casa dos vizinhos de Rick. Morgan e Duane permaneceram na cidade, com medo de seguirem em frente, com Morgan também não querendo deixar Jenny para atrás, embora ela sendo um zumbi. Ele é o primeiro sobrevivente que Rick encontra e é quem lhe conta tudo sobre o apocalipse zumbi. Inicialmente, ele acredita que Rick seja um perigo, mas depois se certifica que não. Ele e Duane sofrem com a perda de Jenny, mas ele procura manter um ambiente confortável para o filho, como fazê-lo estudar e rezar antes das refeições. Morgan também hesita em matar Jenny, que todas as noites retorna para a casa onde eles estão refugiados, vira a maçaneta da porta, mas não consegue entrar. Ele cuida dos ferimentos de Rick e os dois fazem um laço de amizade, com Rick prometendo mantê-los informado sobre o mundo lá fora. Ele acredita que existe uma cura para os zumbis e que há sobreviventes em Atlanta. Quando Rick deixa a cidade, Morgan fica para trás com Duane, prometendo que em breve iria ao seu encontro e manter contato através de um talk-seller. O destino de Morgan fica desconhecido boa parte da série, e ele só é visto novamente em um episódio da 3.ª temporada, totalmente diferente da 1.ª temporada. Rick reencontra Morgan, em um estado disfuncional, paranoico, ameaçando matar todos os que adentrarem em sua cidade, e vivendo em uma casa cheia de armadilhas e escritos nas paredes. Morgan não parece feliz em reencontrar Rick, acusando-o de não manter contato com ele, e revela que seu filho, Duane, morreu e transformou-se em zumbi após ser atacado pela mãe, Jenny. Ele também revela que finalmente matou Jenny, após sentir coragem. Morgan dá conselhos para Rick e desabafa, mas não aceita seu convite de ir para a prisão, preferindo permanecer na cidade e matar todos os zumbis e pessoas que por ali aparecerem. Ele reaparece na 5.ª temporada seguindo Rick Grimes e os demais. Após encontrar o mapa de Abraham, se dirige a Washington e é levado por Aaron e Daryl para Alexandria. Após juntar-se definitivamente ao grupo de Alexandria, Morgan demostra uma personalidade ainda mais diferente, sendo visto como um pacifista que deseja manter a vida de todos os sobreviventes que lhe aparecem, independente da intenção demonstrada. Suas ideias entram em confronto com as de Carol que, em divergência à Morgan, é uma mulher que não reluta em matar qualquer pessoa para manter seus amigos em bem-estar. Morgan e Carol chegam a ter um confronto físico, por suas ideias diferentes, mas após ela abandonar Alexandria sem nenhuma despedida, ele passa a procurá-la pelos arredores, salvando sua vida do ataque dos Salvadores. Morgan e Carol se perdoam, formam uma amizade e passam a viver no Reino, onde Ezekiel é o líder e rei da comunidade. No Reino, Morgan entra em uma crise pessoal novamente, após descobrir que a comunidade também é vítima das ações de extorsão dos Salvadores. Ele abandona sua pacificidade, estreita laços com Ezekiel, Benjamin e Henry e passa a integrar a milícia formada por Alexandria, Reino e Hiltopp na luta contra os Salvadores. Após o fim da Guerra Total e a derrota dos Salvadores, Morgan deixa o Reino e abandona seus amigos, partindo em direção ao oeste, sem deixar notícias. |                       |                                |                     |              |
| Hershel Greene | Scott Wilson          | 2, 3, 4 e 9                    | 33                  | Morto        |
| Hershel Greene é um veterinário que tem sua primeira aparição na segunda temporada. Ele é proprietário de uma fazenda, que fica em uma região quase isolada da cidade e, posteriormente, longe do alcance dos mortos-vivos. Hershel é pai de Maggie e Beth e vive com suas filhas em sua fazenda, de onde raramente saem. Vivem também em sua fazenda Otis e Patrícia, seus empregados, e Jimmy, seu genro e namorado de Beth. Hershel é um homem religioso e ex-alcoólatra agarrando-se desesperadamente aos valores do velho mundo, a fim de preservar sua sanidade. Seu extenso conhecimento médico e agrícola revela-se valioso para o grupo. Os membros do grupo sobrevivente liderados por Rick vão parar na fazenda de Hershel após Otis atirar em Carl acidentalmente, e Hershel realiza uma cirurgia em Carl, salvando sua vida. Ele permite que o grupo permaneça em sua fazenda por alguns dias, até Sophia ser encontrada e Carl se recuperar, mas suas divergências com o grupo se agravam após alguns acontecimentos, como Glenn se envolver com Maggie, Shane matar Otis e Glenn descobrir que a família de Hershel mantém zumbis presos no celeiro. Hershel vê o apocalipse zumbi como uma doença, e por isso mantém seus parentes e amigos zumbificados no celeiro, entre eles sua esposa. Hershel passa a ter maior destaque quando Shane, propositalmente, abre as portas do celeiro e o grupo se vê obrigado a executar todos os zumbis, inclusive Sophia, que também estava no celeiro. Durante a invasão de zumbis à sua fazenda, Hershel luta bravamente contra todos eles, e chega a matar muitos destes. Ele se vê obrigado a fugir de sua fazenda, e passa a ser membro do grupo de Rick. Na terceira temporada, Hershel é atacado por um zumbi e tem sua perna amputada por Rick. Ele recebe os cuidados de Carol, que salva-lhe a vida. Na quarta temporada, ele é um dos membros do Conselho, um grupo criado para tomar decisões importantes seguidas por todos na prisão. Quando um forte surto de gripe atinge a maioria dos sobreviventes da prisão, Hershel dedica-se a ajudá-los, mesmo arriscando sua vida, e consegue salvar muitos destes, inclusive Glenn, Sasha e Lizzie. Ele acaba sendo sequestrado pelo Governador/Brian, assim como Michonne, e ambos são usados como refém durante a batalha do grupo da prisão contra o grupo do Governador/Brian. Hershel é morto decapitado pelo Governador. |                       |                                |                     |              |
| Andrea | Laurie Holden         | 1, 2 e 3                       | 32                  | Morta        |
| Andrea é a irmã mais velha de Amy e uma ex-advogada de direitos civis. Andrea é inteligente, cautelosa e extremamente protetora de sua irmã mais nova, com quem não teve sempre uma relação mais próxima. Ela passa por uma transformação significativa após a morte de Amy. Andrea é vista como uma mulher de personalidade forte e que não demonstra muito afeto por todos no grupo. Isso fica claro quando ela demonstra interesse em abandonar o coletivo e seguir pela estrada, acompanhada somente por Shane. Ela mostra-se muito próxima de Dale, de quem se aproximou mais após a morte de sua irmã, e também de Carol, que chegou a salvar quando a fazenda de Hershel é invadida por zumbis. Na segunda temporada, ela gradualmente se torna mais independente e aprimora suas habilidades de tiro, tendo recebido tutela por Shane. Depois de ser separada do grupo no fim da segunda temporada, Andrea é resgatada por Michonne e, mais tarde, levada por Merle para Woodbury, onde começa um relacionamento amoroso com Governador. Ela acaba sendo pega no fogo cruzado entre o Governador e Rick e tenta melhorar as relações entre os dois grupos, mas depois se volta contra o Governador após descobrir suas verdadeiras intenções. Ela tenta alertar Rick dos planos do Governador, mas não consegue, pois ele captura-a e esconde-a, amarrada e amordaçada, em sua câmara de tortura. O Governador dá ordens à Milton Mamet para matá-la, mas Milton ataca o Governador, que lhe desfere um golpe de faca no abdômen, ferindo-o mortalmente. O governador decide trancá-los na sala juntos, planejando que Milton vire zumbi e mate Andrea. Ela se esforça para recuperar um par de alicates propositadamente deixado por Milton para ela livrar-se de suas amarras, no entanto, ela é mordida por Milton zumbificado. Rick, Michonne, Daryl e Tyreese chegam à câmara de tortura e descobrem Andrea mordida. Conforme seu pedido, Rick lhe entrega um revólver. Com Michonne ao seu lado, Andrea suicida-se com um tiro na cabeça. |                       |                                |                     |              |
| Abraham Ford | Michael Cudlitz       | 4, 5, 6 e 7                    | 31                  | Morto        |
| O sargento. Abraham Ford é um sobrevivente que está comandando um trio de sobreviventes, cumprindo uma missão que o leva rumo à Washington. Ele encontra Tara e Glenn depois destes escaparem da prisão e junta-se a eles com o objetivo de encontrar Maggie. Após isto, eles seguem viagem rumo ao Terminus, onde acabam sendo feitos prisioneiros dentro de um vagão de trem. Posteriormente, Abraham junta-se ao grupo de Rick, ainda mantendo o foco sobre levar Eugenne à Washington, na esperança de que ele ajude a encontrar uma cura para a epidemia zumbi. Seus objetivos batem de frente com os ideais de Rick, uma vez que ele não cede aos pedidos do mesmo sobre esperar um pouco mais até as coisas se pacificarem. A missão pessoal adotada por Abraham é frustrada após Eugenne confessar não ser um cientista, e que usou da mentira para receber proteção e sobreviver. A revelação rompe as relações entre os dois, e Abraham se mantém por um determinado tempo à margem do que rodeia todo o grupo. Quando é tomada a decisão de seguir para Virgínia e, posteriormente, para Washington, ele acompanha o grupo, apesar de sua interação com a maioria das pessoas ainda ser limitada. Em Alexandria, Abraham ganha posição de liderança, excepcionalmente após salvar Francine do ataque de zumbis, o que faz com que ele se torne o líder da construção e expansão do lugar. Ainda na comunidade, ele continua a manter sua relação amorosa com Rosita e fortalece amizades com outras pessoas, como Maggie, Sasha e o próprio Rick. No último episódio da sexta temporada, Abraham é espancado até a morte por Lucille ao ser sorteado por Negan no Uni Duni Tê. Porém, as cenas de sua morte foram apenas reveladas no primeiro episódio da sétima temporada, prosseguidas pela morte de Glenn. |                       |                                |                     |              |
| Lori Grimes | Sarah Wayne Callies   | 1, 2 e 3                       | 29                  | Morta        |
| Lori Grimes é a esposa de Rick e mãe de Carl e Judith. Embora ela tenha tido uma relação amorosa com Shane quando ela pensou que Rick estava morto, ela é leal a Rick uma vez que ele retorna, e passa a rejeitar Shane. Na segunda temporada, ela descobre que está grávida, mas não sabe quem é o pai do bebê. Apesar disso, ela tenta confortar Shane para que ele se sinta aceito no grupo, mas é cautelosa sobre suas ações imprudentes e, finalmente, adverte Rick que Shane é perigoso. Ao mesmo tempo, ela é perturbada pela mudança gradual de seu marido em uma pessoa mais fria, e a relação dos dois se torna instável ao saber que Rick matou Shane. Desde a sua fuga da fazenda de Hershel até seu esforço para fixar-se na prisão, Lori torna-se cada vez mais distante de Rick e Carl, e ela culpa a si mesma. Ela torna-se preocupada com a sobrevivência de seu bebê, e quando ela entra em trabalho de parto após um ataque de zumbis à prisão, Lori convence Maggie a cortar sua barriga, mesmo sabendo que isso lhe custará a vida. Lori morre dando à luz, e Carl é forçado a matá-la para impedir sua reanimação como zumbi. Mais tarde, ela aparece para Rick em várias alucinações. Quando Rick traz os cidadãos sobreviventes de Woodbury para a prisão, ele olha para a passarela e não vê mais Lori, indicando um possível fim para suas alucinações. |                       |                                |                     |              |
| Siddiq | Avi Nash              | 8, 9 e 10                      | 26                  | Morto        |
| Siddiq é um sobrevivente encontrado por Carl na 8ª temporada. Ele passa a viver em Alexandria, junto com os outros sobreviventes. Siddiq tem experiência em medicina e passa a desempenhar o papel de médico na comunidade. Ele tem sentimentos românticos por Rosita que, por sua vez, tem uma relação amorosa com Padre Gabriel. Em algum momente, Siddiq se envolve com Rosita, e eles tem uma filha juntos, Coco. Siddiq foi capturado por Alpha e os Sussurradores, mas Alpha permite que ele viva para servir de testemunha das mortes de vários amigos assassinados pelo grupo inimigo, entre eles, Tara, Enid e Henry. Mais tarde, Siddiq faz amizade com Dante, também médico, que chega em Alexandria e é acolhido. Dante é, na verdade, um espião dos Sussurradores, enviado por Alpha para mantê-la informada sobre os planos da comunidade. Siddiq descobre a identidade de Dante e é assassinado por ele. |                       |                                |                     |              |
| Tyreese | Chad L. Coleman       | 3, 4 e 5                       | 22                  | Morto        |
| Tyreese é visto pela primeira vez em Made to Suffer, sobrevivendo na floresta com sua irmã, Sasha, e a família de Allen. Inicialmente, eles são salvos de zumbis por Carl e permanecem na prisão. Após serem rejeitados por Rick, Tyreese e seu grupo passam a residir em Woodbury, onde ele se torna um dos guardas de proteção da entrada principal da cidade. Quando os zumbis capturados pelo Governador são incendiados misteriosamente, Tyreese é o principal suspeito, mas logo descobre-se que foi Milton. Ele se oferece ao Governador para lutar contra o grupo de Rick, mas suas ideias mudam quando ele percebe que o Governador não tem boas intenções. Assim, ele e Sasha permitem que Andrea fuja de Woodbury. Quando o grupo de Rick chega na comunidade, Tyreese e Sasha acompanham Daryl, Rick e Michonne na busca por Andrea, e a encontram mordida por Milton zumbificado. Na quarta temporada, é revelado que ele está namorando com Karen. No entanto, Karen é assassinada por alguém durante um forte surto de gripe na prisão. Na última batalha contra o Governador, ele participa ativamente, mas quase é morto por Alisha, sendo salvo pelas irmãs Lizzie e Mika Samuels. Tyreese foge para a floresta com as duas irmãs, salvando também o bebê Judith. Na floresta, ele reencontra Carol e os dois decidem ir para um santuário chamado Terminus. Depois que Lizzie mata Mika, ele e Carol decidem que Lizzie deve morrer, devido ela representar uma ameaça para outros. Ele perdoa Carol ao saber que foi ela quem matou Karen, e os dois continuam seguindo para Terminus. Antes de chegarem no santuário, Tyreese e Carol se deparam com um homem, Martin, e descobrem que Terminus é uma armadilha e que seus amigos estão presos no local. Tyreese trava uma intensa luta corporal contra Martin, deixando o homem aparentemente morto. Ele e Sasha se reencontram após Terminus ser destruído. Quando Bob é sequestrado pelos últimos sobreviventes de Terminus, Tyreese descobre que Martin, o homem que ele achava ter matado, ainda está vivo, e confessa que não se sente capaz de matar mais ninguém. Ele mostra-se culpado pela morte de seu cunhado, Bob, e tenta dar apoio para sua irmã, Sasha. Tyreese conhece Noah após ele ser levado para a igreja por Daryl, e os dois se aproximam bastante. Quando decide acompanhar Noah até sua antiga casa, onde Noah vivia com sua família, Tyreese é mordido no braço por um dos irmãos de Noah, zumbificado, e morre horas depois avistando várias alucinações. Morreu no episódio What Happened and What's Going On. |                       |                                |                     |              |
| Shane Walsh | Jon Bernthal          | 1, 2, 3 e 9                    | 20                  | Morto        |
| Shane Walsh foi um vice-xerife de uma pequena cidade da Geórgia, ele era o parceiro de Rick no departamento do xerife e seu melhor amigo desde o colégio. Shane abriga sentimentos por Lori, e os dois começam uma relação amorosa depois dele dizer a Lori que Rick morreu. Entre o grupo de sobreviventes, Shane inicialmente age como o líder de fato, uma posição que ele gosta. Ele sempre viveu na sombra de Rick e, embora ele nunca conscientemente tenha se sentido ressentido, ele aproveita sua posição recente de autoridade. Shane é o principal antagonista na 2.ª temporada, tornando-se cada vez mais propenso a crises de violência irracional e sede de sangue, que se desenvolvem gradualmente a partir da primeira temporada. Seu forte instinto de sobrevivência e degradação dos resultados causa a morte de Otis e Randall, além de ele ter tomado atitudes contra a vidade Rick e Dale. Shane é morto por Rick em um gesto de auto-defesa. Após Shane morrer, ele reanima como um zumbi e tenta morder Rick, e finalmente é morto por Carl. Shane é visto novamente na terceira temporada, em uma alucinação de Rick, que atira em um soldado de Woodbury acreditando ser Shane. |                       |                                |                     |              |
| Dale Horvath | Jeffrey DeMunn        | 1 e 2                          | 16                  | Morto        |
| Dale Horvath é o homem mais velho do grupo original de Atlanta e ex-vendedor de carros. Com 64 anos, ele se revela uma pessoa calma e com experiência mundana, e fornece seu veículo para as constantes ações do grupo em torno de Atlanta, antes da chegada de Rick. Ele é sábio, às vezes profundo, e uma pessoa respeitada no grupo, embora também seja um pouco mal-humorado e não tem medo de dizer o que pensa. Com o tempo, ele, Andrea e Amy fazem uma expressiva amizade, e ele encontra força nesta inestimável amizade para superar o luto por sua falecida esposa, vítima de câncer meses antes do apocalipse zumbi. Dale é bastante autosuficiente e sempre atento à dinâmica de mudança entre a comunidade sobrevivente. Seus equipamentos e know-how tornam a vida sem conveniências modernas muito mais suportável para o grupo. Dale aparentemente sofre com a morte de Amy, mas não deixa se abater, e consegue convencer Andrea a não cometer suicídio, colocando-se em risco também. Na 2.ª temporada, ele passa a desconfiar de Shane, depois de testemunhar Shane simulando matar Rick, bem como adivinha que Shane matou Otis enquanto recuperavam suprimentos médicos para Carl. Dale fica chateado com o grupo (com exceção de Andrea) quando decidem matar Randall para evitar quaisquer riscos que ele poderia tê-los colocado. O grupo acabou adiando a execução, mas Dale é morto por um zumbi que estava preso na lama e foi acidentalmente atraído por Carl mais cedo naquele dia. A morte de Dale faz com que o grupo reavalie sua unidade e permitem que Randall possa viver. |                       |                                |                     |              |
| Bob Stookey | Lawrence Gilliard Jr. | 4 e 5                          | 15                  | Morto        |
| Bob Stookey foi um médico do exército antes do início do apocalipse zumbi. Ele aparece na quarta temporada, quando se junta aos sobreviventes na prisão após ser encontrado por Daryl vagando na estrada. Bob se mantém um cara confiante tentando provar o seu valor para o grupo, mas luta contra o alcoolismo e seu passado conturbado. Durante uma busca por mantimentos, ele causa a morte de Zach, um integrante do grupo, após fazer com que as prateleiras do supermercado caiam sobre ele e chame a atenção de zumbis, enquanto ele devolvia uma garrafa de vinho em arrependimento. Sua relação com Daryl passa a ser hostil quando é descoberto seu problema com o alcoolismo. Ele participa da batalha do grupo da prisão contra o Governador e é levemente ferido, mas sobrevive e foge com Maggie e Sasha, quando a prisão é destruída. Ele se une á Maggie para reencontrar Glenn, o fazendo e indo com eles, Sasha, Tara, Abraham, Eugene e Rosita para o Terminus, onde chegam e são trancafiados dentro de um vagão de trem.Após fugir do Terminus, é mordido por um zumbi durante uma busca, sem que ninguém perceba. É capturado pelos canibais do Terminus, que se alimentam de uma de suas pernas. Morre pela infecção e Tyresse impede sua reanimação. Sua morte abala Sasha, com quem tinha um relacionamento. |                       |                                |                     |              |
| Merle Dixon | Michael Rooker        | 1, 2 e 3                       | 14                  | Morto        |
| Merle Dixon é o irmão mais velho de Daryl. Um hillbilly racista do sul dos Estados Unidos, Merle viveu com um pai abusivo e esteve em conflito com a lei diversas vezes. Ele inicialmente fez parte do grupo sobrevivente de Atlanta, mas Rick o abandona em cima de um prédio algemado ao acreditar que ele é uma ameaça ao grupo. Horas depois, o grupo retorna para buscá-lo, mas encontram apenas a mão amputada de Merle, que não é mais visto pelo grupo. Quando T-Dog fere o braço e causa uma infecção, Daryl lhe dá ampicilina, encontrada na motocicleta de Merle, revelando que ele era um traficante de drogas. Na segunda temporada, Merle aparece brevemente em uma alucinação de Daryl. Ele reaparece na terceira temporada, vivo e residente em Woodbury, como um dos principais capangas do Governador. Merle captura Glenn e Maggie e os leva para Woodbury, iniciando o tenso conflito entre o grupo liderado por Rick e os cidadãos de Woodbury, liderados pelo Governador. Ele reencontra seu irmão, Daryl, e todos os membros do seu antigo grupo, que o rejeitam veementemente. Merle é acusado pelo Governador de ser cúmplice de Rick e seu grupo no ataque que estes fizeram à Woodbury, e assim é condenado a lutar até à morte contra seu próprio irmão, Daryl. Ele é salvo por Rick, Glenn e Maggie e consegue fugir para a floresta com eles. Como seu antigo grupo não o aceita de volta, Merle convence Daryl a abandoná-los e seguir com ele. Arrependidos, Merle e Daryl retornam à prisão e cogita-se a possibilidade de ele finalmente ser aceito pelo grupo, após ele salvar a vida de Rick. Merle é morto pelo Governador, em Woodbury. Ele reanima como um zumbi, sendo novamente morto por Daryl . |                       |                                |                     |              |

### Grupo de Atlanta
Reúne os personagens que viveram por dois meses nos arredores de Atlanta, sendo o primeiro grupo organizado exibido na série.
| Personagem | Ator                                      | Temporadas | Episódios presentes | Estado |
| --- | ----------------------------------------- | ---------- | ------------------- | ------ |
| Theodore Douglas (T-Dog) | IronE Singleton                           | 1, 2 e 3   | 20                  | Morto  |
| T-Dog é um membro do grupo original de Atlanta bem-intencionado, mas um pouco desajeitado e com falta de bom senso. Quando seu grupo foge da cidade, deixando Merle acorrentado em cima de um prédio, é ele quem deixa as chaves das algemas caírem no cano de esgoto e acorrenta a porta para evitar que Merle seja morto pelos zumbis. Depois que o acampamento nos arredores de Atlanta é invadido por zumbis, T-Dog e os demais sobreviventes vão para o CDC de Atlanta e, logo depois, para a fazenda de Hershel. Quando a fazenda é invadida por zumbis, ele consegue escapar, levando consigo Lori e Beth. Em certo momento, durante a fuga, T-Dog se interessa em seguir em frente e fugir do local, sem procurar os outros membros do grupo, mas Lori convence-o a voltar para trás para encontrar Rick e os outros. Ele se torna um dos homens mais leais de Rick, progredindo ao longo da série. Mais tarde, quando o grupo está na prisão, T-Dog é o único que concorda com a ideia de aceitar os prisioneiros sobreviventes como parte do grupo e, nesse mesmo episódio, ele é mordido por um zumbi. Ele sacrifica sua vida, se entregando aos mortos-vivos para que Carol escape depois de eles ficarem sem munição.                                                                                         |                                           |            |                     |        |
| Sophia Peletier | Madison Lintz                             | 1 e 2      | 9                   | Morta  |
| Sophia Peletier é a filha de Carol e Ed Peletier. Ela tem 12 anos de idade. Assim como sua mãe, Sophia sofre agressões vindas de seu pai, e a série chega a mostrar que Ed sente desejos sexuais pela menina. Após a morte de seu pai, ela e Carol mostram-se mais felizes e passam a ficar mais próximas da família Grimes, com Sophia sendo vista como amiga de Carl. No primeiro episódio da 2ª temporada, ela é perseguida por zumbis e foge em direção à floresta. Rick vai em sua busca e a encontra, mas ao tentar encontrar o caminho de volta, perde-se e é separada do grupo. Por muitos dias, o grupo dedica-se em procurá-la, até que eles vão parar na fazenda de Hershel. Tempos depois, descobre-se que Sophia virou um zumbi e estava mantida no celeiro da fazenda. Rick é quem atira e mata Sophia, que é enterrada na fazenda dos Greene. |                                           |            |                     |        |
| Amy | Emma Bell                                 | 1          | 6                   | Morta  |
| Amy é irmã de Andrea. Doze anos mais nova que a irmã, ela estava indo para a faculdade, para o novo ano escolar, acompanhada por Andrea, quando ocorreu o surto de zumbis. As duas juntam-se ao grupo sobrevivente existente sobre os limites exteriores da cidade invadida de Atlanta. Amy contribui nas atividades do grupo com serviços domésticos ou ajudando a cuidar das crianças. Pela diferença de idade, Amy e Andrea vivem em tensão entre si, principalmente por Amy mostrar-se ressentida com Andrea por ela não visitá-la enquanto frequentava a faculdade. A experiência do apocalipse fortalece o vínculo entre as duas irmãs. Quando o acampamento é atacado por zumbis, Amy é mordida por um deles e morre nos braços de Andrea. Ao reanimar como um zumbi, Amy é morta em uma cena comovente, definitivamente pela própria irmã e enterrada em um morro. Após a morte de Amy, Andrea fica depressiva e perturbada e resolve cometer suicídio no CDC, juntamente com Jacqui e Dr. Denner. Amy é mencionada algumas vezes na na 2ª temporada, por Andrea, Carol e Shane, sendo que Shane chega a usar sua morte para enfurecer Andrea. Na 3ª temporada, a voz de Amy é a primeira voz que chama Rick ao telefone, em suas alucinações. Ao longo da série, Andrea cita Amy algumas vezes em suas conversas. |                                           |            |                     |        |
| Jacqui | Jeryl Prescott                            | 1          | 6                   | Morta  |
| Jacqui é uma ex-funcionária pública de Atlanta e única sobrevivente de sua família. Ela se torna membro do grupo sobrevivente de Atlanta e desenvolve uma forte amizade com Jim. Após Jim ser deixado para trás, a seu pedido, ela acompanha o grupo em direção ao Centros de Controle de Doenças de Atlanta (CCD). Ela acredita que o CCD vai ter uma cura e salvá-los dos zumbis, e ela se desespera com o resto do grupo quando eles descobrem que não existe uma cura no CCD. Ela opta por ficar para trás com o Dr. Jenner quando o CDC se autodestrói, segurando suas mãos quando ocorre a explosão do laboratório. Na 3ª temporada, quando Rick tem uma de suas alucinações, a voz dela é ouvida ao telefone conversando com Rick. |                                           |            |                     |        |
| Jim | Andrew Rothenberg                         | 1          | 5                   | Morto  |
| Jim é um mecânico que vive com uma família grande em Atlanta. Ele foi um dos poucos a escapar de Atlanta, apesar de toda a sua família morrer em meio ao caos, protegendo-o dos zumbis por tempo suficiente para deixá-lo escapar. Emocionalmente traumatizado e devastado, Jim se juntou ao grupo sobrevivente e se tornou o membro mais taciturno, revelando quase nada sobre o seu passado e mal dizendo uma palavra. Ele mostra alguns sinais de precognição, por exemplo, ele cava túmulos em preparação para um ataque zumbi, capaz de ocorrer a qualquer momento (embora ele tenha dificuldade em lembrar sua motivação para fazê-lo) e conta a Shane e Carl uma premonição dos eventos que possam acontecer. Durante um ataque de zumbis no grupo, Jim é mordido, mas não diz nada até Jacqui descobrir. Jim sofre os efeitos da praga por dias. Recusando um golpe de misericórdia, Jim pede para ser abandonado na estrada, a fim de se juntar a sua família, no céu ou, literalmente, como um zumbi. Os estágios iniciais de sua transformação em um zumbi são inequivocamente retratados. Na 3ª temporada, a sua voz é a segunda que conversa com Rick ao telefone, durante uma alucinação. |                                           |            |                     |        |
| Ed Peletier | Adam Minarovich                           | 1          | 4                   | Morto  |
| Ed Peletier é o marido de Carol e pai de Sophia. Ele é preguiçoso, abusivo, e sexista. É também fortemente implícito que ele tem sentimentos sexuais por Sophia. Depois de Ed agredir sua esposa na frente de outros sobreviventes, ele é espancado por Shane, que ameaça matá-lo na próxima vez que ele vê Ed colocar suas mãos sobre sua família ou qualquer outra pessoa novamente. Devido aos ferimentos, Ed permanece em sua tenda e se torna a primeira vítima de um ataque zumbi subseqüente, quando ele inadvertidamente abre a tenda para ver o que acontece fora. Na 2ª temporada, o ódio de Carol por Ed é revelado quando ela conta que orou para que Ed morresse, por todo o desconforto e os danos em que ele colocou ela e sua filha. |                                           |            |                     |        |
| Morales | Juan Pareja                               | 1 e 8      | 6                   | Morto  |
| Morales é o marido de Miranda Morales e pai de Eliza e Louis Morales. Ele é conhecido apenas por seu sobrenome. Morales conhece parte da infraestrutura de Atlanta, e acompanha o grupo para missões arriscadas no centro da cidade. Morales é equilibrado e dedicado, muitas vezes arriscando-se pelo grupo. É ele quem o grupo sobrevivente à Rick, quando o policial decide se juntar a eles. Após um ataque de zumbis no acampamento (que resulta na morte de Amy e Ed) e depois de os sobreviventes decidirem ir para o CCD, Morales e sua família decidem abandonar o grupo e tentar a sorte em localizar parentes em Birmingham, no estado do Alabama. Na 8ª temporada, Morales retorna como um membro dos Salvadores, um grupo de saqueadores. Ele é morto por Daryl com uma flecha na cabeça. |                                           |            |                     |        |
| Família Morales | Viviana Chavez, Maddie Lomax e Noah Lomax | 1          | 3                   | Mortos |
| A família Morales consiste no marido, que passa seu sobrenome, sua esposa Miranda, e seus dois filhos, Eliza e Louis. A família é vista em três episódios da 1ª temporada, com Morales sendo visto geralmente ajudando em missões ou na proteção do grupo. Sua esposa, Miranda, mostra-se uma mulher otimista e alegre, e Eliza e Louis são vistos como crianças muito simpáticas e brincalhões. A família é vista como sendo muito próxima das famílias Grimes e Peletier (com a possível exceção de Ed). Após um ataque de zumbis ao acampamento, que culmina na morte de Amy e Ed, a família decide deixar o grupo e tentar localizar seus parentes que vivem em Birmingham, no estado de Alabama. Eles nunca mais são vistos novamente ou sequer mencionados, sem saber o que aconteceu com a família. |                                           |            |                     |        |

### Grupo de Michonne
Quando o surto começou, Michonne ficou um tempo com seu filho, com seu namorado e com um amigo em um acampamento, conforme nos foi dito em alguns flashbacks.
| Personagem | Ator          | Temporadas | Episódios presentes | Estado |
| --- | ------------- | ---------- | ------------------- | ------ |
| Andre Anthony | Desconhecido  | 4          | 1                   | Morto  |
| Andre é o filho de Michonne, de seu relacionamento com Mike. Pouco se sabe sobre ele. Quando eles vão para um acampamento, o garoto morre. Michonne fica muito devastada, e desliga suas emoções durante um longo período de tempo. Em um sonho dela, é mostrado que ela o segura em seus braços, mas logo o sonho se transforma em um pesadelo quando ele desaparece, e Mike e Terry lentamente aparecem como zumbis. Isso ajuda a empurrar Michonne para outra repartição, após o que ela é, uma vez mais capaz de falar o nome de seu filho e de lembrar dele com amor e carinho ao invés de amargura e culpa.                     |               |            |                     |        |
| Mike | Aldis Hodge   | 4          | 1                   | Morto  |
| Mike é o ex-namorado de Michonne e o pai de Andre. Quanto o surto começa, ele, Michonne, Andre e Terry vão pra um acampamento. Michonne sai em busca de suprimentos e deixa Mike com seu filho. O acampamento é atacado por uma horda de zumbis, Andre morre e Mike fica gravemente ferido. Michonne chega e culpa ele pela morte de seu filho, e depois que Mike morre, ela o deixa acorrentado como um animal, numa forma de puni-lo e de punir a si mesma pelo que aconteceu. Quando Michonne e Andrea são quase descobertas pelo Governador, Michonne decapita os corpos de Terry e de Mike, que estavam transformados em zumbis. |               |            |                     |        |
| Terry | Brandon Fobbs | 4          | 1                   | Morto  |
| Terry é o melhor amigo de Mike. Quanto o surto acontece, Terry vai com Mike e sua família para um acampamento. Ele e Mike são incapazes de proteger Andre duma horda de zumbis que atacam o acampamento enquanto Michonne está fora, o que a deixa sem chão. Ele e Mike morrem logo após a ataque, e Michonne os acorrenta e fica com eles como uma forma de punição pelo acontecido. Quando Michonne e Andrea são quase descobertas pelo Governador, Michonne decapita os corpos de Terry e de Mike, que estavam transformados em zumbis.                                                                                            |               |            |                     |        |

### Grupo de Martinez
O grupo de Martinez é formado por cerca de 20 pessoas, e são vistos na primeira metade da quarta temporada da série. Inicialmente, eles são liderados por Martinez, mas quando este é assassinado pelo Governador, eles passam a ser liderados por Pete Dolgen. Após Pete Dolgen também ser morto pelo Governador, a liderança cai em cima do próprio Governador, com o apoio de Mitch Dolgen. Todos morrem na última batalha do Governador contra a comunidade da prisão.
| Personagem | Ator            | Temporadas | Episódios presentes | Estado |
| --- | --------------- | ---------- | ------------------- | ------ |
| Mitch Dolgen | Kirk Acevedo    | 4          | 2                   | Morto  |
| Mitch Dolgen é um membro do grupo de Martinez, que se torna o líder de fato do grupo após a morte de Martinez e de seu irmão, Pete. Ele aceita ser aliado de Brian/Governador. No episódio Too Far Gone, Mitch participa do ataque de seu grupo contra a prisão, no episódio Too Far Gone, e é responsável por manusear o tanque de guerra. Ele é morto por Daryl, quando tenta escapar do tanque em chamas. |                 |            |                     |        |
| Alisha | Juliana Harkavy | 4          | 2                   | Morta  |
| Alisha é um ex-membro do exército de reserva que é recrutada pelo grupo de Martinez. Ela inicia uma amizade com Tara, que rapidamente se torna uma relação amorosa. As duas permanecem inseparáveis, uma vez que começam a namorar. Alisha foge com Tara, sua família e Brian/Governador. No entanto, um bloqueio na estrada composto por zumbis presos forças-os a voltar para o acampamento. No episódio Too Far Gone, Alisha participa da batalha de seu grupo contra o grupo da prisão e é morta a tiros por Lizzie e Mika. |                 |            |                     |        |
| Pete Dolgen | Enver Gjokaj    | 4          | 1                   | Zumbi  |
| Pete Dolgen é o irmão de Mitch e um membro do grupo de Martinez. Após a morte de Martinez, Pete torna-se o líder provisório do grupo, o que provoca inquietação entre muitos membros do acampamento. Pete é assassinado por Brian/Governador. Em seguida, ele despeja seu corpo numa lagoa próxima. Brian/Governador mais tarde volta a encontrar o corpo morto-vivo de Pete submerso no lago, e decide mantê-lo lá como está.                                                                                                  |                 |            |                     |        |

### Hospital Grady Memorial
O Hospital Grady Memorial aparece pela primeira vez no episódio "Slabtown", e revela-se ser o lar de um grupo de sobreviventes que acreditam que a assistência militar ainda chegará até eles um dia. O hospital é administrado por um grupo de policiais corruptos com um rigoroso regime autoritário.
| Personagem | Ator                     | Temporadas | Episódios presentes | Estado       |
| --- | ------------------------ | ---------- | ------------------- | ------------ |
| Noah | Tyler James Williams     | 5          | 10                  | Morto        |
| Noah é um jovem paciente no hospital, que muitas vezes trabalha como um zelador. Ele diz a Beth que ele e seu pai foram descobertos pelos sobreviventes do hospital enquanto os dois estavam sendo cercados por walkers, e as pessoas que o resgataram disseram que só poderiam salvar um deles. Por esta única razão, Noah mostra grande desgosto pelos policiais, dizendo que com suas armas e habilidades, eles provavelmente poderiam ter salvado seu pai também. Quando Beth acidentalmente mata Gavin Trevitt dando-lhe uma medicação errada, Noah assume a culpa, dizendo que, enquanto ele estava limpando o hospital, ele esbarrou no sistema de ventilação e causou problemas na respiração de Gavin. Para isso, os policiais Dawn e Gorman o levam para um corredor e batem nele. Beth pede desculpas para Noah se sentir bem, já que ele já passou por coisa pior. No entanto, Beth decide formar um plano para ela e Noah fugirem. Eles usam o poço do elevador, que agora serve como descarga de corpos, e com uma longa corda de lençóis amarrados, os dois descem, mas Noah acaba se soltando e cai, torcendo seu tornozelo. Os dois conseguem sair do hospital e Beth afasta vários walkers com uma arma. Embora Beth seja interrompida e controlada pelos policiais que chegam, Noah consegue chegar ao portão exterior e fugir, depois que ele e Beth trocam um último olhar. Mais tarde, Noah conhece Daryl e Carol e descobre a conexão deles com Beth. Carol é capturada e Daryl leva Noah de volta para a igreja do Padre Gabriel para levar o resto do grupo de volta para Atlanta para resgatarem Beth e Carol. No entanto, Beth é morta por Dawn e Rick permite que Noah fique no grupo. Mais tarde, no episódio 14 da 5ª temporada, Noah é morto por walkers durante uma missão de limpar peças para reparar o sistema de energia solar de Alexandria. |                          |            |                     |              |
| Dawn Lerner | Christine Woods          | 5          | 4                   | Morta        |
| Dawn Lerner é a líder do hospital, fazendo as regras com seu grupo de colegas policiais, que são os únicos habitantes do hospital a possuir armas. Ela acredita que todos devem contribuir para "o bem maior" e manter a operação do hospital funcionando o tempo suficiente para que os militares venham salvá-los. Muitas vezes, ela usa essa mentalidade como uma forma de culpa para persuadir aqueles que ela captura para trabalharem para o hospital, já que eles se recuperam. Embora ela esteja ciente da forma que Gorman trata as pacientes, ela não faz muita coisa para impedi-lo. Dawn também trata os pacientes cruelmente, repetidamente descontando sua raiva em Beth, golpeando-a por erros pequenos ou mal-entendidos. Apesar das tentativas de Beth de convencê-la de que os militares nunca chegarão, Dawn se recusa a acreditar e insiste em dizer que as coisas melhorarão, e que é muito melhor viver sob seu governo do que no mundo lá fora. Embora Dawn esteja furiosa com Beth (como Dawn acredita) por matar Gorman e Joan e ajudar Noah em sua fuga, ela ainda se recusa a matar ou exilar Beth, já que ela precisa de ajuda extra no hospital. Embora ela tente desenvolver um vínculo com Beth, Beth está convencida de que Dawn nunca mudará, e sua visão de um futuro melhor nubla seu julgamento razoável. Na troca de reféns no episódio 8 da 5ª temporada, quando Beth ataca Dawn com uma tesoura, Dawn reage impulsivamente em um momento de choque e sua arma acaba descarregando, disparando uma única bala diretamente na cabeça de Beth, que a mata instantaneamente. Embora Dawn implore por misericórdia, Daryl atira diretamente na testa dela segundos depois. |                          |            |                     |              |
| Dr. Steven Edwards | Erik Jensen              | 5          | 3                   | Desconhecido |
| Dr. Steven Edwards é o único médico do hospital. Ele tem um comportamento educado, mas nervoso. Ele desaprova visivelmente os métodos duros pelos quais os policiais Dawn e Gorman dirigem o hospital, mas apesar de suas objeções, sua posição é valorizada pelos policiais como o único médico profissional no local. Ele inicialmente cuida de Beth enquanto ela se recupera e faz o seu melhor para protegê-la dos policiais, dizendo que ele se recusa a ir embora porque ainda é melhor viver dentro do hospital do que no mundo lá fora. No entanto, Beth desconfía dele quando ele diz a ela para dar uma droga chamada "Clozapina" para Gavin Trevitt, um paciente que também é médico, e a droga acaba matando-o. Embora o Dr. Steven insista em falar que ele disse "Clonazepam", Beth tem certeza de que ele lhe disse o nome da droga errada de propósito. Ela o acusa de ter envenenado o outro médico, a fim de ganhar seu valioso status como o único médico, mas ele nega. Mais tarde, ele ajuda Beth a salvar a vida de Carol, dizendo a ela qual medicação ela precisa dar para Carol. Depois das mortes de Beth e Dawn, o Dr. Steven oferece ao grupo de Rick para ficarem no hospital, mas Rick recusa. Não se sabe o estado atual de Dr. Steven Edwards, mas presume-se que ainda esteja vivo. |                          |            |                     |              |
| Amanda Shepherd | Teri Wyble               | 5          | 3                   | Desconhecido |
| Amanda Shepherd é uma policial que passou a viver no hospital após o início do apocalipse zumbi. Ela é vista primeiramente após cair na armadilha de Noah, junto com o policial Bob Lamson. Depois de ser mantida como refém, ela tenta convencer Rick e seu grupo de que a libertação dela e Bob Lawson não pode ser negociada, e a troca de reféns que estão planejando resultará na morte de todos. Ela explica que há um sentimento de inquietação entre os outros policiais do hospital, e que eles querem derrubar Dawn, por não concordarem com suas decisões. Amanda e Licari são devolvidos ao hospital, e continuam a viver lá após a morte de Dawn. |                          |            |                     |              |
| Gorman | Cullen Moss              | 5          | 1                   | Morto        |
| Gorman é policial e o segundo no comando depois da policial Dawn. Ele também é um dos policiais que salvaram Beth. Embora ele pareça ter um comportamento mais polido durante sua introdução inicial, Beth rapidamente descobre que sua ideia de ser reembolsado por seus serviços é ter relações sexuais com as pacientes do hospital, já que ele aparentemente já estuprou Joan. Ele faz avanços semelhantes com Beth, finalmente pegando ela sozinha no escritório de Dawn, onde, sem que ele saiba, Joan cometeu suicídio e está prestes a se transformar. Lá, ele começa a pegar Beth a força, tentando chantageá-la com sua tentativa de roubar uma chave do escritório de Dawn, e assim que ele se move, Beth o nocauteia na parte de trás da cabeça com uma garrafa de vidro. Quando ele cai no chão, Joan, já transformada, instantaneamente rasteja até ele e o mata mordendo seu pescoço, enquanto Beth foge. |                          |            |                     |              |
| Joan | Keisha Castle-Hughes     | 5          | 1                   | Morta        |
| Joan é uma paciente que tenta fugir do hospital, mas acaba sendo mordida no braço por um walker. Quando ela é trazida de volta pela policial Dawn, Dawn exige que o Dr. Steven a salve amputando seu braço com um fio de metal. Joan se recusa a ser resgatada e exige que a deixem morrer, mas Dawn, com a ajuda relutante de Beth, consegue controlá-la o suficiente para que o Dr. Steven ampute o braço. Mais tarde, enquanto Beth está limpando o quarto de Joan, Joan conta mais sobre os segredos escuros por trás da liderança do hospital, incluindo o tratamento do agente Gorman com as pacientes. Mais tarde, quando Beth entra no escritório de Dawn para encontrar a chave do poço do elevador, ela descobre que Joan também já entrou e se suicidou ao reabrir a ferida da amputação. Beth usa a morte de Joan para sua vantagem, permitindo que Joan, já transformada, mate o policial Gorman. |                          |            |                     |              |
| Bob Lamson | Maximiliano Hernández    | 5          | 2                   | Morto        |
| Bob Lamson é um dos dois policiais que são capturados pela armadilha de Noah, junto com a policial Amanda. Ele se aproxima e tenta convencer Rick e seu grupo de que é melhor ele conversar com a policial Dawn para fazer a troca de reféns, dizendo que a conhece há oito anos. Mais tarde, enquanto se preparam para sair para a troca, ele revela que seu nome é Bob. Depois, ele conversa com Sasha, que foi deixada para vigiá-lo. Enquanto está sozinho com ela, ele explica que ele está vivo porque outro policial foi enviado para responder uma chamada que ele deveria ter respondido, e que o policial agora é um walker no estacionamento. Sasha oferece que matem o walker, a fim de aliviar sua culpa, mas quando ela se prepara para atirar no walker, Bob a nocauteia e foge do prédio. No entanto, ele não chega longe, pois Rick o persegue com um carro da polícia e atira na cabeça dele. |                          |            |                     |              |
| Licari | Christopher Matthew Cook | 5          | 2                   | Desconhecido |
| Licari é um dos policiais que trabalham no hospital sob as ordens da policial Dawn. Quando os policiais Bob Lamson e Amanda são enganados pelo grupo de Rick, Licari chega em seu carro e os salva, dando cobertura quando o grupo de Rick atira contra eles. Eles fogem e aparentemente escapam, mas o carro fica preso em vários walkers na rua, e os três policiais fogem. Licari reaparece quando Daryl inspeciona um trailer, e depois de uma rápida luta, Rick aparece e aponta uma arma para ele, fazendo-o refém também. Licari e Amanda finalmente são devolvidos ao hospital, e continuam a viver lá após a morte de Dawn. |                          |            |                     |              |
| O'Donnell | Ricky Wayne              | 5          | 4                   | Morto        |
| O'Donnell é um dos policiais que trabalham no hospital sob as ordens da policial Dawn. Ele é o policial que Carol e Daryl seguem no episódio 6 da 5ª temporada, embora eventualmente o percam de vista quando seu carro fica sem gasolina. No entanto, a perseguição de O'Donnell eventualmente resulta em Carol e Daryl descobrindo o grupo de sobreviventes no hospital, assim como o fato de que eles estão com Beth. No episódio 8 da 5ª temporada, ele se vira contra Dawn e a acusa de estar fraca por causa da pressão da liderança, alegando que ela não está mais apta a administrar o hospital. Embora ela aponte sua arma para ele, ele consegue desarmá-la. Então, eles brigam no corredor, até que Beth o empurra no poço do elevador, causando sua morte. |                          |            |                     |              |
| Percy | Marc Gowan               | 5          | 2                   | Desconhecido |
| Percy é um paciente idoso no hospital. Quando Beth precisa secretamente roubar os remédios apropriados para dar para Carol, ela suborna Percy com um punhado de morangos, e ele distrai os policiais mais próximos, fingindo estar com problemas de respiração. Quando Beth consegue os remédios e sai, ele diz aos policiais que se sente bem novamente. Mais tarde, ele é visto sendo repreendido pelo policial O'Donnell por aparentemente não saber costurar um buraco na camisa do policial, então, O'Donnell o derruba no chão, com raiva. |                          |            |                     |              |

### Os Saqueadores
Um grupo de homens fortemente armados em busca de suprimentos e armas. O grupo apareceu pela primeira na quarta temporada, no episódio Claimed. Adotavam regras rígidas, como a não-aceitação de mentiras, e comportamento individualista, como uma prática chamada "reivindicar", usada quando algum deles tinha interesse em tomar posse nos pertences de outro. O líder do grupo era Joe, e foram mortos após um confronto com Rick, Daryl, Michonne e Carl.
| Personagem | Ator            | Temporadas | Episódios presentes | Estado |
| --- | --------------- | ---------- | ------------------- | ------ |
| Joe | Jeff Kober      | 4          | 4                   | Morto  |
| Joe é o líder do grupo, visto pela primeira vez por Rick na varanda da casa onde eles estavam no episódio Claimed. Mais tarde, ele aparece em Alone, quando o grupo encontra Daryl exausto na estrada depois que ele é separado de Beth. Apesar de um encontro tenso com Daryl, Joe fica impressionado com o uso de uma besta como arma e decide recrutar Daryl para seu grupo. Ele e seu grupo estão em busca de Rick para vingar a morte de Lou, um ex-integrante do grupo, conforme Joe revela a Daryl. Após encontrar Rick, Michonne e Carl, Joe e seu grupo os atacam e ele trava uma longa luta corporal com Rick. Entretanto, Joe é morto após Rick morder seu pescoço.                     |                 |            |                     |        |
| Len | Marcus Hester   | 4          | 3                   | Morto  |
| Len aparece pela primeira vez quando o grupo invade uma casa onde Rick está se escondendo. Depois que Rick é forçado a se esconder debaixo de uma cama, onde um outro membro, Tony, já está dormindo, Len entra no quarto e acorda Tony. Ele exige que ele saia da cama, mas quando Tony se recusa, Len o nocauteia e estrangula-o, deixando-o inconsciente antes de tomar a cama para si. Depois de acusar Daryl de roubar sua metade do coelho (usado para alimentação), Len tem sua honestidade questionada por Joe. Ele é espancado por seu grupo e morto por um membro não especificado do grupo. Seu cadáver é descoberto por Daryl, quando este saia do armazém onde havia passado a noite. |                 |            |                     |        |
| Tony | Davi Jay        | 4          | 4                   | Morto  |
| Tony é o único membro do grupo que invadiu a casa onde Rick estava que viu seu rosto. Quando ele tira um cochilo na cama onde Rick está se escondendo debaixo, Len aparece e tenta tirá-lo da cama. Tony resiste, o que levou Len a agredir-lhe e deixá-lo inconsciente no chão. Enquanto ele está sendo estrangulado, ele vê Rick debaixo da cama, mas é incapaz de advertir Len antes de desmaiar. Tony é morto por Daryl, quando seu grupo decide atacar e matar Rick, Carl e Michonne. |                 |            |                     |        |
| Lou | Scott Dale      | 4          | 1                   | Morto  |
| Lou é encontrado por Rick usando o vaso sanitário enquanto este tentava fugir pelo banheiro. Rick reage e estrangula Lou, antes de ele alertar os outros de que há mais alguém na casa. Lou morre asfixiado e reanima como zumbi, sendo morto por alguém de seu grupo mais tarde. |                 |            |                     |        |
| Billy | Eric Mendenhall | 4          | 3                   | Morto  |
| Billy é um dos membros do grupo. Ele é morto por Michonne quando seu grupo decide atacar e matar Rick, Carl e ela. |                 |            |                     |        |
| Dan | Keith Brooks    | 4          | 3                   | Morto  |
| Dan é um dos membros do grupo. Após seu grupo procurar por Rick e encontrá-lo acompanhado de Carl e Michonne, Dan aproveita-se da situação e tenta abusar sexualmente de Carl. Após quase consumar o ato, ele é repreendido por Rick e tenta fugir, mas Rick o alcança e desfere vários golpes de faca contra ele, matando-o. |                 |            |                     |        |
| Harley | JD Evermore     | 4          | 4                   | Morto  |
| Harley é um dos membros do grupo. Ele é morto quando seu grupo decide atacar e matar Rick, Carl e Michonne. |                 |            |                     |        |

### Grupo de Randall
| Personagem | Ator                  | Temporadas | Episódios presentes | Estado       |
| --- | --------------------- | ---------- | ------------------- | ------------ |
| Randall Culver | Michael Zegen         | 2          | 4                   | Morto        |
| Randall Culver é um jovem membro do grupo de Dave e Tony. Ele frequentou a mesma escola que Maggie Greene e recentemente perdeu a mãe (presumivelmente quando o apocalipse começou). Durante uma fuga, ele espeta a perna em uma cerca, e Rick, Glenn e Hershel resgatam-o, apesar de ele ter atirado neles. Quando eles percebem que o grupo de Randall pode ser uma ameaça para eles, Rick e Shane discordam sobre a possibilidade de mantê-lo vivo ou matá-lo. Eles decidem abandonar Randall em uma região distante da fazenda de Hershel, e chegam a tentar deixá-lo em uma escola abandonada, mas mudam de ideia quando ele revela que conhece Maggie e possivelmente sabe a localização da fazenda. Rick e Shane o levam de volta para a fazenda, onde Randall é mantido preso no celeiro e é espancado por Daryl, por ser visto como perigoso. O grupo se reúne e decidem se executam ou permitem que Randall possa viver, sendo que apenas Dale e Andrea saem em sua defesa. Por fim, Shane leva Randall para a floresta e agarra seu pescoço, matando-o. Glenn e Daryl descobrem mais tarde que Randall tornou-se um zumbi e Glenn espeta-lhe um facão em sua cabeça. A morte de Randall provoca inúmeras intrigas entre Rick e Shane. |                       |            |                     |              |
| Sean | Keedar Whittle        | 2          | 1                   | Morto        |
| Sean é um sobrevivente que juntou-se ao grupo de Randall, formado por aproximadamente 30 homens, após o apocalipse zumbi. Ele morava em Atlanta antes do surto. Sean acompanhou Randall e Nate até a cidade em busca de Dave e Tony, e ajuda a atacar Rick, Hershel e Glenn quando descobre que eles mataram Dave e Tony. Quando Glenn tenta buscar o carro, ele encurrala Hershel e tenta matá-lo, mas Hershel é mais rápido e atira primeiro, ferindo gravemente Sean. Ele cai ao chão e agoniza de dor, enquanto Rick tenta salvar Randall. Quando uma multidão de zumbis se aproxima, Sean grita desesperado por ajuda, mas Glenn o ignora. Ele é devorado pelos zumbis e morre. |                       |            |                     |              |
| Dave | Michael Raymond James | 2          | 1                   | Morto        |
| Dave é um sobrevivente que vive com um grupo de cerca de 30 pessoas sobreviventes em um local próximo ao Bar de Patton. Ele chega ao Bar acompanhado por Tony, onde encontra Rick, Glenn e Hershel. Dave mostra-se surpreendido em encontrar sobreviventes no Bar, e mostra-se interessado em saber como Rick, Glenn e Hershel, sobreviveram ao apocalipse zumbi. Dave desperta a desconfiança de Rick ao revelar que roubou uma arma de um policial morto e perguntar sobre a fazenda onde Rick e seu grupo vivem, fazendo com que Rick perceba o fato de ele saber que eles estão em uma fazenda (a fazenda de Hershel), mesmo antes de ele revelar. Dave tenta se aproximar do grupo, especialmente de Rick, mas acaba criando um conflito entre os dois. Ao tecer um movimento suspeito, Rick reage e mata Dave. |                       |            |                     |              |
| Tony | Aaron Munoz           | 2          | 1                   | Morto        |
| Tony é um sobrevivente que vive com um grupo de cerca de 30 pessoas sobreviventes em um local próximo ao Bar de Patton. Ele viajou por muito tempo até chegar à Geórgia, vindo possivelmente da Fildélfia. Tony acompanhava Dave ao Bar de Patton, onde encontraram Rick, Glenn e Hershel. Tony passa a maior parte do tempo ingerindo bebidas alcoólicas, embora em alguns instantes ele fale em apoio a Dave. Em certo momento, ele é visto levantar-se e urinar em um canto do bar. Quando Rick mata Dave, Tony rapidamente reage, tentando atacar Rick, mas ele é morto por ele com três tiros, sendo um deles na cabeça para que Tony não reanime como zumbi. |                       |            |                     |              |
| Nate | Phillip Devona        | 2          | 1                   | Desconhecido |
| Nate é um dos sobreviventes membros do mesmo grupo a que pertence Randall. Quando Dave e Tony não retornam para o refúgio do grupo, Nate, Sean e Randall vão até a cidade em busca dos dois amigos. Eles não o encontram, mas encontram Rick, Glenn e Hershel e logo descobrem que Dave e Tony foram mortos por eles. Nate é o primeiro a reagir ao saber da morte dos amigos, atacando Rick e seu grupo com disparos de tiros. O som dos tiros disparados por Nate atraem uma multidão de zumbis para o local. Ele encontra Sean sendo devorado pelos zumbis e ao ver a multidão de mortos-vivos no local, Nate pega o veículo de seu grupo e foge, abandonando Randall. Seu destino é descohecido, embora Randall tenha dito que tenha certeza que ele chegou ao grupo e contou-lhes sobre a morte de Dave, Tony, Sean e provavelmente a de Randall. |                       |            |                     |              |

### Prisioneiros
Cinco detentos na prisão sobreviveram ao apocalipse, trancados no refeitório por dez meses. Até serem liberados pelo grupo de Rick, eles não tinham conhecimento da praga zumbi que dizimou uma grande percentagem da população. Rick ordena-lhes que vivam em uma cela separada. Todos eles acabam por morrer.
| Personagem | Ator            | Temporadas | Episódios presentes | Estado |
| --- | --------------- | ---------- | ------------------- | ------ |
| Andrew | Markice Moore   | 3          | 3                   | Morto  |
| Andrew é um preso sobrevivente na prisão e braço direito de Tomas. Quando Rick mata Tomas, Andrew ataca Rick, mas não consege lhe matar. Ele é perseguido por Rick e foge pelos corredores da prisão, indo parar em um pátio cercado por zumbis. Rick tranca-o do lado de fora da prisão e todos acreditam que ele morreu devorado pelos zumbis. No episódio Killer Within, o quarto da 3ª temporada, descobre-se que Andrew sobreviveu ao ser atacado por zumbis e tenta sabotar a prisão, facilitando a entrada zumbis nesta, o que leva à morte de Lori e T-Dog. Andrew finalmente entra em um confronto com Rick, e consegue desarmá-lo. Durante o confronto, ele dá ordens para que Oscar mate Rick, entretanto, Oscar dispara contra Andrew e o mata. |                 |            |                     |        |
| Axel | Lew Temple      | 3          | 8                   | Morto  |
| Axel é um dos detentos sobreviventes encontrados pelo grupo de Rick na prisão. Ele foi preso por assalto à mão armada, mas leva os outros a acreditarem, inicialmente, que ele pertencia a uma gangue de narcóticos. Ele parece ser muito mais gentil do que seus companheiros de prisão e age como apaziguador nas tensões entre Rick e Tomas. Após as tentativa de Tomas em matar Rick, ele e Oscar são acusados de colaborar com Tomas e Andrew, no plano de matar Rick e seu grupo. Entretanto, Axel implora por piedade e conta que ele e Oscar não estavam no plano de Tomas. Rick decide poupá-los e lhes permite viver em uma cela do outro lado da prisão. Mais tarde, Axel e Oscar imploram para fazer parte do grupo de Rick, mas o pedido é negado. Depois de ajudar o grupo a se livrar dos zumbis atraídos para a prisão por Andrew, ele e Oscar são finalmente aceitos no grupo. Em certo momento, Axel releva sentir desejos sexuais por Beth, mas é repreendido por Carol, que ele acredita ser lésbica. Ele e Carol se tornam muito amigos, e ele sempre conta a ela histórias sobre sua vida criminosa de uma maneira divertida. Não se sabe muito sobre sua vida antes do surto de zumbis, ele apenas revela a Carol que estava prestes a cumprir sua pena e iria morar com seu irmão na Flórida, além de ter tido um filho que mudou-se para Utah. Axel é morto inesperadamente pelo Governador, com um tiro na cabeça, quando ele invade a prisão pela primeira vez. Em um episódio posterior, Daryl conta a Andrea um pouco sobre Axel, dizendo que todos gostavam dele e que ele fazia parte do grupo. Axel era o último sobrevivente presidiário. |                 |            |                     |        |
| Big Tiny | Theodus Crane   | 3          | 2                   | Morto  |
| Big Tiny é um dos presidiários sobreviventes na prisão. Ele é tido como o "músculo do grupo", por sua estatura e corpo, mas parece ser mais suave e mais razoável do que alguns outros membros do grupo (como Tomas e Andrew). Enquanto matavam zumbis na prisão, ele desobedece as orientações de Rick para ficarem juntos, e é atacado por um zumbi, que deixa arranhões em seu torso. Enquanto tenta convencer os outros que os arranhões não provocam efeitos sobre ele, Tomas o mata inesperada e brutalmente, esmagando-lhe a cabeça repetidamente com um instrumento contundente, para o horror dos outros. |                 |            |                     |        |
| Oscar | Vincent M. Ward | 3          | 7                   | Morto  |
| Oscar é um sobrevivente da prisão, que foi preso por invasão de domicílio. Ele se recusa a implorar por sua vida depois de ser acusado de associar-se com Tomas e diz a Rick que ele pode matá-lo se ele quiser. Rick poupa Oscar e permite que ele e Axel possam viver em uma cela separada. Depois de ter sido negada a sua entrada no grupo de Rick, ele cogita ir embora da prisão, mas muda de ideia e continua a viver com Axel na cela reservada para eles. Ele ganha a confiança de Rick depois de atirar e matar Andrew, que estava tentando matar Rick. Oscar logo se torna um membro vital do grupo e demonstra a proficiência em matar os zumbis. Durante a missão de resgate para salvar Glenn e Maggie, Oscar é baleado e morto por um cidadão de Woodbury. |                 |            |                     |        |
| Tomas | Nick Gomez      | 3          | 2                   | Morto  |
| Tomas é o líder dos cinco sobreviventes detentos na prisão e é temido pelos outros. Ele é o único prisioneiro que parece ser violento e hostil com o novo grupo, alegando que a prisão pertence a ele e dá ordens para o grupo de Rick sair. Ele e Rick, eventualmente, chegam a um acordo de que Rick e Daryl irão ajudá-los a limpar outro bloco de celas para ele e os outros prisioneiros viverem, em troca de metade dos alimentos da despensa da prisão. Enquanto matavam os mortos-vivos, Tomas violentamente mata Big Tiny, após ele ser ferido por um zumbi, e Tomas não mostra remorso. Tomas, em seguida, faz dois atentados contra a vida de Rick, forçando Rick a matá-lo. |                 |            |                     |        |

### Terminus
Terminus é um santuário que é mencionado pela primeira vez no terceiro episódio da quarta temporada, ao longo de um programa de rádio ouvido por Daryl, Bob, Michonne e Tyreese ao dirigir no carro de Zach. Após a queda da prisão, as pequenas facções de moradores da prisão que sobrevivem ao ataque encontram as placas indicando um santuário em Terminus, e cada grupo começa lentamente a fazer o seu caminho até lá. A localização exata de Terminus é finalmente revelada no episódio Us. Logo, descobre-se que os habitantes do lugar são canibais, que atraem as pessoas e as usam como alimento. A queda de Terminus se dá no episódio No Sanctuary, na quinta temporada, embora seu líder, Gareth, e um pequeno número de sobreviventes só venham a morrer no episódio Four Walls and a Roof.
| Personagem | Ator              | Temporadas | Episódios presentes | Estado |
| --- | ----------------- | ---------- | ------------------- | ------ |
| Gareth | Andrew J. West    | 4ª e 5ª    | 5                   | Morto  |
| Gareth é o líder do grupo de Terminus, filho de Mary e irmão de Alex. É ele quem recebe Rick, Carl, Daryl e Michonne quando eles chegam ao local. Após Rick provocar um tiroteio em Terminus, acabando por ficar cercado, Gareth os prende dentro de um vagão de trem. Gareth e os sobreviventes de Terminus raptam Bob e comem parte de seu corpo. Ele é morto por Rick na igreja. |                   |            |                     |        |
| Mary | Denise Crosby     | 4ª e 5ª    | 3                   | Morta  |
| Mary é uma residente de Terminus, que recepciona Glenn, Maggie, Sasha, Bob, Tara, Abraham, Eugene e Rosita quando eles chegam ao local. Ela é a primeira pessoa do lugar encontrada por eles. Quando Terminus é invadida por zumbis, no início da 5ª temporada, ela encontra-se com Carol na sala de velas e revela o passado do lugar. No mesmo episódio, é revelado que Mary é mãe de Gareth, o líder de Terminus. Mary morre devorada por zumbis, após ser baleada por Carol. |                   |            |                     |        |
| Alex | Tate Ellington    | 4ª e 5ª    | 2                   | Morto  |
| Alex é um residente de Terminus, irmão de Gareth e filho de Mary. Ele é um dos guardas do local, sendo mantido refém após Rick suspeitar sobre as roupas que os moradores estão vestindo. Ele tenta argumentar com Rick e os outros para deixá-lo livre, mas é acidentalmente baleado pouco depois por Mary, quando ela tenta matar Rick. |                   |            |                     |        |
| Martin | Chris Coy         | 5ª         | 4                   | Morto  |
| Martin é um residente de Terminus. Ele está em uma cabana nas proximidades do lugar, conversando com uma mulher também de Terminus pelo walkie-talkie, quando é surpreendido pela chegada de Carol e Tyreese. Martin ameaça matar Judith caso Tyreese não saia da cabana. Acreditando que ele esteja morto, Martin aproxima-se da porta, é pego por Tyreese e espancado por ele, sendo dado como morto. Ele é visto junto aos outros sobreviventes de Terminus alimentando-se da perna amputada de Bob. Ele ajuda Gareth a raptar Bob e, assim como os demais sobreviventes de Terminus, come parte de seu corpo. É morto por Sasha. |                   |            |                     |        |
| Greg | Travis Young      | 5ª         | 2                   | Morto  |
| Greg é um dos caçadores que é morto na igreja. Abraham o mata nocauteando-o com um rifle . |                   |            |                     |        |
| Albert | Benjamin Papac    | 5ª         | 2                   | Morto  |
| Albert é um dos caçadores que é morto na igreja. Ele e Mike tomam imediatamente um tiro na cabeça. |                   |            |                     |        |
| Mike | Chris Burns       | 5ª         | 2                   | Morto  |
| Mike é um dos caçadores que é morto na igreja. Ele e Albert tomam imediatamente um tiro na cabeça. |                   |            |                     |        |
| Theresa | Abril Billingsley | 5ª         | 2                   | Morta  |
| Theresa faz parte do grupo de Terminus. Ela é morta na igreja. Michonne a mata com a coronha de seu rifle. |                   |            |                     |        |

 Grupo de Tyreese 
O grupo de Tyreese foi visto pela primeira vez em meados da 3ª temporada. Era formado por ele, sua irmã Sasha, além de Allen, Donna e Ben. No início da 4ª temporada, Tyreese e Sasha juntaram-se a Rick na prisão, passando a integrar seu grupo.
| Personagem | Ator              | Temporadas | Episódios presentes | Estado |
| --- | ----------------- | ---------- | ------------------- | ------ |
| Allen | Daniel Thomas May | 3, 4       | 7                   | Morto  |
| Allen é o marido de Donna e pai de Ben. Ele inicialmente faz parte do grupo de Tyreese, e vai parar na prisão acompanhado do grupo, onde são salvos de zumbis por Carl e onde Donna morre devido aos ferimentos provocados pela mordida de um zumbi. Em certo momento, ele sugere a Tyreese que eles matem Carl e Carol e tomem posse da prisão, mas sua ideia é rejeitada. Como eles são expulsos da prisão por Rick, Allen sobrevive com o grupo durante vários dias na floresta e vai parar em Woodbury, onde ele e seu filho Ben se juntam ao exército do Governador. Gradualmente, Allen é mostrado como tendo intenções sombrias e mostra seu rancor contra Tyreese quando diz que Donna preferia reverenciá-lo ao invés dele, e, finalmente, a sua vontade de fazer qualquer coisa para permanecer em Woodbury . Allen está entre os soldados do Governador que atacam a prisão, mas eles são derrotados pelo grupo de Rick, levando-os a recuar. Quando o exército abandona seus planos de aquisição, Allen desacata a ordem do Governador para retornar à prisão, querendo vingar a morte de seu filho. O Governador executa todos os seus soldados na frente de Allen, e ele aponta uma arma para o Governador, mas não atira. Ele é morto pelo Governador, recebendo um tiro na cabeça. Allen reaparece em um flashback no último episódio da 4ª temporada, A. |                   |            |                     |        |
| Ben | Tyler Chase       | 3          | 5                   | Morto  |
| Ben é o filho de 17 anos de Allen e Donna e um membro do grupo de Tyreese. Ele sofre com a morte da mãe, Donna, na prisão. Mais tarde, ele apoia a ideia de seu pai de tomar posse sobre a prisão, matando inicialmente Carl e Carol, mas Tyreese recusa a ideia dos dois. Após serem expulsos da prisão por Rick, Ben sobrevive com o grupo durante vários dias na floresta e vai com eles para Woodbury, onde se junta ao exército do Governador com seu pai. Ele morre no episódio This Sorrowful Life, quando ele aparece na frente do Governador e recebe um tiro disparado por Merle contra o Governador. Mais tarde, quando Merle é morto e reanima como zumbi, pode-se ver Merle comendo o cadáver de Ben. |                   |            |                     |        |
| Donna | Cherie Dvorak     | 3          | 1                   | Morta  |
| Donna é a esposa de Allen e mãe de Ben. Ela pertence ao grupo de Tyreese. Quando o grupo foge de zumbis na floresta, Donna é mordida por um deles no braço direito, antes de entrar na prisão. Sasha propõe deixá-la para trás do lado de fora da prisão, mas Allen e Ben imploram Tyreese poupá-la. Tyreese cede, e é forçado a levá-la para dentro da prisão. Ela e os outros do grupo são salvos de zumbis por Carl, que ouve seus gritos. Donna logo morre de suas feridas, e Tyreese a mata antes que ela reanime como zumbi. Ela está enterrada no campo da prisão. |                   |            |                     |        |

### Woodbury
São os residentes de Woodbury que dedicavam-se a vigiar as principais entradas da cidade, velando pela segurança do local. Eles recebiam ordens vindas do Governador para executar tanto zumbis quanto  sobreviventes que não desejassem viver na cidade, vagando em suas redondezas. Não se sabe ao certo o número de executores que Woodbury possuía, mas Martinez, um deles, chega a dizer que em torno de vinte homens realizam a segurança da cidade. Haley é a única mulher que desenvolve funções de executora, além de Andrea, que também passa a ajudar na proteção da cidade em alguns momentos, e mais tarde, Sasha.
| Personagem | Ator                 | Temporadas | Episódios presentes | Estado |
| --- | -------------------- | ---------- | ------------------- | ------ |
| O Governador | David Morrissey      | 3, 4 e 5   | 19                  | Morto  |
| O Governador é o líder da cidade de Woodbury, formada por sobreviventes do apocalipse zumbi. Seu verdadeiro nome é Philip Blake. É o principal antagonista da trama e identifica sua liderança como democrática, mas na verdade age com ditadura e manipulação entre os sobreviventes que lidera. Ele aparece pela primeira vez na terceira temporada, sempre ao lado de capangas que costumam seguir suas ordens, entre eles Merle, Martinez e Shumpert. Após Merle levar Andrea e Michonne consigo para Woodbury, o Governador aproxima-se de Andrea, com quem passa a ter um caso amoroso. Ele passa a ser alvo das desconfianças de Michonne, que foge da cidade e quase é morta sob suas ordens. Ao saber sobre a existência de um grupo de sobreviventes vivendo em uma prisão próxima da cidade, o grupo liderado por Rick, ele decide executar todos os membros do grupo, principalmente após eles invadirem a cidade para resgatar Glenn e Maggie. Ele passa a ver Michonne como uma de suas piores inimigas, após esta matar sua filha (que vivia em forma de zumbi) e furar um de seus olhos com um caco de vidro, causando-lhe cegueira. O Governador ataca a prisão, onde vive o grupo de Rick, impondo sua autoridade sobre os sobreviventes do local, mas apenas Axel acaba sendo morto. Sua liderança passa a ser questionada por muitos cidadãos de Woodbury, e ele perde muitos aliados importantes, como Haley (que foi morta por Maggie), Merle e Andrea. Em outro dado momento, ele ataca a prisão pela segunda vez, com um exército de cidadãos de Woodbury criado por ele próprio, mas desta vez seu ataque é fracassado: Rick, Daryl, Glenn, Michonne, Carol e Maggie revidam os ataques e conseguem vencer o exército do Governador, que recua. Ele massacra seu próprio exercito depois de seus soldados desistirem de voltar à prisão e atacá-la novamente. No fim da terceira temporada, Governador causa a morte de Merle e aprisiona Andrea e Milton em uma das salas da cidade, para que eles morram, e foge de Woodbury com dois de seus capangas. Na quarta temporada, ele é abandonado por Martinez e Shumpert e passa a vagar pelas estradas. Ele encontra a família Chambler (Lilly, Tara, David e Meghan), com quem passa a viver, usando o nome falso de Brian Heriot e mantendo uma relação amorosa com Lilly. Quando David morre, Brian (Governador) passa a proteger a família Chambler e assim, reencontra Martinez, como líder de um grupo de sobreviventes. Ele assassina Martinez, jogando-o em uma vala de zumbis, e também Pete, o líder substituto do grupo. Assim, o Governador toma a liderança do grupo (juntamente com Mitch) e planeja um novo ataque a prisão. No episódio Too Far Gone, ele organiza o grupo de Martinez para atacar a prisão e quase mata Rick no combate corpo-a-corpo. Michonne salva Rick executando O Governador no peito com sua katana. Ele é deixado para morrer, mas Lilly encontra-o e atira em sua cabeça. |                      |            |                     |        |
| Caesar Martinez | Jose Pablo Cantillo  | 3, 4       | 13                  | Morto  |
| Ceasar Martinez é um dos executores do Governador, sendo o de sua maior confiança. Martinez, como é chamado, é um atirador experiente, mas também usa um taco de beisebol como arma. Comumente ele é mostrado vestindo uma camisa de baseball com o número 23, o que pode sugerir que ele tenha sido um esportista antes do surto zumbi. Ele revela a Daryl que sua esposa e filhos foram mortos por zumbis quando o apocalipse começou. Martinez torna-se o principal aliado do Governador, depois da saída de Merle de Woodbury. Ele ajuda o Governador em todos os seus ataques contra a prisão, embora ele fique chocado quando seu líder comete o massacre contra seu próprio exército. Após o massacre, Martinez e Shumpert fogem junto com o Governador, até que em um momento, eles abandonam o líder. Ele reaparece na quarta temporada, como líder de um grupo de sobreviventes, reencontrando o Governador quando este cai em uma vala com zumbis. Mudado, Martinez convida o Governador para dividir a liderança do grupo com ele, mas é agredido e jogado na vala, onde é devorado pelos zumbis. |                      |            |                     |        |
| Shumpert | Travis Love          | 3, 4       | 11                  | Morto  |
| Shumpert é um dos principais executores do Governador. Assim como Daryl Dixon, sua arma é uma besta (por isso, muitos o chamam de "O arqueiro"). Ele é um experiente atirador e participa de ataques planejados pelo Governador contra a prisão. Quando o segundo ataque termina em fracasso e o exército de Woodbury decide recuar e não voltar para a prisão, o Governador se enfurece e executa todos os seus soldados, mas poupa a vida de Shumpert e Martinez. Shumpert foge com Martinez e o Governador, e os três são dados como desaparecidos. Na quarta temporada, é revelado que Shumpert e Martinez abandonaram o Governador na estrada. Quando Martinez reencontra o Governador, no episódio Live Bait, ele revela que Shumpert morreu meses antes. |                      |            |                     |        |
| Haley | Alexa Nikolas        | 3          | 3                   | Morta  |
| Haley tem cerca de 20 anos e uma das principais executoras do Governador. Ela é a primeira executora feminina em Woodbury. Não se sabe muito sobre a vida de Haley antes do apocalipse, ela apenas diz que teve que matar seu pai e seu irmão quando se tornaram zumbis e que estava se preparando para participar das Olimpíadas. Ela conhece Andrea e um episódio da 3ª temporada e a ensina como usar um arco e flechas. Haley fica enfurecida quando Andrea atravessa a cerca (quebrando as regras do Governador) e mata um zumbi. Ela morre quando Rick, Oscar, Michonne e Maggie invadem Woodbury para resgatarem Daryl e Merle, recebendo um tiro no peito disparado por Maggie. |                      |            |                     |        |
| Crowley | Arthur Bridgers      | 3          | 3                   | Morto  |
| Crowley é um dos executores do governador. Ele é visto principalmente no episódio Hounded, quando Merle lidera uma equipe do qual ele faz parte para ir atrás de Michonne e matá-la. Quando eles localizam Michonne, ela mata-o decapitado. |                      |            |                     |        |
| Tim | Lawrence Kao         | 3          | 3                   | Morto  |
| Tim é um dos executores do Governador. Ele é muito experiente em matar os mortos-vivos. Quando Michonne decide sair de Woodbury, Merle lidera uma equipe para ir atrás dela e matá-la, e Jim passa a integrar esta equipe. Ele é morto por Michonne. Merle impede que Jim reanime como um zumbi, esfaqueando-o no cérebro. |                      |            |                     |        |
| Gargulio | Dave Davis           | 3          | 1                   | Morto  |
| Gargulio é um dos executores do Governador. Ele faz parte da equipe liderada por Merle para localizar e matar Michonne, quando ela deixa Woodbury. Após Merle perder Michonne de vista, Gargulio tenta convencê-lo a manter a perseguição a ela. Quando Merle insiste que eles devem deixá-la ir e mentirem ao Governador que ela foi morta, Gargulio se recusa a mentir para o Governador, e é morto por Merle. |                      |            |                     |        |
| Jody | Tanner Holland       | 3          | 1                   | Morto  |
| Jody é um adolescente e um dos membros do exército de Woodbury, criado pelo Governador. Ele participa do segundo ataque contra a prisão. Depois que o exército Woodbury é emboscado, Jody foge pela floresta, onde ele encontra Hershel, Beth e Carl. Inicialmente, ele obedece Carl, entregando sua arma. Apesar de Jody se render, Carl atira nele e o mata, deixando Hershel e Beth horrorizados. |                      |            |                     |        |
| Paul | E. Roger Mitchell    | 3          | 2                   | Morto  |
| Paul é um dos executores do Governador encarregado de proteger Woodbury. Ele tentou sair de Woodbury, quando as condições na cidade pioraram. Ele está entre os soldados do Governador que atacam a prisão e retira-se quando o grupo de Rick supera-os. O Governador executa todos os soldados que recuaram diante da prisão, inclusive Paul. |                      |            |                     |        |
| Warren | Philip Dido          | 3          | 1                   | Morto  |
| Warren é um dos executores do Governador. Ele ajuda Merle a torturar Glenn e Maggie, quando eles são capturados por Merle e levados para Woodbury. Quando abre uma das portas, Maggie vê Warren e o mata com facadas no pescoço. Merle depois relata a morte de Warren para o Governador. |                      |            |                     |        |
| Milton Mamet | Dallas Roberts       | 3          | 10                  | Morto  |
| Milton Mamet é um cientista que vive em Woodbury. Ele conhecia o Governador antes do apocalipse zumbi, e além de Andrea, é o único que sabe que seu verdadeiro nome é Phillip Blake. Embora Milton tenha um relacionamento antigo com o Governador, ele parece não concordar com os métodos violentos e antiéticos do Governador. Ele estuda os corpos decapitados dos zumbis domesticados por Michonne e investiga a possibilidade de mortos-vivos relembrarem de sua vida passada, antes de se zumbificarem, usando Michael Coleman, um cidadão voluntário de Woodbury, como cobaia em seus estudos, após ele morrer e reanimar. Milton mais tarde ajuda Andrea a escapar para ir tentar fazer as pazes com Rick e seu grupo, e acompanha o Governador quando ele se encontra com Rick para uma possível negociação. Ele é mostrado como um homem próximo ao Governador, mas que não possui sua total confiança, principalmente por expressar dúvidas sobre os métodos adotados por o Governador quando ele descobre que ele planeja matar todos na prisão. Quando Andrea decide abandonar Woodbury, ele a ajuda, e fica implícito que ele é quem queima os caminhantes capturados que o Governador planejava usar contra o grupo da prisão. O Governador percebe que Milton revelou seu plano à Andrea, e isso causa um racha no relacionamento dos dois. Milton tenta convencer o Governador a desistir do confronto contra o grupo de Rick e da vingança contra Michonne, mas o Governador o espanca acusando-o de traição. Milton é encarregado de matar Andrea, que foi capturada pelo Governador, mas ele reluta e tenta matar seu ex-líder, sem sucesso. O Governador apunhala e o deixa na mesma sala onde Andrea está amarrada, para que ele morra e coma Andrea quando se tornar um zumbi. Antes de morrer, Milton tenta ajudar Andrea, revelando que deixou escapar um alicate próximo a ela. Ela consegue libertar-se, mas não a tempo de evitar ser mordida por Milton, zumbificado. Andrea o mata finalmente. |                      |            |                     |        |
| Dra. Stevens | Donzaleigh Abernathy | 3          | 5                   | Morta  |
| Dra. Stevens é uma médica sobrevivente que vive em Woodbury. Ela é uma afroamericana de 55 anos que nunca se casou e não teve filhos, além de a única médica que dedica-se em cuidar dos cidadãos do assentamento, já que Milton, que também entende de medicina, costuma estudar os mortos-vivos. É ela quem cuida dos ferimentos de Andrea e Michonne quando elas chegam à Woodbury, e as impede de irem embora por estarem com uma doença (provavelmente gripe, avançando para pneumonia). Ela tem um grande conhecimento em sua área medicinal e com medicamentos. Ela também cuida dos ferimentos dos soldados de Woodbury, após o primeiro confronto com o grupo de Rick, e do Governador, quando Michonne fura um de seus olhos com um vidro e o deixa cego. Possivelmente, Dra. Stevens estava entre os soldados do Governador que fracassaram ao atacar a prisão e foram mortos por ele, já que ela não foi mais vista desde então. |                      |            |                     |        |
| Michael Coleman | Peter Kulas          | 3          | 1                   | Morto  |
| Michael Coleman (respeitosamente chamado por Milton e o Governador como "Mr. Coleman") é um idoso residente de Woodbury, que tem câncer de próstata. Antes do apocalipse zumbi ele tinha uma esposa chamada Betty e dois filhos, Emily e Michael Jr., que morreram durante o surto. Já sabendo estar perto da morte, ele se ofereceu para ser uma cobaia no teste de Milton, que estudava os zumbis para saber se eles lembravam de suas vidas passadas. Ele recebeu ajuda de Milton para decorar algumas passagens de sua própria vida. Quando morre, vítima do câncer, e reanima como zumbi, Milton faz-lhe perguntas acerca de sua vida, e ele tenta levantar a mão direita, fazendo com que Milton se confunda e interprete o movimento como memória. Milton o desamarra e ele tenta atacá-lo, mas Andrea o mata com uma facada na cabeça. |                      |            |                     |        |
| Rowan | Lindsay Abernathy    | 3          | 2                   | Morta  |
| Rowan é uma residente de Woodbury. Ela é responsável por orientar os sobreviventes que chegam à cidade e tornam-se seus moradores, além de realizar estatísticas da demografia do local. Ela é quem apresenta Woodbury para Andrea e Michonne, quando elas chegam ao local, assim como informa das regras, decisões e códigos de conduta determinados pelo Governador. Ela defende as regras aplicadas por ele à cidade, quando Andrea reclama ao ver um zumbi enforcado como um "enfeite de natal". Possivelmente, Rowan estava entre os soldados do Governador que fracassaram ao atacar a prisão e foram mortos por ele, já que ela não foi mais vista desde então. |                      |            |                     |        |
| Eileen | Meaghan Caddy        | 3          | 3                   | Morta  |
| Eileen é uma habitante de Woodbury que está grávida. Ela tem seu bebê algum tempo antes do segundo confronto entre Woodbury e o grupo de Rick, na prisão. Possivelmente, Eileen estava entre os soldados do Governador que fracassaram ao atacar a prisão e foram mortos por ele, já que ela não foi mais vista desde então. |                      |            |                     |        |
| Richard Foster | Greg Tresan          | 3          | 3                   | Morto  |
| Richard Foster é um dos moradores de Woodbury. Ele é mordido por um zumbi que consegue adentrar na cidade através de um buraco na cerca que a protegia. Enquanto Andrea e outros cidadãos debatem como podem ajudá-lo, o Governador sai de sua casa e atira na cabeça de Richard, matando-o, e em seguida volta para sua casa sem dizer uma única palavra. |                      |            |                     |        |
| Noah | Parker Wierling      | 3          | 1                   | Morto  |
| Noah é um residente de Woodbury. Ele tem 14 anos. Noah sofre de asma, por isso Karen tenta impedir que ele faça parte do exército formado pelo Governador para atacar o grupo de Rick, na prisão, mas não consegue. Noah foi morto por O Governador. |                      |            |                     |        |

### Alexandria
A maioria dos personagens de Alexandria são introduzidos no episódio Remember, na 5ª temporada.
| Personagem | Ator                   | Temporadas          | Episódios presentes | Estado       |
| --- | ---------------------- | ------------------- | ------------------- | ------------ |
| Aaron | Ross Marquand          | 5, 6, 7, 8, 9 e 10  | 51                  | Vivo         |
| Aaron é um recrutador da comunidade de Alexandria. Ele segue o grupo de Rick para decidir se eles devem ou não serem convidados para um teste de adesão à comunidade. O grupo é inicialmente hostil com ele, mas convencem-se a chegar a sua comunidade. Aaron, em seguida, induz Daryl a tomar o lugar de seu marido, Eric, e ajudá-lo a encontrar mais pessoas para trazer para Alexandria. Em uma de suas buscas, Aaron e Daryl encontram Morgan e o levam para a zona de segurança. Quando Rick e seu grupo passam a agir mais ativamente em Alexandria, Aaron continua desempenhando o papel de recrutador, embora esteja se dedicando mais aos habitantes da comunidade, principalmente depois das invasões dos Wolfes e de centenas de zumbis. Com a ascensão de Rick Grimes à lider de Alexandria, Aaron se vincula ainda mais às atividades externas de Alexandria, sendo uma das treze pessoas colocadas à disposição de Negan, no que resulta na morte de Glenn e Abraham. Após o domínio dos Salvadores em Alexandria, Aaron se aproxima mais de Rick, apoiando-o em suas decisões. |                        |                     |                     |              |
| Enid | Katelyn Nacon          | 5, 6, 7, 8, 9 e 10  | 37                  | Morta        |
| Enid é uma garota que vive em Alexandria. Ela é uma adolescente reservada, que logo se torna alvo do interesse romântico de Carl, apesar de ser namorada de Ron. Enid é vista por diversas vezes deixando a zona segura de Alexandria e indo para a mata, mas ninguém sabe o que ela costuma fazer fora da comunidade. Na 6ª temporada, é revelado que Enid viu seus pais morrerem devorados por zumbis, passando a sobreviver sozinha na floresta, até chegar em Alexandria. Sua aproximação de Carl faz com que Ron passe a detestá-los, e ela por várias vezes demonstra querer fugir da comunidade. Quando Glenn é morto, ela vai para Hilltop, onde passa a viver com Maggie, de quem tornou-se amiga. Enid passa a se relacionar com Carl, e se mostra muito abalada quando ele morre. Após muito aprendizado, ela se torna médica, atuando efetivamente nas comunidades. Depois de seis anos, ela passa a namorar com Alden, um ex-salvador e continua a ser médica. Enid foi decapitada por Alpha no massacre das estacas. Depois de sua morte, Siddiq passa a ter alucinações frequentes com as vítimas do massacre nas estacas, principalmente com Enid. |                        |                     |                     |              |
| Eric Raleigh | Jordan Woods-Robinson  | 5ª, 6ª, 7ª e 8ª     | 17                  | Zumbificado  |
| Eric é um dos habitantes de Alexandria, onde vive com seu marido, Aaron. Ele foi um dos recrutadores, mas após a chegada do grupo de Rick, sua função foi passada à Daryl. Eric é muito reservado, mas se mostra muito amigo dos outros moradores de Alexandria. Quando Alexandria passa a viver sob o domínio dos Salvadores, Eric é um dos poucos que não aceita tal condição, chegando a questionar Rick sobre o que fazer contra Negan. Ele se junta ao grupo da milícia formada por Alexandria, Hilltop e Reino, que se unem para combater Negan e os Salvadores. Durante a Guerra Total, Eric é baleado e morre pouco depois. |                        |                     |                     |              |
| Spencer Monroe | Austin Nichols         | 5ª, 6ª e 7ª         | 15                  | Morto        |
| Spencer é o filho mais velho de Reg e Deanna Monroe. Mais estável emocionalmente que seu irmão, Aiden, ele mostra-se acolhedor quando o grupo de Rick Grimes chega à Alexandria. Spencer tem como tarefa principal ficar de vigia na torre principal, atividade que costumar dividir com Holly. Depois das mortes de seu irmão e pai, Spencer se abala e mostra-se ineficaz para algumas atividades, como atirar em zumbis e lutar contra os Wolves quando estes invadem Alexandria. Ele culpa sua mãe, Deanna, pelas mortes dos vários habitantes da comunidade, incluindo seu pai e irmão. Quando sua mãe morre, atacada por zumbis, Spencer passa meses procurando seu corpo, até encontrá-la na floresta reanimada como zumbi e dar-lhe um descanso. Ele se envolve amorosamente com Rosita, mas acaba revelando ter uma personalidade fraca, quando se descobre que ele mantinha vários alimentos escondidos debaixo do piso de sua casa, em um momento onde a comunidade passava por racionamento, e por não apoiar a liderança de Rick Grimes, desejando ser o líder em seu lugar. Spencer é morto no episódio Hearts Still Beating, quando Negan o esfaqueia e coloca seu estômago para fora de seu corpo. |                        |                     |                     |              |
| Jessie Anderson | Alexandra Breckenridge | 5ª e 6ª             | 11                  | Morta        |
| Jessie é mãe de Sam e Ron e esposa de Pete. Ela desempenha vários ofícios em Alexandria, desde cozinheira até cabeleireira. Após Rick e seu grupo chegarem à comunidade, Jessie se aproxima dos recém-chegados, fazendo uma estreita amizade com Rick. Ela é vítima de abusos domésticos por parte de seu marido, Pete, que frequentemente agride a família. Quando Carol descobre e conta a Rick sobre os abusos que Jessie sofre em sua casa, ela inicialmente nega os maus-tratos, mas logo é deixada sozinha em casa com seus filhos, já que Pete é obrigado a sair do lar. Quando Pete é morto por Rick, ela é questionada por seu filho mais velho, Ron, sobre sua proximidade excessiva com Rick, o que a deixa instável e ineficaz em lidar com a morte de seu ex-esposo e com a reação dos filhos. Depois de Alexandria ser atacada e saqueada pelos Wolves (o que resultou em várias mortes), Jessie se mostra disposta a aprender a viver na nova realidade do mundo, embora ainda enfrente limitações. Ela cede aos sentimentos românticos que mantém por Rick, e os dois começam uma relação amorosa no episódio Now. Quando centenas de zumbis que estavam presos na pedreira invadem Alexandria, Jessie se refugia com seus filhos em sua própria casa, ao lado de Rick, Michonne, Carl, Judith e Padre Gabriel. Em um certo momento, os zumbis percebem a presença deles na cabeça e a invadem. Jessie e todos os outros tentam fugir do local disfarçados de zumbis. No entanto, seu filho mais novo, Sam, fica desesperado com a situação e faz com que eles sejam descobertos pelos zumbis. Jessie morre devorada, depois de ter seu braço cortado ao meio por Rick, numa tentativa de salvar a vida de Carl. |                        |                     |                     |              |
| Deanna Monroe | Tovah Feldshuh         | 5ª e 6ª             | 11                  | Morta        |
| Uma ex-deputada federal, Deanna Monroe é a líder de Alexandria. Ela também é esposa de Reg e mãe de Aiden e de Spencer. Deanna é uma mulher dominadora, que acolhe o grupo de Rick por acreditar que eles podem ajudar no desenvolvimento de Alexandria. No entanto, ela mostra-se instável com sua decisão, principalmente após Padre Gabriel lhe afirmar que Rick e seu grupo cometeram atos horríveis. Suas suspeitas aumentam depois da morte de seu filho, Aiden. Quando Rick inicia um conflito pessoal com Pete, um médico residente em Alexandria, Deanna posiciona-se contra Rick, mas lhe autoriza a matar Pete após ver seu marido, Reg, ser morto acidentalmente pelo médico. Com o passar do tempo, Deanna adquire confiança em Rick e seu grupo, permitindo que eles ocupem posições de liderança na comunidade e adotando regras sociais sugeridas por Rick. Depois de Alexandria ser invadida pelos Wolves, resultando em várias mortes, e ser cercada por centenas de zumbis saídos da pedreira, Deanna se vê indisposta a continuar liderando Alexandria sozinha, cogitando entregar a liderança à Rick e, ao mesmo tempo, lutando contra suas fraquezas internas e a revolta crescente dos alexandrinos. No episódio Start to Finish, Alexandria finalmente é invadida pelas centenas de zumbis que estavam cercando a comunidade, e Deanna é mordida por um deles. Ela é levada por Rick para a casa de Jessie, mas morre sendo devorada pelos zumbis. Semanas mais tarde, Deanna é encontrada zumbificada por seu filho, Spencer, que a mata em ato de misericórdia. |                        |                     |                     |              |
| Dante | Juan Javier Cardenas   | 10ª                 | 7                   | Morto        |
| Dante é um sobrevivente que vive em Alexandria. Ele é visto pela primeira vez na décima temporada. Ele foi médico durante a Guerra do Iraque e, pela sua experiência, passa a ser médico de Alexandria, ao lado de Siddiq. Tempos depois, Siddiq descobre que Dante é um espião dos Sussurradores, que está em Alexandria sob ordens de Alpha. Depois de sua identidade ser descoberta, ele sufoca Siddiq até a morte e tenta matar Rosita. Dante é preso e interrogado por Daryl. Ele é morto por Gabriel, ainda na prisão. |                        |                     |                     |              |
| Drª. Denise Cloyd | Merritt Wever          | 6ª                  | 10                  | Morta        |
| Denise Cloyd é uma médica que vive em Alexandria. Ela era uma cirurgiã e perito bem sucedida antes do apocalipse zumbi. Após a morte de Pete, ela assume os serviços médicos de Alexandria, embora se sinta despreparada no início. Denise desenvolve uma relação amorosa com Tara, revelando que é bissexual. Quando Alexandria é invadida pelos zumbis, Denise é feita refém pelo líder dos Wolfes, mas é libertada pelo próprio, que permite que ela escapa enquanto morre nas mãos dos zumbis. Ela continua desenvolvendo atividades médicas em Alexandria, tendo realizado a cirurgia em Carl, após ele ser baleado por Ron em seu olho esquerdo, e Jesus, quando este chega inconsciente na comunidade. Denise é morta por Dwight após ser atingida por uma flecha em seu olho esquerdo. |                        |                     |                     |              |
| Olivia | Ann Mahoney            | 5ª, 6ª e 7ª         | 11                  | Morta        |
| Olivia é uma moradora de Alexandria. Ela é a responsável por guardar e vigiar as armas no arsenal e também de todo o estoque e armazenamento dos alimentos. Olivia é amiga de Erin e Shelly Neudermeyer, e também se torna muito próxima de Carol, uma vez que as duas compartilham a mesma atividade em Alexandria. Deanna Monroe mostra ter uma grande confiança em Olivia. Ela e Enid compartilham a mesma casa na comunidade. Olivia é morta no episódio Hearts Still Beating, ao levar um tiro no rosto por Arat. |                        |                     |                     |              |
| Ron Anderson | Austin Abrams          | 5ª e 6ª             | 9                   | Morto        |
| Ron é filho mais velho de Pete e Jessie e irmão de Sam. Ele ajuda Carl a se socializar na comunidade e o leva até seus amigos Mikey e Enid, e o convida para juntar-se a eles. Sua relação com Rick torna-se instável após seu pai ser morto por este. Ele também desenvolve desavenças com Carl, por conta da aproximação dele com Enid, sua namorada. |                        |                     |                     |              |
| Sam Anderson | Major Dodson           | 5ª e 6ª             | 10                  | Morto        |
| Sam é filho mais caçula de Pete e Jessie e irmão de Ron. Ele é brevemente visto brincando com sua mãe e seu irmão enquanto Rick está procurando Carl e Judith. Durante a festa de boas-vindas, Sam flagra Carol roubando armas da despensa, e ela o ameaça e diz pra ele manter segredo. Ele pede a Carol que ela faça uma fornada de biscoitos pra ele, e depois de dar os ingredientes a ela, ele a ajuda. Enquanto os biscoitos estão assando, ele conversa com Carol e pede a ela uma arma, e quando ela o questiona sobre o motivo dele querer a arma, ele foge, o que faz com que Carol saiba que ele e sua família estão sendo espancados pelo pai. |                        |                     |                     |              |
| Tobin | Jason Douglas          | 5ª, 6ª, 7ª e 8ª     | 24                  | Morto        |
| Tobin é um habitante de Alexandria, o líder do setor de construção. Ele cede sua liderança à Abraham, após algumas falhas, mesmo sendo um fiel aliado de Deanna. Na sexta temporada, Tobin tem um breve romance com Carol, antes de ela se auto-exilar. No surgimento da Guerra Total, Tobin se junta ao grupo da milícia formada por Alexandria, Hilltop e Reino, que se unem para combater Negan e os Salvadores. No episódio Do Not Send Us Astray, é esfaqueado por um dos salvadores e morre devido à infecção provocada pelas armas contaminadas. Após sua morte, Tobin reanima como zumbi e ataca vários colegas sobreviventes, sendo finalmente morto por Carol. |                        |                     |                     |              |
| Heath | Corey Hawkins          | 6ª e 7ª             | 5                   | Desconhecido |
| Um dos habitantes de Alexandria, Heath dedica-se principalmente à busca de suprimentos nos arredores da comunidade. Pouco antes de Alexandria se submeter ao domínio de Negan, Heath sai em uma missão de duas semanas com Tara, à procura de alimentos. Na missão, os dois são atacados por zumbis e ele desaparece no episódio 6 da 7ª temporada. |                        |                     |                     |              |
| Francine | Dahlia Legault         | 5ª, 6ª, 7ª e 8ª     | 12                  | Morta        |
| Francine é uma habitante de Alexandria e faz parte da equipe de construção. Quando os zumbis atacam o grupo de construção, ela fica em perigo e é deixada por todos pra morrer, mas Abraham toma iniciativa e salva sua vida. Francine se junta ao grupo da milícia formada por Alexandria, Hilltop e Reino, que se unem para combater Negan e os Salvadores. Ela é assassinada pelos Salvadores durante a Guerra Total. |                        |                     |                     |              |
| Scott | Kenric Green           | 5ª, 6ª, 7ª, 8ª e 9ª | 13                  | Vivo         |
| Scott é um habitante de Alexandria, visto pela primeira vez na 6ª temporada. Ele faz parte da esquipe que atua na busca de suprimentos, ao lado de Heath e Annie. Scott se junta ao grupo da milícia formada por Alexandria, Hilltop e Reino, que se unem para combater Negan e os Salvadores, durante a Guerra Total. |                        |                     |                     |              |
| Nora | Tamara Austin          | 9ª e 10ª            | 7                   | Viva         |
| Nora é um habitante de Alexandria. Ela é responsável pela jardinagem, sendo membra do conselho de Alexandria. |                        |                     |                     |              |
| Bruce | Ted Huckabee           | 5ª, 6ª, 7ª e 8ª     | 11                  | Morto        |
| Bruce é um habitante de Alexandria e faz parte da equipe de construção. Quando os zumbis atacam o grupo de construção, ele ajuda Abraham a salvar Francine e acabar com os zumbis. Bruce se junta ao grupo da milícia formada por Alexandria, Hilltop e Reino, que se unem para combater Negan e os Salvadores. Morre no episódio Do Not Send Us Astray, após ser atingido pelas armas infectadas dos Salvadores. |                        |                     |                     |              |
| Mikey | Elijah Marcano         | 5ª e 6ª             | 2                   | Morto        |
| Mikey vivia em Alexandria com seu pai, Nicholas. Ele era amigo de Ron, Enid e Carl. Mikey morreu na invasão dos Wolfes em Alexandria. |                        |                     |                     |              |
| Nicholas | Michael Traynor        | 5ª e 6ª             | 7                   | Morto        |
| Nicholas vive em Alexandria com seu filho, Mikey. Ele é um dos responsáveis por guardar a entrada principal da comunidade. Suas atividades eram principalmente acompanhar Aiden quando eles precisavam sair de Alexandria. Quando Aiden morre devorado por zumbis em um armazém, é descoberto que Nicholas e ele causaram a morte de diversas pessoas que viviam em Alexandria. Ele também causa a morte de Noah. Ao voltar para Alexandria, ele mente para Deanna que Aiden morreu por culpa de Glenn, levando a um sério desentendimento entre os dois. Nicholes morre no episódio Thank You, após cometer suício. |                        |                     |                     |              |
| Pete Anderson | Corey Brill            | 5ª                  | 5                   | Morto        |
| Pete é brevemente visto fumando na varanda do lado de fora na noite em que Rick passa. Ele é pai de Sam e Ron e marido de Jessie. Pete é um homem agressivo que agride sua família, e isso faz com que Rick fique com muita raiva e entre em conflito com ele. Na reunião quanto ao destino de Rick, depois que ele ameaçou todos com uma arma, Pete fica bêbado e aparece com um facão para confrontar Rick. Ele acidentalmente corta a garganta de Reg, quando o mesmo tenta afastá-lo para evitar outro conflito. Deanna ao ver o marido morrer, dá ordem pra Rick executar Pete, e Rick atira em sua cabeça sem hesitar, matando-o na hora. |                        |                     |                     |              |
| Reg Monroe | Steve Coulter          | 5ª                  | 3                   | Morto        |
| Reg é o marido de Deanna e pai de Aiden e de Spencer. Ele é arquiteto e foi o construtor do primeiro muro da comunidade de Alexandria. Reg é morto no episódio Conquer, com um corte na garganta, provocado por Pete. |                        |                     |                     |              |
| Aiden Monroe | Daniel Bonjour         | 5ª                  | 2                   | Morto        |
| Aiden é o filho mais novo da líder de Alexandria, Deanna, e do arquiteto Reg. Ele realiza algumas atividades externas para a comunidade. Aiden é um tanto egoísta, e tem alguns atritos com Glenn. Em uma busca de itens, Aiden sem querer causa uma explosão e fica preso em algumas ferragens, e quando Glenn vai salvá-lo, ele revela que deixou outro grupo de sobreviventes para morrer, e pede para o deixarem lá. Ele morre devorado por zumbis em um armazém. |                        |                     |                     |              |
| Erin | Tiffany Morgan         | 5ª e 6ª             | 3                   | Morta        |
| Erin é uma das moradoras de Alexandria. Ela é vista pela primeira vez na varanda de uma casa, conversando com outras mulheres da comunidade. Erin parecia ser amiga de Olivia e Shelly Neudermeyer, fazendo amizade também com Carol, quando o grupo de Rick passa a viver na comunidade. Durante o ataque dos Lobos (Wolfes) à Alexandria, Erin é atacada e ferida por um deles, morrendo nos braços de Carol. |                        |                     |                     |              |
| Shelly Neudermeyer | Susie Spear Purcell    | 5ª e 6ª             | 2                   | Morta        |
| Shelly Neudermeyer é uma das moradoras de Alexandria. Ela é vista pela primeira vez na festa que Deanna Monroe oferece para integrar o grupo de Rick Grimes com os habitantes da comunidade. Shelly Neudermeyer mostrou-se ser amiga de Olivia e Erin, tornando-se próxima também de Carol. Durante o ataque dos Lobos (Wolfes) à Alexandria, Shelly é atacada e brutalmente morta por eles. |                        |                     |                     |              |
| Annie | Beth Keener            | 6ª                  | 2                   | Morta        |
| Annie é uma jovem que vive em Alexandria. Ela faz parte da equipe que atua na busca de suprimentos, ao lado de Heath e Scott. Annie morre no episódio Thank You, devorada por zumbis. |                        |                     |                     |              |
| Carter | Ethan Embry            | 6ª                  | 1                   | Morto        |
| Carter é um dos habitantes de Alexandria, visto pela primeira vez na 6ª temporada. Ele participa da operação do plano de Rick, em tentar desviar os zumbis de Alexandria, mas durante o trajeto é mordido no rosto por um zumbi. Rick o mata para impedir que seus gritos desviem a atenção dos zumbis. |                        |                     |                     |              |

### Os Lobos
Os Lobos são um grupo de pessoas loucas que destroem comunidades e abrigos, matando todos. Eles marcam um "W" com sangue em suas testas. Eles roubam os pertences de suas vítimas, muitas vezes desmembrando seus corpos, e fazendo um "W" na testa de suas vítimas com facas. Eles costumam abandonar suas vítimas para virarem walkers.
| Personagem | Ator            | Temporadas | Episódios presentes | Estado |
| --- | --------------- | ---------- | ------------------- | ------ |
| Owen | Benedict Samuel | 5, 6       | 5                   | Morto  |
| Owen tem uma personalidade psicótica e gananciosa. Ele queria "a última gota" da bebida de Morgan e todos os seus suprimentos. Ele também parece ser um assassino de sangue frio, sem remorsos, cortando a garganta de um homem sem hesitação ou emoção. Quando os Lobos atacam Alexandria, Owen se esconde em uma casa e ataca Morgan em uma tentativa de matá-lo quando ele entra, mas é nocauteado e mantido como um prisioneiro em Alexandria sem o conhecimento dos outros Alexandrinos, já que Morgan quer transformá-lo em uma pessoa melhor, assim como Eastman fez com ele. Owen diz a Morgan que se ele não morrer por causa de seu ferimento na barriga, ele matará Morgan e todos em Alexandria. Durante a invasão de walkers em Alexandria, Carol e Morgan discutem o que fazer com ele e começam a brigar. Owen nocauteia Morgan logo depois que Morgan derruba Carol. Owen mantém Denise como refém para escapar dos tiros em Alexandria, enquanto Rosita, Tara e Eugene assistem impotentes. Mais tarde, ele admite a Denise que nem sempre foi o homem que ele é, e se tornou isso ao longo do tempo. Ele salva a vida de Denise durante a invasão de walkers em Alexandria, mas é mordido. Denise diz que, se ele der cobertura para ela na volta para a enfermaria, ela o levará para lá para amputar seu braço e salvar sua vida. No caminho, Carol o vê com Denise e atira nele. Ele ataca um walker e grita para Denise correr enquanto ele é derrubado. No final da batalha dos Alexandrinos contra os walkers, Owen, já zumbificado, é encontrado por Morgan, que o mata. |                 |            |                     |        |
| Edward | Jesse C. Boyd   | 5, 6       | 3                   | Morto  |
| Edward aparece pela primeira vez no episódio 16 da 5ª temporada, quando Owen lhe dá um sinal para matar Morgan por trás, usando uma faca. Ele perde Morgan de vista e é nocauteado após a luta dos dois. Mais tarde, ele é colocado dentro de um carro. No episódio 2 da 6ª temporada, Edward e seu grupo atacam Alexandria. Durante o ataque, ele reconhece Morgan. Edward e mais quatro de seu grupo o cercam e tentam matá-lo. Morgan consegue afastá-los com seu bastão e diz a eles que há armas na comunidade e que todos eles serão mortos se ficarem. Morgan também diz que, se eles escolherem continuar vivendo esta vida, eles morrerão. Então, ele diz aos Lobos para irem embora e nunca mais voltarem. Edward diz que ele e seu grupo não escolheram esta vida, então, ele e seus companheiros fogem da comunidade. Antes de irem embora, Edward rouba uma arma de um homem morto. Mais tarde, ele é morto junto com outros quatro Lobos por Rick, quando eles armam uma emboscada para Rick enquanto ele está estacionado na estrada dentro de uma RV. |                 |            |                     |        |
| Aphid | Duke Jackson    | 6          | 1                   | Morto  |
| Aphid está entre os Lobos que invadem Alexandria no episódio 2 da 6ª temporada. Ele é morto por Carol, que rouba sua roupa e escreve um "W" com sangue em sua cabeça para se disfarçar entre os Lobos. |                 |            |                     |        |

### Os Salvadores
Os Salvadores são uma vasta organização de sobreviventes. Eles são antagonistas primários, com seu principal meio de sobrevivência sendo a extorsão à comunidades de sobreviventes das proximidades. A comunidade abriga no mínimo 300 pessoas, entre soldados e trabalhadores, assim como famílias e crianças, que vivem no Santuário. Os Salvadores tem uma hierarquia bem estruturada. No topo da estrutura de poder está Negan, cuja vontade é realizada através de seus tenentes. Simon é o segundo em comando e também mantém o poder sobre os tenentes, assumindo a responsabilidade de subjugar comunidades que mostram resistência ao seu governo. Todos os tenentes, incluindo Simon, fazem parte de um Conselho, que atua como o governo da comunidade. Simon, Dwight, Gavin, Regina e, mais tarde, Eugene e Laura, são os conselheiros de Negan.
| Personagem | Ator                  | Temporadas      | Episódios presentes | Estado       |
| --- | --------------------- | --------------- | ------------------- | ------------ |
| Negan | Jeffrey Dean Morgan   | 6, 7, 8, 9 e 10 | 42                  | Vivo         |
| Negan é o sarcástico e perigoso líder dos Salvadores, um grupo de sobreviventes que extorquem outros sobreviventes, exigindo metade de seus suprimentos e de suas produções a cada uma ou duas semanas, oferecendo em troca proteção contra zumbis e contra outros humanos (inclusive, eles próprios). Quando o grupo de Rick tenta levar Maggie para Hilltop para assistência médica, os Salvadores encurralam eles. Negan exige que Alexandria comece a lhe dar metade de seus suprimentos, e reforça seu mandado matando Abraham e Glenn com seu taco de beisebol com arame farpado, chamado por ele de Lucille. Negan é um homem sádico e inescrupuloso por natureza, exigindo que todos os seus subordinados o adorem, além de ter várias esposas.[carece de fontes?] A aparência do personagem é baseada em Henry Rollins, como foi confirmado pelo próprio Charlie Adlard, e seu uso excessivo de palavrões foi trabalhado por Robert Kirkman derivado de outras pessoas que ele conhecia. |                       |                 |                     |              |
| Dwight | Austin Amelio         | 6, 7 e 8        | 23                  | Desconhecido |
| Dwight é um dos membros dos Salvadores. Ele é ex-marido de Sherry, com que tentou fugir do Santuário na sexta temporada. Entretanto, mais tarde é revelado que ele e Sherry voltaram espontaneamente para os Salvadores, e como punição pela fuga, Dwight teve seu rosto queimado a ferro quente por Negan. Negan atribui a Dwight uma posição de destaque entre os Salvadores, mostrando que ainda tem confiança nele, e Dwight sempre se mostra agressivo contra Alexandria, principalmente Daryl, que foi torturado por ele, e também Rosita. No entanto, Dwight começa a questionar sua vida no Santuário e seu afastamento de Sherry, o que resulta na sua traição à Negan e aproximação com a Milícia (Alexandria, Hilltop e Reino). Depois da derrota de Negan, Dwight é exilado por Daryl. |                       |                 |                     |              |
| Simon | Steven Ogg            | 6, 7 e 8        | 13                  | Morto        |
| Simon é um membro dos Salvadores e o braço direito de Negan. Ele é visto pela primeira vez bloqueando a estrada para impedir a passagem do grupo de Rick. Ele troca algumas palavras com Rick, dizendo que aquele dia era o "último dia de alguém na Terra". Simon é quem conduz Rick e os demais ao primeiro encontro com Negan, que culmina na morte de Glenn e Abraham. Ele ameaça Gregory e Hilltop e quase sempre executa as atividades que Negan não pode fazer. Com o passar do tempo, a lealdade de Simon a Negan torna-se questionável. Ele passa a não concordar com a decisão do líder dos Salvadores, mesmo continuando a cumpri-las. Simon começa a projetar-se como um novo líder dos Salvadores, em detrimento à Negan, a quem ele julga ter se perdido na condução do Santuário. Aos poucos, ele conquista alguns aliados entre os Salvadores, inclusive pessoas do alto escalão da comunidade, como Gary e Dwight. O ápice das divergências entre Simon e Negan acontece quando ele recebe ordens de amedrontar o grupo dos Catadores, na tentativa de trazer Jadis e seu povo para o lado dos Salvadores de forma definitiva, mas Simon descumpre as ordens de Negan e provoca uma chacina, matando todos os membros dos Catadores (com exceção de Jadis, que finge a própria morte). Ele desempenha um papel muito ativo na guerra entre os Salvadores contra Alexandria, Hilltop e o Reino, tomando a frente em diversas batalhas e recusando-se a negociar uma trégua com Maggie, líder de Hilltop. A traição de Simon à Negan mostra-se evidente quando ele propõe parceria à Dwight e passa a ditar ordens aos demais Salvadores, planejando tomar a liderança do grupo. Negan toma conhecimento dos planos de Simon quando Jadis o informa sobre a chacina ocorrida no Lixão. Confrontado por Negan, Simon o desafia e os dois travam uma luta corporal, onde Negan estrangula Simon até a morte e coloca seu corpo zumbificado nas cercas do Santuário. |                       |                 |                     |              |
| Alden | Callan McAuliffe      | 8, 9 e 10       | 21                  | Vivo         |
| Alden é um dos membros dos Salvadores. Ele participa na Guerra Total lutando contra Rick Grimes e seus aliados, mas opta por se render. Ele é preso e levado para Hilltop, vivendo em cativeiro por vários dias. Posteriormente, Alden se arrepende e é perdoado por Maggie. Ele passa a viver em Hilltop definitivamente, abandonando os Salvadores. Alden se torna namorado de Enid, mas o relacionamento dos dois é interrompido quando ela morre decapitada. Depois da morte de Enid, Alden continua vivendo em Hilltop, onde passa a cuidar do bebê Adam, abandonado pelos Sussurradores. |                       |                 |                     |              |
| Laura | Lindsley Register     | 7, 8, 9 e 10    | 20                  | Morta        |
| Laura é membro dos Salvadores. Ela acompanha os demais nas suas atividades fora do Santuário e é amiga de Dwight e Eugenne. Com o passar dos tempos, Laura se torna uma das principais líderes dos Salvadores e, durante a guerra, é a primeira a se render a Rick Grimes e seu grupo. Após o fim da guerra Laura se muda para Alexandria e passa a viver na comunidade, se tornando membro do conselho da comunidade junto com Nora, Kyle, Siddiq, Aaron, Gabriel e Michonne. Quando Beta invade a comunidade em "Stalker" para capturar Gamma, Laura tenta defendê-la pulando nas costas de Beta, que a joga contra a cela, quebrando suas costas e depois matando-a. |                       |                 |                     |              |
| Gavin | Jayson Warner Smith   | 7 e 8           | 8                   | Morto        |
| Gavin é um dos tenentes dos Salvadores. Ele é responsável por coletar os tributos pagos pelo Reino aos Salvadores. Gavin morre durante a Guerra Total, ao ser acertado na garganta por Henry. Ele é o primeiro membro do alto escalão dos Salvadores a morrer durante a guerra. |                       |                 |                     |              |
| Sherry | Christine Evangelista | 6 e 7           | 3                   | Desconhecido |
| Sherry é um membro dos Salvadores. No começo do apocalipse zumbi, ela passou a sobreviver acompanhada de seu marido, Dwight, e sua irmã mais nova, Tina. Os três, em algum momento, passaram a fazer parte dos Salvadores, onde trabalhavam e acumulavam pontos para trocar por alimentos. Quando Tina passou a perder pontos por conta de sua condição como diabética (seus medicamentos custavam muitos pontos), Sherry e Dwight roubaram medicamentos e fugiram, levando Tina. Durante a fuga, eles encontraram Daryl, com quem conviveram algumas horas, até Tina ser morta por mordida de zumbi. Sherry e Dwight roubam a moto e besta de Daryl e fogem. Algum tempo mais tarde, é revelado que Sherry e Dwight voltaram a viver no composto dos Salvadores, onde ela se tornou uma das esposas de Negan. |                       |                 |                     |              |
| Regina | Traci Dinwiddie       | 8 e 9           | 12                  | Morta        |
| Regina é uma das tenentes dos Salvadores. Ela é uma das principais combatentes de seu grupo, na guerra contra a Milícia e a única mulher a liderar um dos postos avançados dos Salvadores. No fim da Guerra Total, Regina se alia a outro grupo de antigos Salvadores buscando vingança, sendo queimada viva por Carol. |                       |                 |                     |              |
| Arat | Elizabeth Ludlow      | 7, 8 e 9        | 10                  | Morta        |
| Arat é uma das tenentes dos Salvadores e muito próxima de Negan, a quem é bastante leal. Habilidosa no manuseio de armas, é uma excelente atiradora e quase sempre está acompanhando Negan nas atividades fora do Santuário. Ela se mostra muito desconfiada e hostil com as pessoas de Alexandria, principalmente com Olívia. No episódio Hearts Still Beating, Negan lhe dá a oportunidade de escolher alguém de Alexandria para ser morto, e ela friamente mata Olívia com um tiro no rosto. É morta por Cyndie. |                       |                 |                     |              |
| Amber | Autumn Dial           | 7 e 8           | 3                   | Desconhecido |
| Amber é uma das esposas de Negan. Ela foi namorada de Mark, antes de aceitar casar-se com Negan. Em um certo momento, Amber é flagrada por um dos Salvadores traindo Negan com Mark, o que resulta numa punição contra Mark, que consiste na queima de seu rosto por um ferro quente. Mesmo aparentemente contrariada, ela pede para continuar a fazer parte do harém de Negan, para evitar a morte de seu ex-namorado. |                       |                 |                     |              |
| Jared | Joshua Mikel          | 7 e 8           | 11                  | Morto        |
| Jared é um membro dos Salvadores. Ele costuma acompanhar Gavin até os arredores do Reino, onde Ezekiel lhes entrega os tributos prometidos aos Salvadores, conforme o acordo entre eles. Jared se mostra hostil com os membros do Reino, especialmente com Richard, e os dois sempre se envolvem em confrontos físicos. Morre devorado por zumbis. |                       |                 |                     |              |
| Tanya | Chloe Aktas           | 7 e 8           | 3                   | Desconhecido |
| Tanya é uma das esposas de Negan. |                       |                 |                     |              |
| Dr. Emmett Carson | Tim Parati            | 7               | 3                   | Morto        |
| Dr. Emmett Carson é um membro dos Salvadores, sendo o médico do Santuário. Ele é irmão de Harlan Carson, também médico, que vive em Hilltop. Emmet é visto algumas vezes, prestando assistência médica a alguns residentes do Santuário, como Sherry, Mark e Daryl, quando estava como refém. Depois da fuga de Daryl (facilitada por Sherry), Dwight planta provas falsas no consultório de Emmet, fazendo Negan acreditar que foi ele quem ajudou Daryl a fugir. Emmet Carson é morto por Negan. |                       |                 |                     |              |
| Joseph (Fat Joey) | Joshua Hoover         | 7               | 4                   | Morto        |
| Joseph, conhecido como Fat Joey, é um membro dos salvadores. Ele tem uma relação próxima com Negan, e quase sempre se atrapalha ao tentar agradar o líder. Ele é brutalmente assassinado por Daryl, com sua cabeça sendo esmagada. |                       |                 |                     |              |
| Bud | Christopher Berry     | 6               | 2                   | Morto        |
| Bud é membro principal de uma das gangues de motoqueiros dos Salvadores. Ele e seu grupo encontram Daryl, Abraham e Sasha na estrada e os obrigam a entregar seu caminhão, suas armas e todos os outros suprimentos, dizendo que tudo isso agora pertence ao seu líder, Negan. Pouco depois, ele e todo o seu grupo são explodidos com um lançador de foguetes por Daryl. |                       |                 |                     |              |
| Roman | Stuart Greer          | 6               | 2                   | Morto        |
| Roman está com um grupo de Salvadores na estrada e param Carol no meio da estrada. Eles tentam subjugá-la, mas ela abre fogo, matando vários, além de ferir mortalmente o Salvador Jiro e Roman. Quando Roman está prestes a matar Carol, Morgan aponta uma arma para ele e pede para ele ir embora, mas ele nega seu pedido. Quando ele está para cometer o assassinato de Carol, Morgan não duvida em atirar, matando-o e salvando Carol da morte. |                       |                 |                     |              |
| Paula | Alicia Witt           | 6               | 1                   | Morta        |
| Paula é ouvida primeiramente falando com Rick por um walkie-talkie, dizendo-lhe que quer apenas conversar. Quando ele nega o pedido, ela revela que está mantendo Carol e Maggie como reféns. Paula e seu grupo as leva para um galpão onde eles amarram e amordaçam Carol e Maggie. Paula é atacada por Carol. Quando Carol e Maggie conseguem de desamarrar, Carol ameaça matar Paula, mas não a mata, apesar de Maggie dizer para fazê-lo. Em vez disso ela empurra Paula contra uma lança e ela é devorada por um walker e morta por Maggie depois que ela se transforma. |                       |                 |                     |              |
| Molly | Jill Jane Clements    | 6               | 1                   | Morta        |
| Molly é uma Salvadora de idade. Ela é fumante e tosse muito. Ela é atacada e mordida no braço por Donnie, zumbificado, que reanima após sangrar até a morte. Então, Maggie ataca Molly por trás, pega sua arma e a usa para bater na cabeça de Molly. |                       |                 |                     |              |
| Jiro | Rich Ceraulo          | 6               | 1                   | Morto        |
| Jiro aparece no episódio 15 da 6ª temporada como um membro dos Salvadores. Ele fala por um caminhão dos Salvadores e tenta capturar Carol. Carol começa a atirar nele e em seu grupo, matando a maioria, mas Jiro se esquiva. Carol percebe que ele está vivo e o mata. Mais tarde, transformado, ele é apunhalado na cabeça por Rick. |                       |                 |                     |              |
| Michelle | Jeananne Goossen      | 6               | 1                   | Morta        |
| Michelle mantém Carol e Maggie como reféns. Ela é atacada por Maggie. É revelado que seu namorado foi explodido por Daryl e ela roubou gasolina para ir encontrá-lo, mas foi pega e seu dedo foi cortado como um castigo. Ela revela que teve um bebê, mas ele morreu. Quando Michelle começa a ouvir tiros vindo do interior do galpão, ela corre para ver o que está acontecendo, mas é morta por Carol com um tiro na cabeça. |                       |                 |                     |              |
| Cam | Matt Lowe             | 6               | 1                   | Morto        |
| Cam é um membro dos Salvadores. No episódio 6 da 6ª temporada, ele procura por Dwight, Sherry e Tina. Enquanto se esconde, Daryl distrai Cam, fazendo com que ele seja mordido no antebraço por um walker preso em uma árvore. Wade, o líder do grupo, pega imediatamente um cinto, amarra no antebraço de Cam e o corta sem hesitar. Cam morre durante a Guerra Total. |                       |                 |                     |              |
| Tina | Liz E. Morgan         | 6               | 1                   | Morta        |
| Tina é a irmã mais nova de Sherry. No começo do apocalipse zumbi, ela passou a sobreviver nos arredores de Washington D.C junto com Sherry, e seu cunhado, Dwight. Os três, em algum momento, passaram a fazer parte dos Salvadores, onde trabalhavam e acumulavam pontos para trocar por alimentos. Tina, no entanto, por ser diabética, passou a perder pontos por conta de seus medicamentos, que custavam muitos pontos. Ela foge com Sherry e Dwight, depois do casal roubar medicamentos. Na floresta, os três encontram Daryl e passam a conviver com ele por algumas horas. Tina passa a ter constantes ataques de desmaio, por conta da diabetes. Ela morre depois de ser mordida por um zumbi. |                       |                 |                     |              |

### Hilltop
A comunidade Hilltop é habitada por cerca de 200 pessoas. Inicialmente, Gregory é o líder. Maggie passa a liderar a comunidade após sua chegada ao lugar. Paul Rovia (Jesus) foi o primeiro personagem da comunidade a ser visto na série, na 6ª temporada. Após o desaparecimento de Maggie, Jesus assumiu a liderança do local, e após sua morte Tara. Após a morte de Tara, Hilltop ganhou um conselho, mas sem um líder, formado por Yumiko, Ezekiel, Jerry, Alden e Earl.
| Personagem | Ator              | Temporadas      | Episódios presentes | Estado       |  |
| --- | ----------------- | --------------- | ------------------- | ------------ |  |
| Jesus (Paul Rovia) | Tom Payne         | 6, 7, 8 e 9     | 25                  | Morto        |  |
| Paul Rovia, mais conhecido como "Jesus", é um dos moradores de Hilltop. Ele é visto pela primeira vez ao ser capturado por Rick e Daryl, que acreditam se tratar de alguém com más intenções, e levado para Alexandria. Jesus convence os alexandrinos de suas boas intenções, e oferece Hilltop como uma alternativa para Maggie acompanhar sua gravidez, já que eles possuem uma máquina ultrassom. Ele apresenta Rick e seu grupo à Gregory, que faz um acordo com Rick sobre eles executarem os Salvadores, recebendo em troca metade dos suprimentos de Hilltop. Jesus participa do acordo e leva Rick e seu grupo até um composto dos Salvadores, onde ele ajuda a matar vários deles. Com a ida de Maggie e Sasha para Hilltop, após a morte de Glenn e Abraham, Jesus se aproxima ainda mais das duas e passa a sugerir que Maggie lidere o local. Ele é o principal morador do topo da colina a apoiar a liderança de Maggie, desprezando Gregory, e torna-se membro da mílicia, grupo formado por Alexandria, Hiltopp e Reino, contra Negan e os Salvadores. Jesus se torna líder de Hilltop após o desaparecimento de Maggie. Jesus é morto por um Sussurrador. |                   |                 |                     |              |  |
| Gregory | Xander Berkeley   | 6, 7, 8 e 9     | 15                  | Morto        |  |
| Gregory é o líder da comunidade. Fútil e covarde, ele desenvolve antipatia por Maggie quando ela passa a viver em Hilltop. Durante a Guerra Total, Gregory trai Rick, revelando suas estratégias de guerra a Negan, e é colocado em uma cela junto com vários Salvadores por conta de sua traição. |                   |                 |                     |              |  |
| Earl Sutton | John Finn         | 9 e 10          | 11                  | Morto        |  |
| Marido de Thammy e pai de Kenneth, Earl é o ferreiro de Hilltop, responsável por confeccionar a maioria das armas usadas pelos habitantes da comunidade. Quando seu filho, Kenneth, morre devorado por zumbis, ele é incentivado por Gregory a matar Maggie, acreditando que ela foi a responsável pela perda de seu filho. Assim, Earl tenta matar Maggie, mas não consegue, sendo preso logo em seguida. Mais tarde, ele se arrepende e se desculpa com Maggie, sendo solto da prisão e voltando a viver com sua esposa, Thammy. Ele e sua esposa adotam Adam, deixado pelos sussurradores para morrer. Quando Thammy é assassinada pelos Sussurradores, ele jura vingança contra Alpha. Earl passa a criar Adam com a ajuda de Alden, que se torna seu melhor amigo. Durante um ataque dos Sussurradores a Hilltop, Earl foge com as crianças da comunidade e se esconde em uma cabana abandonada. Ele é mordido por um zumbi durante a fuga e comete suicídio. Após ele reanimar como zumbi, Judith o mata. |                   |                 |                     |              |  |
| Bertie | Karen Ceesay      | 6, 7, 8, 9 e 10 | 12                  | Viva         |  |
| Bertie é uma buscadora de suprimentos de Hilltop. Torna-se muito próxima de Maggie, apoiando sua liderança. Ela posteriormente se torna professora de Hilltop. |                   |                 |                     |              |  |
| Kal | James Chen        | 6, 7, 8, 9 e 10 | 19                  | Vivo         |  |
| Kal é um residente de Hilltop, sendo um dos principais guardas da entrada principal da comunidade. É um dos primeiros residentes do lugar, tendo se refugiado no acampamento FEMA no início do apocalipse zumbi, e mais tarde transferido para a colina, junto de outros sobreviventes. Apoiou a liderança de Maggie quando ela se mudou para o lugar. |                   |                 |                     |              |  |
| Oscar | Anthony Lopez     | 7, 8, 9 e 10    | 14                  | Vivo         |  |
| Oscar vive em Hilltop, onde ajuda em várias atividades. Ele foi um dos primeiros homens a chegarem na comunidade. Ele é amigo de Jesus. Oscar apoia a liderança de Maggie e, mais tarde, passa a apoiar a liderança de Tara. |                   |                 |                     |              |  |
| Marco | Gustavo Gomez     | 9 e 10          | 8                   | Vivo         |  |
| Marco é um jovem que vive em Hilltop. Ele ajuda em várias tarefas na comunidade. Yumiko demonstra ter muita confiança nele. |                   |                 |                     |              |  |
| Eduardo | Peter Zimmerman   | 6, 7 e 8        | 16                  | Desconhecido |  |
| Eduardo é um residente de Hilltop, sendo um dos guardas da entrada principal da comunidade. Junto de Jesus, se mostra o maior apoiador da liderança de Maggie, em detrimento à Gregory. |                   |                 |                     |              |  |
| Gage | Jackson Pace      | 9 e 10          | 7                   | Vivo         |  |
| Amigo de Henry, Adeline e Rodney. Ele é um dos diversos adolescentes de Hilltop. Após a morte de seus amigos nas estacas ele jura vingança contra Alpha. Passa a viver em Alexandria e a se relacionar com a comunidade em geral. Junto com Margo e Alfred, faz bullying com Lydia, o que ocasiona a morte de Margo. |                   |                 |                     |              |  |
| Thammy Rose Sutton | Brett Butler      | 9               | 6                   | Morta        |  |
| Thammy Rose é a esposa de Earl, o ferreiro de Hilltop, e mãe de Kenneth. Ela é muito próxima de sua família. Quando Kenneth morre devorado por zumbis, Thammy mostra-se frustrada e culpa Maggie pelo ocorrido. Gregory tenta persuadir Thammy contra Maggie, mas ela não participa diretamente da tentativa de assassinato planejada por ele. Quando Earl é preso, acusado de tentar matar Maggie, Thammy se mostra inconsolada, mas é permitida por Maggie a visitar seu marido na cela. Ela adota posteriormente Adam, um bebê filho de uma sussurradora, que foi deixado para morrer. É morta por Alpha durante o massacre das estacas. |                   |                 |                     |              |  |
| Neil | Karl Funk         | 6, 7 e 8        | 10                  | Morto        |  |
| Neil é um morador e construtor de Hilltop. Morto por Simon na Guerra Total. |                   |                 |                     |              |  |
| Freddie | Brett Gentile     | 6, 7 e 8        | 5                   | Morto        |  |
| Freddie é um buscador de suprimentos para Hilltop. Ele mostra apoio à Maggie contra Gregory, na questão da liderança de Hilltop. Morre no episódio The Damned, durante a Guerra Total. |                   |                 |                     |              |  |
| Andy | Jeremy Palko      | 6, 7 e 8        | 5                   | Morto        |  |
| Andy é um habitante de Hilltop. Ele morre durante a guerra contra os Salvadores. |                   |                 |                     |              |  |
| Adeline | Kelley Mack       | 9               | 5                   | Morta        |  |
| Adeline é uma adolescente que vive em Hilltop. Ela é amiga de Gage e Rodney e, mais tarde, torna-se faz amizade com Henry, por quem sente interesses amorosos. Ela afirma nunca ter saído de Hilltop, pois viveu a maior parte de sua vida na comunidade. Adeline morre decapitada no massacre das estacas. |                   |                 |                     |              |  |
| Rodney | Joe Ando Hirsh    | 9               | 3                   | Morto        |  |
| Rodney é um adolescente de Hilltop. Ele é amigo de Gage e Adeline e, mais tarde, faz amizade com Henry. Rodney viveu a maior parte de sua vida em Hilltop e demonstra não conhece outros lugares. Ele morre decapitado no massacre das estacas. |                   |                 |                     |              |  |
| Dr. Harlan Carson | R. Keith Harris   | 6, 7 e 8        | 6                   | Morto        |  |
| Dr. Harlan Carson é um médico na comunidade de Hilltop. Ele foi salvo de zumbis por Glenn e fez um ultrassom para o bebê de Maggie, fornecendo-lhe vitaminas pré-natal. Dr. Harlan Carson passa a viver no Santuário, para onde é levado após ordens de Negan. Ele morre no episódio Dead or Alive Or após levar um tiro de um dos Salvadores. |                   |                 |                     |              |  |
| Kenneth Sutton | AJ Achinger       | 9               | 1                   | Morto        |  |
| Filho de Tammy Rose e Earl. Kenneth é buscador de suprimentos e decide ir para Washington com o grupo, mas acaba sendo mordido e morrendo. |                   |                 |                     |              |  |
| Wesley | Ilan Srulovicz    | 6, 7 e 8        | 4                   | Morto        |  |
| Buscador de suprimentos da comunidade. Morto durante a Guerra Total. |                   |                 |                     |              |  |
| Stephanie | Stephanie Rae     | 6 e 7           | 2                   | Desconhecido |  |
| Moradora de Hilltop. |                   |                 |                     |              |  |
| Crystal | Kimberly Leemans  | 6               | 1                   | Desconhecido |  |
| Moradora de Hilltop. |                   |                 |                     |              |  |
| Craig | Myke Holmes       | 6               | 1                   | Desconhecido |  |
| Irmão de Ethan, capturado pelos Salvadores. |                   |                 |                     |              |  |
| Brianna | Camille Robinson  | 10              | 1                   | Desconhecido |  |
| Moradora de Hilltop. É amiga de Yumiko. |                   |                 |                     |              |  |
| Ethan | Justin Kucsulain  | 6               | 1                   | Morto        |  |
| Buscador de suprimentos, Ethan fica furioso quando Negan prende seu irmão Craig e tenta de tudo para recuperá-lo, mas se exalta e tenta matar Gregory e Rick, sendo morto por este último. |                   |                 |                     |              |  |
| Hilde | Caroline Duncan   | 9               | 1                   | Morta        |  |
| Mulher de Miles, moradora de Hilltop. É assassinada pelos Sussurradores. |                   |                 |                     |              |  |
| Miles | Brian Sheppard    | 9               | 1                   | Morto        |  |
| Marido de Hilde, morador de Hilltop. É assassinado pelos Sussurradores. |                   |                 |                     |              |  |
| Martin | Josh Ventura      | 9               | 1                   | Morto        |  |
| Membro de Hilltop. É assassinado pelos Sussurradores. |                   |                 |                     |              |  |
| Casper | Jansen Panettiere | 9               | 1                   | Morto        |  |
| Membro de Hilltop. É assassinado pelos Sussurradores. |                   |                 |                     |              |  |

### O Reino
O Reino é um local que apareceu pela primeira vez na 7ª Temporada de The Walking Dead. É uma comunidade de sobreviventes governada pelo rei Ezekiel, sendo uma das três comunidades conjuntas da Milícia, ao lado de Alexandria e Hilltop. O Reino tem um governo monárquico, com um sistema escolar, um coro musical e um mercado.
| Personagem | Ator                      | Temporadas   | Episódios presentes | Estado |
| --- | ------------------------- | ------------ | ------------------- | ------ |
| Ezekiel | Khary Payton              | 7, 8, 9 e 10 | 31                  | Vivo   |
| Ezekiel lidera O Reino, onde ele é o auto-proclamado "Rei" das pessoas que vivem lá. Ele tem uma tigresa de estimação chamada Shiva. Ezekiel é sábio e teatral, conhecido por cuidar dos outros, fazendo tudo que puder para o seu povo, incluindo o papel de realeza. No entanto, ele se mostra um pouco pomposo e goza dos holofotes. Além de seu primeiro nome incomum, ele usa suas experiências no teatro para criar a personalidade de um rei altamente inspirador e carismático, e fala de maneira semelhante a Shakespeare, muitas vezes se referindo na terceira pessoa. Apesar de sua benevolência, ele tem uma vivência desconfortável com os Salvadores. Após as mortes de Benjamin e Richard, Ezekiel decide se juntar à luta com Rick Grimes contra Negan e os Salvadores, tornando-se um dos três líderes da milícia ao lado de Rick e Maggie Rhee. Ezekiel casa-se com Carol. |                           |              |                     |        |
| Jerry | Cooper Andrews            | 7, 8, 9 e 10 | 36                  | Vivo   |
| Jerry é um dos moradores do Reino, sendo muito leal a Ezekiel. Ele é um dos principais combatentes do Reino na Guerra Total e um dos poucos da comunidade que sobrevive ao conflito. Depois de alguns anos, ele se casa com Nabila e se torna pai de três filhos. Quando os habitantes do Reino são obrigados a deixar o lugar, devido às condições de vida, Jerry, sua esposa e seus filhos passam a viver em Hilltop. |                           |              |                     |        |
| Henry | Macsen Lintz e Matt Lintz | 7, 8 e 9     | 23                  | Morto  |
| Henry é uma criança sobrevivente do Reino e o irmão mais novo de Benjamim. Ele aprende com Morgan a lutar com um bastão e também se aproxima de Carol. No episódio Honor, Henry mata Gavin, um dos tenentes dos Salvadores, buscando vingança pela morte de seu irmão. Depois de seis anos, é revelado que Henry foi criado por Carol e Ezekiel, seus pais adotivos. Ele se tornou um adolescente muito próximo dos pais, tendo crescido no Reino. Henry se envolve amorosamente com Lydia, filha de Alpha, a líder dos Sussurradores. Ele morre decapitado no massacre da estacas, tendo sido morto por Alpha. |                           |              |                     |        |
| Dianne | Kerry Cahill              | 7, 8, 9 e 10 | 30                  | Viva   |
| Dianne é membro dos soldados do Reino, sendo habilidosa com armas e com caça. Ela é uma das poucas pessoas do Reino que sobrevivem à Guerra Total. É amiga de Maggie e Carol. Passa a viver em Hilltop, depois que o Reino se torna inabitável. |                           |              |                     |        |
| Shiva | TBA                       | 7 e 8        | 10                  | Morta  |
| Shiva é a tigresa de estimação de Ezekiel, o líder do Reino. Shiva era atração em um zoológico antes do início do apocalipse. Ela foi adotada por Ezekiel quando ele trabalhava no local. |                           |              |                     |        |
| Benjamin | Logan Miller              | 7            | 4                   | Morto  |
| Benjamin é um dos moradores do Reino. Ele é treinado por Morgan, aprendendo a lutar com um bastão para se defender de possíveis ameaças. Ele é morto com um tiro na perna, após um plano de Richard que não deu certo. Morgan se abala muito com a sua morte, e então mata Richard. |                           |              |                     |        |
| Richard | Karl Makinen              | 7            | 5                   | Morto  |
| Richard é um dos moradores da comunidade do Reino. Ele tenta fazer Daryl atirar nos Salvadores. Ele faz um plano para tentar fazer com que Ezekiel lute contra os Salvadores, mas seu plano falha e acaba ocasionando a morte de Benjamin, e ao descobrir, Morgan mata ele asfixiado. |                           |              |                     |        |
| Daniel | Daniel Newman             | 6, 7 e 8     | 6                   | Morto  |
| É um dos membros e soldados do Reino. É o único morador do Reino visto na sexta temporada, quando era cercado por zumbis. Ele é muito bom usando armas. Morreu durante a Guerra Total contra os Salvadores. |                           |              |                     |        |
| Nabila | Nadine Marissa            | 7, 8, 9 e 10 | 20                  | Viva   |
| Nabila é a jardineira do Reino. Ela se junta a milícia na luta contra Negan e os Salvadores. Mais tarde, ela se casa com Jerry e se torna mãe de três filhos. |                           |              |                     |        |

### Os Catadores
Os Catadores são uma comunidade habitada por cerca de 100 pessoas onde Jadis é o líder. São vistos pela primeira vez na série na 7ª temporada.
| Personagem | Ator                  | Temporadas | Episódios presentes | Estado       |
| --- | --------------------- | ---------- | ------------------- | ------------ |
| Jadis (ou Anne) | Pollyanna McIntosh    | 7, 8 e 9   | 14                  | Desconhecido |
| Jadis é a líder dos Catadores. Ela é sarcástica e acha que tudo tem que ser de seu jeito. Jadis faz um acordo com Rick no qual ela se compromete em ajudá-lo a derrotar os Salvadores, em troca de armas. No entanto, ela se revela uma traíra ao romper o acordo estabelecido com Rick e revelar a Negan as intenções dos alexandrinos. Após uma mal-sucedida ação dos Salvadores contra Alexandria, Jadis e seu grupo abandonam Negan - com quem havia firmado outro acordo - e fogem para o Lixão, onde vivem. Ela é procurada novamente por Rick, que propõe um novo acordo entre os dois grupos contra Negan e os Salvadores, mas se mostra irredutível. Após ser convencida por Rick a juntar-se a ele contra os Salvadores, ela e os outros Catadores vão até o Santuário com a intenção de exterminar todos os inimigos, mas são recebidos a tiros pelos Salvadores. Mais uma vez, Jadis trai Rick e o abandona, deixando-o para morrer. No episódio The Lost and the Plunderers, Jadis é procurada por Simon e vários Salvadores, que questionam o motivo dela ter apoiado Rick. Jadis mente afirmando que, na verdade, suas intenções eram de entregar Rick para os Salvadores, mas Simon não se convence e provoca uma chacina no Lixão, matando todos os Catadores. Jadis é a única de seu grupo que sobrevive, depois de forjar a própria morte. Ela fica extremamente chocada e depressiva com a morte de todos de seu grupo e sequestra Negan na intenção de vingar-se. Após contar a Negan o que Simon fez, e ele lhe garantir que punirá Simon, Jadis o liberta. No fim da 8ª temporada, Jadis recebe a visita de Morgan, que lhe conta que Rick a perdoou e a convida para viver em Alexandria. Jadis aceita o convite e revela que ser verdadeiro nome é Anne. Um ano e meio após o fim da Guerra Total, Jadis é vista vivendo em Alexandria e sendo chamada por seu verdadeiro nome, Anne. Apesar da boa convivência entre as comunidades, algumas pessoas ainda demonstram desconfiança em relação a ela, fato que a faz ficar, na maior parte do tempo, isolada dos demais. Ela se aproxima de Gabriel, passando a ter um relacionamento amoroso com ele. Mais tarde, é revelado que Jadis não se redimiu e que mantém contato com um grupo desconhecido, com quem troca pessoas por suprimentos. Ela cogita trocar Gabriel, mas desiste da ideia. Quando Rick destrói a ponte e cai no rio, Jadis o resgata e o leva embora consigo, para um lugar desconhecido. |                       |            |                     |              |
| Brion | Thomas Francis Murphy | 7 e 8      | 4                   | Morto        |
| É um membro superior dos Catadores, muito próximo de Jadis. É executado por Simon. |                       |            |                     |              |
| Tamiel | Sabrina Gennarino     | 7 e 8      | 8                   | Morto        |
| É um membro superior dos Catadores e o braço direito de Jadis. Morre por um tiro disparado por Simon. |                       |            |                     |              |
| Farron | Anja Akstin           | 7          | 1                   | Morta        |
| É um membro muito forte dos Catadores. Farron entrou em luta corpo a corpo com Michonne, e a mesma lhe empurrou de uma altura bem grande, então ela morreu. |                       |            |                     |              |

### Oceanside
Oceanside é uma comunidade litorânea introduzida no episódio "Swear".
| Personagem | Ator                            | Temporadas   | Episódios presentes | Estado       |
| --- | ------------------------------- | ------------ | ------------------- | ------------ |
| Cyndie | Sydney Park                     | 7, 8, 9 e 10 | 12                  | Viva         |
| Cyndie é a neta de Natania. Ela se torna a líder de Oceanside após a morte de sua avó. Cyndie tem uma personalidade forte e é muito protetora. Aprende a atirar e se torna uma ótima arqueira da Coalizão. Ela ajuda Tara a fugir de sua comunidade, indo contra a vontade da maioria das mulheres, que desejam a morte de Tara. Por conta disto, ela e Tara se tornam amigas. Quando Alexandria, Hilltop e o Reino se unem e formam uma coalizão, contra os Salvadores, Aaron e Enid vão até Oceanside em busca de apoio. Cyndie, já na condição de líder, decide apoiar as comunidades e se junta à guerra contra os Salvadores. Após os Salvadores se renderem, Cyndie continua liderando Oceanside e coopera com a união entre as comunidades, para se ajudarem. Apesar da cooperação, ela e outras mulheres de Oceanside se vingam de vários ex-membros dos Salvadores, por conta das ações do passado. Cyndie mata Arat, que foi responsável pela morte de seu pai e irmão, torturando-a antes da morte. Após alguns anos, ela deixa a liderança de Oceanside e é sucedida por Rachel Ward. |                                 |              |                     |              |
| Rachel Ward | Avianna Minhyer e Mimi Kirkland | 7, 8, 9 e 10 | 12                  | Viva         |
| Rachel é uma adolescente moradora de Oceanside, representando a comunidade na ausência de Cyndie. Rachel é ativa na comunidade, guerreira da Coalizão e comandante da estação de rádio da comunidade. Rachel viveu a maior parte de sua vida durante o apocalipse zumbi, tendo desenvolvido práticas de sobrevivência. Ela se torna líder de Oceanside, substituindo Cyndie, e estabelece uma cooperação mútua com as outras comunidades. |                                 |              |                     |              |
| Natania | Deborah May                     | 7 e 8        | 3                   | Morta        |
| Natania é a líder de Oceanside. Cuidadosa e extremamente protetora, Natania recusa a oferta inicial de Tara de participar da guerra contra Negan, pedindo à Tara que mantenha a comunidade sobre segredo. Ela é morta por Enid quando prende Aaron. |                                 |              |                     |              |
| Beatrice | Briana Venskus                  | 7, 8 e 9     | 10                  | Desconhecido |
| Moradora de Oceanside e uma das principais combatentes do lugar. Assim como a maioria das mulheres, é viúva e teve seu marido brutalmente assassinado pelos Salvadores. Junto com as outras mulheres, conseguiu fugir e ajudou a fundar Oceanside. Apesar das mulheres em Oceanside levarem um estilo de vida pacífico, Beatrice é uma das poucas que alimenta o desejo de vingança contra os Salvadores. Depois que a comunidade decide apoiar Alexandria, Hilltop e o Reino na guerra contra os Salvadores, Beatrice é uma das combatentes. Ela sobrevive à guerra. Alguns meses após os Salvadores se renderem, Beatrice demonstra não ter perdoado as ações do passado e ajuda a executar um plano de vingança contra os principais ex-líderes dos Salvadores, encabeçado por Cyndie. Ela ajuda a sequestrar e matar vários ex-Salvadores, especialmente o homem que matou seu marido. Ela continua vivendo em Oceanside. |                                 |              |                     |              |
| Kathy | Nicole Barré                    | 7, 8 e 9     | 10                  | Morta        |
| Moradora de Oceanside, Kathy parece ser muito amigável. Ela participa ativamente de todas as atividades de Oceanside, sendo uma das combatentes na guerra contra os Salvadores. Ela morre com um tiro no peito disparado por Jed, reanimando como zumbi e sendo morta por Rick. |                                 |              |                     |              |
| Jules | Alex Sgambati                   | 10           | 3                   | Viva         |
| É uma sobrevivente que vive em Oceanside. Demonstra sentimentos românticos por Luke. |                                 |              |                     |              |

### Outros sobreviventes
Vários são os sobreviventes que aparecem ao longo da série. Abaixo segue-se eles:
| Personagem | Ator                                          | Temporadas | Episódios presentes | Estado |  |
| --- | --------------------------------------------- | ---------- | ------------------- | ------ |  |
| Duane Jones | Adrian Kali Turner                            | 1          | 1                   | Morto  |  |
| Duane é filho de Morgan e Jenny. Quando Rick não encontra sua família em casa e fica desorientado, Duane é o primeiro sobrevivente que o encontra e o nocauteia, acreditando que ele seja um zumbi. Ao perceberem que Rick não é um zumbi e não está infectado, Duane e seu pai o acolhem e tratam de seus ferimentos. Ele é um adolescente entre 13 ou 14 anos e sofre com a morte da mãe, Jenny, que se tornou um zumbi. Apesar dos horrores que enfrenta com seu pai, Morgan faz de tudo para que Duane se sinta confortável e seguro, muitas vezes fazendo-o acreditar que a vida voltou a ser como era antes do apocalipse. Quando Rick decide ir para Atlanta atrás de sua família, Duane e Morgan ficam para trás em King County. Durante boa parte da série, o destino de Duane e Morgan fica desconhecido. Quando Rick reencontra Morgan, na 3ª temporada, ele revela que Duane foi atacado e morto por sua própria mãe, Jenny. Ele no entanto, não revela se matou Duane ou se o permitiu "sobreviver" como um zumbi, tal como tinha feito com Jenny. |                                               |            |                     |        |  |
| Dr. Edwin Jenner | Noah Emmerich                                 | 1          | 2                   | Morto  |  |
| Dr. Edwin Jenner é o último sobrevivente patologista no CCD de Atlanta. Ele tenta criar uma possível cura, trabalhando com amostras de tecido infectado, mas o experimento falha repetinamente. Quando o grupo de Rick Grimes chega ao CCD procurando ajuda ou sobreviventes, ele hesita em ajudá-los, e só permite após ver que o grupo seria atacado por uma horda de zumbis que se aproximava. Dentro das dependências do CCD, ele proporciona uma confortável estadia ao grupo, oferecendo boa comida e bebida, além de um bom repouso. Ele revela que sua esposa era a líder no CCD, mas sucumbiu à doença e tornou-se zumbi. Dr. Edwin Jenner aprisiona o grupo no edifício do CCD e o programa para se autodestruir quando seu combustível se esgotar, afirmado que não há saída para o apocalipse zumbi e que o certo seria eles cometerem suicídio. No entanto, ele cede aos apelos do grupo, pedindo para sair e tentar a sorte na estrada, e lhes permite fugir pouco antes da autodestruição do prédio. Jacqui é a única do grupo de Rick que é convencida a ficar e morrer na explosão, (além de Andrea, que é convencida por Dale a desistir). Ele e Jacqui morrem na explosão de mãos dadas. Antes da separação com Rick, Jenner sussurra para ele (como revelado no final da 2 ª temporada) que todas as pessoas estão infectadas e reanimam como zumbi após morrerem. A mordida de zumbi não transforma em morto-vivo, ela mata. |                                               |            |                     |        |  |
| Amelia | Virginia Newcomb                              | 10         | 1                   | Morta  |  |
| Amelia é a mãe de Milo, com quem sobreviveu por anos na floresta. Durante uma parada num ônibus eles são atacados por zumbis, mas salvos por Negan. Negan promete levá-los para Hilltop. É morta por Brandon numa tentativa de mostrar a Negan que ele é um Salvador. |                                               |            |                     |        |  |
| Milo | Roman Spink                                   | 10         | 1                   | Morto  |  |
| Filho de Amelia, com quem sobreviveu por anos na floresta. Durante uma parada num ônibus eles são atacados por zumbis, mas salvos por Negan. Negan promete levá-los para Hilltop. Ele e Negan passam a se relacionar bem, conversando por bastante tempo. É morto por Brandon numa tentativa de mostrar a Negan que ele é um Salvador. |                                               |            |                     |        |  |
| Ana | Brina Palencia                                | 4          | 1                   | Morta  |  |
| Ana é vista no episódio Indifference, da quarta temporada. Ela tem um namorado chamado Sam. O casal vivia com um grupo de sobreviventes, mas possivelmente foram deixados para trás. Uma de suas pernas foi prejudicada quando ela foi pisoteada por uma multidão de refugiados, fazendo com que ela tenha dificuldade para andar rapidamente. Rick e Carol encontram Ana e Sam escondidos em uma casa. Ela e o namorado aparentemente são aceitos como novos integrantes do grupo na prisão. Ana sai para recolher suprimentos. Rick e Carol mais tarde encontram-na sendo devorada por zumbis. |                                               |            |                     |        |  |
| Sam | Robin Lord Taylor                             | 4, 5       | 2                   | Morto  |  |
| Sam é um sobrevivente encontrado por Rick e Carol em uma viagem de abastecimento, escondido no banheiro de uma casa abandonada com sua namorada, Ana. Tinham vindo de um centro de refugiados, se separaram de seu grupo, e passaram a sobreviver por conta própria durante dias. Depois de Carol cuidar do braço deslocado de Sam e outras feridas, Sam e Ana se oferecem para ajudar a forragem para o abastecimento. Carol concorda, mas Rick está relutante, observando que o casal parece mal equipado para se proteger. No entanto, Rick é convencido por Carol a permitir que Sam e Ana os ajudem, e eles combinam de encontrarem-se novamente na casa em duas horas. Rick e Carol depois encontram o corpo falecido de Ana sendo devorado por zumbis, sem ter notícias de Sam. Na 5ª temporada, é revelado que Sam tinha se dirigido para Terminus, em busca de refúgio, mas foi feito prisioneiro. Ele reencontra Rick e os dois se reconhecem. Sam é morto por um dos guardas de Terminus, provavelmente parar servir de alimentos para a comunidade. |                                               |            |                     |        |  |
| Guillermo, Felipe e Jorge | Neil Brown Jr., Noel Gugliemi e James Gonzaba | 1          | 1                   | Mortos |  |
| Guillermo, Felipe e Jorge são membros de uma gangue chamada Vatos. Eles adotam características de criminosos, mas na verdade, protegem um lar de idosos depois que a maioria dos funcionários abandonaram o local. Guillermo era zelador do asilo, Felipe é neto de Abuela (uma das senhoras idosas que viviam no asilo antes do apocalipse zumbi) e Jorge era um morador de Atlanta que se juntou ao grupo após o surto de zumbis. Ele e sua gangue entram em conflito com o grupo de Rick Grimes quando disputam as armas que Rick deixou cair no centro de Atlanta, sendo que os Vatos capturam Glenn e o grupo de Rick capturam Miguel. Mais tarde, ao conhecerem a realidade de ambos os grupos, Rick e os Vatos fazem um acordo e cada grupo fica com a metade das armas. Especula-se que os sobreviventes do lar de idosos tenham sido mortos pelo Governador e seus executores. |                                               |            |                     |        |  |
| Miguel | Anthony Guajardo                              | 1          | 1                   | Morto  |  |
| Miguel é um jovem membro da gangue Vatos e primo de Felipe. Ele também vive no lar de idosos. Miguel foi brevemente mantido em cativeiro por Rick Grimes, antes de ser libertado em troca de Glenn. Especula-se que os sobreviventes do lar de idosos tenham sido mortos pelo Governador e seus executores. |                                               |            |                     |        |  |
| Abuela e Gilbert | Gina Morelli e Desconhecido                   | 1          | 1                   | Mortos |  |
| Abuela e Gilbert são dois idosos que vivem em uma casa de repouso, juntamente com vários outros. A casa de repousos é protegida pelos membros da gangue Vatos, sendo que um deles (Felipe) é neto de Abuela e outro (Guillermo) era o zelador do local, que decidiu ficar e ajudar na proteção do asilo em vez de fugir. Gilbert sofre de asma e Abuela fica conhecida por tentar manter a ordem entre os idosos. Especula-se que os sobreviventes do lar de idosos tenham sido mortos pelo Governador e seus executores. |                                               |            |                     |        |  |
| Lambert Kendell | Jim R. Coleman                                | 1          | 1                   | Morto  |  |
| Lambert Kendell é um dos xerifes que trabalham no Departamento de Polícia de King County, junto a ele, trabalham lá Leon Basset, Rick Grimes e Shane Walsh. Ele está presente na cena de perseguição de carro em que Rick é baleado. Acredita-se que foi morto por zumbis. |                                               |            |                     |        |  |

### Militares
Os militares formavam um grupo de sobreviventes civis que estavam próximo a Woodbury. Eles foram atacados pelo Governador e seus executores.
| Personagem | Ator                | Temporadas | Episódios presentes | Estado |
| --- | ------------------- | ---------- | ------------------- | ------ |
| Tenente Welles | Julio Cesar Cedillo | 3          | 2                   | Morto  |
| Tenente Welles foi visto pela primeira vez pilotando um helicóptero. No meio do voo, ele perde o controle e causa um acidente, matando seus dois companheiros militares, Sean e Franklin e deixando-o gravemente ferido. Ele foi resgatado pelo Governador e seus executores e foi levado para Atlanta, juntamente com Andrea e Michonne, que são capturadas por Merle no mesmo episódio. Em Woodbury, ele recebe os cuidados de Dra. Stevens e o Governador o interroga sobre para onde iam e onde os militares estão localizados. Welles revela ao Governador que ele e seu comboio estavam entre os militares de Atlanta que foram dominados pelos zumbis, e que somente eles conseguiram escapar. Ele revela também que os militares tentaram chegar em Fort Benning, mas foram impedidos por um bloqueio na estrada (provavelmente o mesmo bloqueio que impediu Rick e seu grupo de chegarem ao mesmo lugar, e os desviou para a fazenda de Hershel). Welles decidiu tentar a sorte com o helicóptero, mas causou o acidente. Ele revela ao Governador a localização dos militares sobreviventes, acreditando que ele os resgatará, levando-os para Woodbury. O Governador trai a confiança de Welles e executa todos os civis, roubando-lhes as armas. Por fim, ele ordena que um de seus executores mate Welles e coloque sua cabeça em seu aquário de cabeças humanas, juntamente com várias outras. O Governador mente para a população que Welles não sobreviveu, apesar dos esforços de Dra. Stevens |                     |            |                     |        |
| Franklin | Mike Mayhall        | 3          | 1                   | Morto  |
| Franklin é um militar dos Estados Unidos. Ele estava em Fort Benning, juntamente com outros militares sobreviventes que serviram no surto. Quando o Tenente Welles perde o controle e causa um acidente com o helicóptero, Franklin morre devido aos ferimentos. |                     |            |                     |        |
| Gaines | Mike Senior         | 1          | 1                   | Morto  |
| Gaines é um militar dos Estados Unidos que é chamado para servir quando o surto começou. Ele é visto apenas em um flashback quando argumenta com Shane Walsh sobre se está infectado ou não. Não se sabe se a cena deve ser tratado como cânone ou se seu personagem sobreviveu ao caos no hospital. Sabe-se que Gaines fazia parte do grupo militar de Welles, mas ele não foi visto entre os civis executados pelo Governador. |                     |            |                     |        |

### Recém-chegados na prisão
Estes são os personagens que viviam em Woodbury e mudaram-se para a prisão após a cidade ser abandonada, além dos personagens que foram salvos de outros lugares e levados pra prisão.
| Personagem | Ator              | Temporadas | Episódios presentes | Estado |
| --- | ----------------- | ---------- | ------------------- | ------ |
| Lizzie Samuels | Brighton Sharbino | 4          | 9                   | Morta  |
| Lizzie é uma sobrevivente que em algum momento passou a integrar a comunidade na prisão, juntamente com seu pai e irmã, Ryan Samuels e Mika. Ela tem cerca de 13 anos e é vista como sendo amiga de Carl e Patrick, além de ser uma das crianças ensinadas por Carol, a professora do grupo. Lizzie e sua irmã mostram-se curiosas com os zumbis, e são reprimidas por Carl quando ele percebe que elas dão nomes aos mortos-vivos. Quando seu pai morre, ela passa a receber os cuidados de Carol, como último pedido de seu pai. Quando acontece a batalha entre o grupo da prisão contra o grupo de Governador/Brian, Lizzie se recusa a fugir sem lutar e estimula as outras crianças a fazerem o mesmo. Ela e sua irmã, Mika, mata Alisha durante a batalha, como maneira de salvar a vida de Tyreese. Horas depois, Lizzie é resgatada por Carol, junto de sua irmã e Judith. Ao longo da quarta temporada, Lizzie mostra-se muito confusa em relação aos zumbis, tratando-os como se fossem pessoas e julgando-os serem bons. Ela também acredita que consegue conversar com os zumbis e que eles lhe pedem que ela seja como eles são, além de ser vista constantemente brincando com zumbis. No fim da quarta temporada, é revelado que ela era a responsável por alimentar os zumbis com ratos e esquilos, quando o grupo ainda estava na prisão. Por acreditar que as pessoas devem voltar ao mundo em forma de zumbis, Lizzie mata sua irmã, Mika, deixando Carol e Tyreese chocados. Lizzie é levada para a floresta e é morta por Carol, após esta decidir que a garota não poderia conviver com os outros humanos. |                   |            |                     |        |
| Mika Samuels | Kyla Kenedy       | 4          | 6                   | Morta  |
| Mika é uma sobrevivente que em algum momento passou a integrar a comunidade na prisão, juntamente com seu pai e irmã, Ryan Samuels e Lizzie Samuels. Ela tem entre 8 e 12 anos e é vista como sendo amiga de Carl e Patrick, além de ser uma das crianças ensinadas por Carol, a professora do grupo. Mika e sua irmã mostram-se curiosas com os zumbis, e são reprimidas por Carl quando ele percebe que elas dão nomes aos mortos-vivos. Quando seu pai morre, ela passa a receber os cuidados de Carol, como último pedido de seu pai. Quando ocorre a batalha entre o grupo da prisão contra o grupo de Governador/Brian, Mika é incentivada a lutar, mesmo sendo vulnerável. Ela e sua irmã, Lizzie, matam Alisha durante a batalha. Horas depois, são resgatadas por Carol. A partir do fim da quarta temporada, Mika revela à Carol ser incapaz de matar alguém, por não acreditar que isso faça parte de sua personalidade. Ela também reprime os sentimentos psicóticos de Lizzie, ao perceber que sua irmã tem simpatia pelos zumbis, chegando a alimentá-los. Mika é morta por sua irmã, Lizzie, ao acreditar que seria bom ela retornar como um zumbi. |                   |            |                     |        |
| Karen | Melissa Ponzio    | 3, 4       | 11                  | Morta  |
| Karen é uma sobrevivente que vive em Woodbury. Ela se torna uma executora do Governador e fica encarregada de proteger as paredes laterais que cercam Woodbury. Quando a situação em Woodbury se agrava, ela é vista tentando deixar a cidade com outros cidadãos desesperados, mas é convencida a ficar por Andrea. Ela está entre os soldados de Woodbury que atacam a prisão, mas não conseguem se apropriar dela e são expulsos pelo grupo de Rick. Quando os soldados do Exército se recusam a retornar para a prisão, o Governador se enfurece e dispara contra todos eles, matando-os. Karen é a única que sobrevive, escondendo-se sob um corpo. No fim da terceira temporada, Karen é encontrada por Rick, Michonne e Daryl escondida em um caminhão, e passa a viver na prisão junto aos outros sobreviventes de Woodbury. No início da quarta temporada, Karen aparece como namorada Tyreese. Quando a prisão é infestada por um tipo de gripe desconhecida, ela adquire a doença. Karen é morta misteriosamente e seu corpo é carbonizado. Mais tarde, é revelado que Carol foi quem a matou. |                   |            |                     |        |
| Luke | Luke Donaldson    | 4          | 4                   | Morto  |
| Luke é uma das crianças da comunidade da prisão. Ele é visto recebendo aulas dadas por Carol, que mais tarde revelam-se aulas de autodefesa. Quando os sobreviventes do bloco D da prisão são atacados por zumbis, após a reanimação de Patrick, Luke é atacado por um dos mortos-vivos, mas é salvo por Daryl instantes depois. Luke contrai o vírus da gripe que contagia a prisão, e é posto em quarentena junto com outros. No ataque de Governador/Brian, Luke e outras crianças são vistas tentando fugir, mas são convencidos por Lizzie a permanecer e lutar. Ele presencia Lizzie e Mika matando Alisha. Luke foi morto devorado por zumbis, após se perder na floresta com Molly. |                   |            |                     |        |
| Molly | Kennedy Brice     | 4          | 4                   | Morta  |
| Molly vivia em Woodbury e passou a viver na prisão juntamente com os outros sobreviventes do lugar. A primeira aparição dela é no 1º episódio da 4ª temporada, onde vemos ela junto à Lizzie, Mika e Luke, falando com os zumbis da cerca. Vivendo no bloco D da prisão, ela é salva por Carol quando Patrick reanima e ataca os moradores do lugar. Ela é vista novamente durante o ataque de Brian/Governador na prisão, carregando Judith com Mika e Luke. Molly é incentivada por Lizzie a ficar na prisão em vez de fugir, e presencia Lizzie e Mika matando Alisha. O corpo de Molly é visto por Beth e Daryl sendo devorado por um zumbi. |                   |            |                     |        |
| Jeanette | Sherry Richards   | 4          | 4                   | Morta  |
| Jeanette é uma recém-chegada à comunidade da prisão, que foi levada para lá junto com os outros moradores remanescentes de Woodbury. Carol leva-a com os outros moradores doentes da comunidade para as celas do bloco A, onde ela é posta em quarentena. Durante o ataque do Governador à prisão, que resulta na destruição desta, Jeanette foge com outros sobreviventes no ônibus. Mais tarde, é visto o ônibus cercado por zumbis e os sobreviventes que estavam neste devorados. |                   |            |                     |        |
| McLeod | Lucie O'Ferrall   | 3, 4       | 4                   | Morta  |
| McLeod é uma sobrevivente que vive em Woodbury. Ela é uma senhora de aproximadamente 70 anos que sofre de artrite. Quando o Governador avisa que irá formar um exército, ela se oferece para ser soldado, mas ele a recusa, avisando-a que irá encontrar outra função para ela em Woodbury. Ela é vista cuidando de crianças juntamente com Sasha. McLeod passa a viver na prisão, juntamente com outros cidadãos de Woodbury, resgatados por Rick. Quando o Governador ataca a prisão pela segunda vez, provocando a destruição da mesma, ela e outros sobreviventes fogem no ônibus. Entretanto, o ônibus é atacado por zumbis e os sobreviventes são devorados, inclusive ela. |                   |            |                     |        |
| Patrick | Vincent Martella  | 4          | 3                   | Morto  |
| Patrick é um sobrevivente de Woodbury recém-chegado na comunidade da prisão. Único sobrevivente de sua família, ele tem quase a mesma idade de Carl e é um dos seus amigos mais próximos. Em uma das aulas dada por Carol, Patrick pede para ser dispensado durante a sua sessão de tempo da história, alegando subitamente não se sentir bem. Ele morre durante a noite, possivelmente de uma gripe, e reanima como um zumbi. Ao levantar-se, Patrick morde um sobrevivente dormindo em sua cela, o que faz com que ele reanime e, finalmente, traz um ataque em grande escala nas celas do Bloco D da prisão. Patrick é morto por Daryl durante o ataque. |                   |            |                     |        |
| Zack | Kyle Gallner      | 4          | 2                   | Morto  |
| Zack é um dos sobreviventes de Woodbury que passa a integrar o grupo de Rick na prisão. Ele é visto pela primeira vez na 4ª temporada, como namorado de Beth. Zack aparentemente ajuda Daryl, Michonne, Sasha e Glenn na maioria das vezes em que eles vão em busca de mantimentos. Em uma das buscas, Bob Stookey atrai a atenção dos zumbis e causa a morte de Zack, que morre devorado pelos mortos-vivos e com a queda da carcaça de um helicóptero em cima dele. Após sua morte, Beth é avisada do ocorrido por Daryl, mas ela se mostra impertubável e apenas diz "Eu já não choro mais. Foi bom ter conhecido ele". |                   |            |                     |        |
| Ryan Samuels | Victor McCay      | 4          | 2                   | Morto  |
| Ryan Samuels vivia com suas filhas em Woodbury. A família passou a integrar a comunidade na prisão no fim da terceira temporada, mas só são vistos no início da quarta temporada. Pouco se sabe sobre Ryan. Acredita-se que ele tenha perdido a esposa, morta por zumbis, e conseguiu sobreviver com as filhas. Ele é visto como uma pessoa simpática e acessível, além de preocupado com suas filhas e com muita confiança em Carol. Durante um ataque de zumbis promovido na prisão, após a reanimação de Patrick, Ryan é mordido no pescoço e braço por um zumbi. Ele aceita a morte, e como último pedido, pede que Carol cuide de suas filhas após sua morte. |                   |            |                     |        |
| David | Brandon Carroll   | 4          | 2                   | Morto  |
| David é um recém-chegado da comunidade prisional e, possivelmente, um ex- residente de Woodbury. Ele é visto matando os caminhantes atrás da cerca da prisão ao lado de Karen. David fica doente durante o surto de gripe na prisão, e está em quarentena, juntamente com outros (como Karen ) nas celas do bloco A, até que ele se recupere. Em algum momento durante a noite, David e Karen são assassinados e arrastado para o pátio, onde seus corpos são queimados. Mais tarde, revela-se que Carol foi quem o matou. |                   |            |                     |        |
| Dr. Caleb Subramanian | Sunkrish Bala     | 4          | 4                   | Morto  |
| Dr. Caleb Subramanian é um recém-chegado à comunidade da prisão. Não se sabe muito sobre ele, além do fato de que ele é um médico. Após o ataque de zumbis nas celas do bloco D e o surto de gripe, Dr. Subramanian avalia o que pode ter causado o surto. Em alguns momentos, ele é visto ajudando Hershel a cuidar dos doentes, até que ele mesmo contrai a doença e passa a ser cuidado por Hershel. Morre vítima do surto de gripe. |                   |            |                     |        |

### Fazenda Greene
A Fazenda Greene é vista na 2ª temporada da série. Ela é usada como cenário durante toda esta temporada, estando localizada numa região rural isolada do meio urbano, por isso quase não encontrada por mortos-vivos. Nela vive a Família Greene, formada por Hershel, Maggie e Beth, além de Otis e Patrícia, um casal de empregados da fazenda, e Jimmy, o namorado de Beth que passou a viver com eles após o início da praga zumbi.
| Personagem | Ator                | Temporadas | Episódios presentes | Estado |
| --- | ------------------- | ---------- | ------------------- | ------ |
| Otis | Pruitt Taylor Vince | 2          | 3                   | Morto  |
| Otis é o caseiro da fazenda de Hershel Greene. Ele também é marido de Patrícia e o casal não tem filhos. No primeiro episódio da 2ª temporada, ele atira acidentalmente em Carl enquanto caçava veados, e o leva para a fazenda de Hershel para obter ajuda. Assim, todo o grupo de Rick vai parar na fazenda. Com sentimento de culpa sobre os ferimentos de Carl, ele se oferece para ir com Shane até a escola secundária local para obter os medicamentos necessários para salvar a vida de Carl. Enquanto fugiam de uma grande manada de zumbis, Otis e Shane ficam sem munição. Quando a situação se agrava, Shane atira na perna de Otis, deixando-o cair, machucado, e ser devorado por zumbis para ter tempo de escapar. |                     |            |                     |        |
| Patricia | Jane McNeill        | 2          | 11                  | Morta  |
| Patrícia é uma mulher de meia-idade que reside na fazenda Greene, juntamente com seu marido Otis. Ela tem algumas habilidades médicas limitadas, sugerindo que ela era técnica de veterinária de Hershel, auxiliando Hershel na cirurgia de Carl e cuidando de outros ferimentos, como o de Beth quando ela tenta se suicidar. Ela é uma pessoa muito reservada, que se mostra muito entristecida com a morte de Otis. Apesar disso, revela estar preocupada com o bem-estar de algumas pessoas, como Beth e Carl. Após o funeral de Otis, ela faz amizade com Lori e Carol, que geralmente a ajudam em atividades domésticas. Patrícia mantém uma neutralidade quando é questionada se concorda ou não com a permanência do grupo de Atlanta na fazenda. Ela morre em uma cena comovente segurando as mãos de Beth no final da temporada. |                     |            |                     |        |
| Jimmy | James Allen McCune  | 2          | 10                  | Morto  |
| Jimmy tem 17 anos de idade, é o namorado de Beth, com quem tenta ter relações sexuais, mas sem sucesso pois Hershel vive os vigiando. Ele passou a morar na fazenda Greene após o surto de zumbis no mundo. Inexperiente, ele mostrou estar ansioso em ter uma arma e tenta obter uma de Rick sem a permissão de Hershel. Ele resgata com sucesso Rick e Carl do celeiro quando os zumbis invadem a fazenda, mas é morto quando os mortos-vivos entram na RV em que ele dirige. |                     |            |                     |        |

### Família Chambler
| Personagem | Ator                  | Temporadas | Episódios presentes | Estado |
| --- | --------------------- | ---------- | ------------------- | ------ |
| Lilly Chambler | Audrey Marie Anderson | 4          | 4                   | Morta  |
| Lilly Chambler é filha mais velha de David Chambler, mãe de Meghan e irmã de Tara. Ela permanece refugiada em seu próprio apartamento, com sua família, desde o início do apocalipse zumbi. Lilly é inicialmente hostil com o Governador (Brian Heriot), mas permite que ele se refugie no apartamento de sua família. Ela passa a confiar nele quando este se arrisca para salvar a vida de seu pai, um doente com estágio 4 de câncer de pulmão. Depois da morte de seu pai, Lilly e sua família acompanham o Governador (Brian Heriot) em busca de um local seguro. Ela e Governador/Brian Heriot passam a se relacionar, até que encontram um grupo de sobreviventes liderado por Martinez, onde se instalam. Lilly mata o Governador/Brian no episódio Too Far Gone, quando descobre sua verdadeira identidade e intenções. Ela é morta após ser cercada por zumbis e devorada, instantes após matar o Governador, conforme descrito por sua irmã, Tara, que assistiu sua morte. |                       |            |                     |        |
| Meghan Chambler | Meyrick Murphy        | 4          | 3                   | Morta  |
| Meghan Chambler é filha de Lilly, sobrinha de Tara e neta de David. Ela freqüentemente joga jogos de tabuleiro com David, a fim de escapar do que está acontecendo ao seu redor. Ela, Lilly, Tara, e Governador/Brian deixam o apartamento depois do enterro de David, e Meghan continua a afastar-se de Governador/Brian. No entanto, sua confiança nele é recuperada depois que ele a salva de um enxame de mortos-vivos. Durante a fuga, ela e Governador/Brian caem em uma vala com zumbis, mas ele salva a garota. Meghan é mordida por um zumbi e morre no episódio Too Far Gone. O Governador/Brian atira contra sua cabeça e impede sua reanimação. |                       |            |                     |        |
| David Chambler | Danny Vinson          | 4          | 1                   | Morto  |
| David Chambler é pai de Lilly e Tara e avô de Meghan. Ele e Meghan freqüentemente jogam jogos de tabuleiro para que Meghan possa se distrair do mundo assustador ao seu redor. David tem estágio 4 de câncer de pulmão e está se aproximando rapidamente o momento de sua morte. Sabendo disso, Lilly envia Governador/Brian para um hospital por perto para obter tanques de oxigênio para ajudar a manter David vivo. No dia seguinte, David sucumbe ao seu câncer e morre. Mais tarde, ele reanima como zumbi e ataca Tara, mas é morto por Governador/Brian. |                       |            |                     |        |

### Walkers
Alguns walkers ilustres aparecem ao longo da série. Alguns deles tem ligação familiar com personagens a série, como Jenny Jones, Penny Blake e Annete Greene, e outros apenas se destacam por feitos paralelos. Alguns walkers que se destacam são:
| Personagem | Ator                                               | Temporadas | Episódios presentes | Estado |
| --- | -------------------------------------------------- | ---------- | ------------------- | ------ |
| Jenny Jones | Keisha Tillis                                      | 1          | 1                   | Morta  |
| Jenny Jones é a esposa de Morgan Jones e mãe de Duane Jones. Ela aparece pela primeira vez no episódio Days Gone Bye, na 1ª temporada. Provavelmente, Jenny foi mordida por um zumbi enquanto tentava recuperar objetos pessoais de sua casa. Ela ficou doente, e isso impediu a família Jones de irem rumo à Atlanta e eles se refugiaram em uma casa pertencente a um dos vizinhos de Rick Grimes. Jenny acabou morrendo devido a febre e se tornou um dos mortos-vivos. Em vez de matá-la, Morgan deixou-a vagar pelas ruas da cidade como um zumbi, com outros moradores mortos-vivos. Ela constantemente é retratada como um zumbi que possa ter lembranças de sua vida passada, diferente de outros mortos-vivos, tendo em vista que todas as noites ela volta à casa onde seu marido e filho estão refugiados, espia pelo olho mágico e tenta abrir a porta da frente virando a maçaneta. Antes de partir para Atlanta, Rick encoraja Morgan a matar Jenny, mas ele desiste no último momento, sem coragem. Quando Rick reencontra Morgan na 3ª temporada, ele lhe revela que Jenny atacou Duane e o matou, tendo finalmente coragem suficiente para matá-la. |                                                    |            |                     |        |
| Hannah | Melissa Cowan (Série) / Lilli Birdsell (Webisodes) | 1          | 1                   | Morta  |
| Hannah é um personagem ligado indiretamente à história. Ela é a protagonista do webisode The Webisodes Walking Dead: Torn Apart e um zumbi que Rick encontra no primeiro episódio. Hannah era divorciada de Andrew, com quem teve dois filhos, Billy e Jamie. No dia do apocalipse, Hannah estava dirigindo seu carro com seus filhos, quando alguém pulou na frente de seu carro forçando-a a desviar-se e causar um acidente, deixando-a inconsciente. Ela acorda e não encontra seus filhos, passando a caminhar desesperada pelas ruas de King County, sem saber do surto de zumbis, até que passa a ser perseguida por um morto-vivo. Hannah é salva por Andrew, seu ex-marido, e reencontra seus filhos. Andrew trata seus ferimentos e explica-lhe o que está acontecendo, enquanto ela estava inconsciente. Com o passar dos dias, Hannah e seu ex-marido planejam chegar em Atlanta em busca de refúgio. Ela chega a matar a atual esposa de seu ex-marido, Judy, que tornou-se um zumbi e tenta atacar seus filhos. Eles ouvem na rádio que há um ponto de encontro no parque da cidade para onde os sobreviventes devem ir, onde serão resgatados pelos militares. Quando Andrew vai até a casa do vizinho em busca da chave de seu caminhão e mantimentos, mas não retorna, ela acredita que ele esteja morto. Desesperada, ela tenta correr até o parque da cidade com seus filhos, mas no meio do caminho é mordida no braço por um zumbi. Ao serem perseguidos por um grupo de mortos-vivos, Hannah sacrifica-se e entrega-se aos zumbis, para dar tempo de seus filhos escaparem com vida. Ela aparece regularmente na série no episódio Days Gone Bye, como um zumbi e em um avançado estado de deformação. Rick a vê em um parque, mas consegue fugir dela. Ela se arrasta pelo parque, possivelmente em busca de alimento. Acredita-se também que, a exemplo de Jenny, Hannah consegue guardar memórias de sua vida passada e se arrasta no parque em busca de seus filhos. Antes de ir para Atlanta, Rick volta ao parque e olha com horror e compaixão para Hannah. Ele se desculpa e atira em sua cabeça, como forma de acabar com seu sofrimento. Não se sabe o destino de seus filhos. |                                                    |            |                     |        |
| Penny Blake | Kylie Szymanski                                    | 3          | 2                   | Morta  |
| Penny Blake é a filha zumbificada do Governador, a quem ele manteve trancada em um armário em sua casa. Ele a alimenta com carne fresca todos os dias. Michonne a encontra em uma gaiola, mas fica chocada ao descobrir que ela é um zumbi. O governador defendea lutando com Michonne, mas ela mata Penny de qualquer maneira. |                                                    |            |                     |        |
| Summer | Addy Miller                                        | 1          | 1                   | Morta  |
| Summer é o primeiro zumbi visto por Rick, no início da 1ª temporada. Ela é um criança, e Rick a vê no momento em que ela se abaixa para pegar um urso de pelúcia. Ela caminhou na direção de Rick quando ele tentou ajudá-la. Summer começou a andar mais rápido e Rick disparou um tiro, matando-a. Antes de se tornar um zumbi, Summer e sua família encontraram refúgio com Shane, Lori, T-Dog, e muitos outros sobreviventes. Enquanto estavam na estrada, sua mãe, pai e tio são atacados por zumbis e mortos. Depois de perder sua família, ela foge e acaba sendo mordida por um morto-vivo. |                                                    |            |                     |        |
| Leon Basset | Linds Edwards                                      | 1          | 1                   | Morto  |
| Leon Basset é um xerife no Departamento de Polícia de King County, junto a Lambert Kendell, Rick Grimes e Shane Walsh. Durante uma perseguição de carro, Leon, juntamente com Rick, Shane, e Lambert, entram em um tiroteio com alguns bandidos. Aparentemente notamos que Leon é novato e não sabe usar bem as armas de fogo, já que Rick dá as instruções a ele. Quando Rick, Morgan e Duane estão saindo de King County, vemos Leon preso na delegacia transformado em zumbi e Rick o mata. |                                                    |            |                     |        |

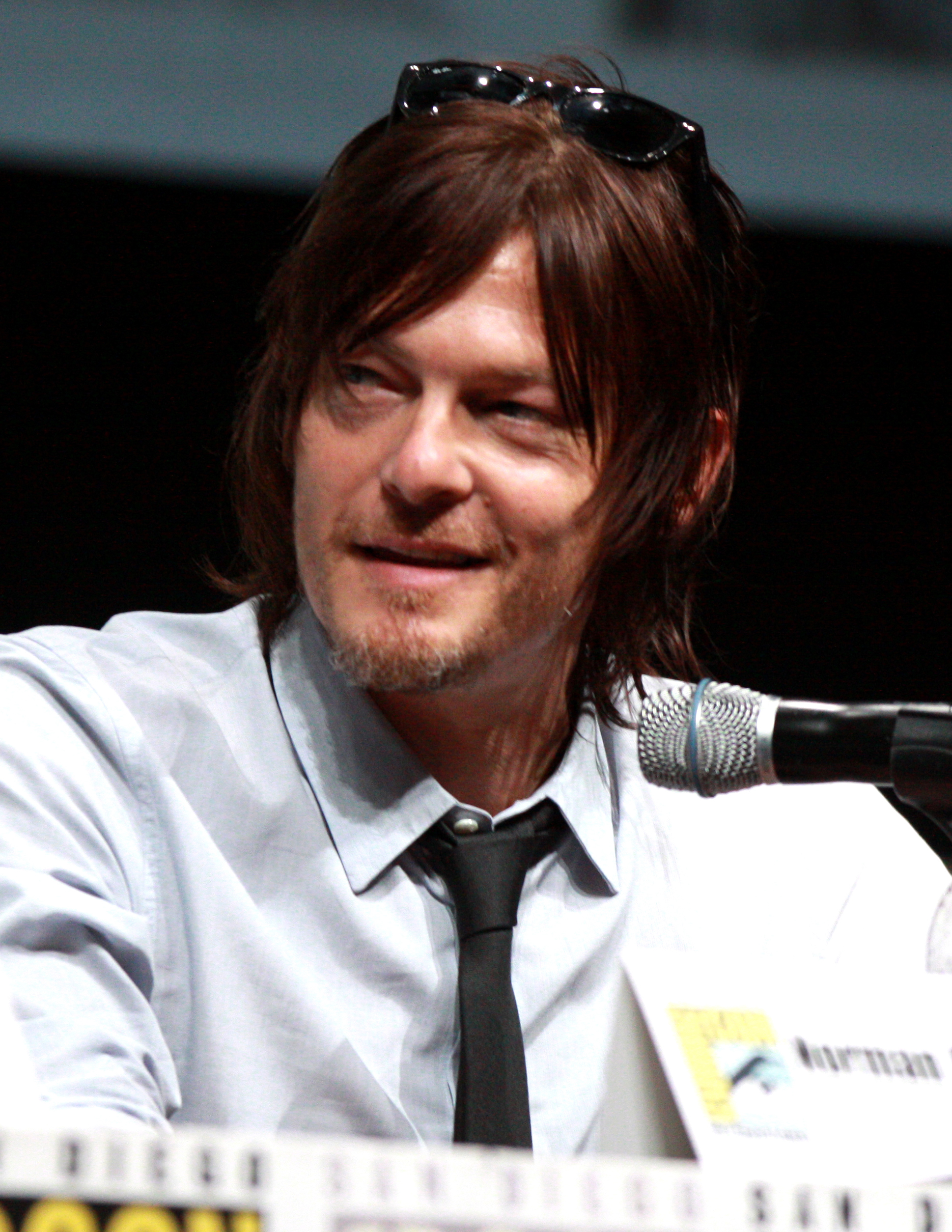
Norman Reedus interpreta Daryl Dixon
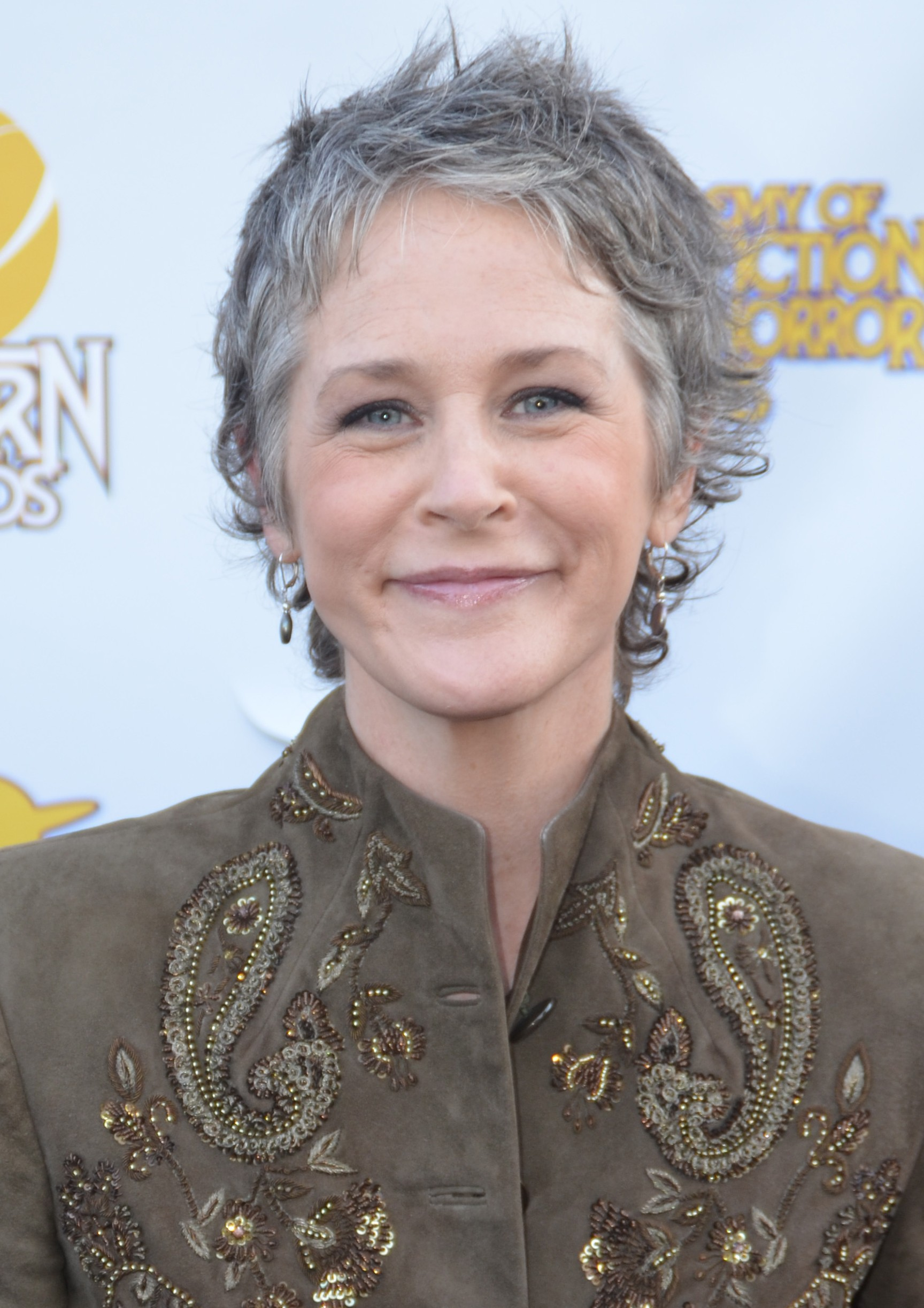
Melissa McBride interpreta Carol Peletier
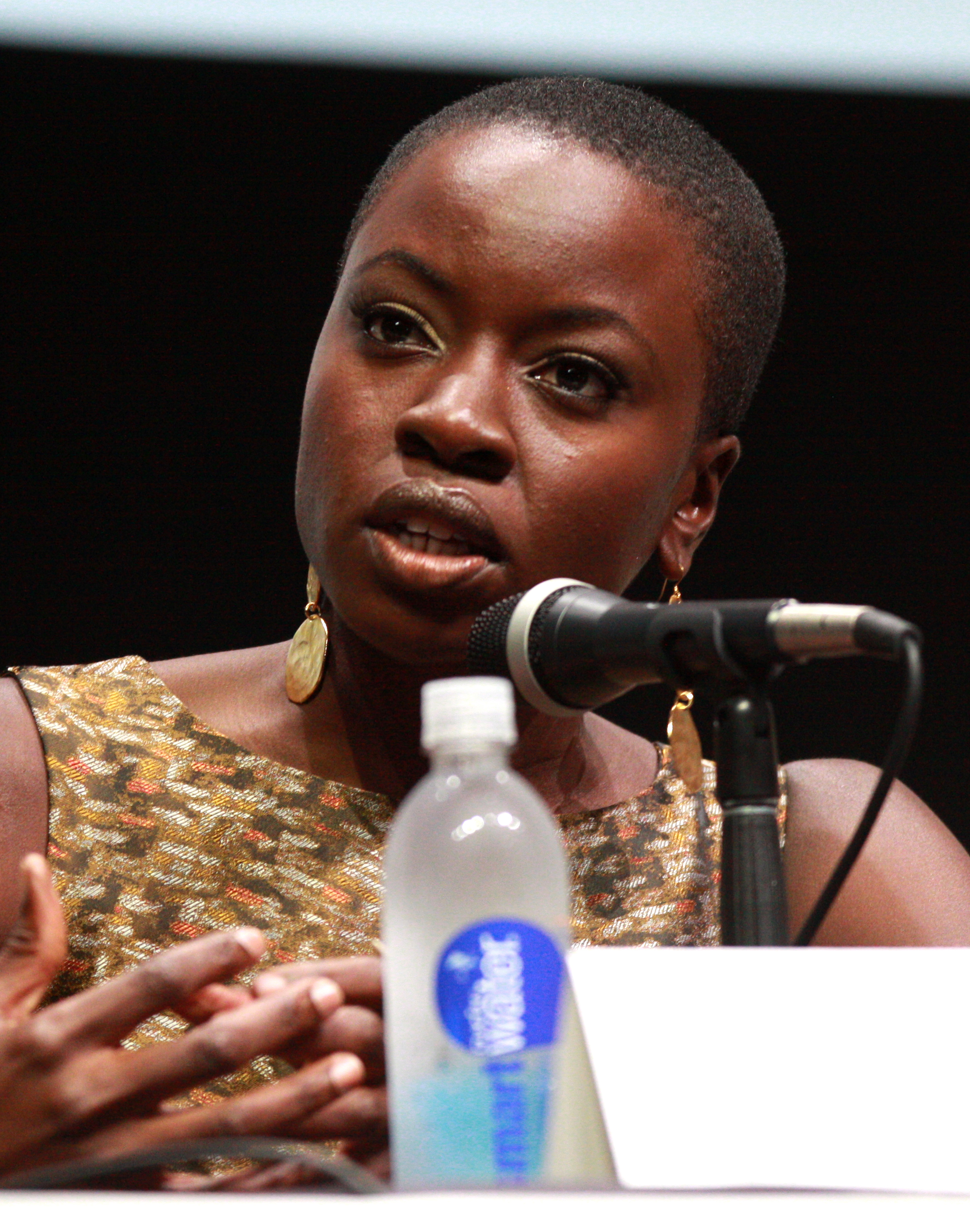
Danai Gurira interpreta Michonne
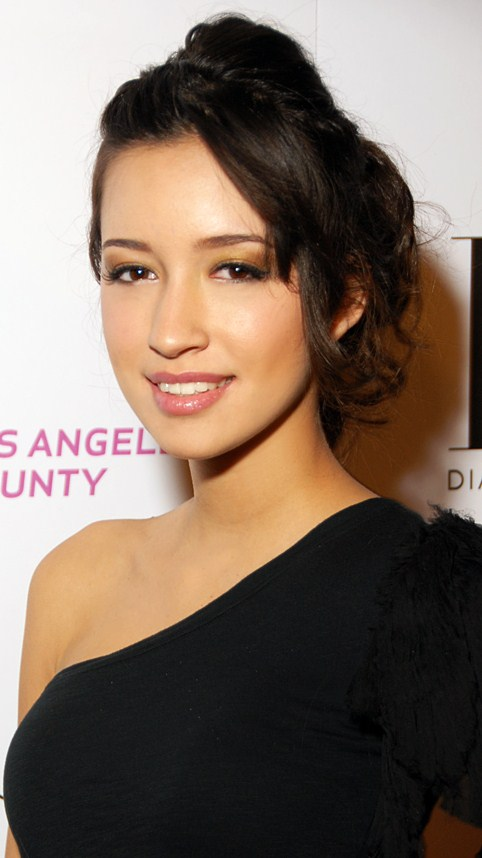
Christian Serratos interpreta Rosita Espinosa
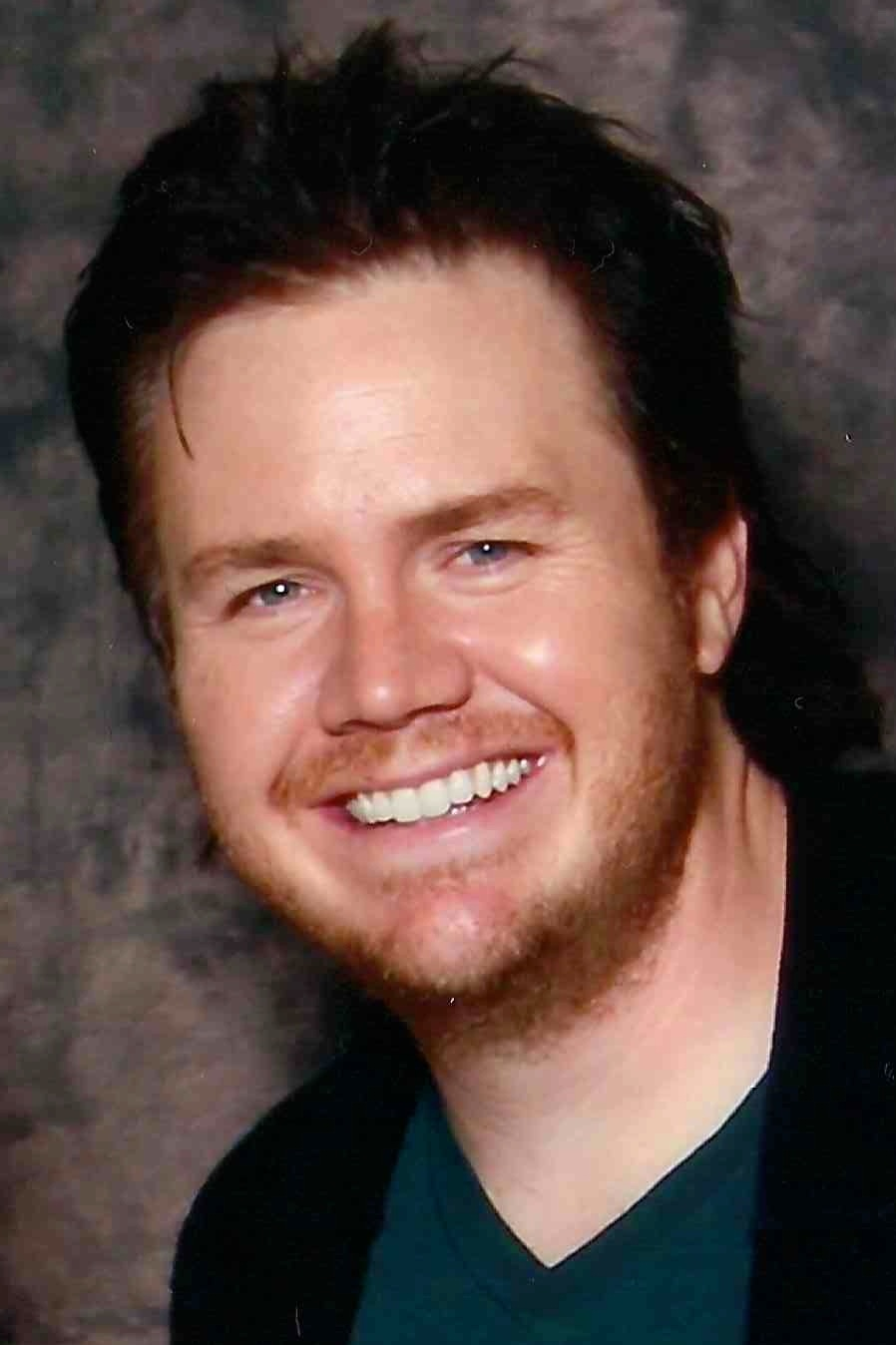
Josh McDermitt interpreta Eugene Porter
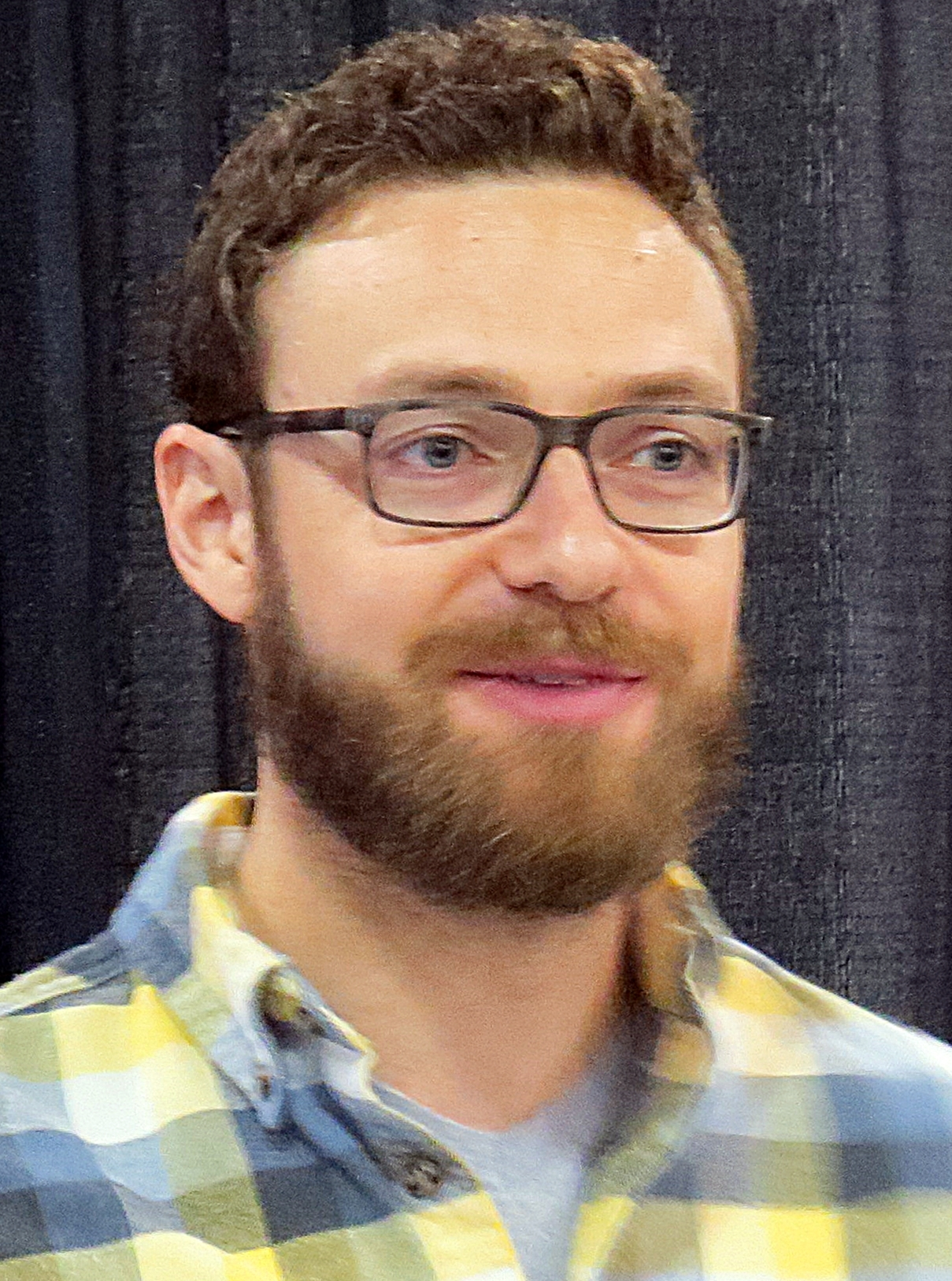
Ross Marquand interpreta Aaron
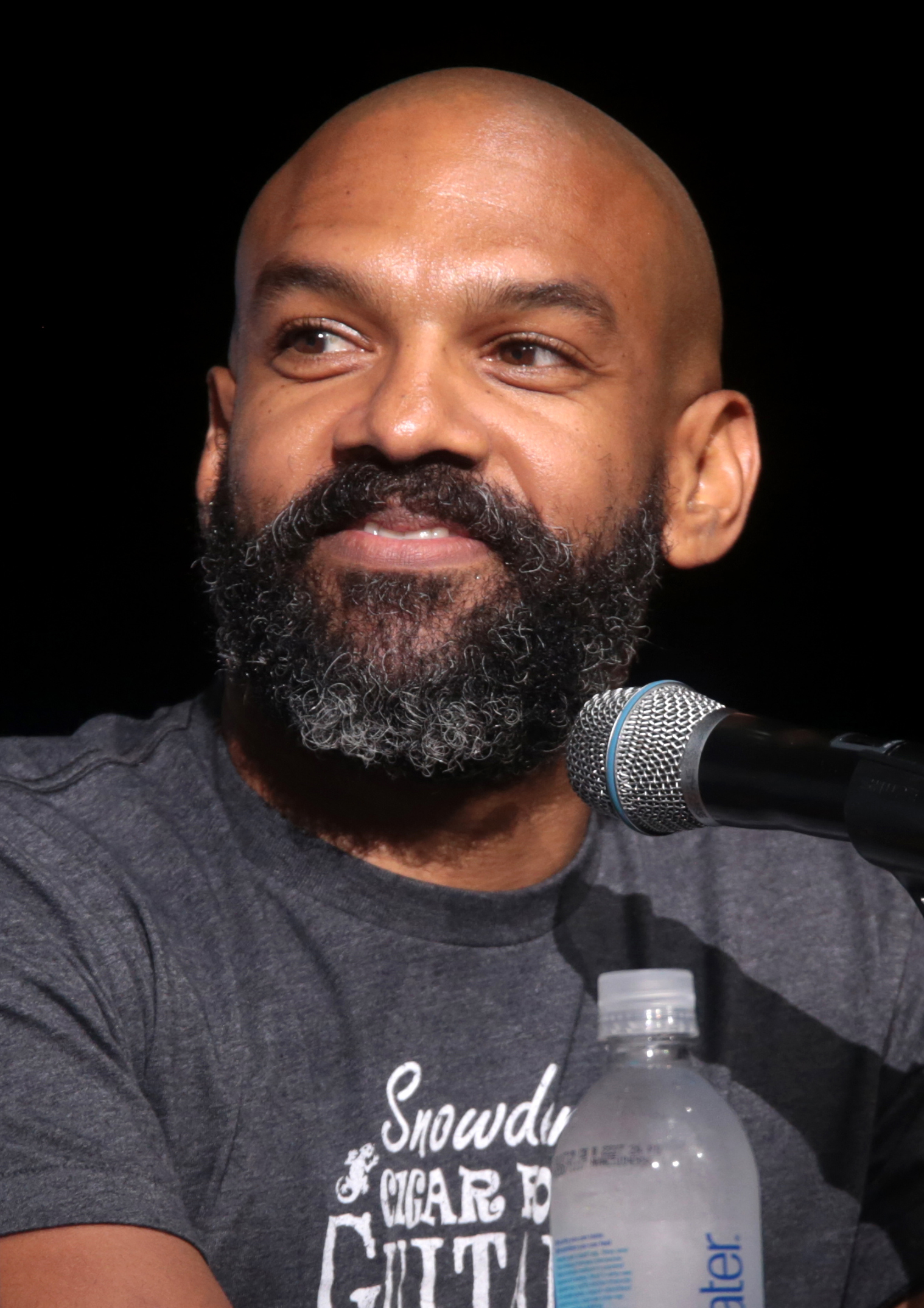
Khary Payton interpreta Ezekiel
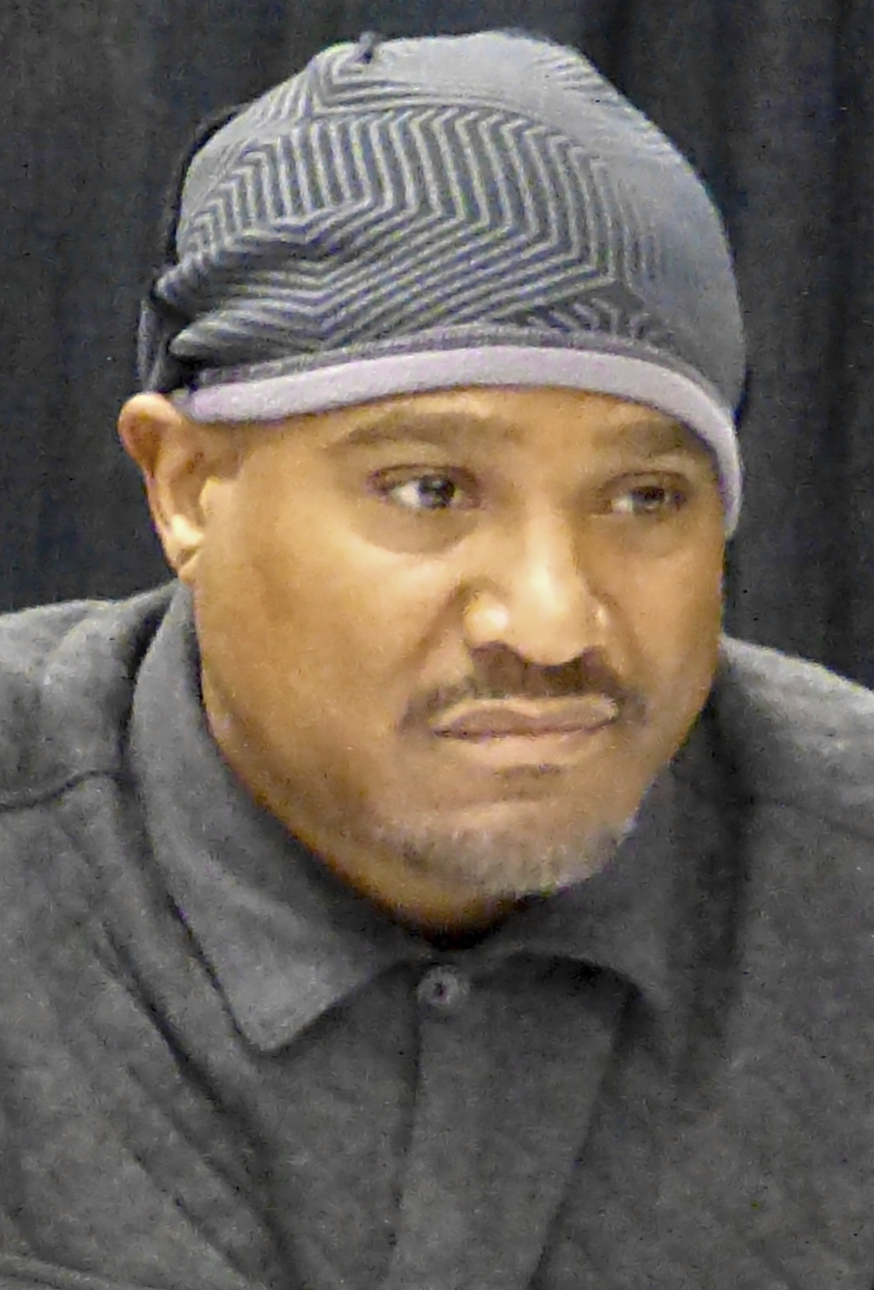
Seth Gilliam interpreta Gabriel Stokes
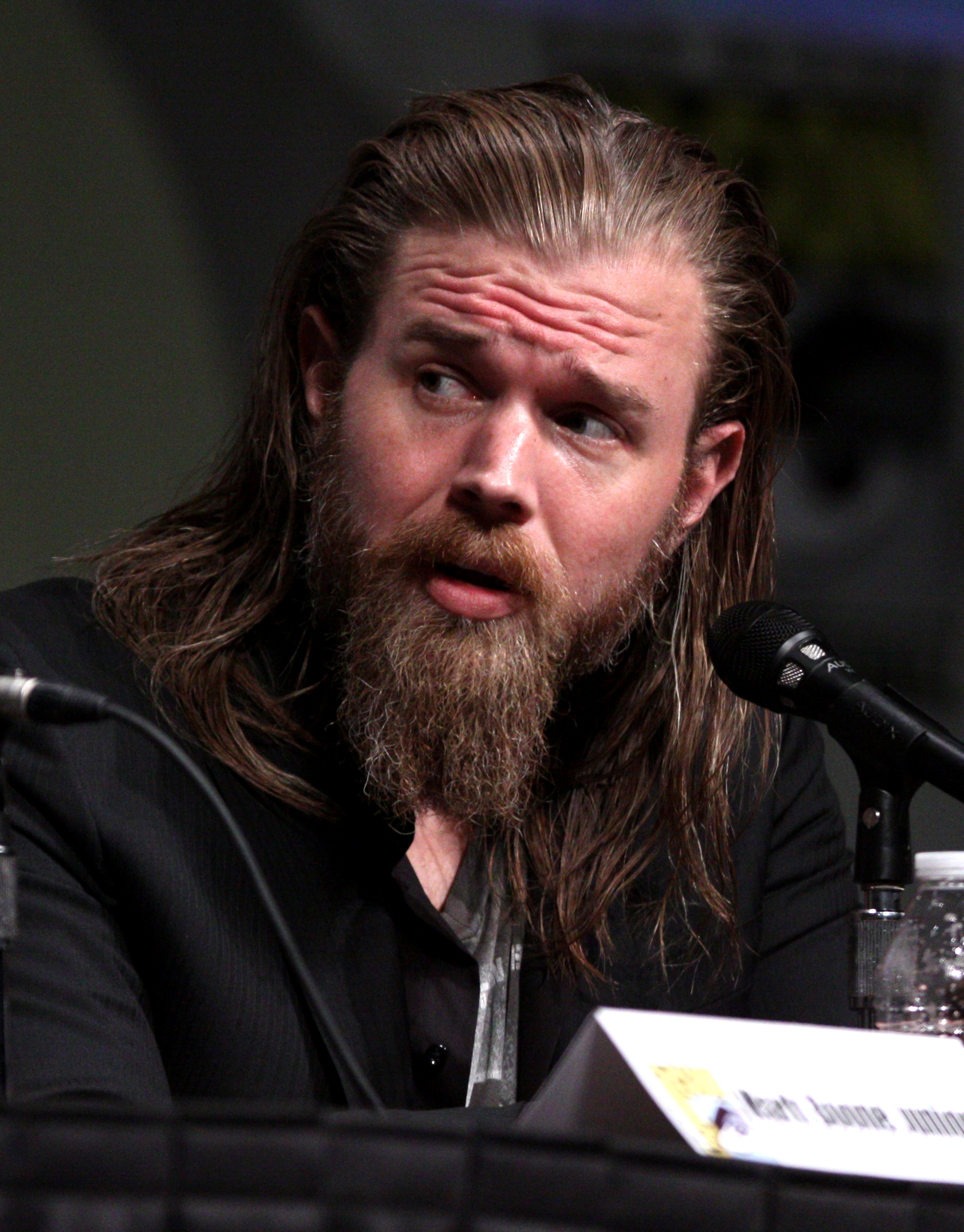
Ryan Hurst interpreta Beta
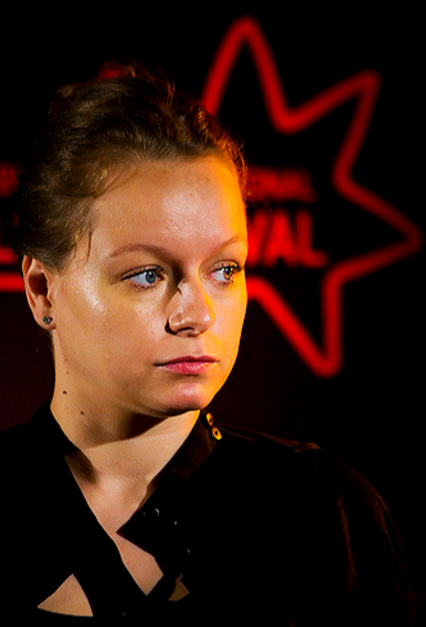
Samantha Morton interpreta Alpha
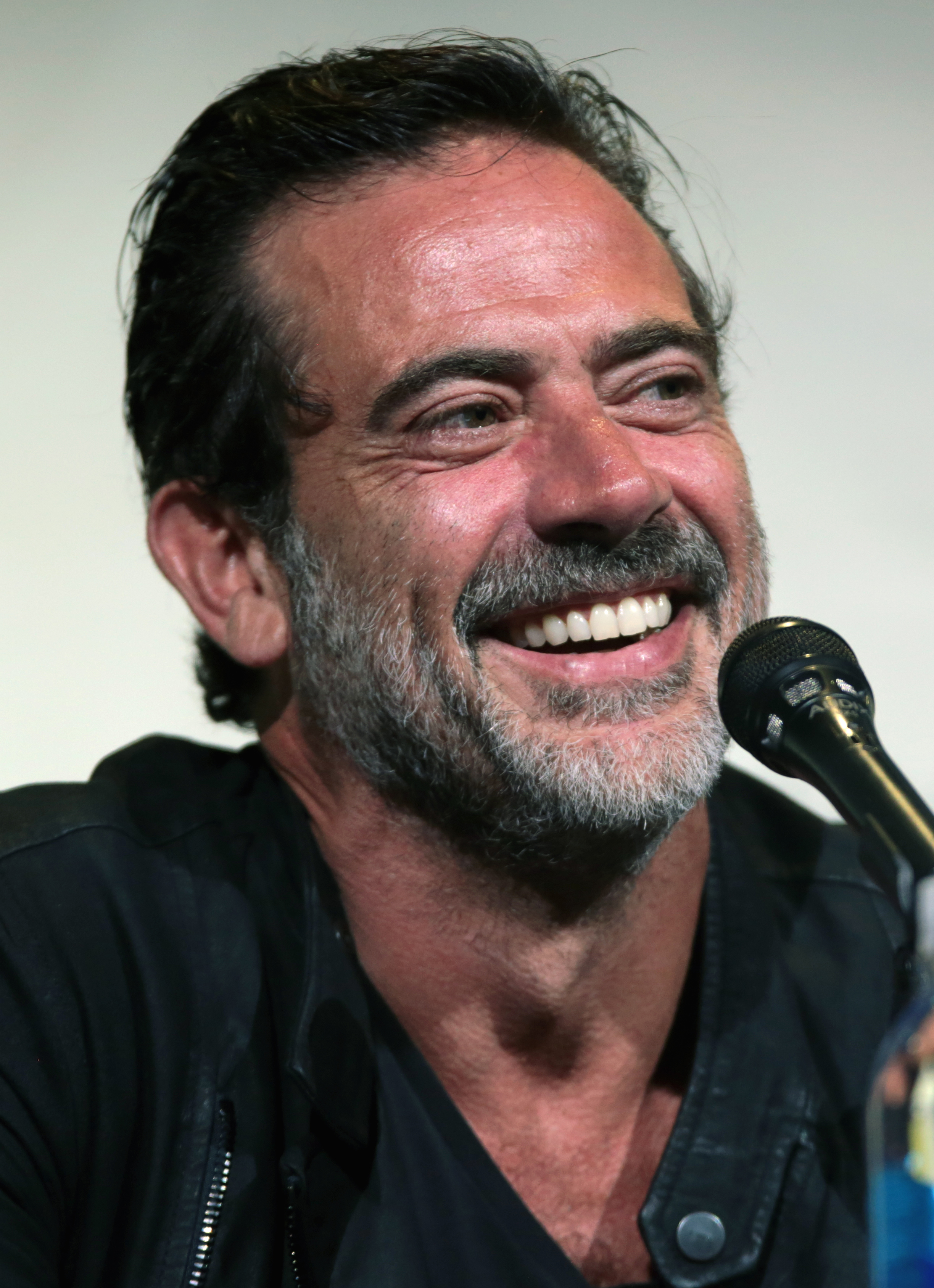
Jeffrey Dean Morgan interpreta Negan
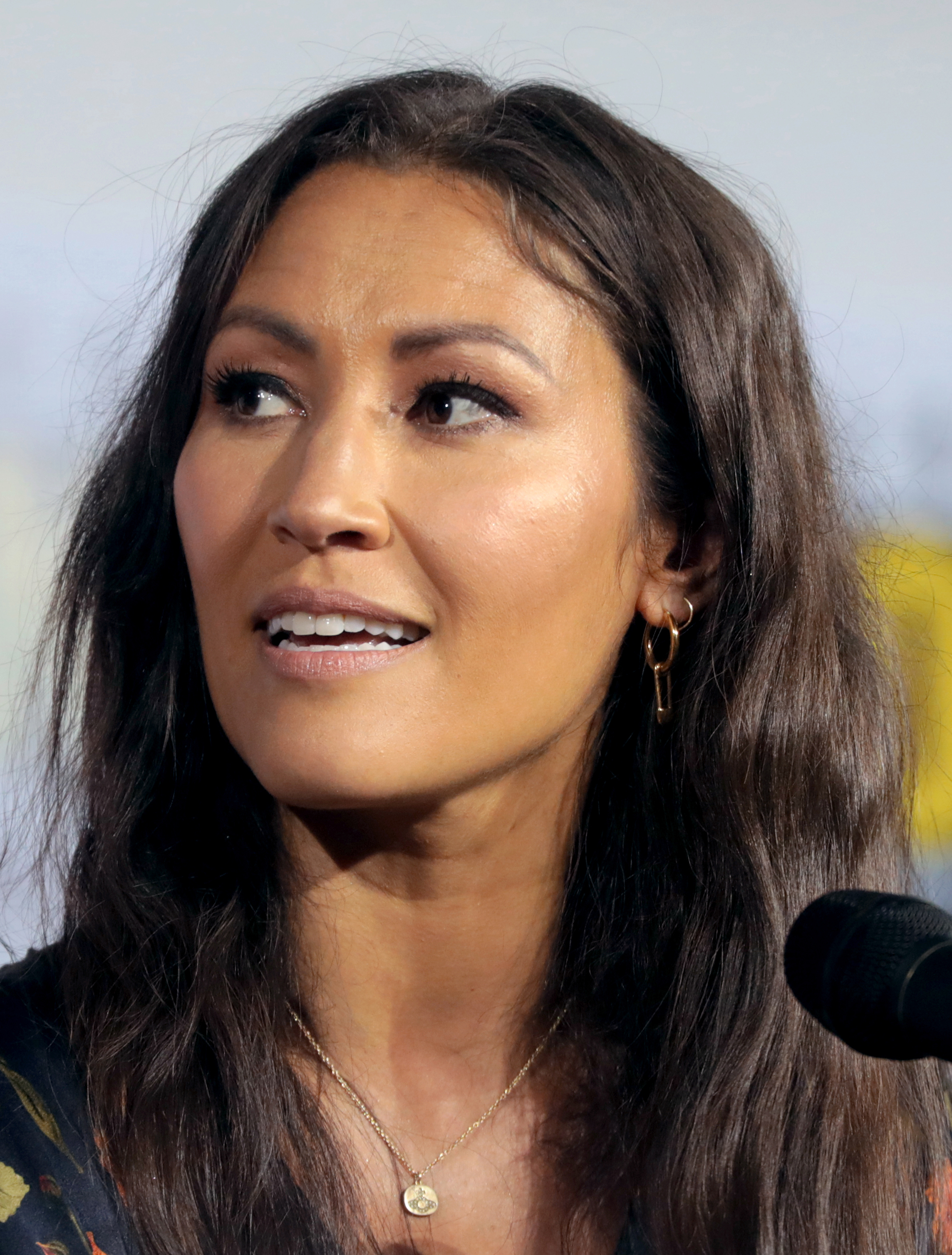
Eleanor Matsuura interpreta Yumiko
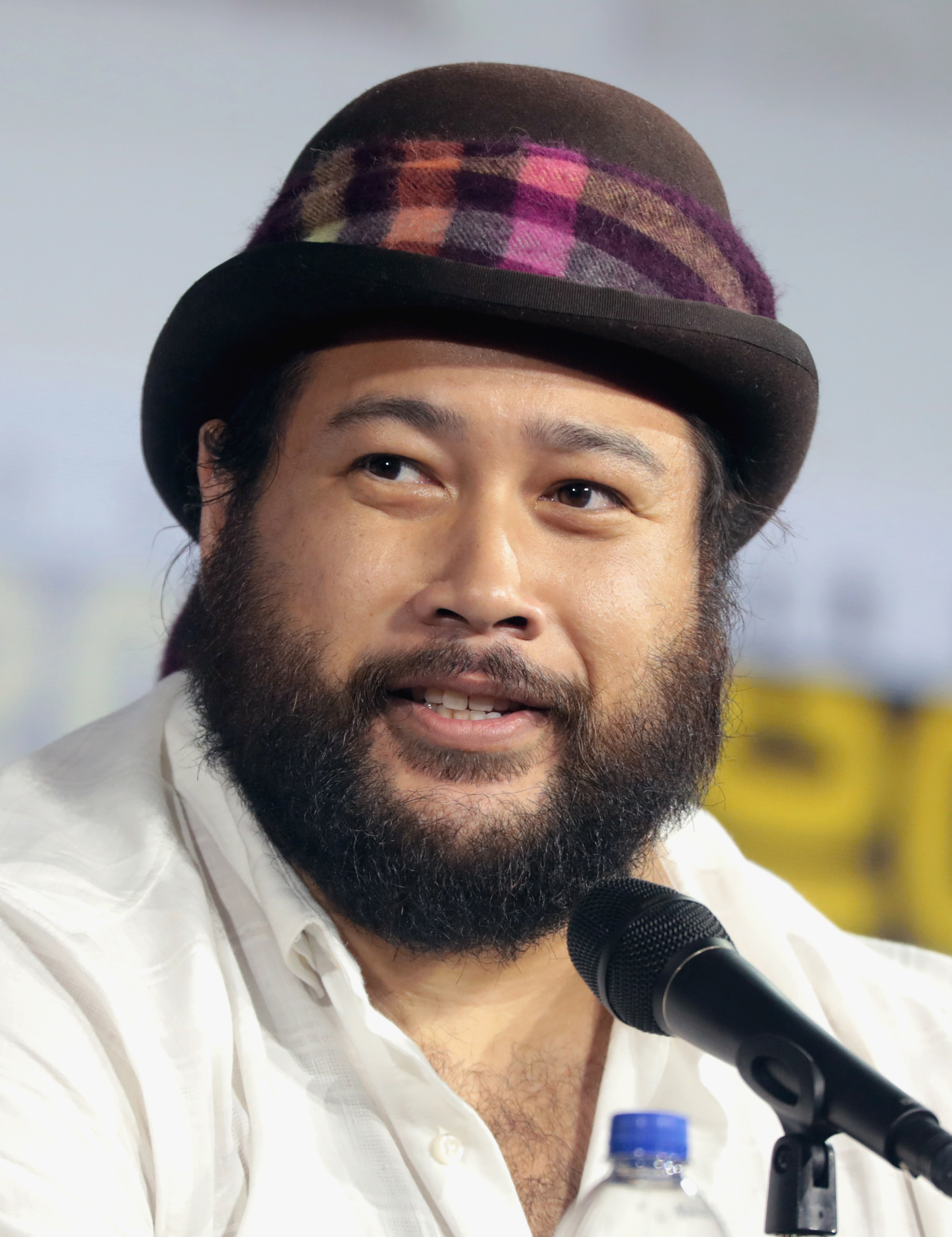
Cooper Andrews interpreta Jerry
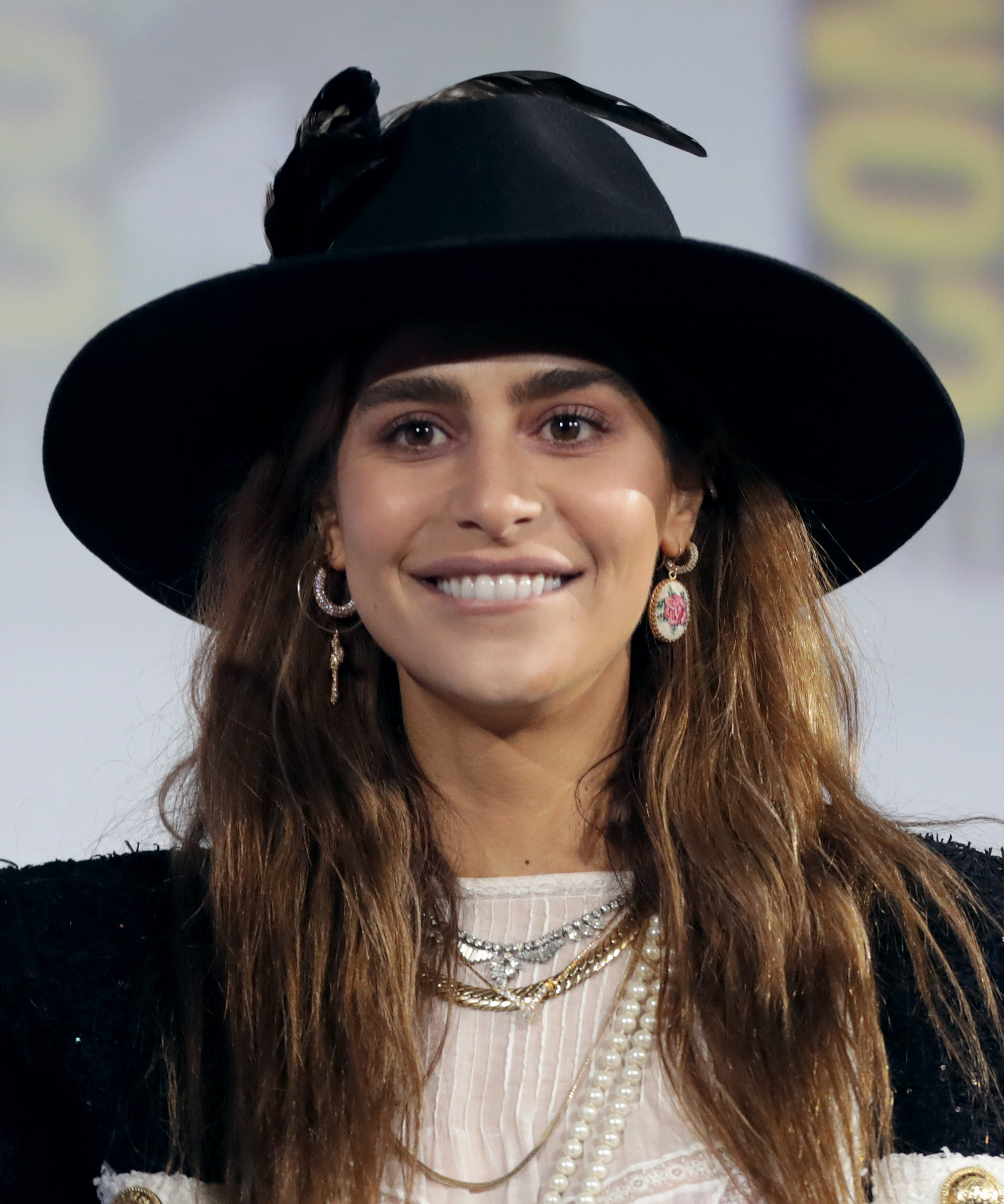
Nadia Hilker interpreta Magna
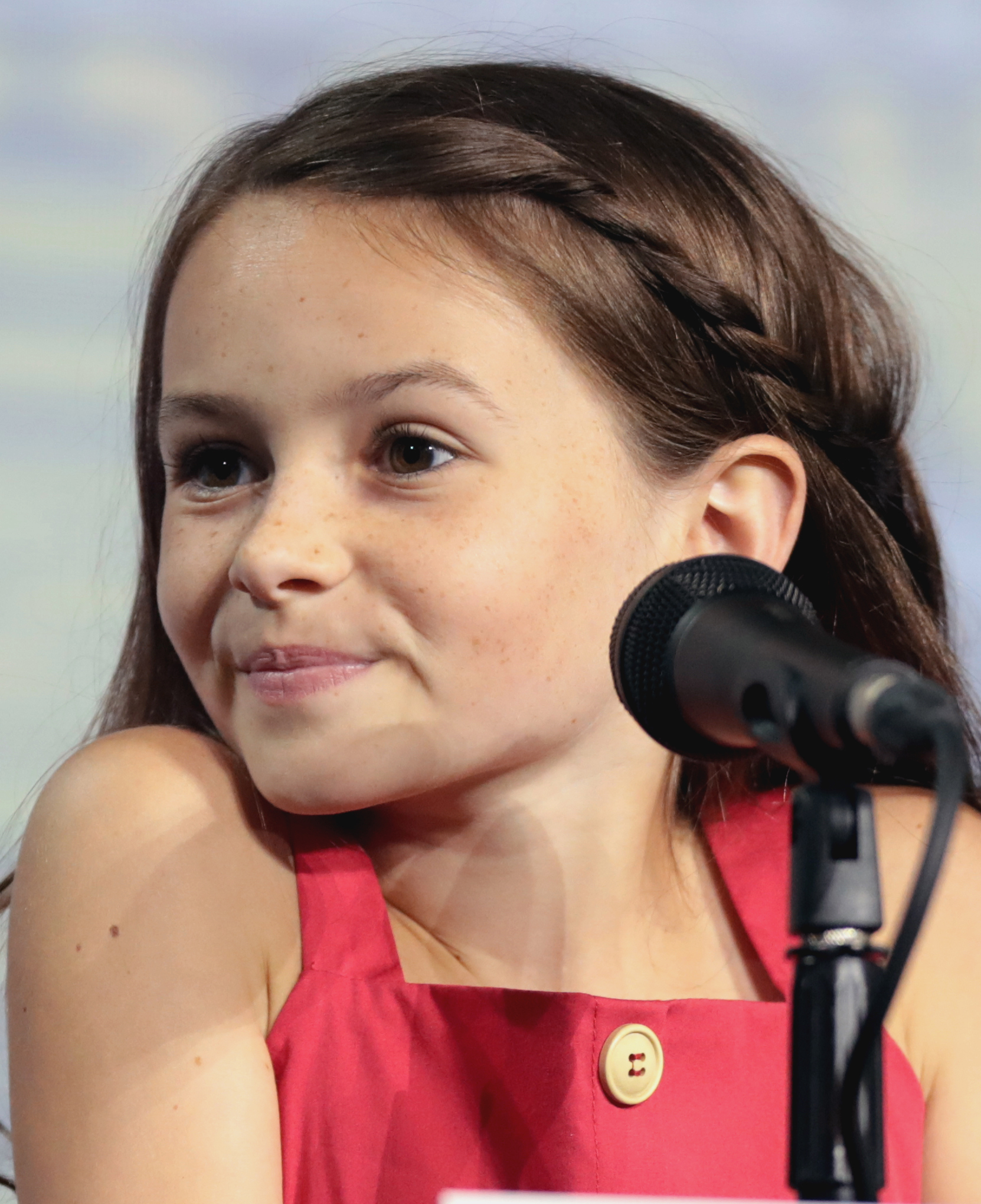
Cailey Fleming interpreta Judith Grimes
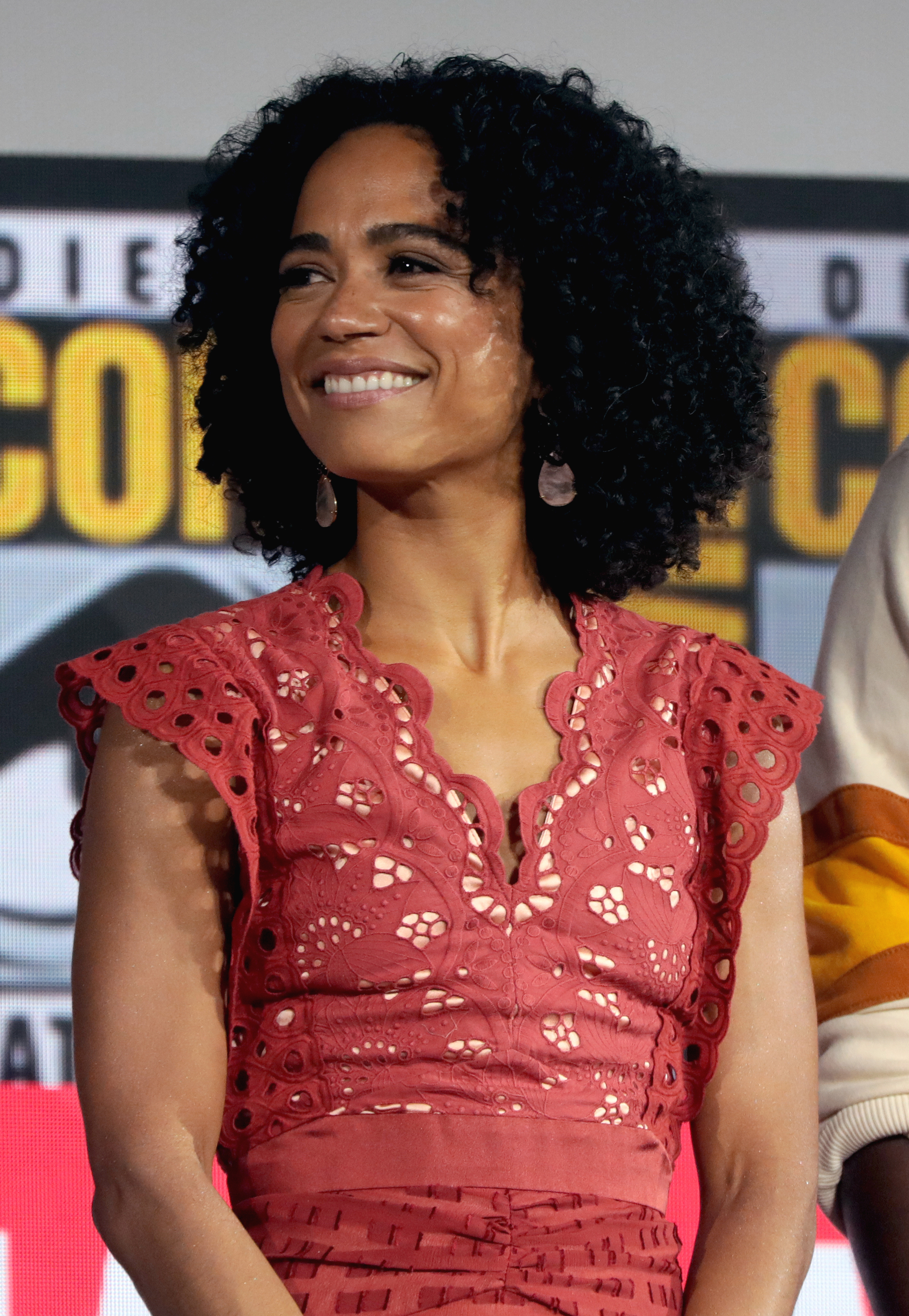
Lauren Ridloff interpreta Connie
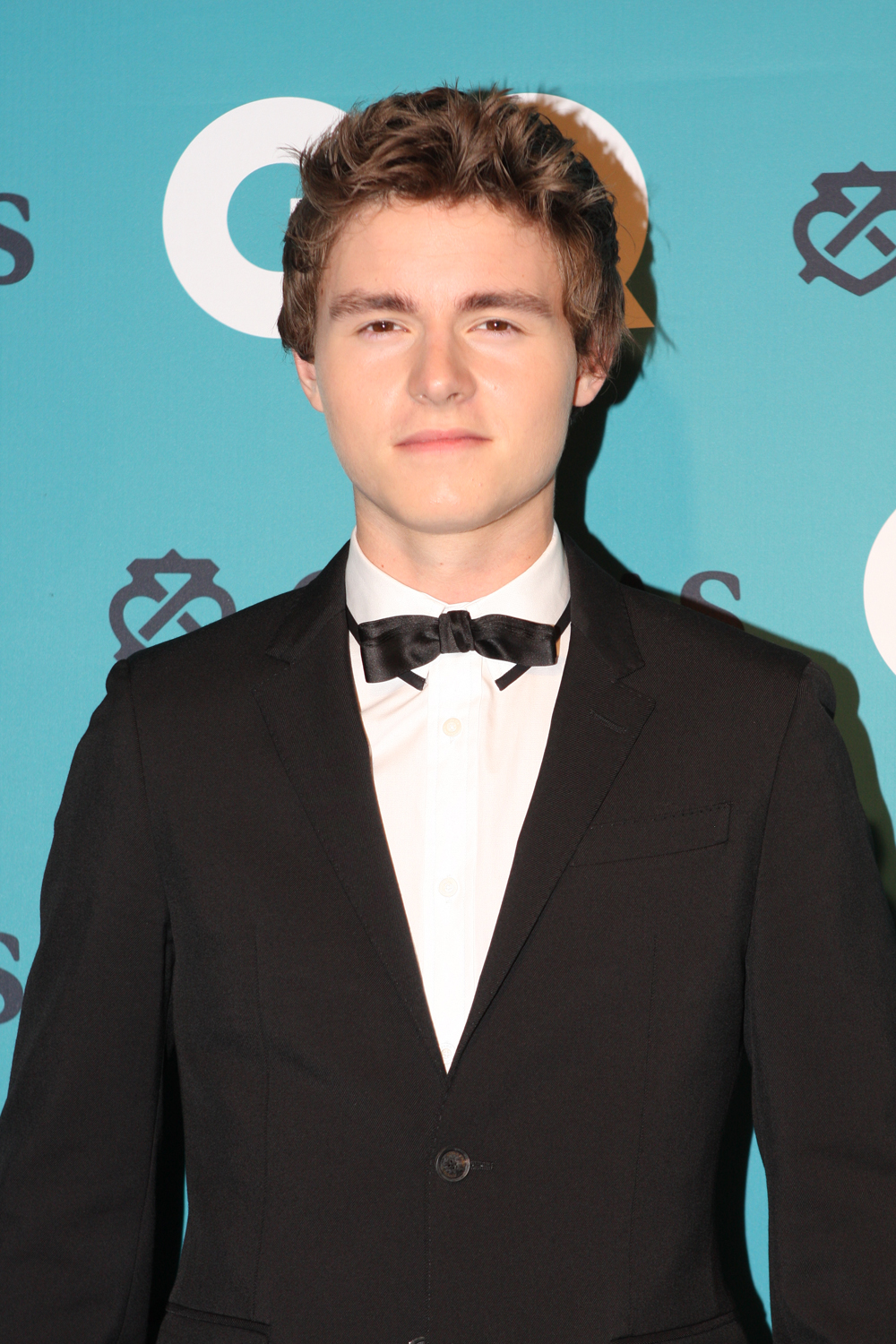
Callan McAuliffe interpreta Alden
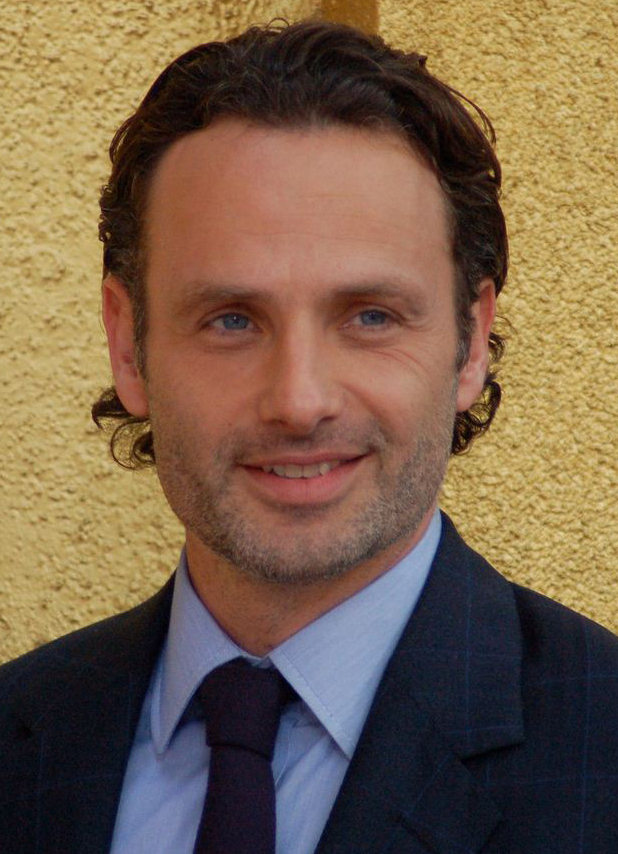
Andrew Lincoln interpretou Rick Grimes
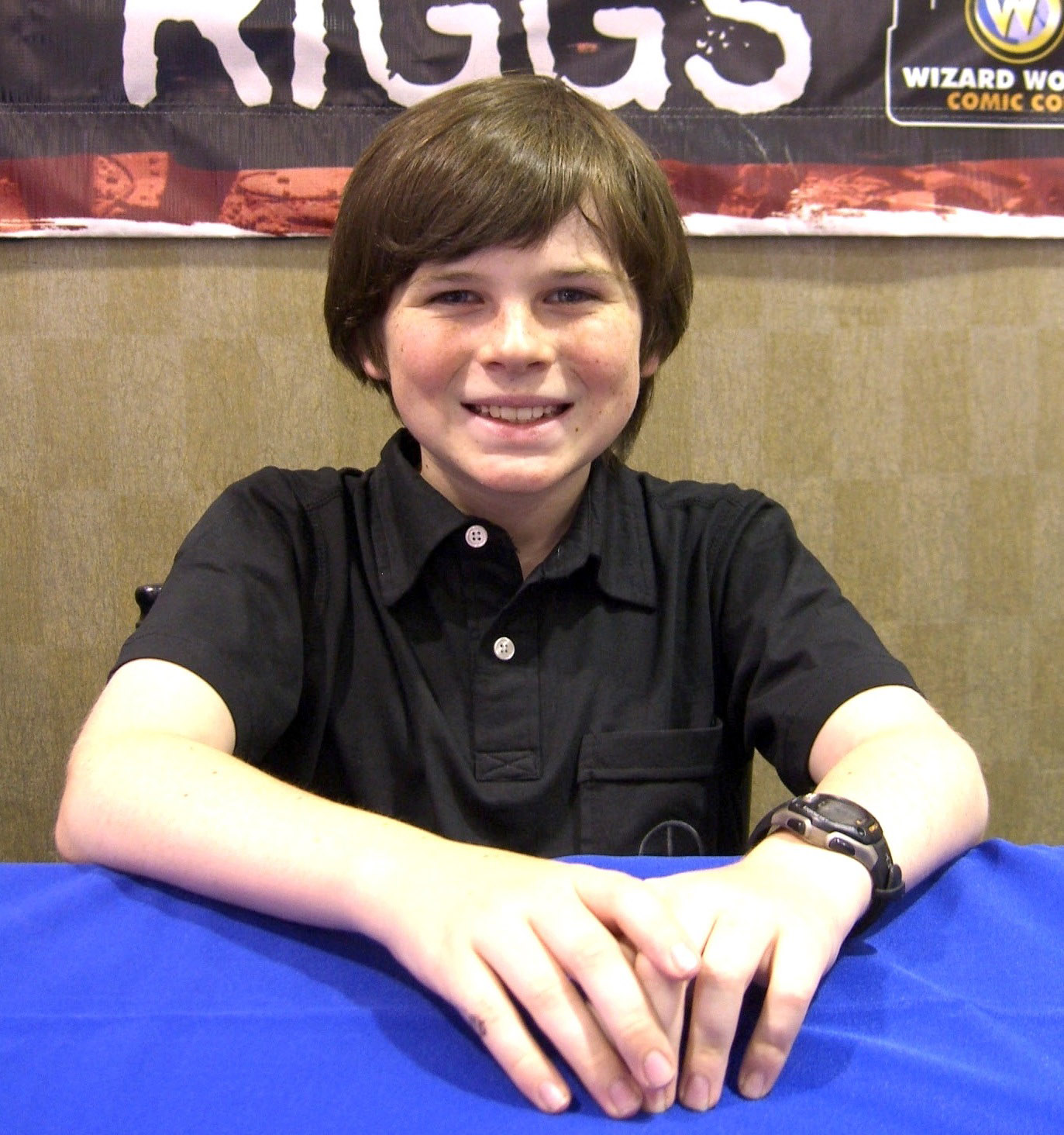
Chandler Riggs interpretou Carl Grimes
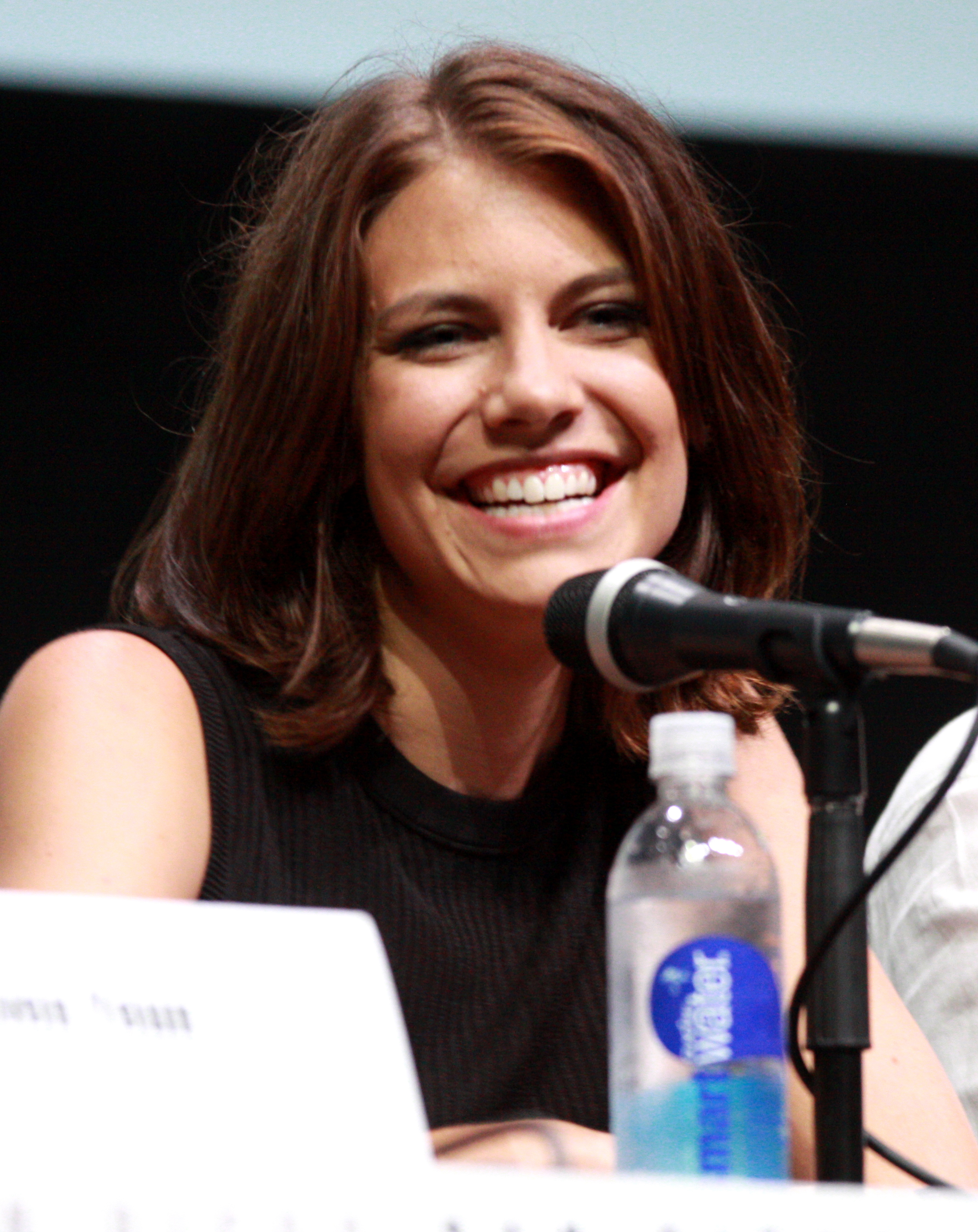
Lauren Cohan interpretou Maggie Greene
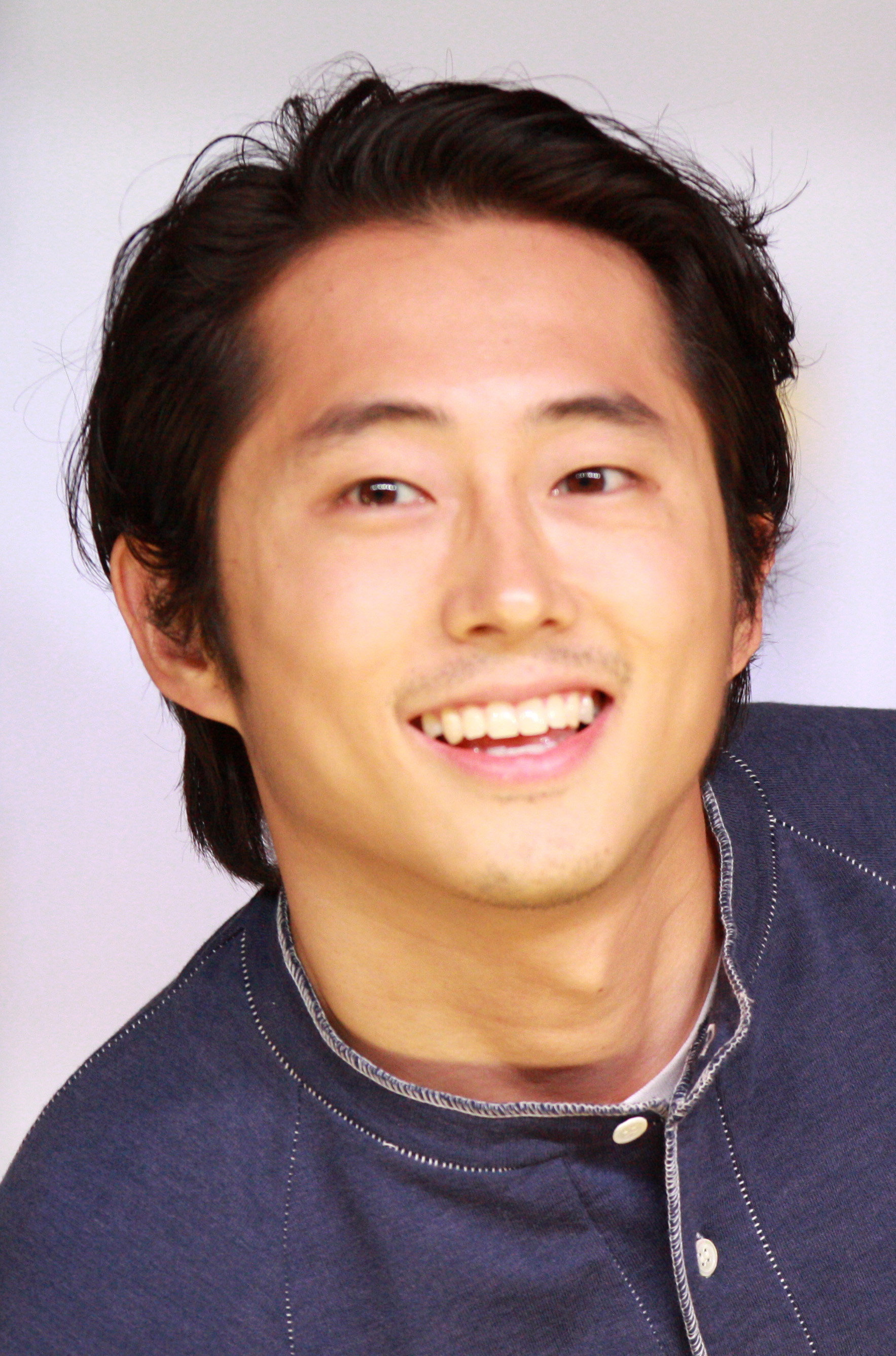
Steven Yeun interpretou Glenn Rhee
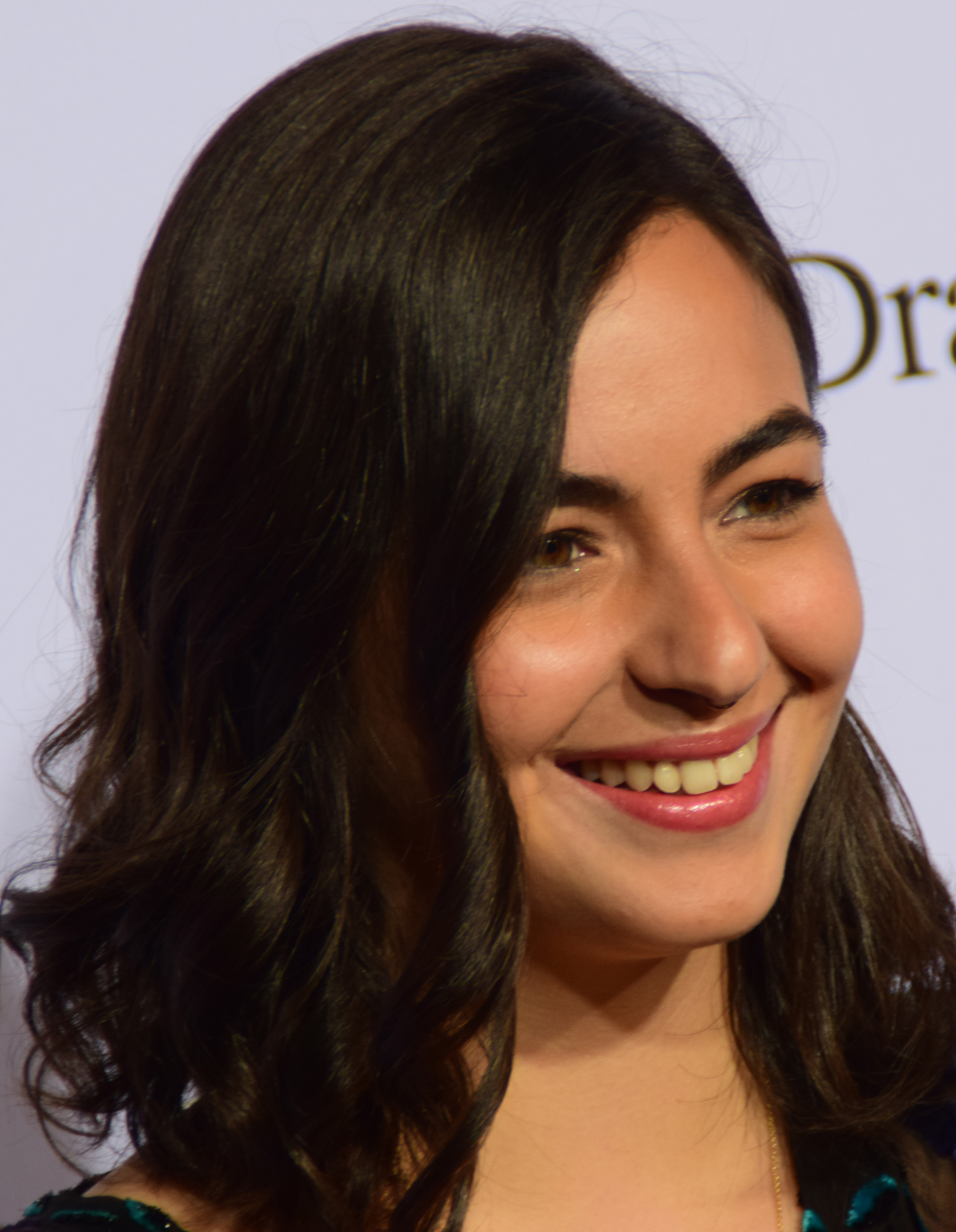
Alanna Masterson interpretou Tara Chambler
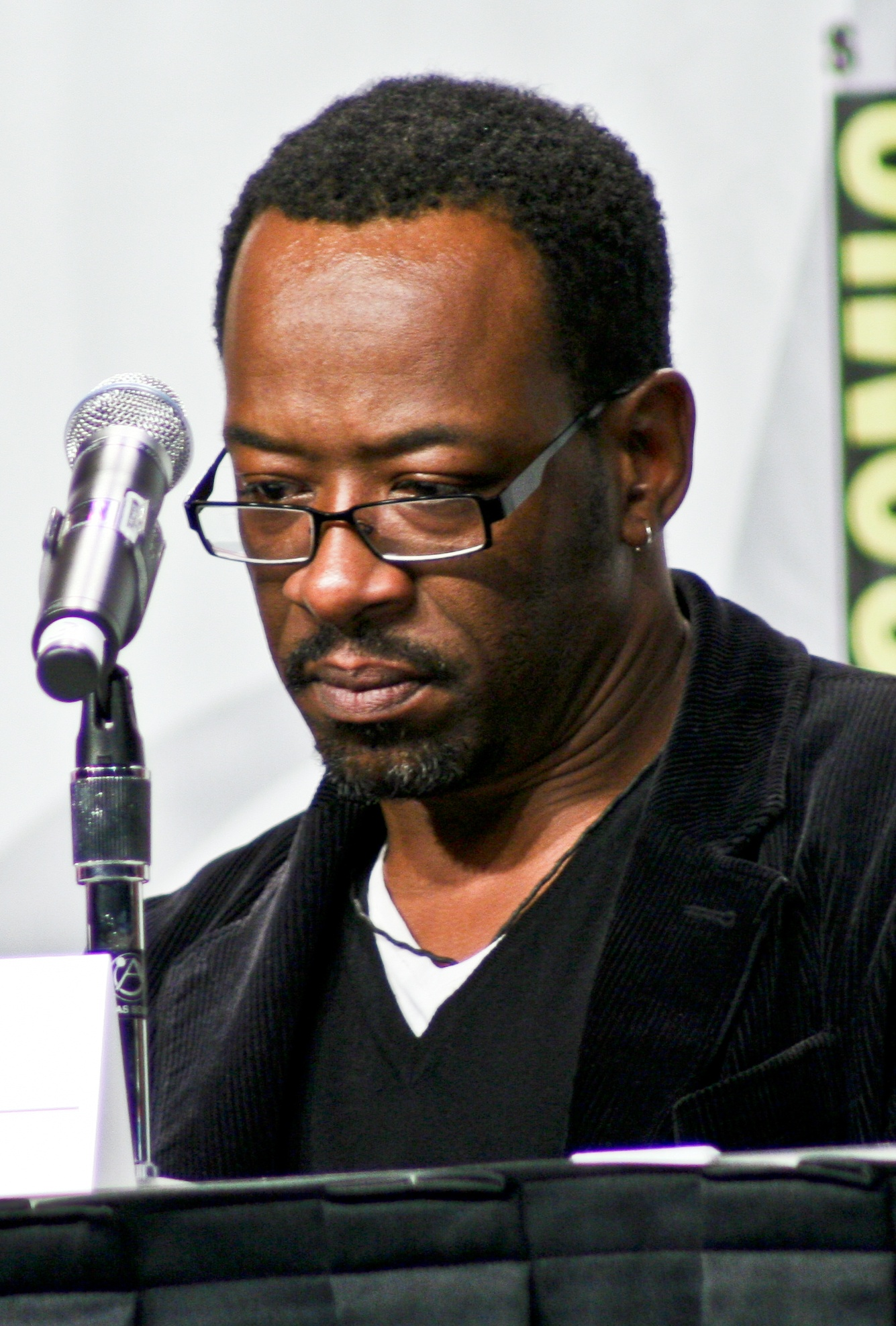
Lennie James interpretou Morgan Jones
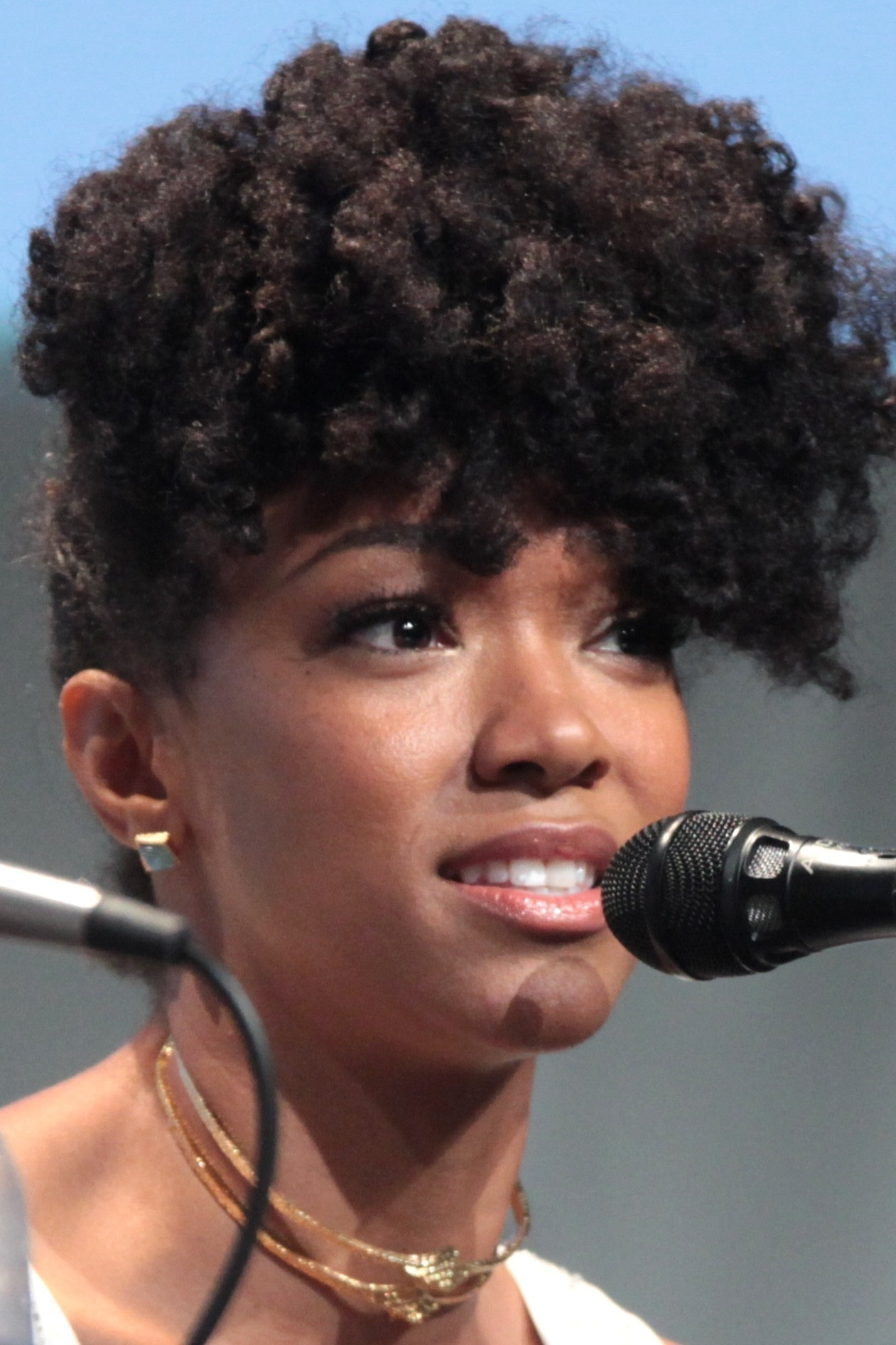
Sonequa Martin-Green interpretou Sasha Williams
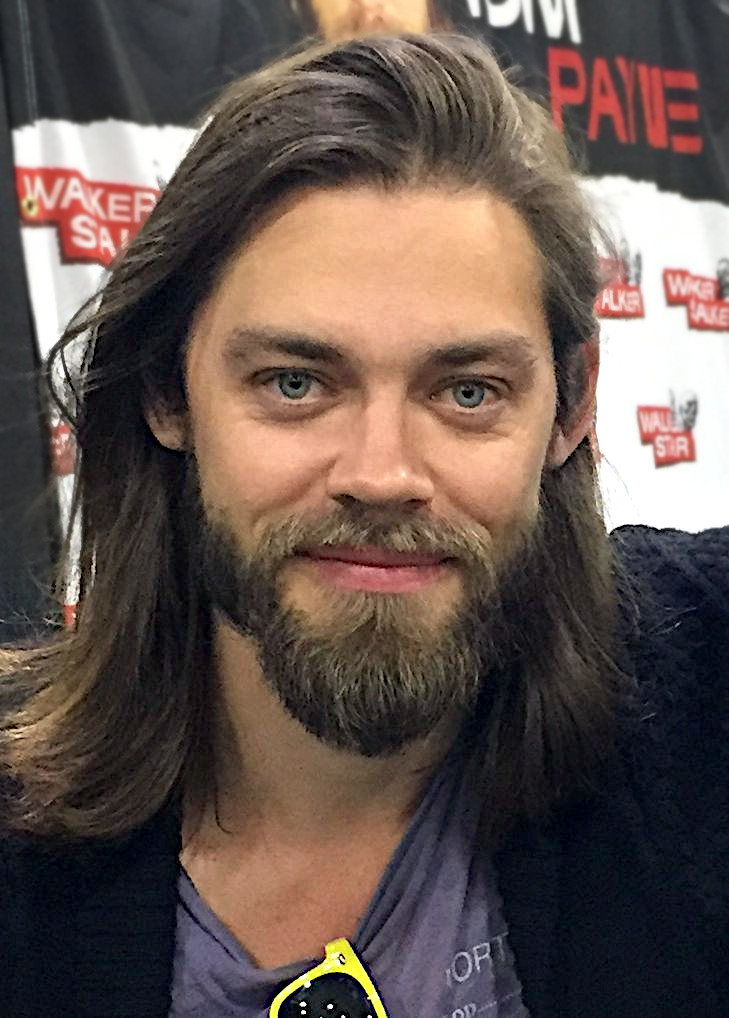
Tom Payne interpretou Paul "Jesus" Rovia
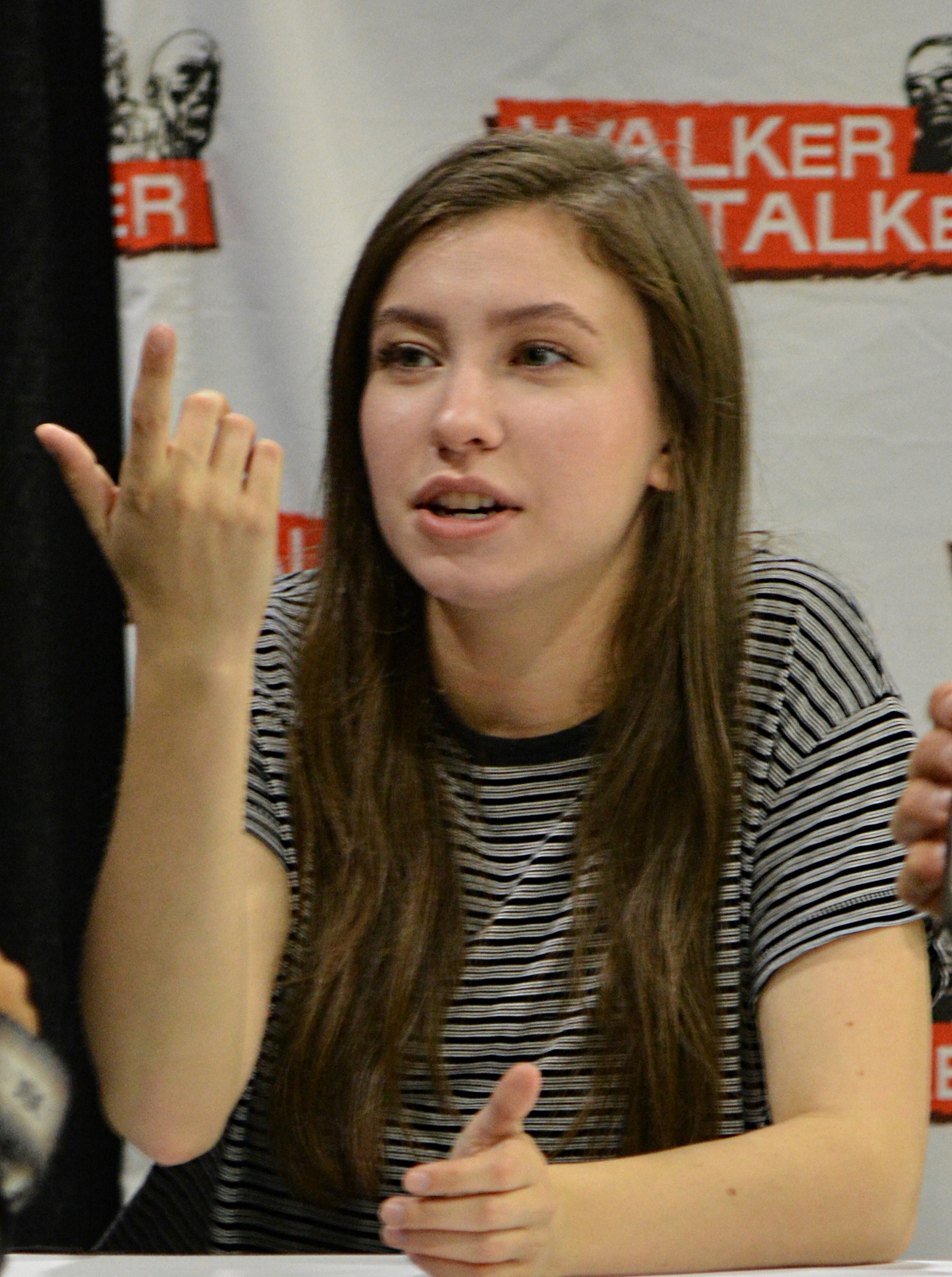
Katelyn Nacon interpretou Enid
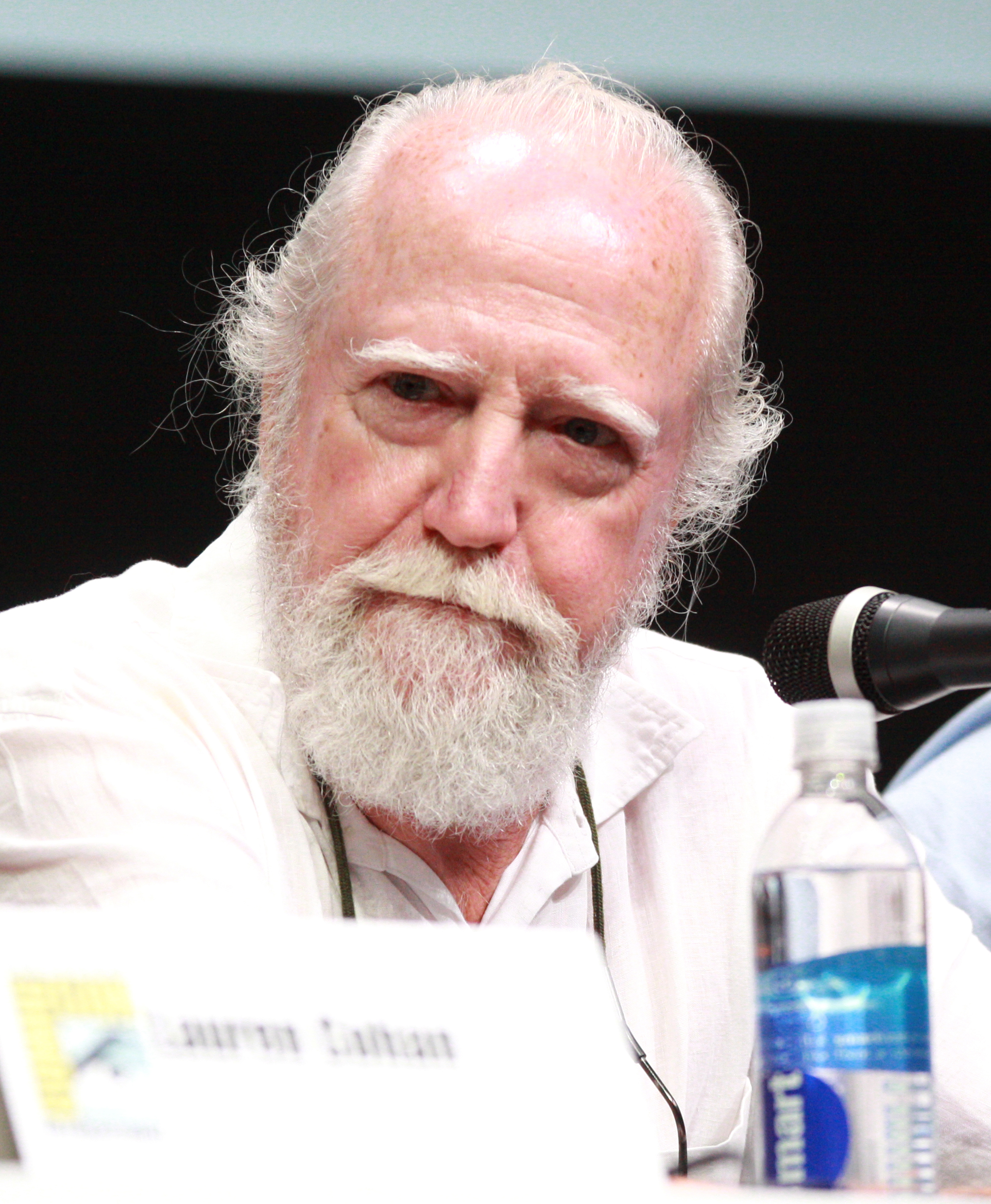
Scott Wilson interpretou Hershel Greene
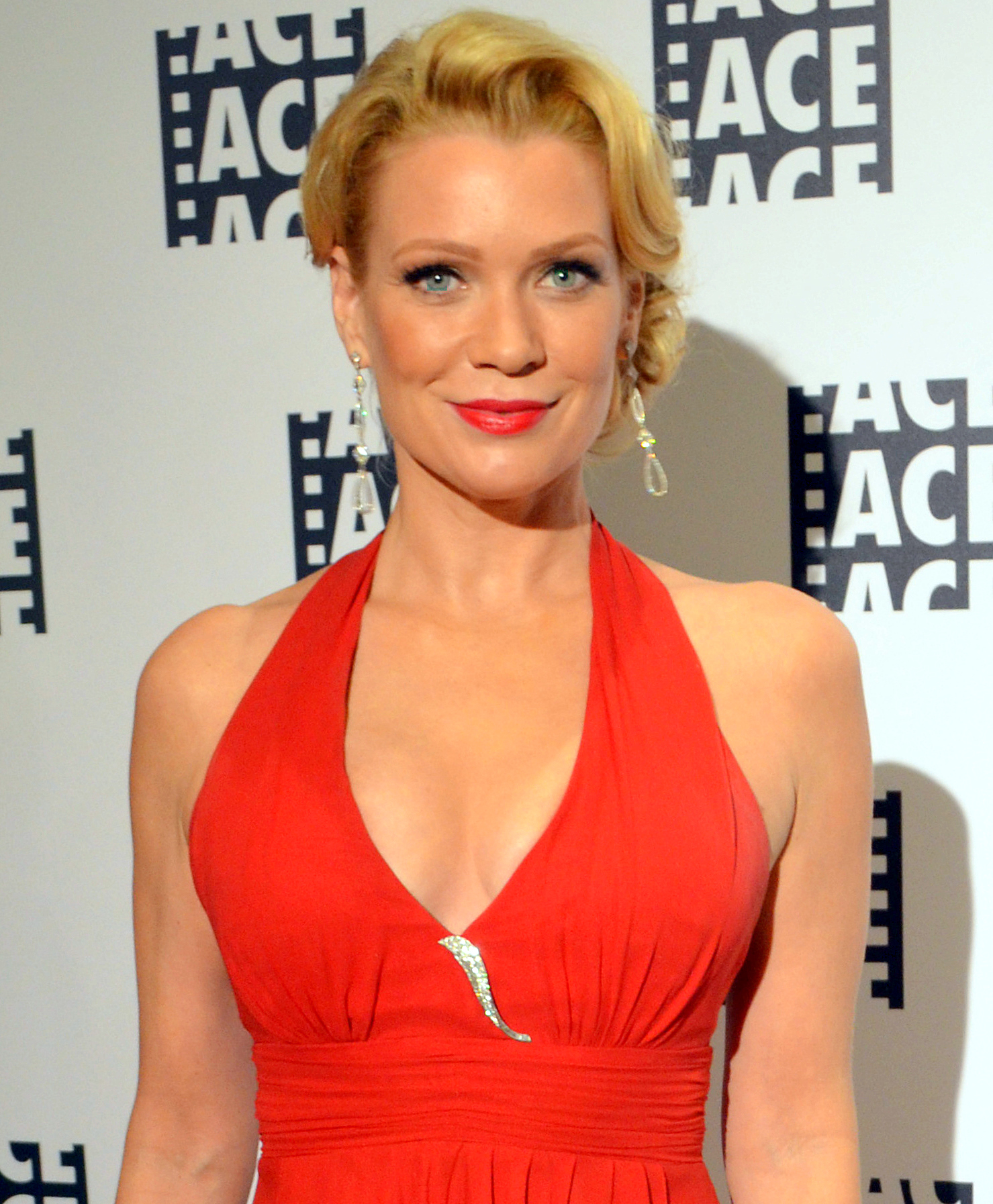
Laurie Holden interpretou Andrea
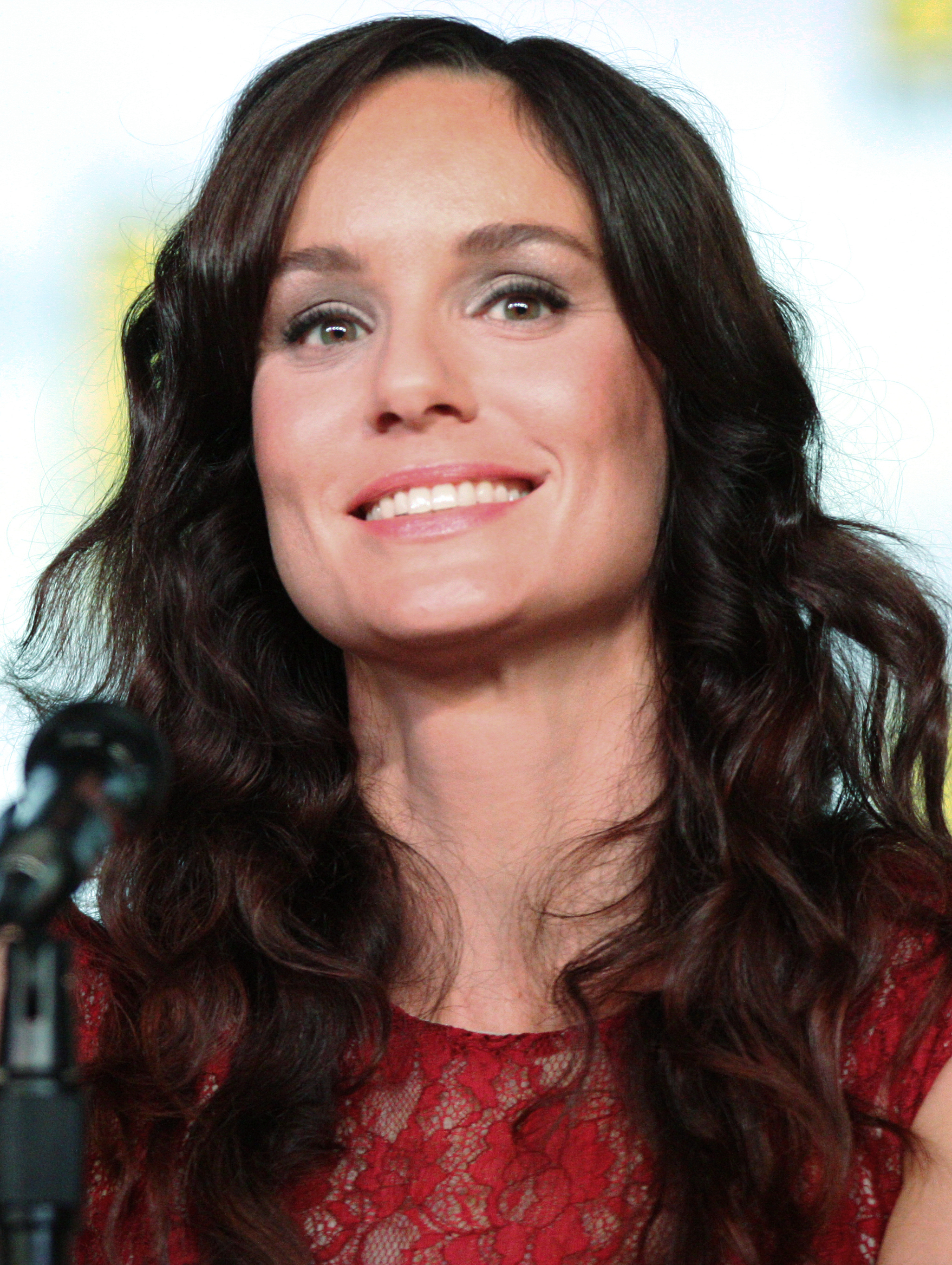
Sarah Wayne Callies interpretou Lori Grimes
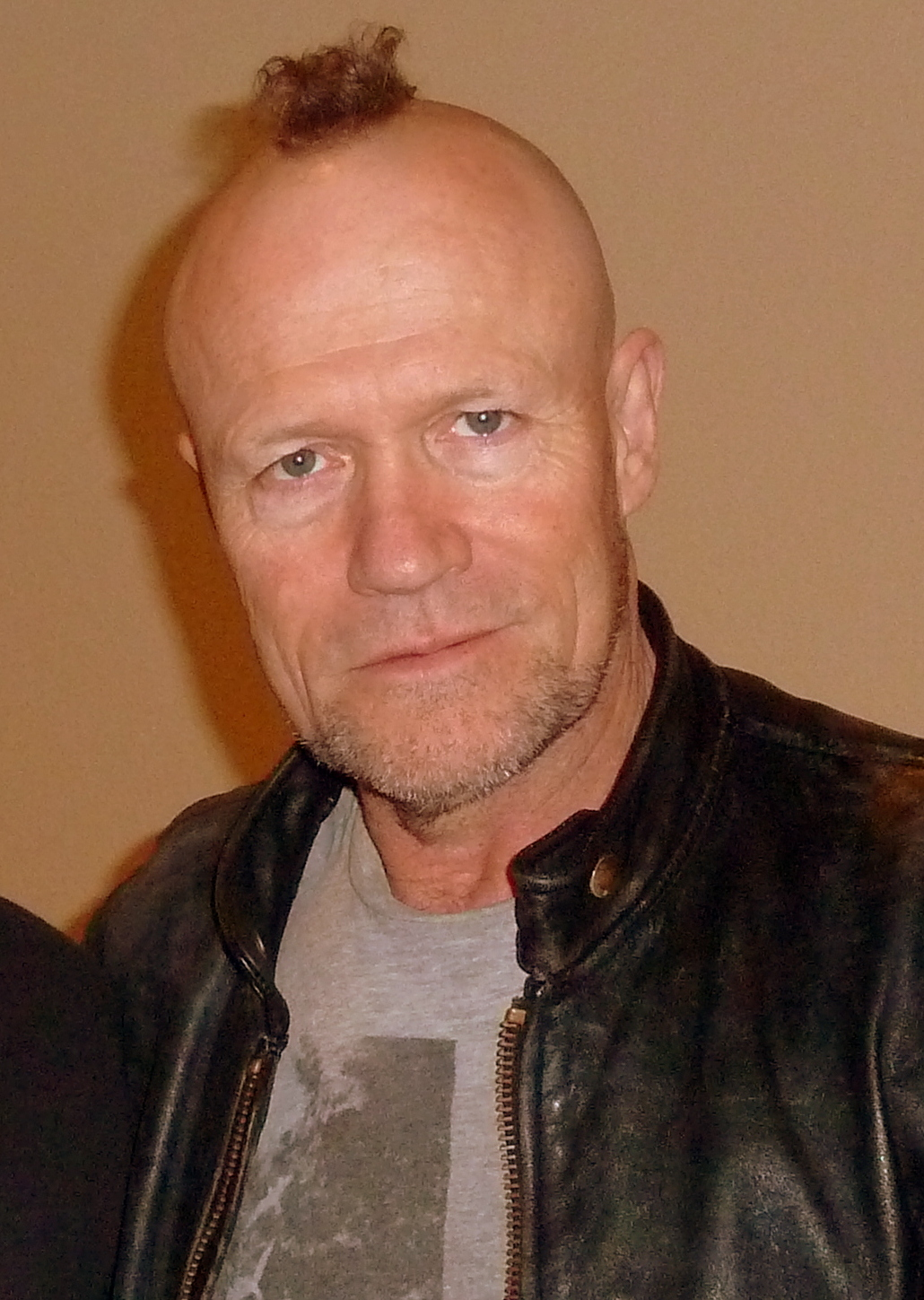
Michael Rooker interpretou Merle Dixon
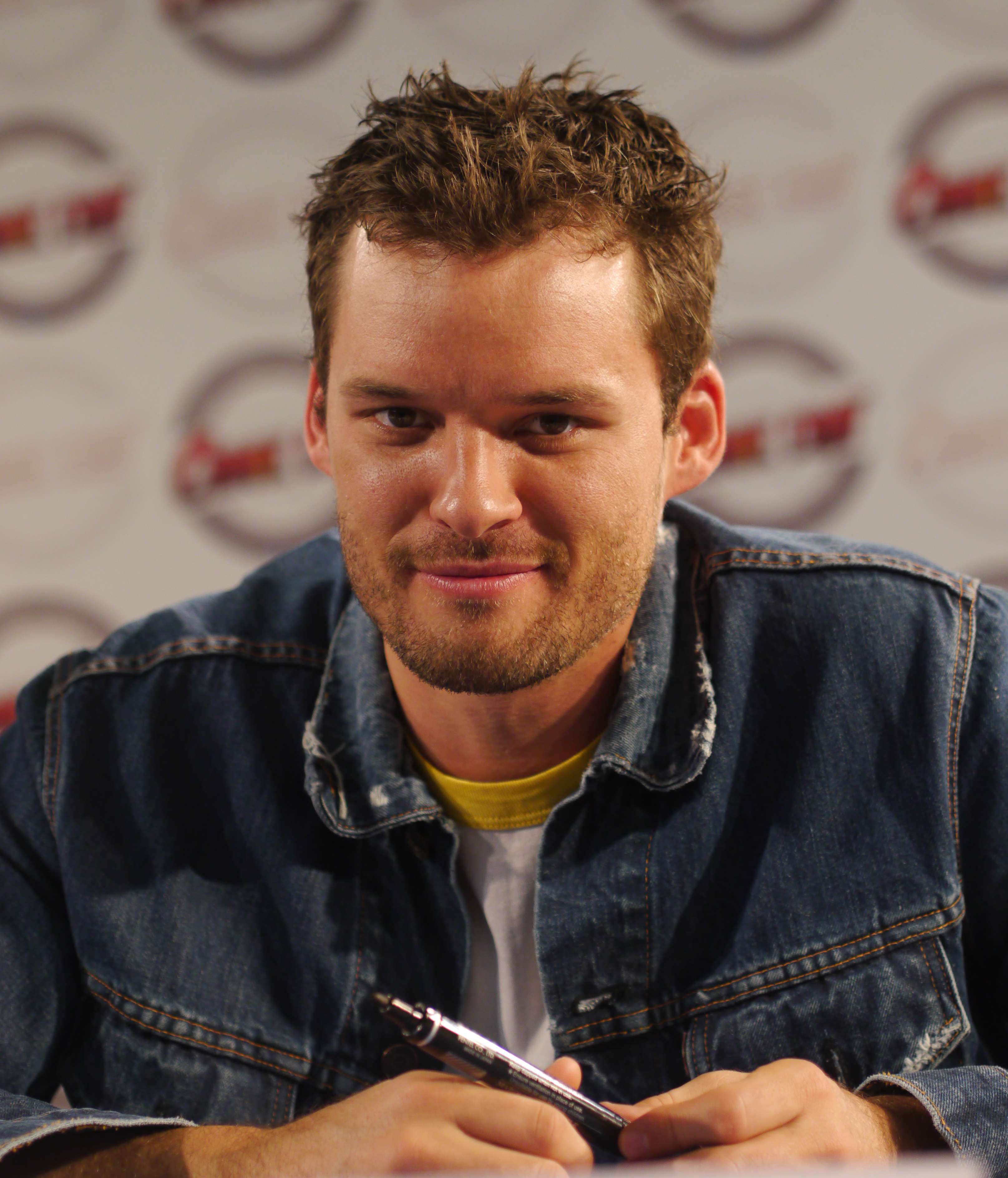
Austin Nichols interpretou Spencer Monroe
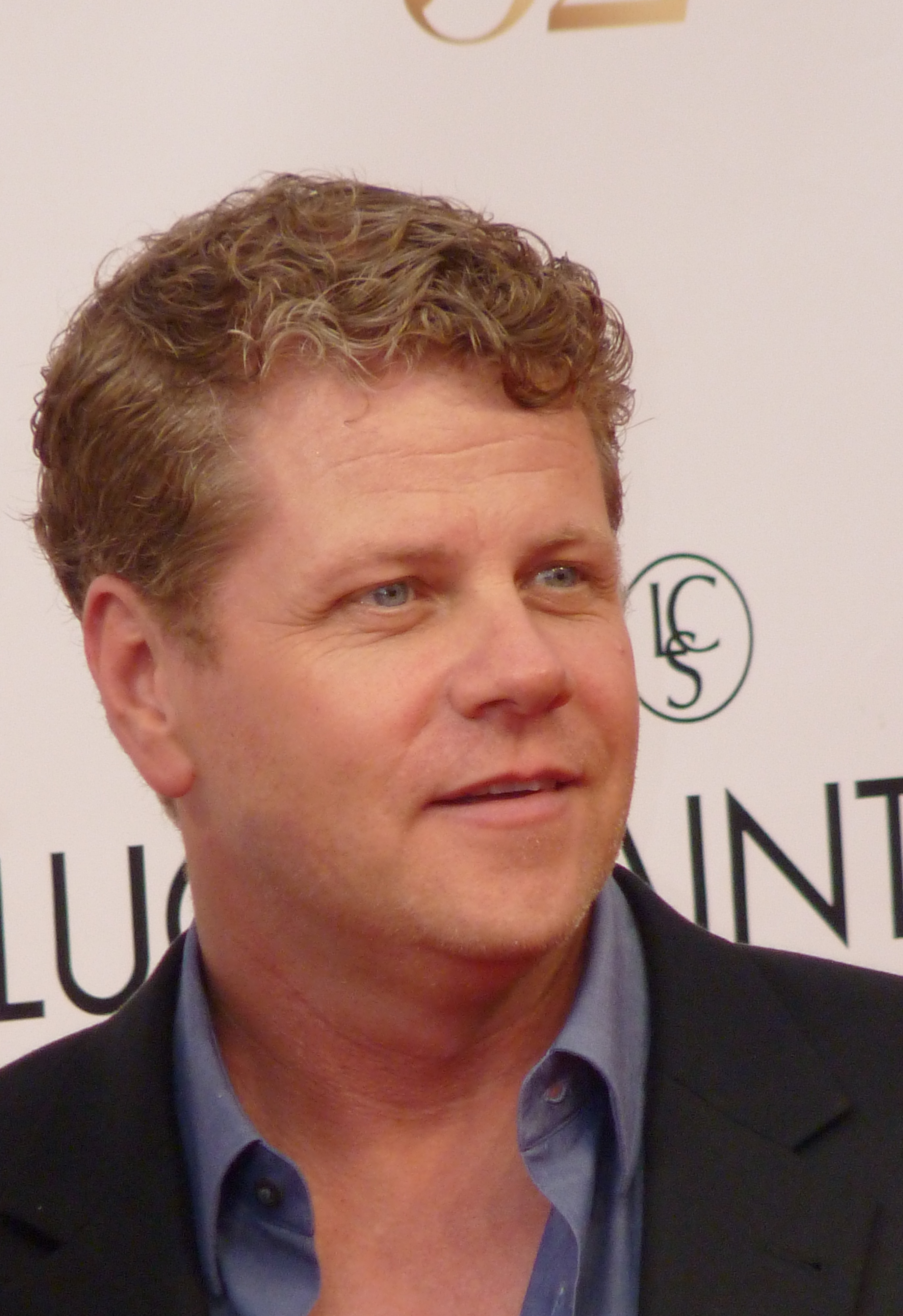
Michael Cudlitz interpretou Abraham Ford
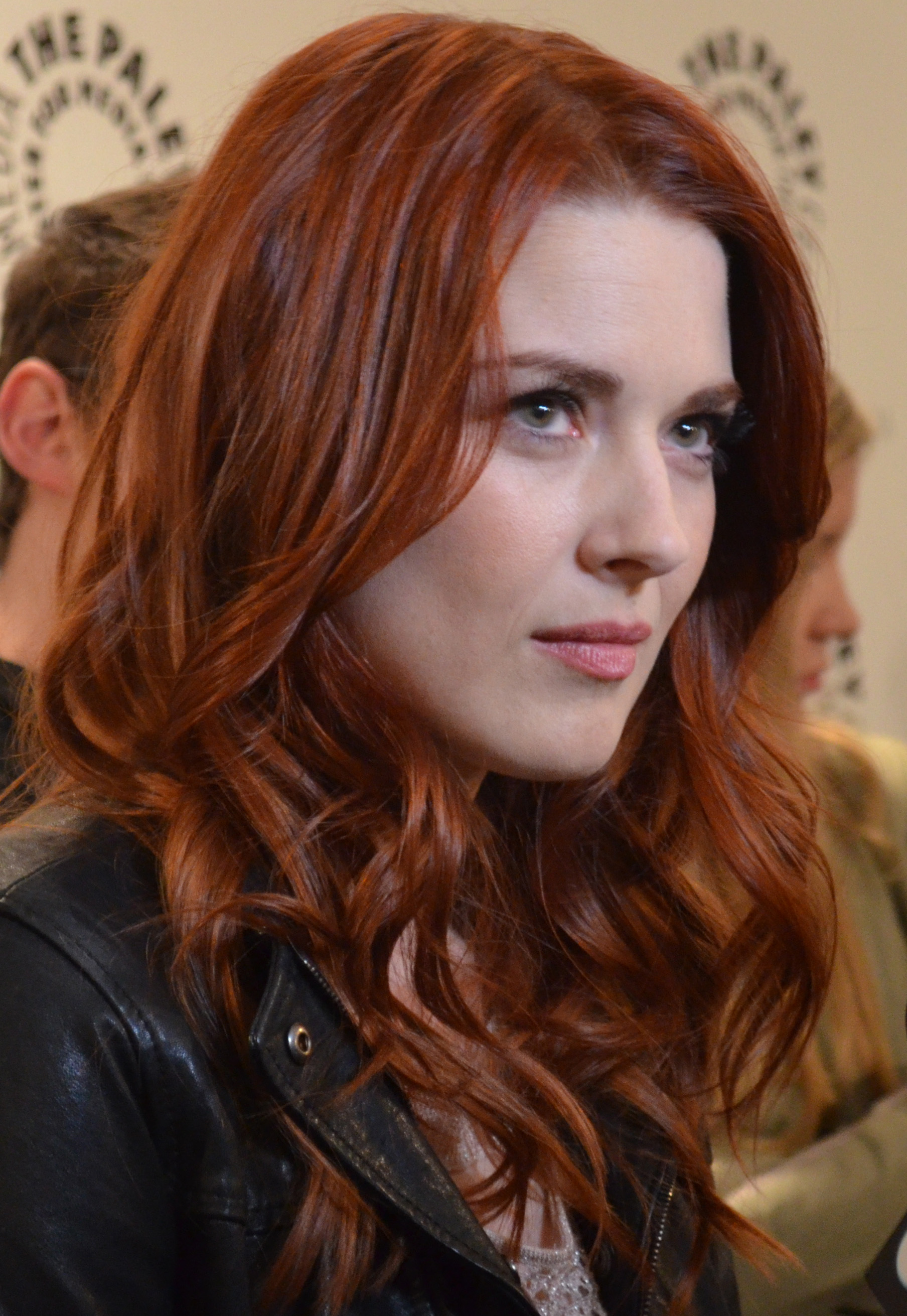
Alexandra Breckenridge interpretou Jessie Anderson
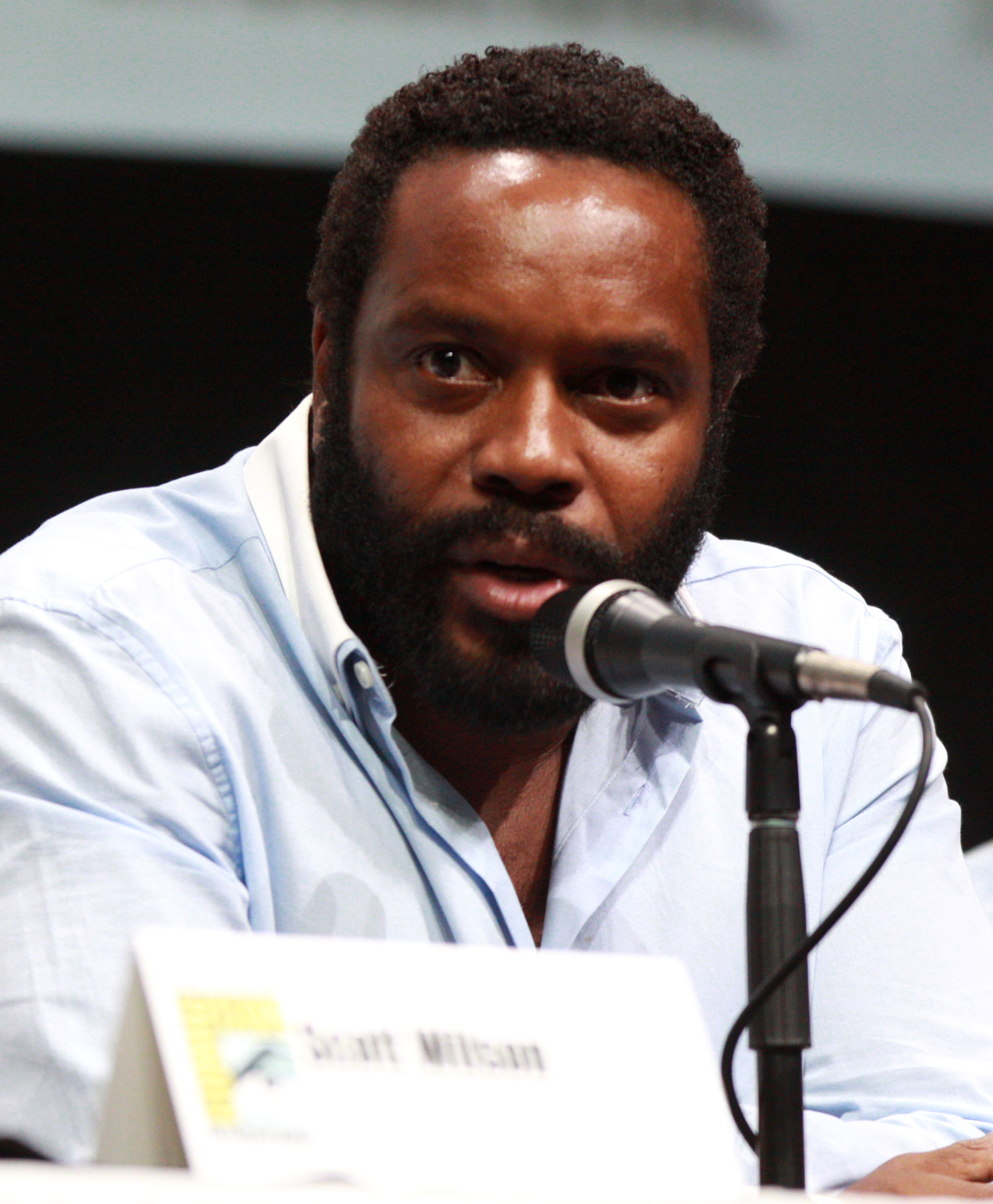
Chad Coleman interpretou Tyreese
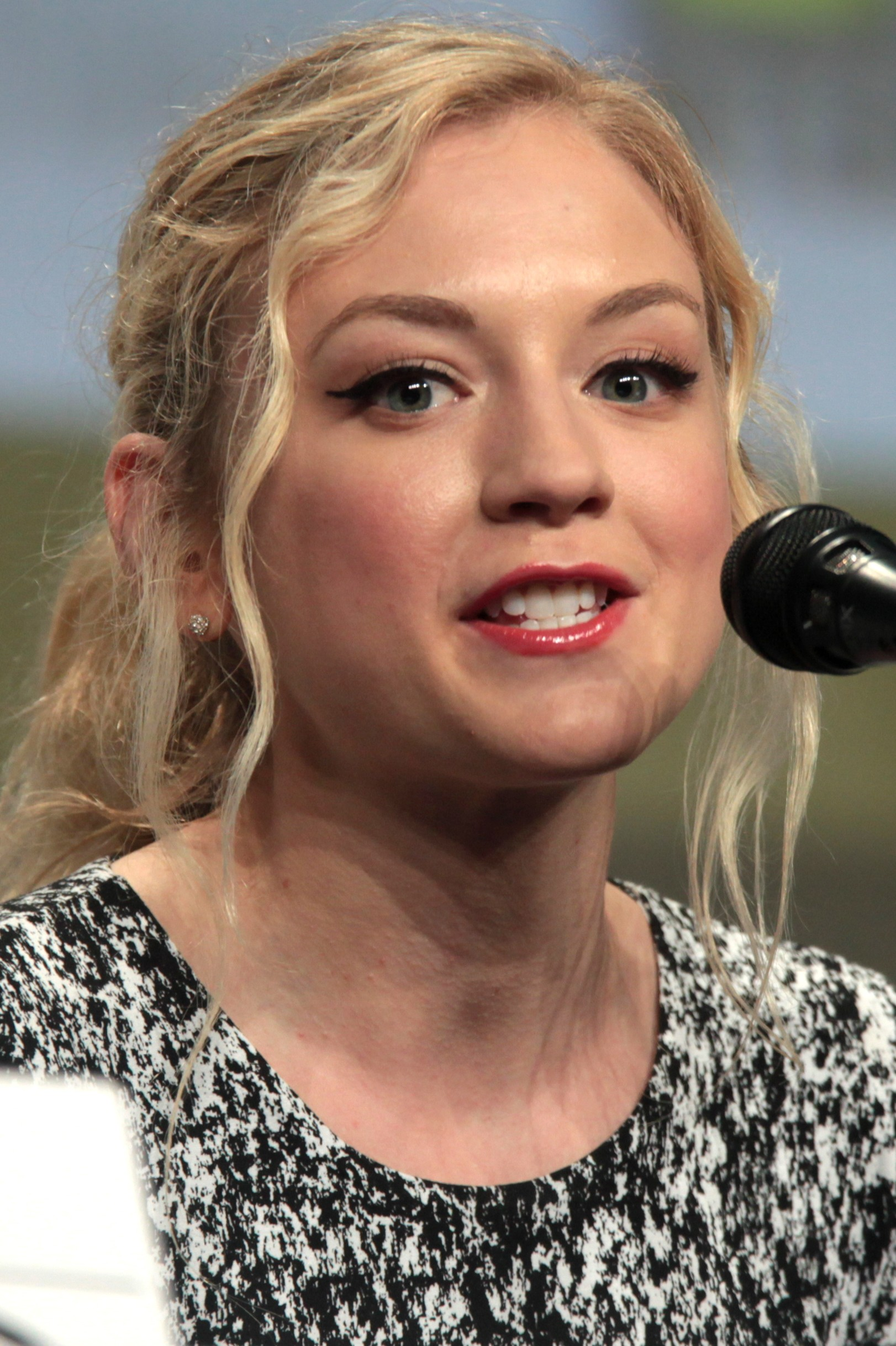
Emily Kinney interpretou Beth Greene
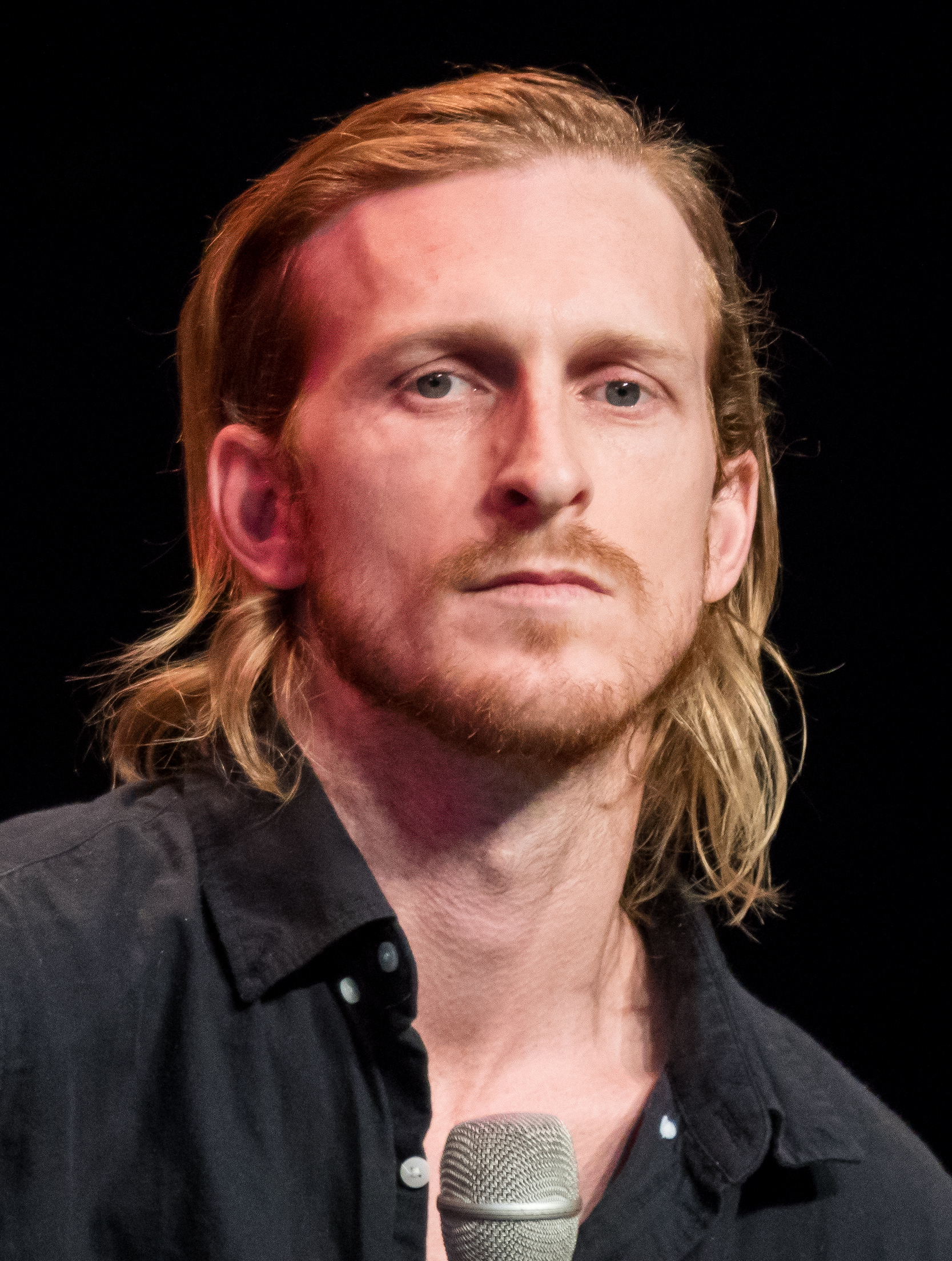
Austin Amelio interpretou Dwight
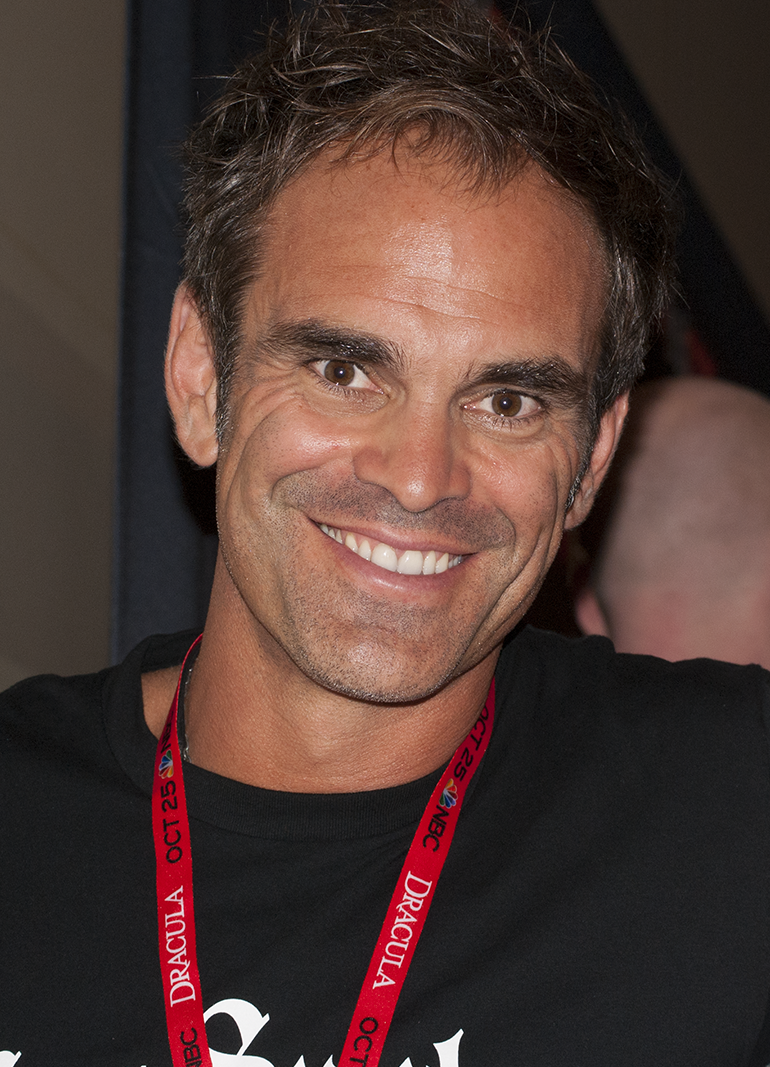
Steven Ogg interpretou Simon
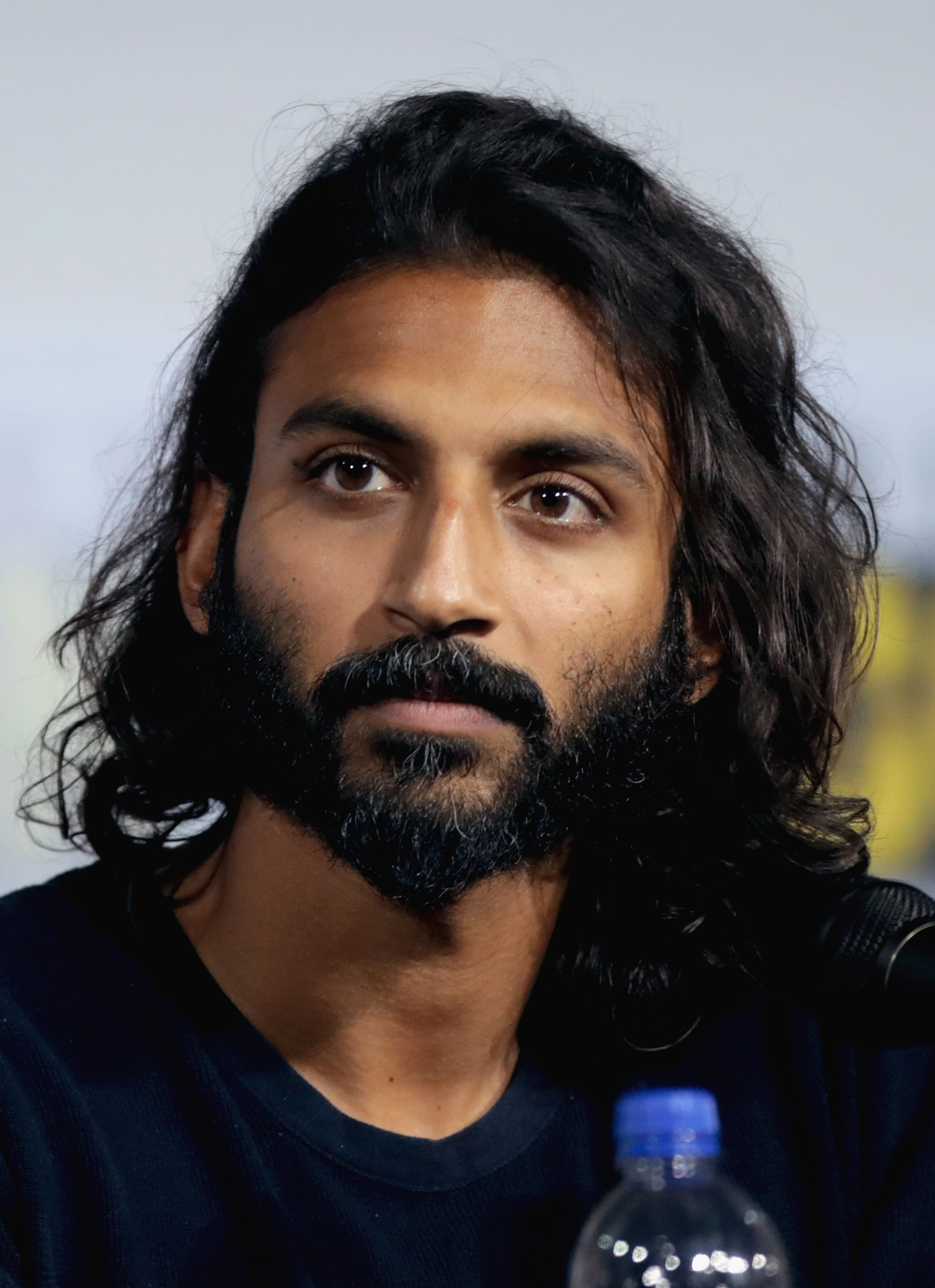
Avi Nash interpretou Siddiq
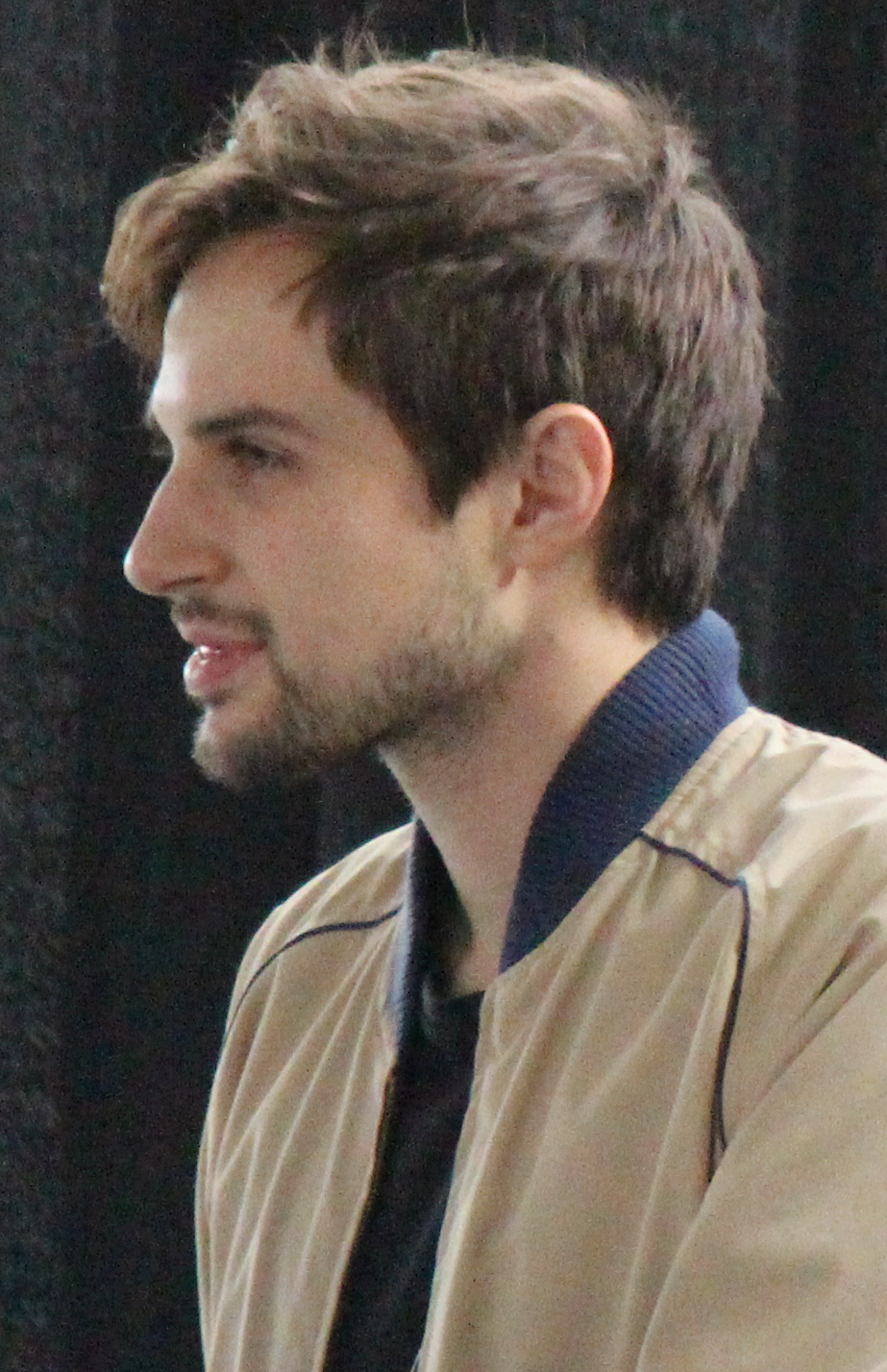
Andrew J. West interpretou Gareth
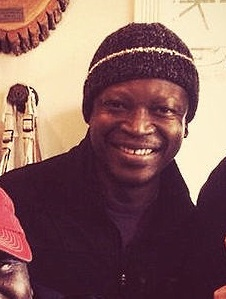
Lawrence Gilliard Jr. interpretou Bob Stookey
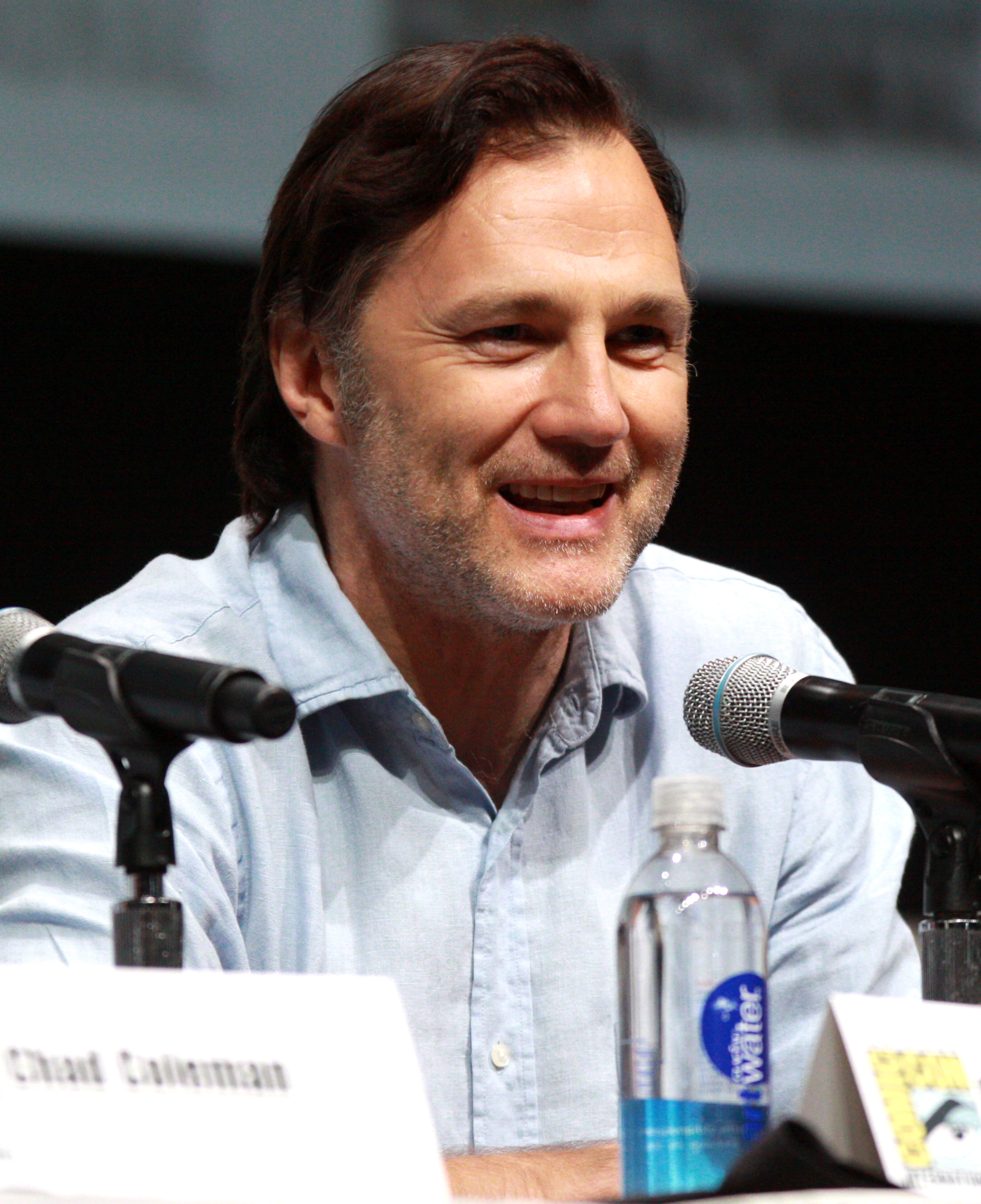
David Morrissey interpretou O Governador
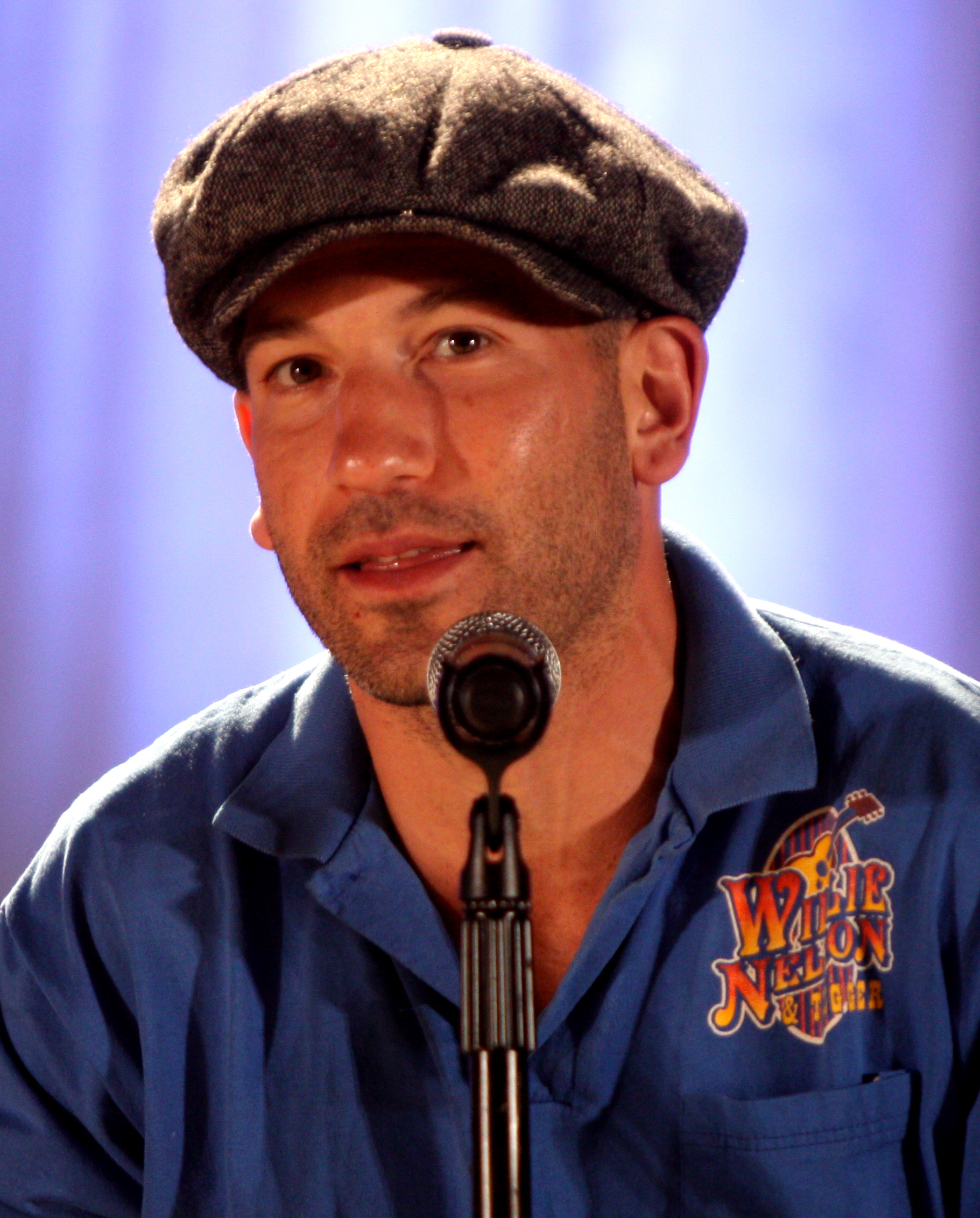
Jon Bernthal interpretou Shane Walsh
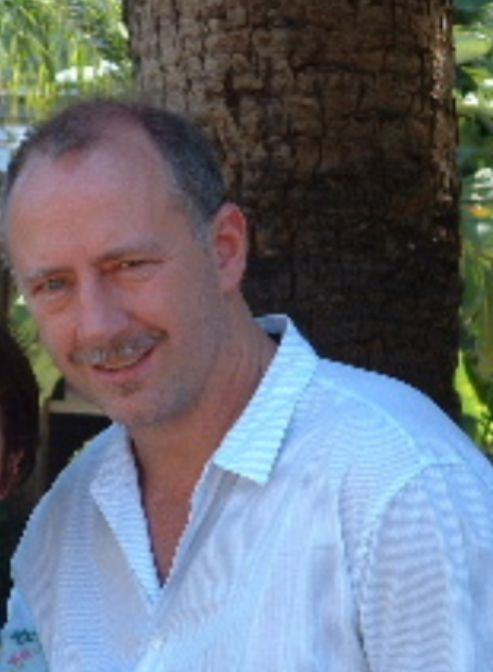
Xander Berkeley interpretou Gregory
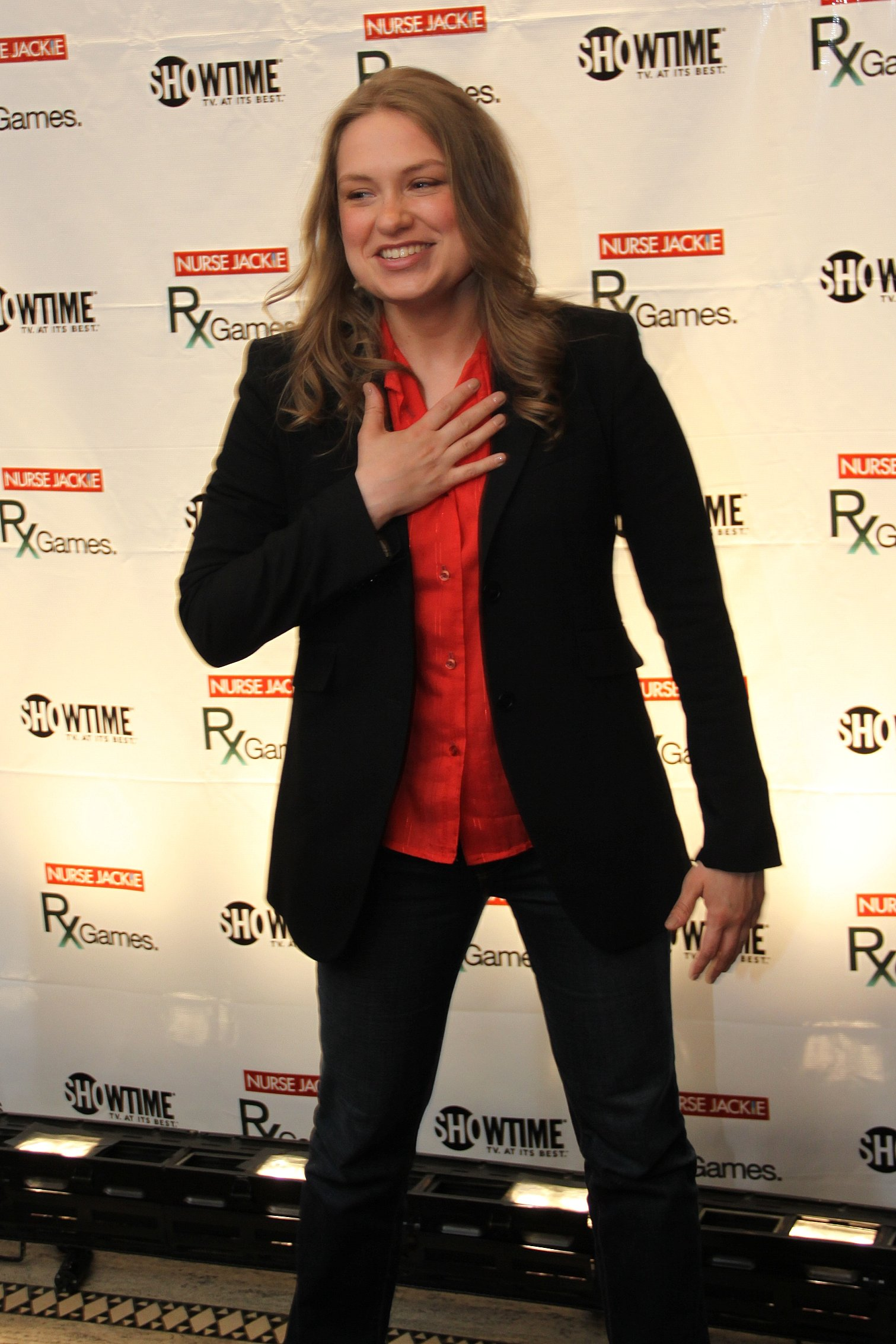
Merritt Wever interpretou Denise Cloyd
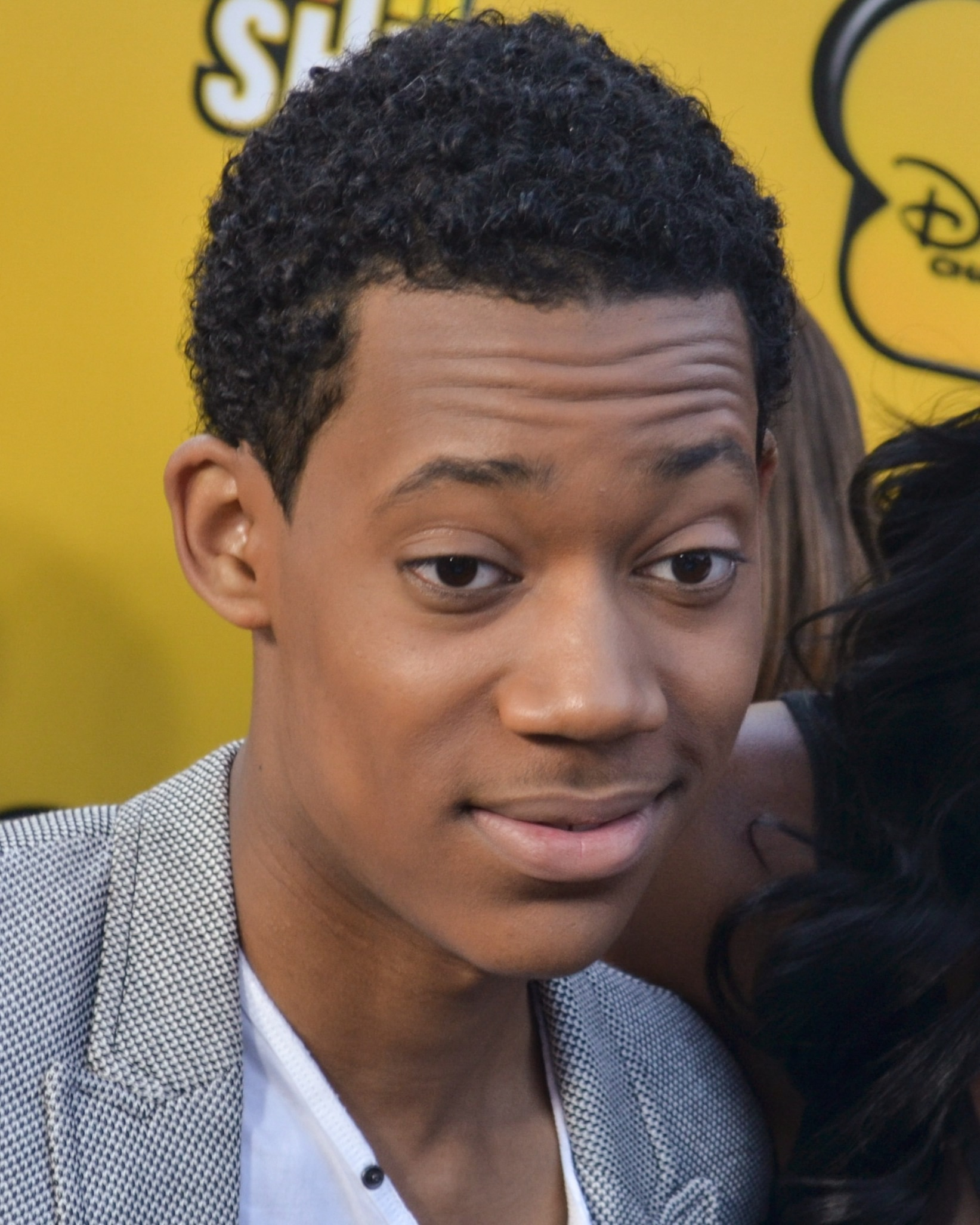
Tyler James Williams interpretou Noah
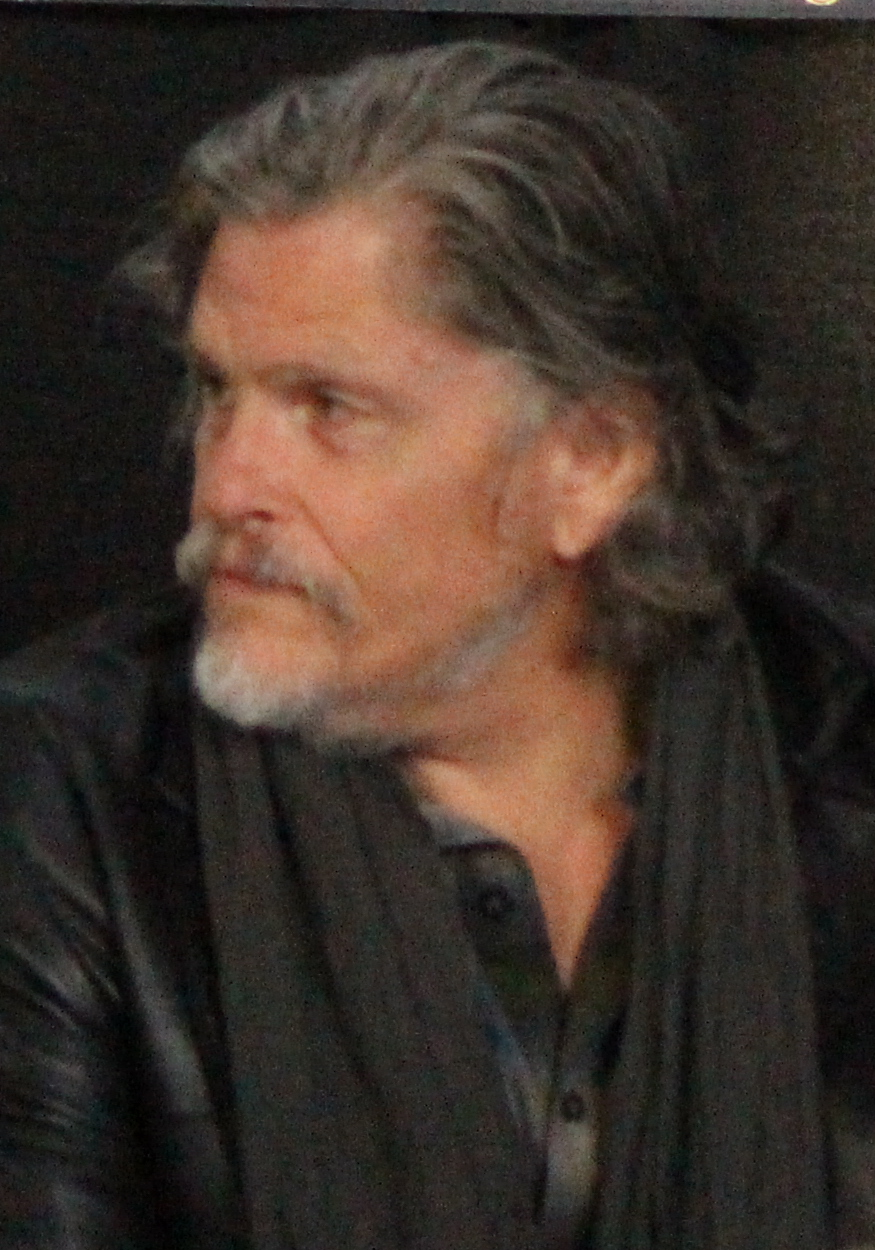
Jeff Kober interpretou Joe
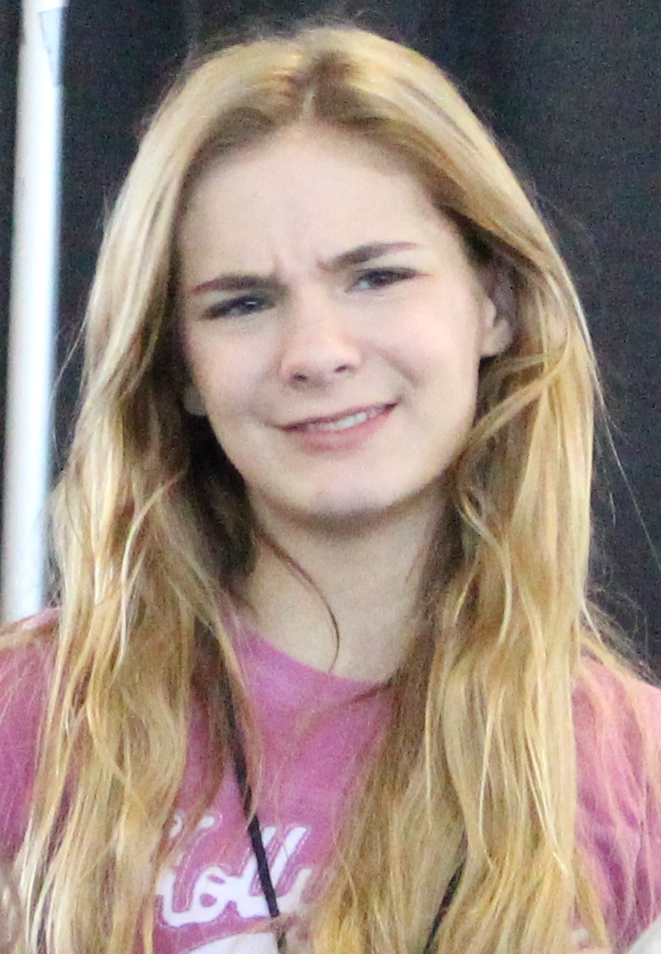
Brighton Sharbino interpretou Lizzie Samuels
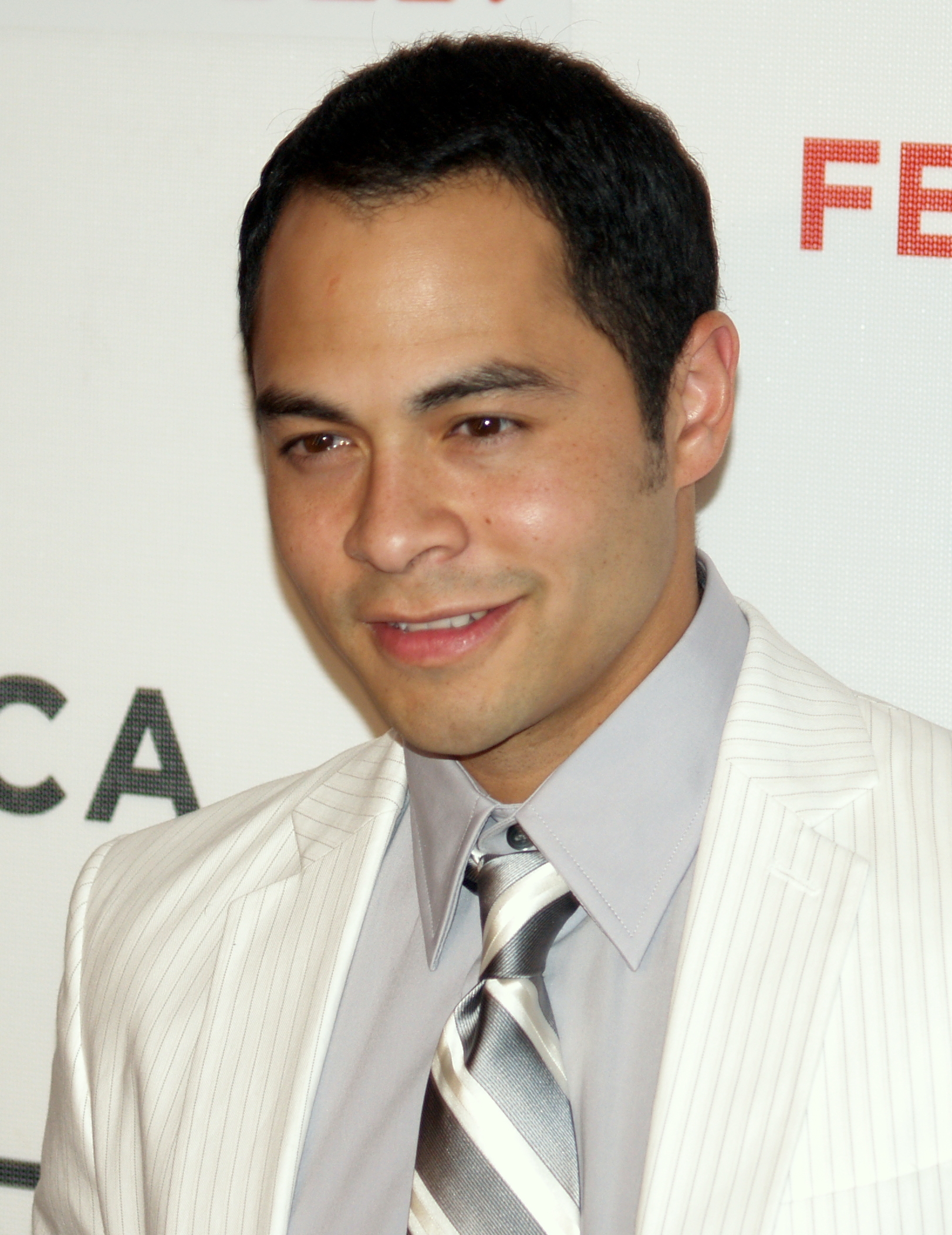
Jose Pablo Cantillo interpretou Caesar Martinez
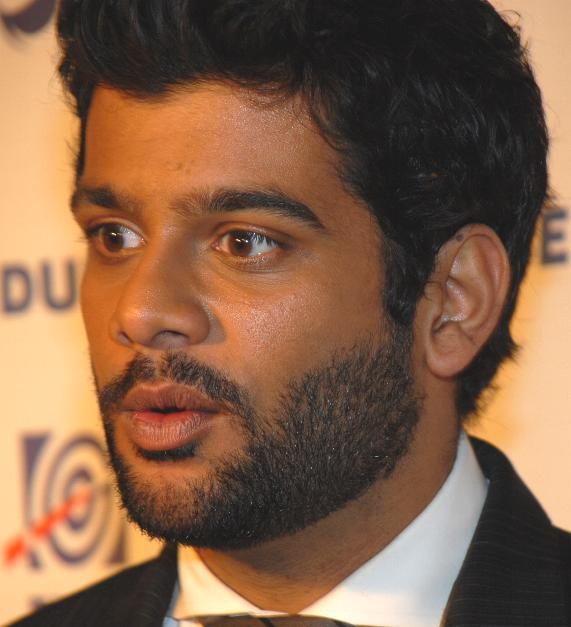
Sunkrish Bala interpretou Dr. Caleb Subramanian
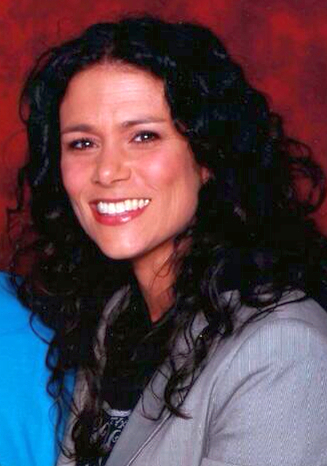
Melissa Ponzio interpretou Karen
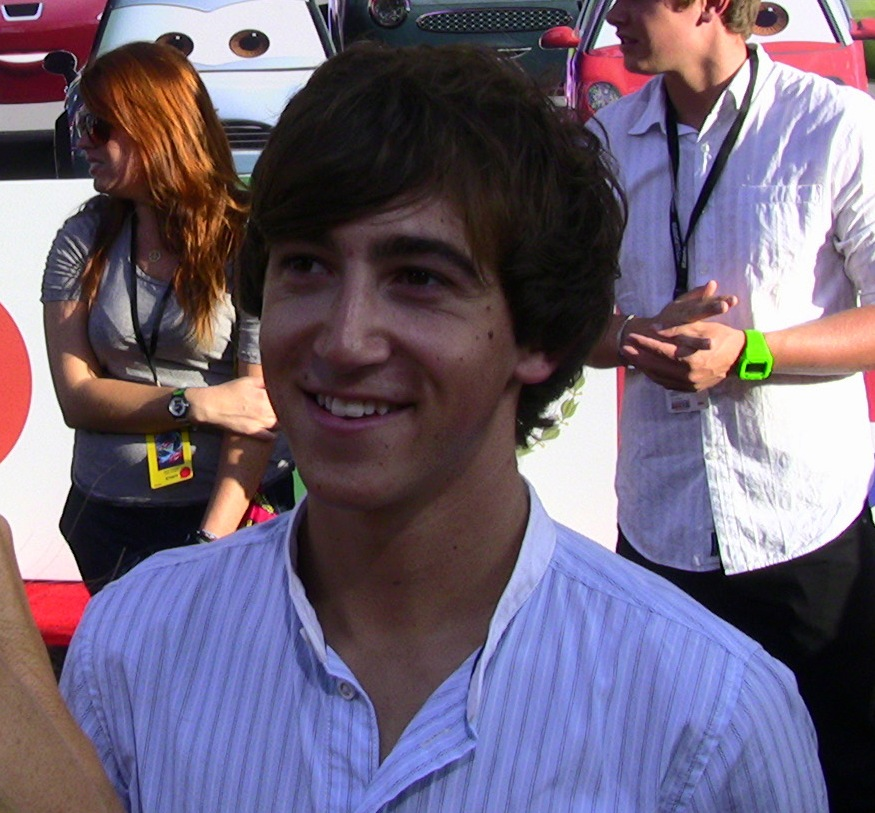
Vincent Martella interpretou Patrick
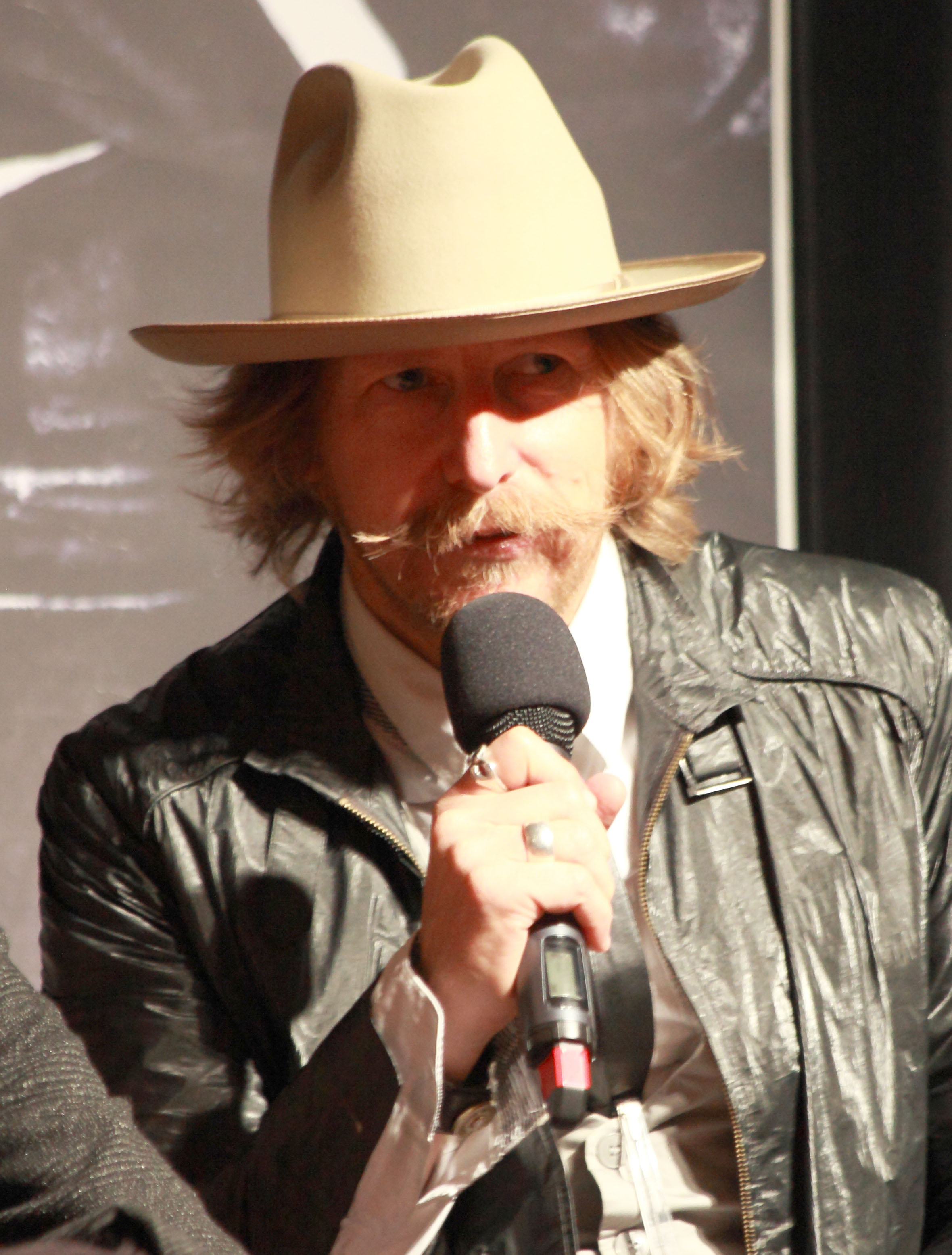
Lew Temple interpretou Axel
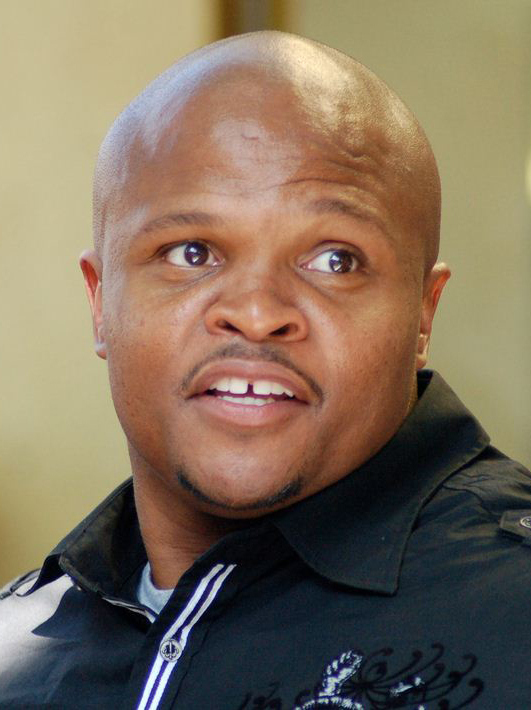
IronE Singleton interpretou Theodore "T-Dog" Douglas
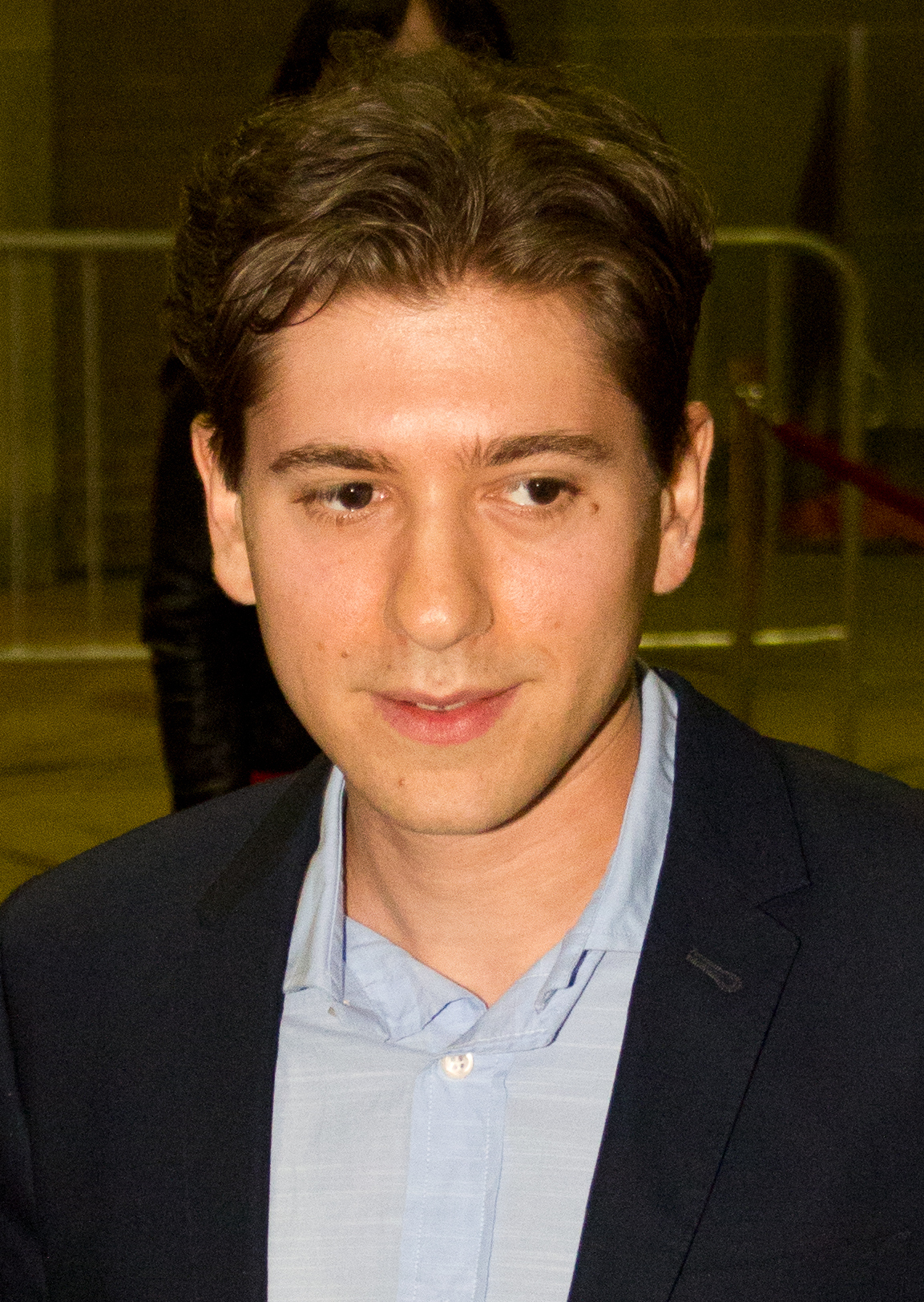
Michael Zegen interpretou Randall Culver
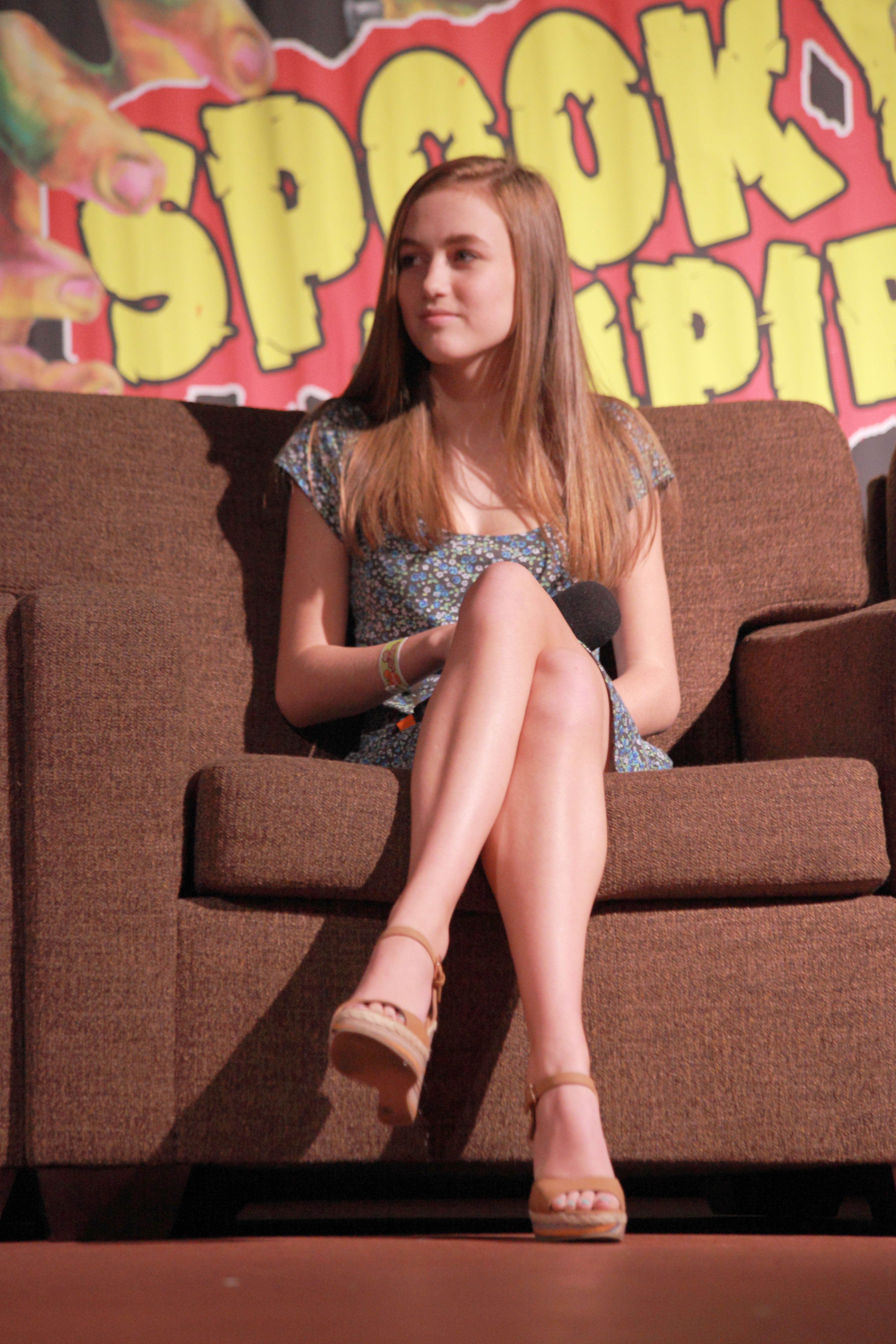
Madison Lintz interpretou Sophia Peletier
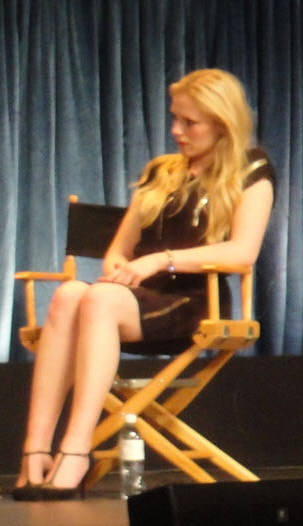
Emma Bell interpretou Amy